# 国鉄103系電車
国鉄103系電車（こくてつ103けいでんしゃ）は、日本国有鉄道（国鉄）が設計・製造した直流通勤形電車である。1963年（昭和38年）3月から1984年（昭和59年）1月までの21年間に3,447両が製造された。
本項では、インドネシアの鉄道会社（PT. Kereta Api）に譲渡された車両についても記述する。

## 概要
国鉄初の新性能通勤電車として1957年に登場した101系を基本に、駅間距離の短い線区の運転やMT比1:1の編成を組成可能な経済性を重視し、当時の国鉄の財政・設備・保守などの各事情を考慮の上で設計され、3,447両が製造された。新造車3,447両のほか、20両が72系から、36両が101系から編入され、総数は3,503両であるが、後述する105系への改造や老朽化、事故廃車などにより、全車が同時に存在した時期はない。
基本的な構成は、前級に当たる101系を概ね踏襲している。切妻形車体・3枚窓による運転台のシンプルなデザイン・幅1,300 mmの両開き4扉・扉間7人掛け車端部3人掛けのロングシート・コイルばね台車はウイングばね軸箱支持・主電動機に直巻整流子電動機を用いた抵抗制御・MM'ユニット方式である。
本系列の設計は帝都高速度交通営団（現・東京地下鉄）東西線乗入用のアルミニウム合金製車両である301系の基本となったほか、地方電化路線用の105系にも応用された。
JRグループ発足時に、事故廃車2両と105系改造車65両を除いた3,436両が、北海道旅客鉄道（JR北海道）と四国旅客鉄道（JR四国）を除く各旅客鉄道会社に引き継がれた。その後老朽化による新型車両への置き換えによって廃車が進行し、東海旅客鉄道（JR東海）が所有していた該当車両は2001年（平成13年）、東日本旅客鉄道（JR東日本）が所有していた該当車両は2009年（平成21年）に形式消滅となっており、2024年4月1日現在残存するのは西日本旅客鉄道（JR西日本）が関西圏で運用する32両と九州旅客鉄道（JR九州）が筑肥線で運用する15両の合計47両である。
| 年                 | JR東日本 | JR東海 | JR西日本 | JR九州 | 総計    |
| ------------------ | -------- | ------ | -------- | ------ | ------- |
| 1987年（昭和62年） | 2,418両  | 70両   | 894両    | 54両   | 3,436両 |
| 1988年（昭和63年） | 2,418両  | 70両   | 894両    | 54両   | 3,436両 |
| 1989年（平成元年） | -        | -      | -        | 54両   | -       |
| 1990年（平成02年） | 2,359両  | 64両   | 893両    | 54両   | 3,370両 |
| 1991年（平成03年） | 2,208両  | 64両   | 888両    | 54両   | 3,214両 |
| 1992年（平成04年） | -        | 64両   | 850両    | 54両   | -       |
| 1993年（平成05年） | 2,055両  | 51両   | 821両    | 54両   | 2,981両 |
| 1994年（平成06年） | 1,979両  | 51両   | 817両    | 54両   | 2,901両 |
| 1995年（平成07年） | 1,845両  | 50両   | 809両    | 54両   | 2,758両 |
| 1996年（平成08年） | 1,734両  | 50両   | 804両    | 54両   | 2,642両 |
| 1997年（平成09年） | 1,640両  | 50両   | 795両    | 54両   | 2,539両 |
| 1998年（平成10年） | 1,489両  | 50両   | 777両    | 54両   | 2,370両 |
| 1999年（平成11年） | 1,350両  | 50両   | 777両    | 54両   | 2,231両 |
| 2000年（平成12年） | 1,284両  | 17両   | 775両    | 54両   | 2,130両 |
| 2001年（平成13年） | 1,052両  | 10両   | 775両    | 54両   | 1,887両 |
| 2002年（平成14年） | 939両    | 0両    | 771両    | 54両   | 1,764両 |
| 2003年（平成15年） | 605両    | -      | 770両    | 54両   | 1,429両 |
| 2004年（平成16年） | 331両    | -      | 734両    | 54両   | 1,119両 |
| 2005年（平成17年） | 146両    | -      | 718両    | 54両   | 918両   |
| 2006年（平成18年） | 31両     | -      | 656両    | 54両   | 741両   |
| 2007年（平成19年） | 4両      | -      | 587両    | 54両   | 645両   |
| 2008年（平成20年） | 4両      | -      | 524両    | 54両   | 582両   |
| 2009年（平成21年） | 4両      | -      | 458両    | 54両   | 506両   |
| 2010年（平成22年） | 0両      | -      | 430両    | 54両   | 484両   |
| 2011年（平成23年） | -        | -      | 358両    | 54両   | 412両   |
| 2012年（平成24年） | -        | -      | 296両    | 54両   | 350両   |
| 2013年（平成25年） | -        | -      | 288両    | 54両   | 342両   |
| 2014年（平成26年） | -        | -      | 278両    | 54両   | 332両   |
| 2015年（平成27年） | -        | -      | 269両    | 48両   | 317両   |
| 2016年（平成28年） | -        | -      | 268両    | 21両   | 289両   |
| 2017年（平成29年） | -        | -      | 198両    | 21両   | 219両   |
| 2018年（平成30年） | -        | -      | 98両     | 18両   | 116両   |
| 2019年（令和元年） | -        | -      | 48両     | 15両   | 63両    |
| 2020年（令和02年） | -        | -      | 48両     | 15両   | 63両    |
| 2022年（令和04年） | -        | -      | 40両     | 15両   | 55両    |
| 2023年（令和05年） | -        | -      | 40両     | 15両   | 55両    |
| 2024年（令和 6年)  | -        | -      | 32両     | 15両   | 47両    |

### 開発の経緯

#### 101系全電動車化計画の頓挫
1957年（昭和32年）に国鉄初の新性能電車として登場したモハ90形（後の101系通勤形電車）は当時の民鉄の高性能車に匹敵する加速度・減速度などを備え、国鉄の通勤輸送力の要として期待された。しかし、試運転を重ねるうちに所定の加速度設定では電流が、き電設備に負荷をかけることがわかり、営業運転開始時から101系は本来の性能を出せず、オール電動車編成を持て余すことになる。初めての新性能電車の運転に対して、国鉄工作局も電気局も変電所容量や架線設備が適合するかのチェックを見落としていた。既に1957年（昭和32年）度にモハ90形が150両分予算計上されており、1958年（昭和33年）春から夏にかけて落成したが、量産車も本来の性能で運転できなかったことから全電動車編成のあり方に疑問がなげかけられる。モーター数を減らした編成で運転した方が車両新製費用が安いことから、1958年度の新製車からは、10両編成中2両をモーターなしの車両にした8M2T編成で増備されることとなった。

#### 101系電車の使用方法の検討
|          | 混雑時 | 混雑時 | 閑散時 | 閑散時 | 備考                               |
| -------- | ------ | ------ | ------ | ------ | ---------------------------------- |
|          | 編成   | 時隔   | 編成   | 時隔   |                                    |
| 京浜東北 | 8      | 2'00"  | 8      | 5'00"  | -                                  |
| 山手     | 8      | 2'00"  | 8      | 4'00"  | -                                  |
| 赤羽     | 8      | 5'30"  | 4      | 5'30"  | -                                  |
| 中央急行 | 10     | 2'00"  | 8      | 5'00"  | -                                  |
| 中央緩行 | 8      | 2'30"  | 8      | 5'00"  | -                                  |
| 南武     | 6      | 3'00"  | 4      | 6'00"  | -                                  |
| 横浜     | 8      | 10'00" | 2 - 4  | 15'00" | -                                  |
| 常磐     | 9      | 3'00"  | 6      | 6'00"  | 混雑時の時隔は中距離電車等との平均 |

1959年（昭和34年）に入っても中央本線に101系が増備されていたが、基本8両編成を6M2T、付属2両編成を2Mという編成を組み、日中は基本編成の8両編成で運転されていた。1950年代後半の首都圏の通勤輸送の伸び率は年6 %以上であり、車両を投入して増発や増結をしても輸送量の伸びに追従できない状態にあり、少数の高性能な車両よりも多数の車両が必要となってきた。限られた予算内で多くの車両を作るには、製造単価の高いモーター車の比率を下げる必要があるため、中央線の101系の使用方法にも、付属編成はそのままで基本編成を4M4Tにした6M4T編成が可能かどうか、また他線区の編成両数から4両を1単位とした編成が組める方が都合が良いことから、MT比1:1による運転が可能かどうかの検討が始められる。
これらの観点から、1959年（昭和34年）11月に中央線営業列車にて主電動機温度測定試験が行われた。基本4M4T + 付属2Mという編成を用いたが、付属編成を分離した後の4M4T編成は日中の乗車率が少ない時でもモーター内の温度が上昇しており、101系ではモーター車とモーターなし車を半々で編成を組んだ、いわゆるMT比1:1の編成は、主電動機の熱容量不足のため不可能という結果が出された。同時に、編成はモーター車2両に対してモーターなし車1両 (2M1T) を基本に、場合によっては4M3T・6M4Tまでの編成に制約するという判断がなされた。また、この現車試験だけでなく、主電動機の熱容量を計算によって求めるRMS電流値による運転評価が1959年（昭和34年）秋頃から実用化され、MT比1:1編成のみならず、山手線のように駅間距離が短く発車してすぐに停車するような路線は、モーターを冷やす時間が少ないことから、101系は不利になった。

#### 新形通勤電車の構想
101系が設備面と主電動機の容量不足で今後の通勤線区に対して効果的な増備が行えないことから、国鉄本社運転局では「通勤電車の問題点」を1960年（昭和35年）2月にまとめ、次期通勤電車に対する要望として経済的で大量生産できる車両を挙げた。方向性としては、オール電動車形式による高性能車と回生ブレーキをセットに考える方法と、電動機の出力をアップしてMT比を1:1にして運転する方法が検討されている。回生ブレーキは勾配用抑速ブレーキとして国鉄でも採用実績はあったが停止用回生ブレーキは民鉄を含めても一般的ではなく、京阪電気鉄道が1959年（昭和34年）2月以降1650型の一部において搭載し、営業運転をしながら試験を続けており、その試験結果によって同年9月より回生ブレーキ付き2000型の営業運転を開始した。また、小田急電鉄では主電動機の出力を高めMT比を1:1とした2400形がデビューし、これまでのオール電動車による高性能車から、MT比1:1による高性能車へと変革をとげつつあった。構想にあたって回生ブレーキは京阪の研究結果を待つことにしたが、国鉄でも試作車を1959年（昭和34年）度中に落成している。

#### 架線温度上昇問題
中央線の新性能化に大きく貢献してきた101系だが、1960年（昭和35年）には別の問題が発生した。旧形国電に比べてパンタグラフ当たりの集電電流が大きくなったことによる架線への影響である。中央線の101系化率は同年4月には84 %に達し、101系の通過両数が増えたことから中央線の架線温度を上昇させ、架線の摩耗が激しいだけでなく、夏場などには架線溶断の危険性も浮上した。この問題は、架線を平行に並べるツインシンプルカテナリー方式を用いることで改善できることもあり、中央線と中央・総武緩行線の工事を行った。

#### 101系のパワーアップを検討
101系の問題点を克服し、標準形通勤電車を設計するための基礎資料として、1960年（昭和35年）3月末に回生ブレーキを搭載した101系910番台を試作し、同年6月から回生試験を開始した。試験の結果、初期費用が高いこともあり、回生による消費電力量の削減などを照らし合わせて考えても、大量生産しなければならない通勤形電車に搭載することは不適切との結果となった。また、小田急2400形が採用しているのと同じ120 kWのMB3039A形電動機を101系2両に搭載し、1961年（昭和36年）1月に中央線や山手線で試験を行った。結果として、回生ブレーキを採用できない状態で主電動機のみをパワーアップすることはできないため、国鉄の1961年度技術課題では回生ブレーキ試作車を大阪環状線に転じて、編成単位での長期試験を行うことも検討された。

#### 限界性能の6M4T化
1960年（昭和35年）初頭から選考に入った101系に代わる次期通勤電車は、101系の失敗を繰り返さないためにも、様々な試験を重ねたうえで電気局など多数の関係者も含めて慎重に仕様を決める必要があり、それまでの通勤輸送改善のための車両増備は101系に頼らざるを得ない状況にあった。国鉄の整備計画である第一次5ヵ年計画での車両増備が、予定の390億円に対して321億円と予算不足にあったことから、101系を10両中モーター車8両という構成から10両中モーター車6両にして、製造費の高いモーター車を減らすことで少ない予算で多くの車両を通勤輸送に投入した。これを実現させるには編成を基本8両編成から7両編成に減車しなければならないため、東京鉄道管理局の日中輸送力の検討結果を待って決定された。その結果、昭和35年度本予算では101系のモーターなし車のみ88両が製造され、101系の編成替えを実施し各線の輸送力増強に充てられた他、中央線では11月21日のダイヤ改正にてオール101系化がなされた。

### 標準形通勤電車の設計へ
| 候補線区   | 検討 対象 | 平均駅間 距離 (km) | 平均速度 (km/h) |
| ---------- | --------- | ------------------ | --------------- |
| 中央緩行   | ○         | 1.27               | 39.6            |
| 総武       | ○         | 1.74               | 46.0            |
| 京浜東北   | ○         | 1.45               | 44.4            |
| 阪和       | ○         | 1.26               | 38.6            |
| 常磐       | -         | 2.64               | 52.8            |
| 京阪神緩行 | -         | 3.29               | 56.7            |

一方、首都圏の通勤事情は悪化し、1961年（昭和36年）1月には中央線朝ラッシュ時に56分30秒という過去最高の遅延を記録するなど、「交通地獄」の様相を呈してくる。この状態を緩和するため、同年秋から山手線に101系を4M3Tで投入を開始した。101系の性能上、山手線などで使用する場合はモーターに電流をあまり流すことが出来ないため、電気ブレーキをカットすると共に、力行時の限流値も低く抑える必要があり、旧形国電よりも運転速度は遅くなったが、101系は両開きドアであることからラッシュ緩和に効果があること、山手線から捻出される旧形国電を他の路線の増結用に回すことができること等の利点を買われたものである。このように103系の設計がまとまるまでの間、中央線用に設計された101系を性能的に適さない山手線や総武線などに増備されたのはラッシュ輸送改善のためであり、101系を入れても新性能電車投入のスピードアップなどの効果が薄いため、これらの通勤路線に適合した仕様でMT比1:1を実現し低費用で大量量産する新形通勤電車が必要となった（詳細は国鉄101系電車#計画の頓挫参照）。
101系では当初全M車編成で3.2 km/h/sという加速度が目標とされたが、6M4T化により2.0 km/h/sの加速度と3.0 km/h/sの減速度になった。新形通勤電車の投入候補線区のうち、次期車両の投入予定4線区（右表○印）に関して検討した結果、高加速度のメリットが大きくないことが明らかになってきた。輸送力向上のための運転時隔短縮が本来の目的であり、高加速度は駅間での運転速度を高めて閉塞区間を速く通過することで次の列車を早く通すという考え方に基づく要求だが、これを達成するためには実際には高減速度の方が重要ということが判明したため、2.0 km/h/sの加速度に留め、3.5 km/h/sという減速度を目指すことになった。

#### 運転時隔と車両性能の検討
| 線名       | 区間                    |
| ---------- | ----------------------- |
| 東北本線   | 東京 - 大宮間（電車線） |
| 東海道本線 | 東京 - 横浜間（電車線） |
| 根岸線     | 横浜 - 磯子間           |
| 山手線     | 電車線                  |
| 中央本線   | 東京 - 高尾間           |
| 総武本線   | 御茶ノ水 - 千葉間       |
| 常磐線     | 日暮里 - 松戸間         |
| 大阪環状線 | 全線                    |

国鉄では列車同士の追突を防止するために列車の進路を閉塞という区画で区切り信号機により追突を防止する信号保安というシステムを用いた。列車と列車の運転時隔を縮めるためには前を走る列車が駅に停車中に、後続の列車が進行信号で走行する必要があるが、ラッシュ時は客扱いに30秒以上停車する駅もあり、運転時隔を2分以下とするには駅から先行列車が迅速に発車し、後続列車が進行信号で駅に進入するシステムが必要となる。京浜東北線と山手線が同一線上を走っていた1952年10月よりラッシュ時に各々3分40秒間隔、双方合わせると1分50秒間隔運転を開始した際には、後続列車に進行信号を現示し停車時間を確保するために一部の駅のホーム中間に信号機を増設した。モハ90形通勤電車においては、高加速度にて駅から早く発車し運転時隔を縮めようとしたが、電力設備が追いつかず、旧形国電とさほど変わらぬ加速度に落ち着いたが、運転時分を短縮するにはホーム中間に信号機を設ける方法は効果的なことから、京浜東北線と山手線が分離運転を始めた1956年11月19日以降も大部分の駅にホーム中間信号機を設置したが、それ以外にも信号機をこれまでの赤・黄・緑の3灯現示以外に25 km/h以下での進行を指示する警戒信号（黄 + 黄）や65 km/h以下で進む減速信号（黄 + 緑）などの多灯信号機を導入し駅手前に短い閉塞区間を設けるなどの措置を講じた。
ホーム中間信号機が設置してある線区での運転時隔は、列車最後部がホーム中間の信号機を通過するまでの走行時間が重要となり、その場合は4.0 km/h/sの高加速度でも2.0 km/h/sの加速度でも運転時隔に差がないことが判明した。ホーム中間に信号機がある場合、後続列車への影響は駅を出た列車の最後尾がホームを出た先にある出発信号機を通過する時間ではなく、ホーム中間の信号機を通過するまでの時間が重要となり、ホーム中間の信号機は列車停止位置の最後尾から100 m以下であるため、列車の起動加速度を究極まで高めても効果が低いためだ。運転時分の算定にはブレーキ初速度やホーム中間の信号機の位置、列車の長さなど、いくつかのパラメータを与えれば求まる計算式があり、それらを様々な条件を当てはめてシミュレートした結果、起動加速度2.0 km/h/s・減速度2.5 km/h/s程度、ブレーキ初速度60 km/h程度、ホーム中間の信号機を設けていることが適していることがわかった。これらのことから、新形通勤電車の設計にあたっては、起動時の電流量が多くなり電力設備に負荷をかける加速度を高めるのではなく、加速度は低く2.0 km/h/s程度に抑え、ブレーキ減速度を3.5 km/h/sと高めにとることにした。
なお、場内信号機の建植位置は、運転保安設備基準規程により駅の列車停止位置より150 m以上外方と決められているが、表の路線は特例としてホーム中央などに場内信号機を設置した。1961年（昭和36年）当時の山手線品川 - 新宿 - 田端間でホーム中間に信号機が設置されていたのは一部の駅だけであったが、1974年までに全駅でホーム中間に信号機の整備が完了している。

#### 主電動機の設計
101系が中央線など駅間距離が長い路線でないと使えない電車になってしまったのは、オール電動車で設計されていたものをモーターの付いていない車両を編成中に増やしたことによるモーターの過負荷が原因である。特に通勤線区は駅間距離が短い路線が多いため、101系電車で運転しようとすると、モーター車の比率を高めるか限流値を下げて運転速度を落とすしかなかった。これは、101系に用いられているMT46Aという主電動機の熱容量が小さかったからである。熱容量にはモーターの絶縁材が大きく関わっており、MT46Aの温度上昇限度は電機子が特別B種の120度まで、界磁がH種で150度までの制約があり、電流を流した時に発生する熱は電流の二乗に比例するため、大きな電流を流して加速度を高めると電動機の大きな過熱を招いて絶縁材の寿命が短くなる。温度が8度上がるだけで絶縁材の寿命が半減するという「8度半減則」という法則もあり、許容温度以上の負荷使用は、特別な場合を除き避けなければならなかった。
RMS電流は求める線区の運転曲線から列車の電流量を計算により求める手法である。その列車が実際に運転を行った後は、主電動機の温度が上昇するが、これを最初から一定の電流を流して同様な温度上昇になる数値を計算により求めることともいえる。よって、その列車が運転曲線通りに運転できるかどうかは、RMS電流を計算して主電動機の連続定格電流以下か、一時間定格電流の80 %以下の電流値であることが求められる。ちなみに、基準運転時分作成のための速度定数業務では速度定数査定基準規程（昭和39年12月10日）によって様々な条件が課せられるが、主電動機の温度制限に関する第33条の内容は下記の通り。
- 第33条 主電動機の温度は、次の各号に揚げる場合、その温度上昇の許容限度内にあるとみなす。
  1. 運転線図における加速区間の平均加速電流及びその他区間の電流が1時間定格以内の場合
  2. 運転全区間のR.M.S電流（平均二乗平方根電流）が1時間定格の80 %以内の場合
  3. 運転線図に基づいて温度上昇を計算した結果が許容限度内にある場合

限流値を一時間定格電流以下に設定して運転する旧形国電と違い、MT46以降の電車用主電動機は電流の過負荷に対する耐性が一時間定格電流の160 %までで設計されており、起動電流を大きく取って加速度を高めると、モーターが過負荷運転になる場合もあった。そこで1959年（昭和34年）の秋頃から、主電動機の温度上昇限度をオーバーせずに運転線図を作成し運転計画を立てることが当然となり、RMS電流計算により推定することが基本となった。
前述のように、101系をモデルチェンジした新型車両では回生ブレーキの採用や出力の増強が見送られ、運転時隔や架線への影響、消費電力量などの経済性なども含めて通勤用途に適した主電動機を新たに設計することになった。消費電力量や起動電流の面からは定格速度を低く取る方が良いが、低く取りすぎると力行率が増して回復運転余力がなくなるほか、高速運転のために極端に界磁を弱める必要が出たり、電気ブレーキ使用時に過電圧になる問題があった。これらを勘案し、標準形通勤電車用としてMT55形主電動機を開発した。回生ブレーキの採用は定期的に発生する維持費用の低減をはるかに上回る試算になったため見送られた。
103系通勤電車用としては、端子電圧375 VのMT55が設計された。想定される速度域や消費電力量などを考慮し、全界磁定格回転数は1,250 rpmで103系に搭載した場合の定格速度は33.5 km/hという中速形の電動機となった。

#### 本系列の投入先
新型通勤電車の概要がまとまると、どの線区に投入するかが焦点となった。1962年（昭和37年）6月頃には本系列を山手線に投入するのか、捻出される101系の転用先をどうするのか早急に決めるべきだという議論がなされた。
1962年秋の山手線8両化のための変電所増強では、101系6M2Tの限流値300 Aでの運転を想定しており、限流値を350 A → 480 Aにするための変電所増強計画が提案・検討された。変電所増強時点で、本系列4M4Tで限流値415 Aの場合、101系6M2Tの限流値480 Aでの運転とほぼ同等の所要時間で運転を行うことが可能と判断されたため、本系列の山手線投入を早急に決定しなければ、不要な変電所増強を行うことになる。このため1962年10月には国鉄本社運転局・営業局・電気局・工作局などにより「新型通勤電車の投入線区について」がまとめられ、103系の投入線区を山手線・京浜東北線・総武緩行線に絞り込んで議論が続けられた。その結果を踏まえ、同年11月5日の常務会にて本系列は山手線に投入し、101系を総武緩行線に転用することが決定された。
1962年11月15日に渋谷・東京などの変電所増強が完成し、11月19日のダイヤ改正から山手線の一部8両編成化が行われた。電動車比率が上がったことから限流値は300 Aのままとされ、山手線一周の運転時分は5M3Tの旧性能車よりも20秒短縮できたが、変電所増強が完了するまで、新性能化がされながらも旧性能車並に制約を受けざるを得なかったのが、当時の首都圏電力事情である。

### 量産
1963年（昭和38年）3月25日先行試作車1編成が落成し、9か月に渡る試運転を繰り返した後、12月28日より営業運転に入った。試運転では問題が発生していたものの、早急な新車投入が求められていたことから、最低限の手直しで量産車を発注している。1964年（昭和39年）5月より量産車（ウグイス色）が山手線に配置され、1964年度で202両が製造された。捻出された101系（カナリアイエロー）は中央・総武緩行線に転出し、別途新製された先頭車2両を組み込み10両編成で運用された。
103系は1964年以降の国鉄における通勤用の標準車両として大量に製造され、直流通勤形電車はもとより日本の鉄道車両としても最大の車両数を誇り、1970 - 1980年代（昭和40 - 50年代）の首都圏や近畿圏など日本の都市圏通勤輸送を支えた。JR化後は3500両近い103系がJRに承継されたが運用線区の変更や置き換えなどが行われた。

### 製造名目
103系は大量に生産されたが、何の目的で製造されたかという製造名目がある。年度計については早期債務や1次債務での発注は年度初めに投入される部分であるが、1960年代前年度末までに入っていたことがあり、それに従い、年度末までに投入された予算は年度をまたいでも前年度で計上しているものもある。
| 年度ごと製造両数と製造名目 | 年度ごと製造両数と製造名目 | 年度ごと製造両数と製造名目 | 年度ごと製造両数と製造名目 | 年度ごと製造両数と製造名目 | 年度ごと製造両数と製造名目                                       | 年度ごと製造両数と製造名目             |
| 年度                       | 年度計                     | 累計                       | 製造予算                   | 製造数                     | 製造名目                                                         | 投入先                                 |
| -------------------------- | -------------------------- | -------------------------- | -------------------------- | -------------------------- | ---------------------------------------------------------------- | -------------------------------------- |
| 1962年 （昭和37年）        | 8両                        | 8両                        | 昭和37年度本予算           | 8両                        | 103系試作車新製                                                  | 山手線                                 |
| 1964年 （昭和39年）        | 202両                      | 210両                      | 昭和38年度第3次債務        | 16両                       | 総武線新性能化用                                                 | 山手線                                 |
| 1964年 （昭和39年）        | 202両                      | 210両                      | 昭和38年度第4次債務        | 40両                       | 総武線新性能化用                                                 | 山手線                                 |
| 1964年 （昭和39年）        | 202両                      | 210両                      | 昭和39年度民有             | 16両                       | 総武線新性能化用                                                 | 山手線                                 |
| 1964年 （昭和39年）        | 202両                      | 210両                      | 昭和39年度第2次民有        | 112両                      | 総武線新性能化用                                                 | 山手線                                 |
| 1964年 （昭和39年）        | 202両                      | 210両                      | 昭和39年度早期債務         | 18両                       | 総武線新性能化用                                                 | 山手線                                 |
| 1965年 （昭和40年）        | 350両                      | 560両                      | 昭和39年度第3次債務        | 90両                       | 総武線新性能化用                                                 | 山手線                                 |
| 1965年 （昭和40年）        | 350両                      | 560両                      | 昭和40年度民有             | 136両                      | 京浜東北線新性能化用                                             | 京浜東北線                             |
| 1965年 （昭和40年）        | 350両                      | 560両                      | 昭和40年度第2次民有        | 124両                      | 京浜東北線新性能化用                                             | 京浜東北線                             |
| 1966年 （昭和41年）        | 445両                      | 1005両                     | 昭和40年度早期債務         | 42両                       | 京浜東北線新性能化用                                             | 京浜東北線                             |
| 1966年 （昭和41年）        | 445両                      | 1005両                     | 昭和40年度第2次債務        | 108両                      | 京浜東北線新性能化および10両化用・ 総武線新性能化用              | 京浜東北、山手線                       |
| 1966年 （昭和41年）        | 445両                      | 1005両                     | 昭和41年度本予算           | 100両                      | 京浜東北線新性能化および10両化用                                 | 京浜東北線                             |
| 1966年 （昭和41年）        | 445両                      | 1005両                     | 昭和41年度第1次債務        | 195両                      | 京浜東北線新性能化用・ 赤羽線新性能化用・ 長野原線電化用         | 京浜東北、山手線                       |
| 1967年 （昭和42年）        | 158両                      | 1163両                     | 昭和42年度本予算           | 48両                       | 総武線新性能化用                                                 | 山手線                                 |
| 1967年 （昭和42年）        | 158両                      | 1163両                     | 昭和42年度本予算追加       | 110両                      | 常磐線新性能化用（御殿場線・内房線木更津電化用）                 | 常磐線                                 |
| 1968年 （昭和43年）        | 158両                      | 1321両                     | 昭和42年度第3次債務        | 64両                       | 山手線10両化用・ 阪和線新性能化用                                | 山手、阪和線                           |
| 1968年 （昭和43年）        | 158両                      | 1321両                     | 昭和43年度第1次債務        | 94両                       | 総武線新性能化用                                                 | 山手線                                 |
| 1969年 （昭和44年）        | 117両                      | 1438両                     | 昭和43年度第5次債務        | 49両                       | 東海道山陽線新性能化用                                           | 東海道山陽線                           |
| 1969年 （昭和44年）        | 117両                      | 1438両                     | 昭和44年度本予算追加       | 68両                       | 大阪環状線増発用・ 東海道山陽線新性能化用                        | 大阪環状、東海道山陽線                 |
| 1970年 （昭和45年）        | 179両                      | 1617両                     | 昭和44年度第2次債務        | 22両                       | 山手線10両化用                                                   | 山手線                                 |
| 1970年 （昭和45年）        | 179両                      | 1617両                     | 昭和44年度第3次債務        | 10両                       | 根岸線洋光台延長用                                               | 京浜東北線                             |
| 1970年 （昭和45年）        | 179両                      | 1617両                     | 昭和44年度第4次債務        | 87両                       | 呉線電化用・ 吾妻線大前、地下鉄東西線西船橋、常磐緩行線開業用    | 常磐、山手、総武、常磐線               |
| 1970年 （昭和45年）        | 179両                      | 1617両                     | 昭和45年度民有             | 60両                       | 常磐緩行線開業用                                                 | 常磐線                                 |
| 1971年 （昭和46年）        | 85両                       | 1702両                     | 昭和45年度第1次債務        | 60両                       | 常磐緩行線開業用                                                 | 常磐線                                 |
| 1971年 （昭和46年）        | 85両                       | 1702両                     | 昭和46年度本予算           | 25両                       | 東海道山陽線新性能化用                                           | 東海道山陽線                           |
| 1972年 （昭和47年）        | 293両                      | 1995両                     | 昭和46年度第1次債務        | 93両                       | 常磐緩行線開業用                                                 | 常磐線                                 |
| 1972年 （昭和47年）        | 293両                      | 1995両                     | 昭和46年度第3次債務        | 44両                       | 東西線津田沼乗入用・ 常磐線10両化用                              | 総武、常磐線                           |
| 1972年 （昭和47年）        | 293両                      | 1995両                     | 昭和47年度民有             | 156両                      | 武蔵野線、根岸線大船開業用・ 京浜東北線増結増発用・ 山手線増発用 | 中央、山手線                           |
| 1973年 （昭和48年）        | 257両                      | 2252両                     | 昭和48年度民有             | 92両                       | 関西線電化用・ 大阪環状線輸送力増強用                            | 大阪環状線                             |
| 1973年 （昭和48年）        | 257両                      | 2252両                     | 昭和47年度第3次債務        | 10両                       | 我孫子線電化用                                                   | 山手線                                 |
| 1973年 （昭和48年）        | 257両                      | 2252両                     | 昭和48年度第3次民有        | 155両                      | 東海道山陽線、横浜線、阪和線新性能化                             | 山手、中央線                           |
| 1974年 （昭和49年）        | 60両                       | 2312両                     | 昭和48年度第2次債務        | 60両                       | 横浜線新性能化用                                                 | 京浜東北線                             |
| 1975年 （昭和50年）        | 175両                      | 2487両                     | 昭和49年度第1次債務        | 80両                       | 東海道山陽線新性能化用                                           | 東海道山陽、山手線                     |
| 1975年 （昭和50年）        | 175両                      | 2487両                     | 昭和49年度第3次債務        | 40両                       | 南武線新性能化用・ 大阪環状線輸送力増強用                        | 京浜東北、大阪環状線                   |
| 1975年 （昭和50年）        | 175両                      | 2487両                     | 昭和50年度本予算           | 55両                       | 片町線、阪和線新性能化用・ 武蔵野線延長用                        | 京浜東北、大阪環状線                   |
| 1976年 （昭和51年）        | 233両                      | 2720両                     | 昭和50年度第1次債務        | 45両                       | 片町線新性能化用                                                 | 京浜東北、大阪環状線                   |
| 1976年 （昭和51年）        | 233両                      | 2720両                     | 昭和50年度第3次債務        | 112両                      | 阪和線、青梅五日市線新性能化・武蔵野線延長用                     | 京浜東北、大阪環状線                   |
| 1976年 （昭和51年）        | 233両                      | 2720両                     | 昭和51年度本予算           | 76両                       | 阪和線、中央西線新性能化・武蔵野線延長用                         | 京浜東北線                             |
| 1977年 （昭和52年）        | 191両                      | 2911両                     | 昭和51年度第1次債務        | 181両                      | 南武線、青梅五日市線新性能化                                     | 京浜東北、山手線                       |
| 1977年 （昭和52年）        | 191両                      | 2911両                     | 昭和52年度本予算           | 10両                       | 成田線増発用                                                     | 京浜東北、山手線                       |
| 1978年 （昭和53年）        | 155両                      | 3066両                     | 昭和52年度第1次債務        | 38両                       | 紀勢線電化用・ 東西線増発用                                      | 京浜東北、総武線                       |
| 1978年 （昭和53年）        | 155両                      | 3066両                     | 昭和52年度第2次債務        | 21両                       | 東海道山陽線、中央西線輸送力増強                                 | 京浜東北、山手、東海道山陽線           |
| 1978年 （昭和53年）        | 155両                      | 3066両                     | 昭和53年度本予算           | 96両                       | 101系取替用・ 仙石線新性能化用                                   | 山手、中央、総武線                     |
| 1979年 （昭和54年）        | 183両                      | 3249両                     | 昭和53年度第1次債務        | 52両                       | 101系取替用・ 仙石線新性能化用                                   | 京浜東北、山手、総武線                 |
| 1979年 （昭和54年）        | 183両                      | 3249両                     | 昭和53年度第2次債務        | 91両                       | 横浜線新性能化用・ 片町線輸送力増強用                            | 京浜東北、山手、総武、片町、大阪環状線 |
| 1979年 （昭和54年）        | 183両                      | 3249両                     | 昭和53年度第3次債務        | 40両                       | 鶴見線新性能化用                                                 | 総武線                                 |
| 1980年 （昭和55年）        | 130両                      | 3379両                     | 昭和54年度第2次債務        | 94両                       | 101系取替用・ 阪和線、横浜線、武蔵野線輸送力増強用               | 中央、阪和、京浜東北、片町、大阪環状線 |
| 1980年 （昭和55年）        | 130両                      | 3379両                     | 昭和54年度第3次債務        | 18両                       | 福知山線電化用                                                   | 福知山線                               |
| 1980年 （昭和55年）        | 130両                      | 3379両                     | 昭和55年度本予算           | 18両                       | 福知山線電化用                                                   | 福知山線                               |
| 1982年 （昭和57年）        | 54両                       | 3433両                     | 昭和56年度第1次債務        | 12両                       | 筑肥線電化用                                                     | 筑肥線                                 |
| 1982年 （昭和57年）        | 54両                       | 3433両                     | 昭和56年度第3次債務        | 42両                       | 筑肥線電化用                                                     | 筑肥線                                 |
| 1983年 （昭和58年）        | 14両                       | 3447両                     | 昭和57年度第3次債務        | 10両                       | 赤羽線10両化用                                                   | 赤羽線                                 |
| 1983年 （昭和58年）        | 14両                       | 3447両                     | 昭和57年度第4次債務        | 4両                        | 山手線増発用                                                     | 山手線                                 |

## 構造
特記のない場合、0番台の量産車についての解説としている。

### 車体
車体は101系をベースに片側両開き4扉、普通鋼が採用されたが変更点がある。製造が進むにつれ設計変更が盛り込まれており、初期製造車と最終増備車で相違が大きい。屋根コンタは肩部から順に250R・1,000R・2,500R・5,000R(1500番台を除く)。
車内の床は101系ではリノリウム（コルク材を使用）が貼られていたが、リノリウムを塗り固めた構造では修繕作業に手間がかかることから、103系では床面痛み対策として床鋼板の上に床仕上げ剤を装着した簡易な構造に変更された。遮音性・遮熱性は損なわれた一方で、101系とは異なりA基準を満たした構造となった。床の厚みが薄いことから台枠底面の高さが上昇したが、床面高さは101系と同じに揃えられたため、後年に登場した101系改造編入車などとの連結時は、車体裾の高さが不揃いとなった。
運転台窓は101系と同じく非貫通の3枚分割窓であるが、101系より幅が広くなり、高さが上下に小さくなっている。これは運転中の乗務員に対する軌道の流れによる圧迫感を防ぐための配慮である。夏季の通気性向上のため、運転台下部正面中央にも外気導入口が追加された。正面行先表示器の寸法も横方向に拡大された。
主電動機および電動発電機の冷却風取入口は電動車の車体外側幕板部に設置し、戸袋を利用して車体下部へ導く新方式が採用された。モーター付き車両の側面には主電動機などの回転機の冷却風の取込用として風取り入れ口を設けた。
側面の客用扉は、101系と同様の幅1,300 mmの両開き扉が片側に4箇所配置された。両開き式客用扉のドアエンジン機構が変更され、西武建設（→西武所沢車両工場）が西武鉄道451系電車向けに開発した両開き扉の連動開閉機構「ST式戸閉装置」が導入された。1基のドアエンジン（TK4形）とドア上鴨居に仕込まれた連動ベルトで構成され、低費用で簡略ながら作動の確実性も高い開閉機構となっている。
後期に増備された先頭車では、視認性向上のため従来の低運転台から高運転台に変更された。地下鉄直通用の1000番台・1200番台では、前面に非常用の貫通扉が設置された。1500番台では従来の103系と異なる車体となり、基本形態は201系に、前面スタイルは105系に準じたものとなった。

### 乗務員室

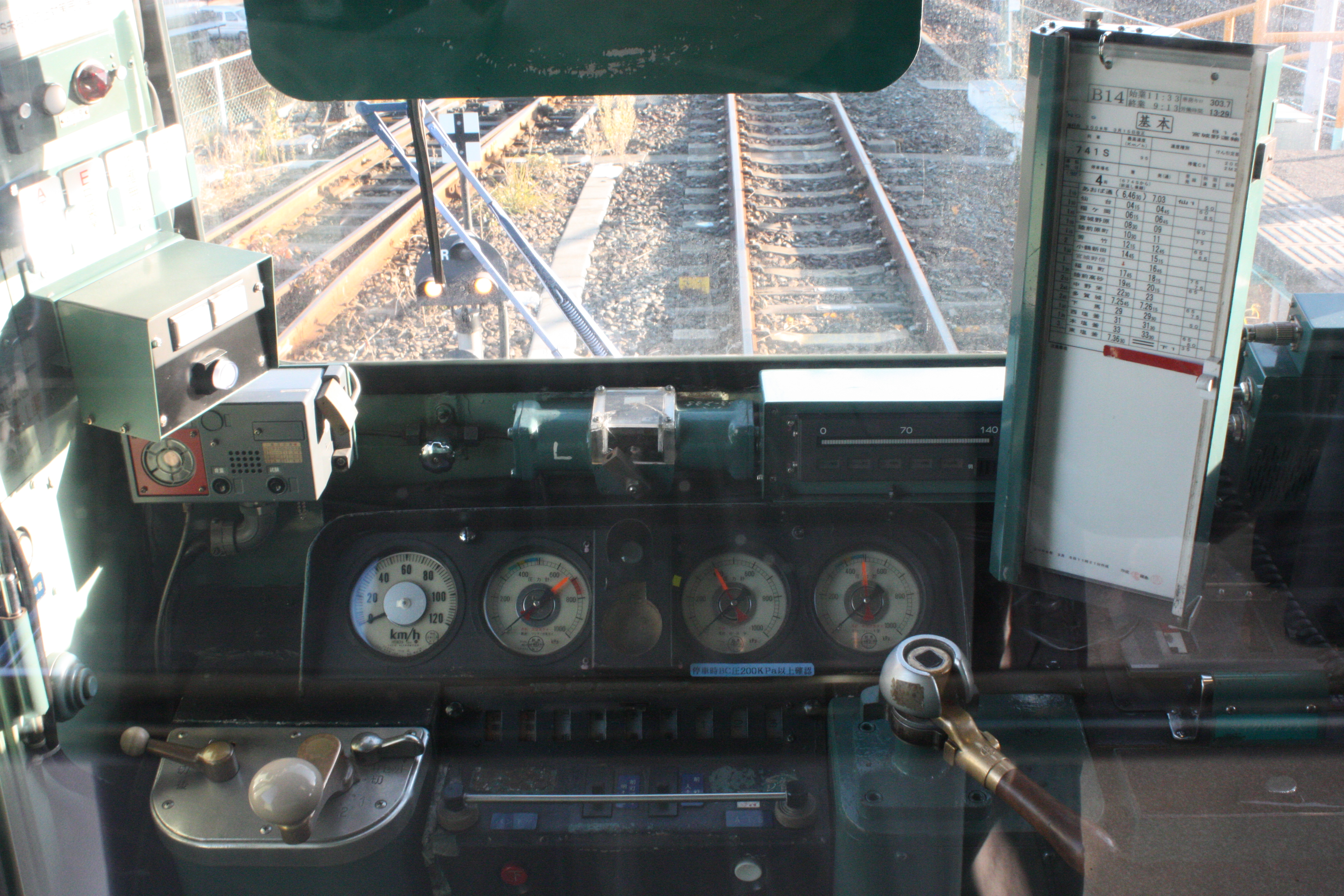
クハ103-235 運転台

運転台の機器配置は、人間工学を取り入れたユニット式となった。メーター類は視認性を重視した配置となり、マスコン・ブレーキハンドル・運転士座席は操作性・疲労軽減性を考慮して手前に傾けられた。扱いやすさの観点から、多用するスイッチ類は制御卓に集約された。

### 主要装置

#### 主電動機
主電動機は、1時間定格出力110 kWのMT55形である。MT比（電動車と付随車の比率）1:1で駅間距離の短い通勤線区で運用されることを前提に、主電動機を低回転数域トルク特性を重視して定格回転数を引き下げ、これに合わせて電機子の磁気容量を大きく取った新設計とした。原設計は日立製作所が担当。MT55は直径が大きいため、電動台車の車輪径は旧型電車並みの910 mmと大きくなっている。
高速域での使用も考慮したが、保守との兼ね合いから補償巻線を設けない範囲で最大限弱めることとし、弱め界磁率を35 %と高くとって高速性能をカバーした。正規運転時におけるRMS電流を1時間定格の80 %、回復余力を10 %と見込み、電気ブレーキの有効範囲なども比較検討した結果、主電動機出力は110 kWとした。定格速度は36.5 km/hとなり、定格回転数は1,350 rpmとなった。これは定格速度が低く、実際では弱め界磁運転が多くなるため、定格を85 %界磁上においてバランスをとっている。また最大許容端子電圧をMT54などの750 Vではなく900 Vまでにしたことで、電気ブレーキの有効範囲も広く取ることが可能となった。
製造年度により初期型のMT55、中期型でISOネジ採用のMT55A、冷却ファン構造が強化された後期型MT55Aの計3種類が存在しており、いずれも同一機能で完全互換性がある。後期型MT55AはMT55、前期型MT55Aと走行時の音が異なる。
- MT55形の主要諸元
  - 1時間定格出力 = 110 kW / 375 V / 330 A / 1350 rpm（85 %界磁）[注 4]
  - 85 %界磁定格速度 = 36.5 km/h[注 5]
  - 加速度 = 4M4T時2.0（6M4T時2.3）km/h/s[注 6]

#### 台車・駆動装置
台車はコスト低減のため、枕ばねにコイルばねが採用された。電動台車は主電動機のMT55形が大直径化したのに合わせ、車輪径は通常の860 mmより大きい910 mm、ホイールベースは通常の2100 mmより長い2300 mmとなった。
試作車では電動台車はDT26C形が、付随台車はTR62X形が搭載された。電動台車DT26C形はクモヤ791形用のDT26形の枕ばねをコイルばねに変更したもので、DT21形の派生形式である。付随台車のTR62X形は、クハ111形等で用いられるTR62形のブレーキシューを片押し式踏面ブレーキに変更したものである。
量産車では電動台車にDT33形が、付随台車にTR201形が搭載された。DT33形はDT26C形の、TR201形はTR62X形の量産化形式である。付随台車は量産の途中でTR201形のブレーキを再度ディスクブレーキ化したTR212形に変更された。
駆動方式は101系と同様の中空軸平行カルダン駆動方式である。歯車比は低速性能に重点を置くため、101系の15:84=5.60に対して103系では15:91=1:6.07とされた。860 mmの車輪径で換算すると、1:5.73に相当する。

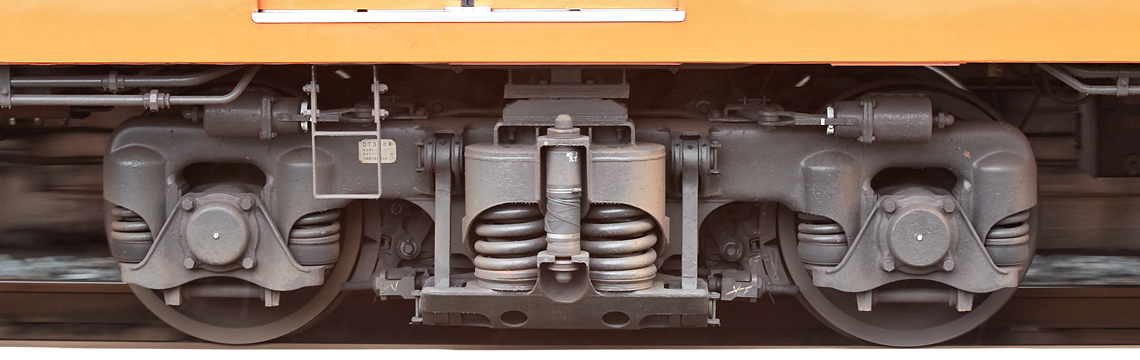
DT33形台車（JR西日本車）
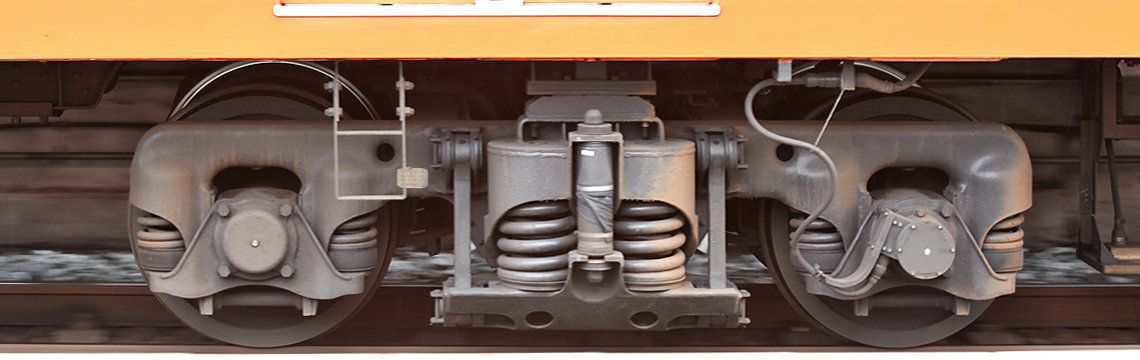
TR212形台車（JR西日本車）

#### ブレーキ
ブレーキ装置は101系と同様、発電ブレーキを併用する電磁直通ブレーキのSELDが採用された。電動空気圧縮機は、従来の国鉄新性能電車の標準型だったMH80-C1000に代わり容量を拡大したMH113-C2000Mが採用され、搭載車両はM'車（クモハ102形・モハ102形）に集約された。
山手線の103系が40 km/hから50 km/hの間で電気ブレーキを掛けた場合に前後衝動が激しく、乗客にけが人が出ることもあった。そこで運転士が2段ブレーキを用いて対策を講じたが、ブレーキ距離などの問題があった。原因究明の結果、103系のMT55は電気ブレーキの立ち上がり時に急激に電流が流れることで大きなブレーキが発生していたことがわかった。対策後、ブレーキ時の衝動は少なくなった。

#### その他機器
電動発電機は101系の主抵抗器冷却送風機兼用形から独立させ、車体側面の給気口から冷却風を散り入れる構造に変更された。地下形を除く初期非冷房車は、115系や165系でも用いられた容量20 kVAのMH97-DM61がM'車（モハ102形）に搭載された。
パンタグラフは、高圧引通線の短縮化などを目的にM車（クモハ103形・モハ103形）に搭載された。形式は101系後期車と同じPS16形である。

### 性能
103系は国鉄の汎用的通勤形電車として設計されたため、主に比較的駅間が短く運転速度の低い線区で使用することを前提として設計されたが、週末などの臨時電車運転を考慮して主電動機の界磁を35 %まで弱めて高速特性を近郊形電車の111系並に設定している。設計当時多くの路線で最高速度が95 km/hであったこともあり、よほど特殊な線区以外では高速運転をする機会はなかったが、大量に製造されるうちに、駅間距離が長い路線やブレーキ初速度の高い路線などにも投入された結果、高速性能を求められるケースも増え、加速性能では分流抵抗による弱め界磁率の誤差などを修正する小改造を、高速域からの電気ブレーキ性能では過電圧対策などを施した車両も存在した。
なお、最初の投入先が山手線であったことから駅間距離が短い山手線専用形式と言われたこともあったが、当時の関係者によって完全に否定されている。最高速度は100 km/hとなっているが、MT比1:1では90 km/hを超えると加速余力は少なく95 km/h程度である。

## 形式
本系列は電動車にMM'ユニット方式を採用しており、モハまたはクモハ103形と102形に主要機器を分散搭載して、電動車2両を1単位としている。形式解説順序は慣例に準じて記述する。車両の方向は東海道本線基準で奇数向きは東京寄り、偶数向きは神戸寄りを表す。
クモハ103形 (Mc)
モハ102形またはクモハ102形とユニットを組む制御電動車で、パンタグラフや主制御器などの主回路を構成する機器群を搭載する。奇数向き専用。新造は製造初期の1965年（昭和40年）から1968年（昭和43年）の3年間に限られた。3両〜5両を組成する場合にはこの形式が必要となる。
クモハ102形 (Mc')
モハ103形またはクモハ103形とユニットを組む制御電動車で、電動発電機(MG)MH97-DM61や空気圧縮機(CP)MH113-C2000Mなどの機器を搭載する。偶数向き専用。国鉄は車種が増えることを避けたために1970年から製造された1200番台5両以外に新造車はない。しかし、短編成化時の必要性からJR化後に一部のモハ102形から改造されたほか、3000番台の片側先頭車はこの形式となった。
モハ103形 (M)
クモハ102形またはモハ102形とユニットを組む電動車で、クモハ103形と同様にパンタグラフと主制御器を搭載する。
モハ102形 (M')
クモハ103形またはモハ103形とユニットを組む電動車で、クモハ102形と同様に電動発電機(MG)MH97-DM61と空気圧縮機(CP)MH113-C2000Mを搭載する。
クハ103形 (Tc)
制御車。75 - 91および線区の事情で方向転換した車両を除く0・900・1000・1500番台は、車番が奇数の車両は奇数向き、偶数の車両は偶数向きの先頭に連結される。クモハ103形と同時に製造された500番台は偶数向き専用で､101系ではクハ100形に相当する。
サハ103形 (T)
運転台のない付随車で量産化開始の1964年から製造された。

## 新造車
103系の場合、通勤形車両として大量に生産されたことから、製造時期や使用目的などにより、様々な設計変更や、後述する番号の重複を避けるため、番台区分が行われた。そのため、車番により仕様の判別が可能である。

### 試作車
1963年3月に先行試作車として新造された車両で、山手線用に4両編成2本の8両が製造された。新製配置は池袋電車区である。量産車との相違点を以下に示す。
台車はコイルばね台車で、電動車がDT26C形、付随車がTR62X形を装着した。DT26C形はクモヤ791形のDT26形が、TR62X形は近郊型111系・修学旅行用155系用のTR62形がベースとなっている。
ブレーキは、高速域は電動車の発電ブレーキのみで、低速域は付随車の空気ブレーキも付加する方式が採用された。空気圧縮機は101系のC1000形を大容量化したC2000形が試用されることとなり、モハ102-1には歯車直結式のMH113-C2000M、モハ102-2には電動機直結式のMH114-C2000Nがそれぞれ搭載された。ジャンパ連結器はKE58形2基（19芯×2）となった。
車体塗装はウグイス色（黄緑6号）となり、車両番号はウグイス色の地に白文字とされた。
103系試作車は1963年3月25日に落成後、東北本線で公式試運転が行われた。続いて東海道本線や山手線でも試運転が行われ、1963年12月より営業運転に投入された。
改良を加えた量産車が1964年に登場するのを前に、先行試作車は1からの番号を量産車に転用することとなり、1964年3月31日付で900番台に改番された。1967年には量産化改造が行われている。

### 0番台
試作車での試験結果を経て、ブレーキの改良や台車等の設計変更を行った量産車として、0番台が1964年5月に登場した。
1984年までに3184両が製造された、103系の基本形式である。長期にわたり大量に製造されたため、途中で様々な改良が加えられている。製造時期ごとに解説する。以下の分類は製造年による区分である。

#### 初期車
1964年から1967年にかけて製造されたクモハ103-1 - 133・モハ103-1 - 159・モハ102-1 - 292・クハ103-1 - 114・501 - 616・サハ103-1 - 225の計1039両が該当する。山手線向けを皮切りに、首都圏各線区へ導入された。
山手線に先行投入されていた試作車では4両編成2本の8両編成を組んでいたが、量産車では8両貫通編成とされたため、新形式のサハ103形が追加された。京浜東北線向けは下十条電車区の検修線が8両分しか確保できないため、7両 + 3両の10両編成を組むこととなり、1965年に103系初の制御電動車としてクモハ103形が投入された。クモハ103形は奇数向き専用であり、編成で対となるクハは偶数向きに固定されていたため、1966年より偶数向き専用としてクハ103形500番台が登場している。
車体は試作車とほぼ同様であるが、ウグイス色の地色に対する文字の表記が白から黒に変更された。引き通し線は試作車が101系と同じKE58形2本であったものを、量産車ではKE70形1本に変更された。
台車は試作車の実績を踏まえた改良が行われ、電動台車がDT33に、付随台車がTR201にそれぞれ変更された。ブレーキは試作車では発電ブレーキ優先の構造であったが、ブレーキ距離が長くなり空転も頻発したため、101系と同じく発電ブレーキ・空気ブレーキを併用する方式に変更された。空気圧縮機は試作車で試用された2種類のうち、歯車直結式のMH113-C2000Mに統一された。
前照灯は、101系と同じく250 Wの白熱灯1灯が装備された。白熱灯は1970年（昭和45年）までに製造された先頭車（クハ103-1 - 179・500番台・900番台全車・クモハ103-1 - 155）に採用されている。
1967年10月以降に製造された「昭和42年度本予算車」から、客用ドアがステンレス製に変更されており、それ以前に製造された鋼製ドア車もステンレス製のものに交換されたが、改造工場・時期によって窓の支持にHゴムを使用したタイプと押え金具を使用したタイプがあり、併用車両も存在している。

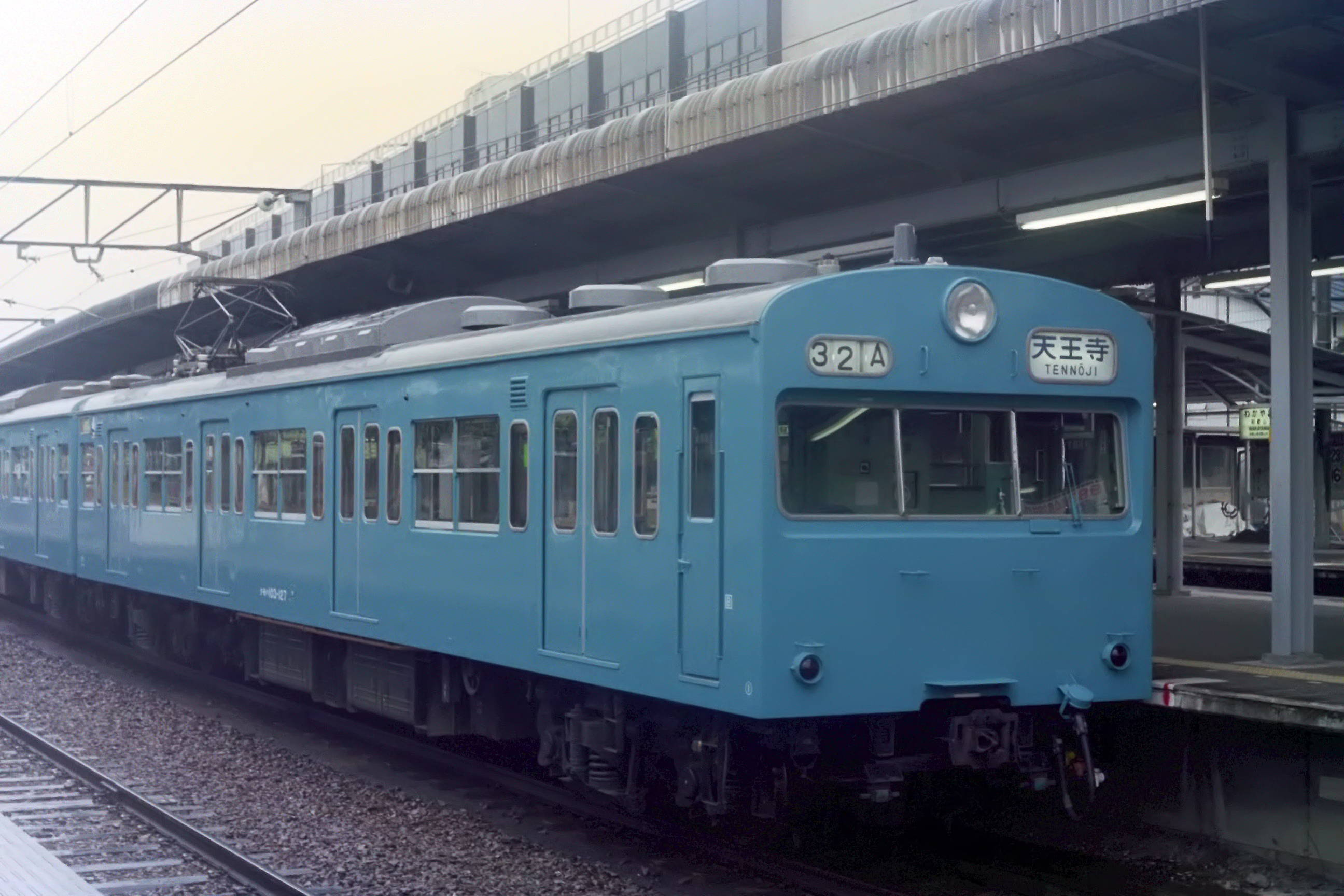
クモハ103-127
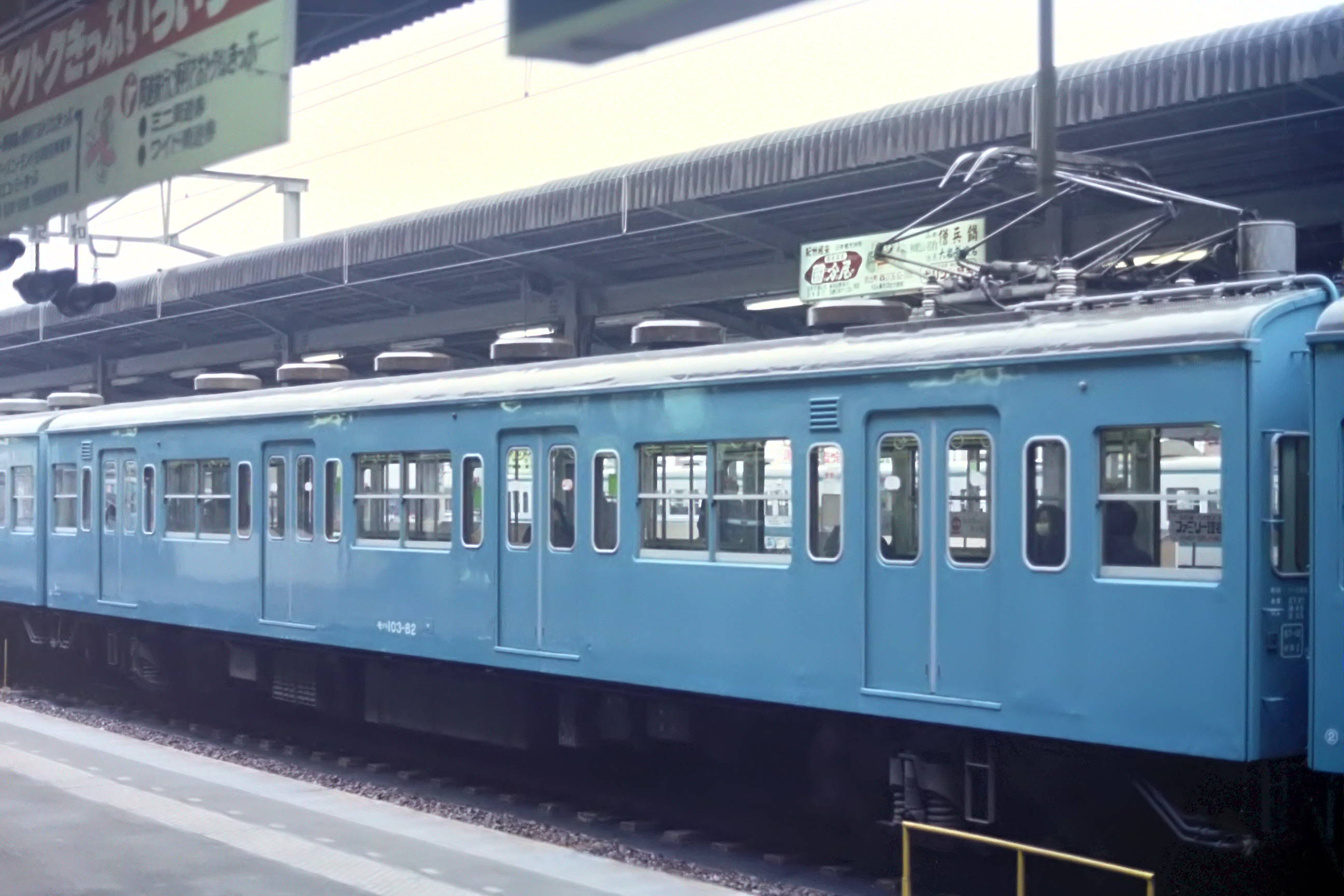
モハ103-82
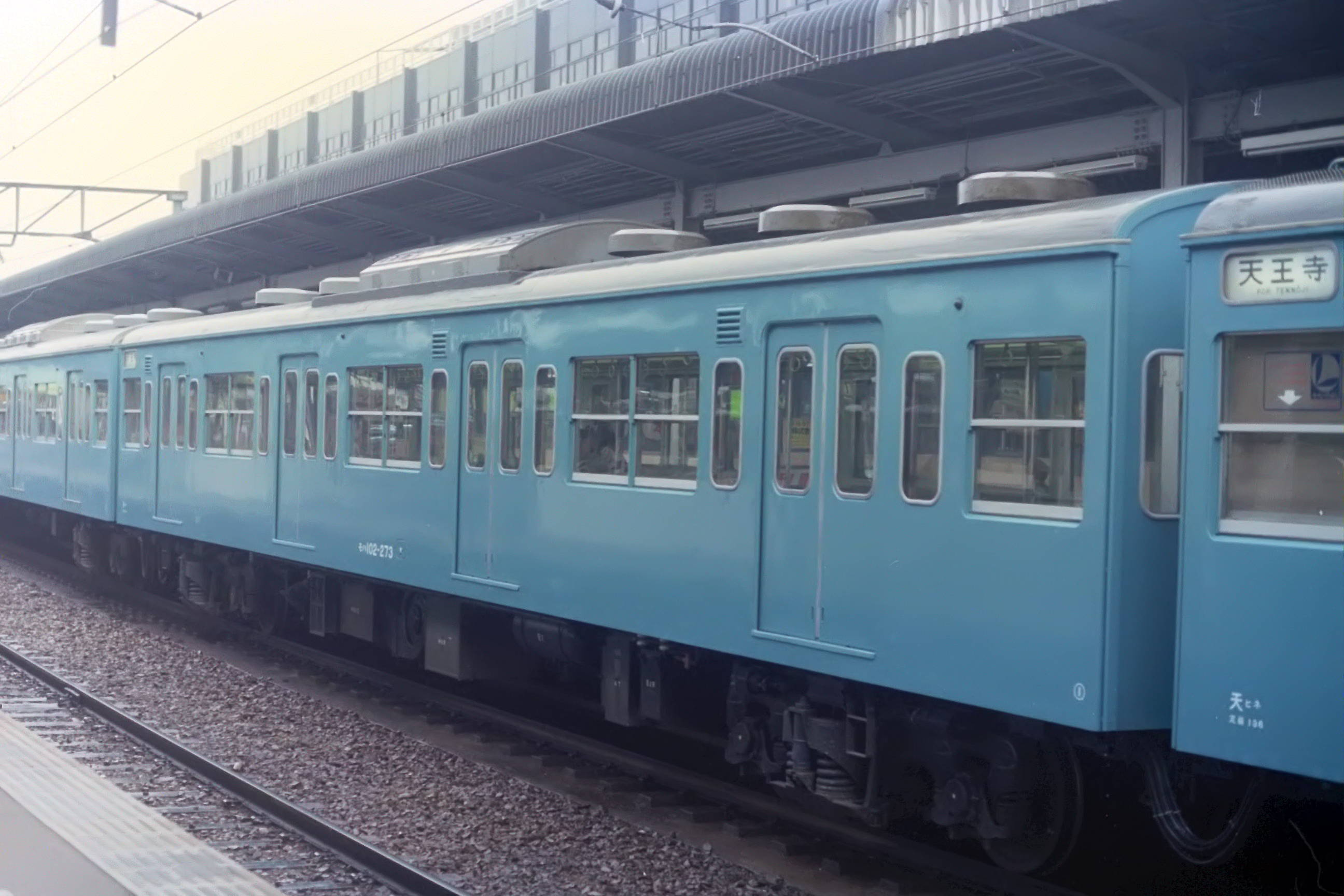
モハ102-273
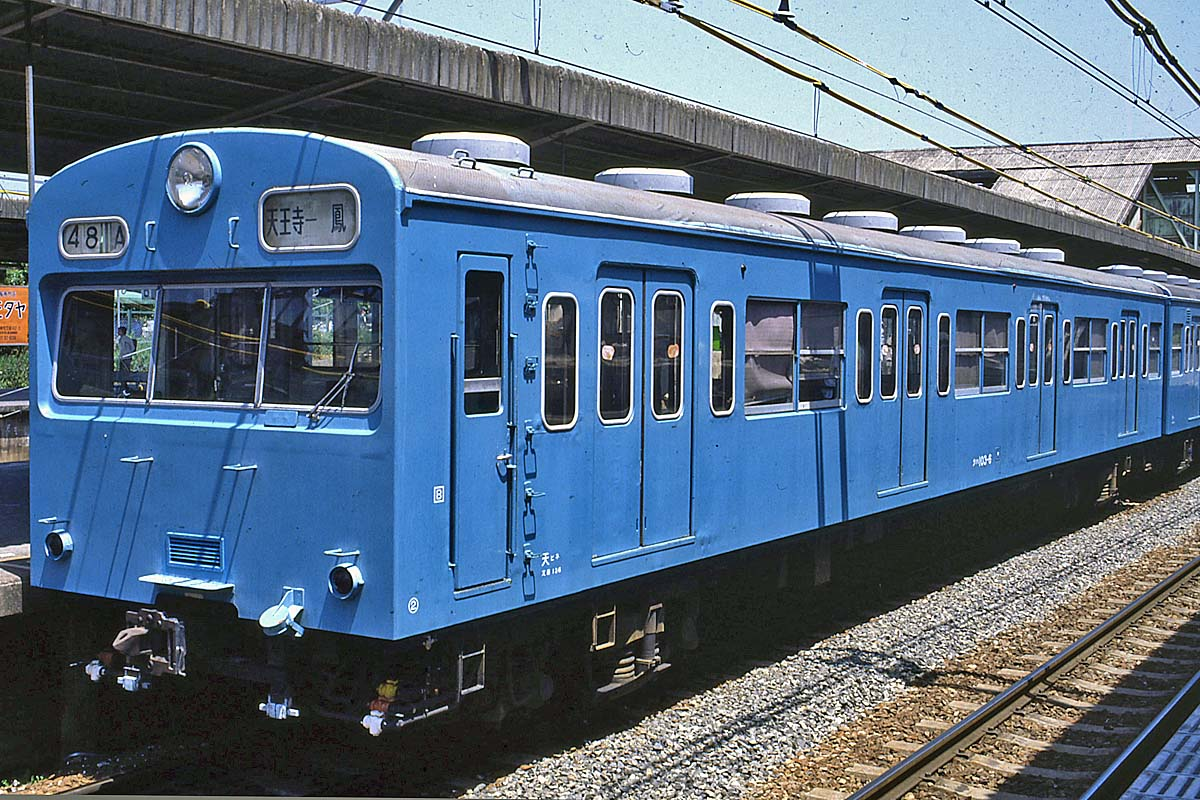
クハ103-6
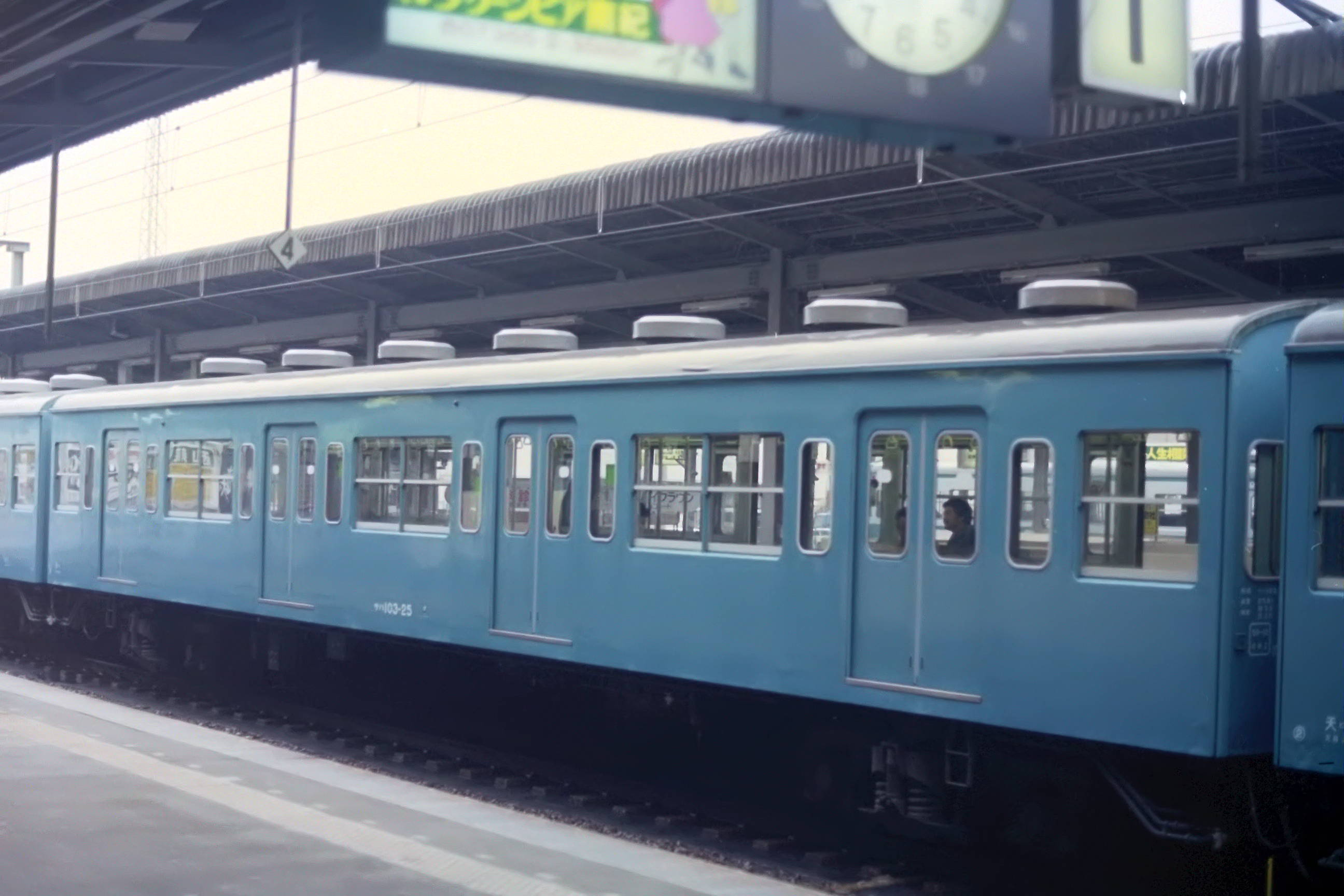
サハ103-25

#### ディスクブレーキ採用車
上記に続いて1967年から1970年にかけて製造された量産車グループで、クモハ103-134 - 155・モハ103-160 - 278・モハ102-293 - 433・クハ103-115 - 177・617 - 638・サハ103-226 - 305の計447両が該当する。
1967年（昭和42年）の「昭和42年度本予算追加車」では高速運転を行う常磐線に初投入されており、高速域からのブレーキ対策として付随車の台車がディスクブレーキ装備のTR212形に変更されている。続く「昭和42年度第3次債務車」は阪和線に投入され、関西初の103系となった。
1967年11月にはバーニヤ制御の試作車として電動車ユニット3組6両が投入され、910番台に区分された。
クモハ103形0番台とクハ103形500番台は、本グループで製造が打切られた。

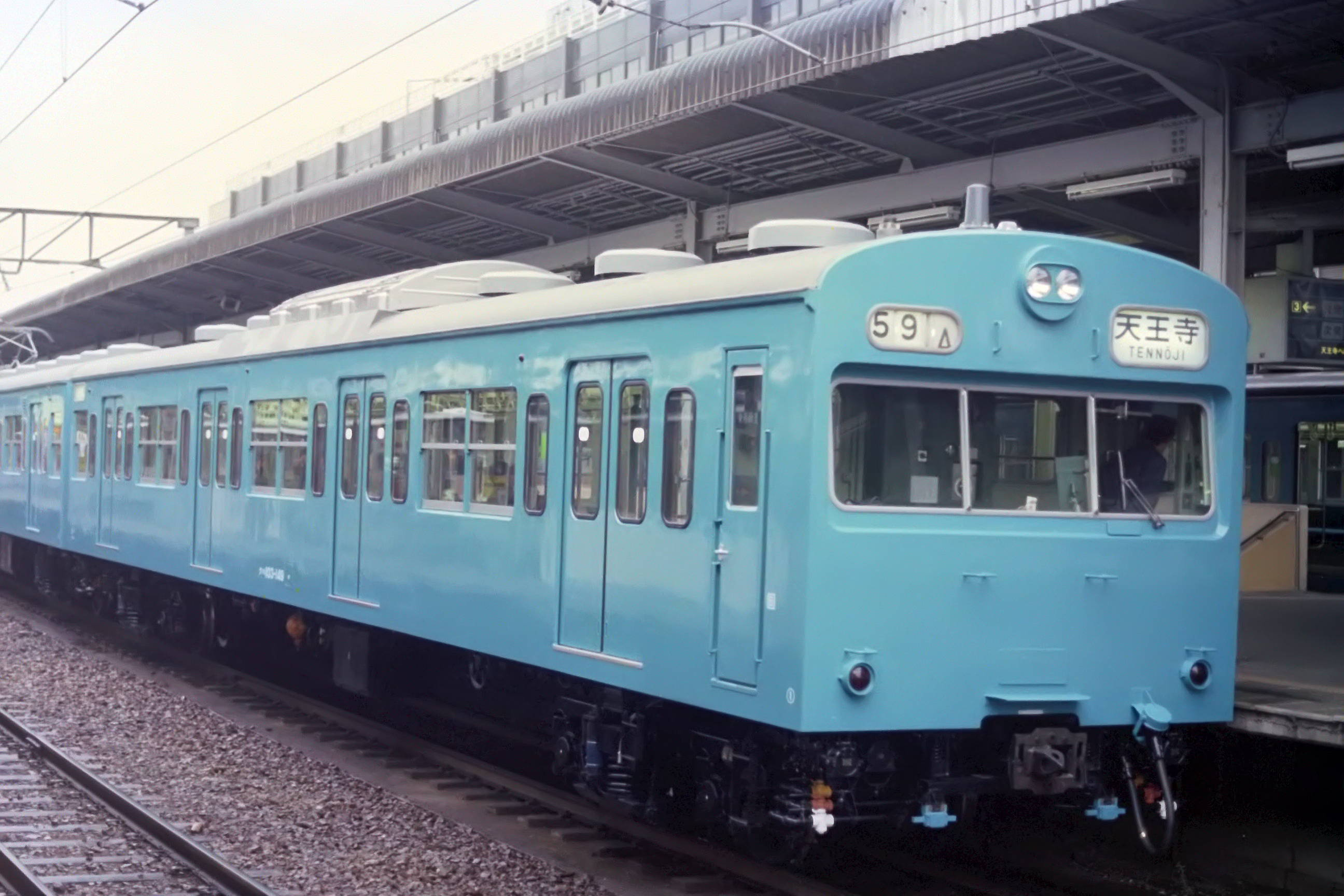
クハ103-149
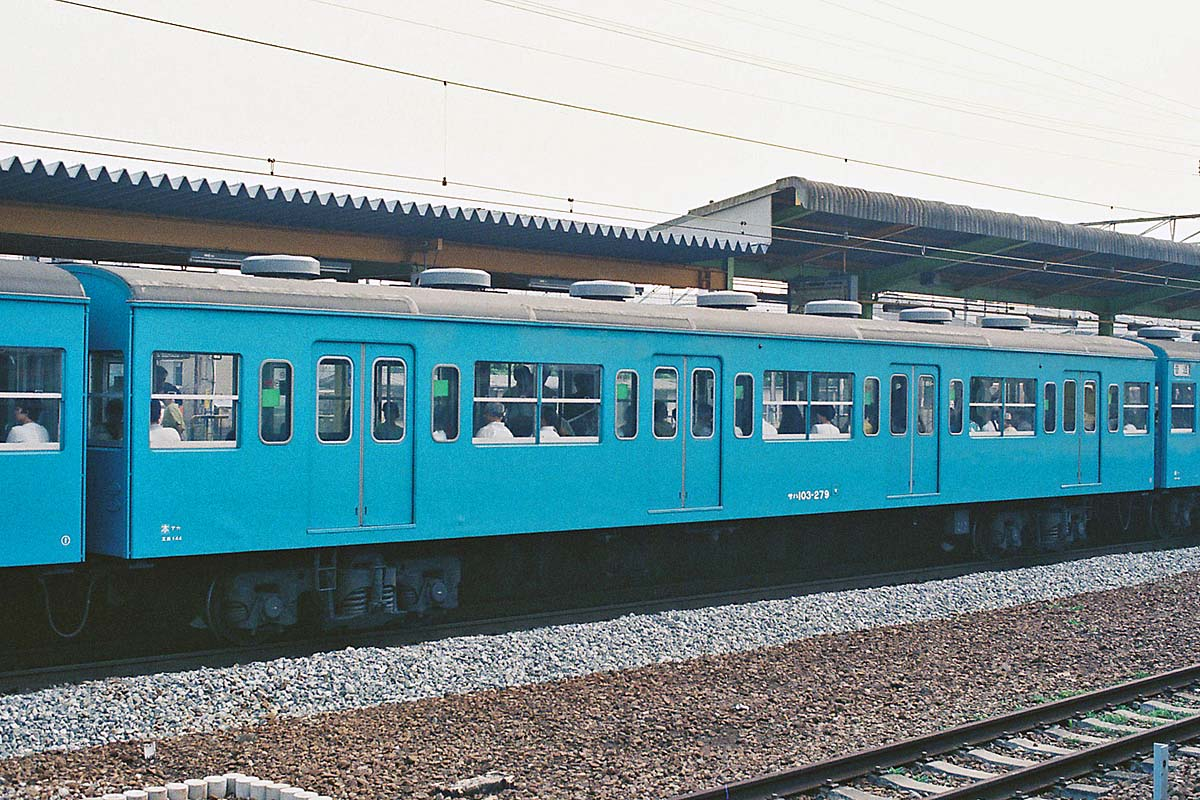
サハ103-279

#### 試作冷房車

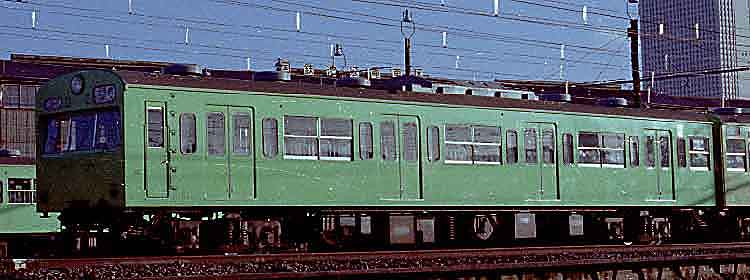
クハ103-178
試作冷房車
床下にMGを搭載

1968年（昭和43年）に京王帝都電鉄（現在の京王電鉄）が初代5000系・5100系電車増備車に冷房を装備したのを皮切りに、私鉄において冷房を取付けたロングシート車両が登場したのに呼応し、私鉄とのサービス格差を改善する目的で試作冷房装置を搭載した10両編成1本が山手線に試験投入された。
113系では既存の非冷房車に試作の冷房装置が改造搭載されたが、103系の試作冷房車は113系と異なり新製車の投入となった。
|                   | （大崎駅基準）← 渋谷・新宿・池袋上野・東京・品川 → |                  |                  |                    |                    |                    |                    |                      |                      |                      |
| 車両番号          | クハ103-179                                        | モハ103-279      | モハ102-434      | サハ103-306        | モハ103-280        | モハ102-435        | サハ103-307        | モハ103-281          | モハ102-436          | クハ103-178          |
| 冷房装置 製造会社 | AU75X形 三菱電機                                   | AU75X形 三菱電機 | AU75X形 三菱電機 | AU74X形 日立製作所 | AU74X形 日立製作所 | AU74X形 日立製作所 | AU74X形 日立製作所 | AU73X形 東京芝浦電気 | AU73X形 東京芝浦電気 | AU73X形 東京芝浦電気 |
| 扇風機            | あり                                               | なし             | あり             | あり               | なし               | あり               | あり               | なし                 | あり                 | あり                 |
| 風道構造          | 2本                                                | 1本              | 1本              | 2本                | 1本                | 1本                | 2本                | 1本                  | 1本                  | 2本                  |

冷房方式の比較・検討のために以下の仕様となった。
- 異なるメーカーの試作した3種の試作冷房装置（集中式）を屋根上に搭載。AU73X形[71]、AU74X形[72]、AU75X形[73]の3種類で、いずれも容量は48.84 kW（42,000 kcal/h）である[70]。
  - 冷房装置の形式の後に付く「X」は「試作品」(eXperimental) を意味するサフィクス（接尾辞、拡張子）。
- 同じ冷房装置を搭載する車両でも、各車で送風ダクト本数（1本方式または2本方式）や室内通風口の位置といった風道構造、扇風機の有無（1本風道方式のみ。2本風道方式は扇風機併用）などの差を付けた[68]。
- 冷房電源用のMG は、通常のモハ102形搭載とは別途に編成両端のクハ103形に出力210 kVAのMH129-DM88（出力電圧：三相交流440V,60Hz）が1基ずつ搭載され、それぞれ5両給電とした[74][75]。

冷房装置の本体構造には次の大きな相違点がある。
- AU73X形：AU74X形…冷房装置の内部に3基の凝縮器と圧縮機を内蔵[68]
- AU75X形…冷房装置の内部に2基の大型凝縮器と圧縮機を内蔵[68]
  - 1ユニット故障時の冷却能力低下が少ないという点では前2が有利であったが、製造・保守費用の点ではAU75X形の方が有利。

後に東京芝浦電気（東芝）と日立も2ユニット構成のAU73X形およびAU74X形を試作したが、最終的にもっとも完成度が高かったAU75X形が標準機種として選定された。試験の結果、天井ダクト本数は大きく関係しないことから1本ダクト方式を採用、また扇風機を併用することが効果的であると結論づけられた。翌1971年以降、冷房装置と扇風機を併用したAU75系としてこれら3社の手で量産が開始された。
このグループはクハ103形最後の白熱灯式前照灯採用車であるが、冷房搭載のほかに以下の設計変更が行われた。
- 客室窓を製造工数低減と気密性向上の観点から外ハメ式のユニット窓に変更[70]、運転席下の通風口を省略。
- 客室座席を人間工学に配慮した新型に変更
  - 座面低下・奥行きの延長・背もたれの角度も増大を実施
- 座席下の客室ヒーターとその設置方法を改良
  - 暖房放射面積の増大と暖房能力の強化の観点から、従来7人掛け中央に1基設置→U字型の取付幅が広いタイプを斜めになった座席下蹴込み部に2基設置へ変更

当初は池袋電車区（現在の池袋運輸区）に配置されていたが、1978年（昭和53年）の冷房試験終了後に量産冷房車と同仕様に改造。その際に側面車端部への電動行先表示器の取り付けと前面の行先表示器の電動化も同時に施工された。1979年（昭和54年）以降は山手線のATC化に伴う転配により、各車が転属を繰り返すようになった。
2000年（平成12年）4月3日に習志野電車区（現在の習志野運輸区）配置の4両より廃車が始まり、2005年（平成17年）11月22日に京葉車両センター配置のサハ103-307をもって廃車となった。

#### 1次改良車

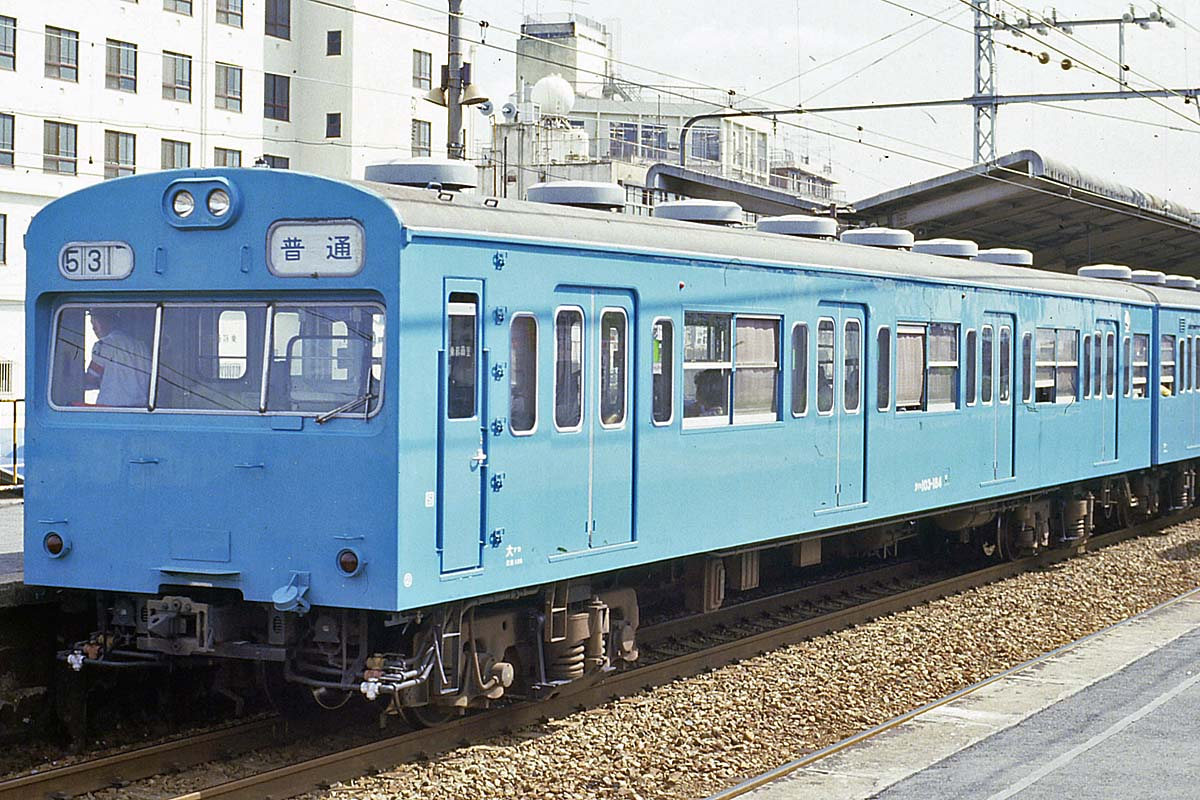
クハ103-184
1次改良車グループ

保守の省力化を図る改良が加えられたグループで、1972年2月に登場した。モハ103-282 - 330・モハ102-437 - 486・クハ103-180 - 212・サハ103-308 - 323の計148両が該当する。モハ102形がモハ103形より1両多いのは、1970年5月の根岸線洋光台事故で廃車となったモハ102-169の補填としてモハ102-445が製造されたためである。
側窓は試作冷房車と同じユニット窓となり、前照灯は1000番台・1200番台と同じシールドビーム2灯となった。主制御器は限流継電器の無接点化など保守の省力化を図ったCS20D形に変更された。冷房を搭載しないので先頭車運転席下の通風口が復活している。
発注時点で前述の試作冷房車が試験中であったことから非冷房車として製造されたが、これまでの運用で表面化した問題への対策が講じられ、随所に改良が行われたことから「1次改良車」とも呼ばれる。なお、これ以降の製造分が「○次改良車」と呼ばれることはない。
冷房化はグループ全車にAU75系冷房装置は搭載されず、分割民営化後に軽量な集約分散式WAU102形（JR西日本）やAU712形（JR東日本）を搭載した車両も存在する。冷房改造時にクハ103形の前面通風口は埋込まれており、現存車両はすべて後述の1973年（昭和48年）製造車と同一形状となった。
昭和46年度第3次債務車（モハ103-316以降、モハ102-472以降）では、103系1200番台の増備車とともに主電動機がISOネジ採用のMT55A形に変更された。

京阪神緩行線に編成単位で集中投入されたため、大部分の車両が明石電車区（現・網干総合車両所明石支所）に新製配置されており、クハ103形は188が松戸電車区（現・松戸車両センター）に新製配置された以外はすべて明石電車区の配置となった。

#### 量産冷房車

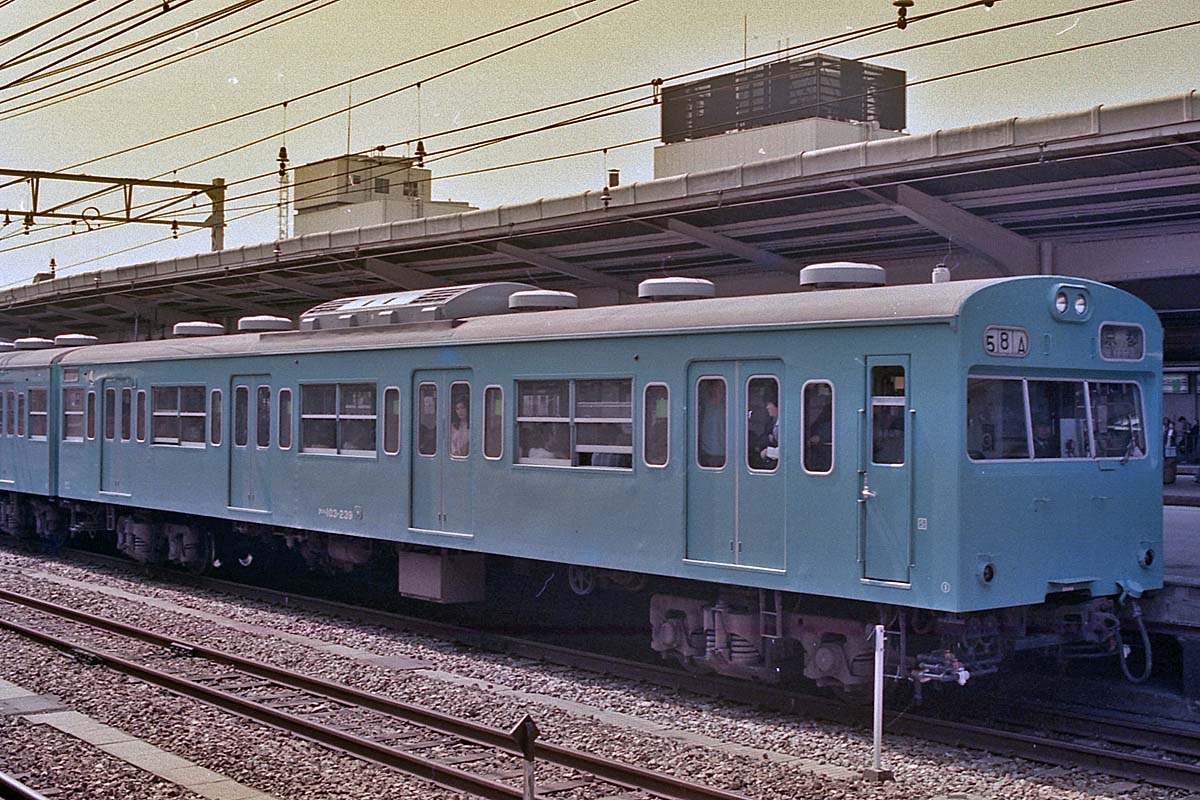
クハ103-239

前述の試作冷房車の試験結果を踏まえ、1次改良車を基本に当初から冷房装置を標準搭載して製造されたグループで、1973年に製造されたモハ103-331 - 413・モハ102-487 - 569・クハ103-213 - 268・サハ103-324 - 359の計258両が該当する。ただし、京浜東北線に配置されたモハ103-373 - 382・モハ102-529 - 538は、非冷房車編成に組み込まれることから非冷房車として製造された（後にAU75系冷房装置にて冷房改造）。
冷房装置はモハ103-410、モハ102-566、クハ103-266、サハ103-357まではAU75A形、以降はロールフィルター内蔵のAU75B形が採用された。
冷房用の電動発電機 (MG) は、試作冷房車と異なり制御・補助回路との兼用とした出力160 kVAのMH135-DM92がモハ102形に搭載され、自車を含め4両までの給電に対応した。これは本系列のMT比が最大でも1:1で、編成中4両に1両は必ずモハ102形が含まれることを考慮したものである。これにあわせて、車体2・4位側にも、電動発電機用冷却風取入口を設置した。
居住性の改善目的で、座席の奥行きが550 mmに拡大された。また、蛍光灯の出入口部への増設が実施された。
後位側面に電動行先表示器が設置され、前面の行先表示器も電動式となった。前面幕は位置若干変更が実施され、側面幕下の側窓は下段上昇・上段下降式に変更された。クハ103形の前面通風口は冷房化により再び廃止された。
行先表示器指令器と冷房制御盤を設置したことにより、運転室背後の客室仕切中央の窓は廃止された。客室内3位側妻窓上部には配電盤を設置し、その下の妻窓上段が固定化された。
中央快速線の高尾駅など、終着駅での折返しによる長時間停車による冷暖房効果を損失させないため半閉回路を新設し、各車両の両端2か所の側引戸を閉、中央2か所を開とする事が可能となった。しかし、営業運転での実際の使用例はなかったとされる。
京浜東北線に投入された非冷房車は、MGも従来の20 kVAのものであり、側面の行先表示器も省略された。

当初、山手線・中央線快速（主に特別快速で運用された）および大阪環状線に投入されたが、後述のATC化と関連して関東配属の先頭車の多くは1974年（昭和49年）に新製の中間車と組んで京阪神緩行線（配属は高槻電車区）に転属した。「低運転台 + 新造時からシールドビーム」形態のクハ103形は関東地区では極めて少数派となった。中央線快速残存車は、後に中央・総武緩行線に転用されて津田沼電車区に転属。さらに一部の車両は後述のリニューアル工事を受け、仙石線（陸前原ノ町→宮城野電車区）に転属した。

#### 高運転台ATC・非ATC車
1974年から1981年にかけて増備されたモハ103-414 - 786・モハ102-570 - 899及び2001 - 2043・クハ103-269 - 499及び701 - 844・846・848・850・サハ103-360 - 503の計1268両が該当する。クハ103形は将来の山手線・京浜東北線のATC化に対応するとともに、運転環境向上のため高運転台が採用された。
増備の過程でクハ103形は車両番号が499に達したため、以降の増備車は500番台との重複を避けて701以降の飛び番が付与された。モハ102形も同様に車両番号が899に達したため、以降は1000番台・1200番台との重複を避けて2001以降の飛び番が付与された。飛び番に伴う番台区分はない。
踏切事故対策や視認性向上のため、運転台部分は300 mm高い高運転台構造に変更され、正面窓の位置も高くなった。正面窓下にはステンレスの飾り帯が設置され、デザイン上のアクセントとなった。窓下の面が間延びしないようにとの配慮も込められている。
ATC化のための準備として、運転台後部にATC装置（ATC-6）を搭載する機器室が設置され、乗務員室が客室側に600 mm食い込む形となった。この機器室の設置に伴い、同部分の戸袋窓は廃止された。ブレーキ弁はME40A形からATC対応の非常抜き取り化されたME48形に変更された。昭和52年度本予算車より、ATC装置を本格搭載して落成した。
クハ103形は奇数向き車と偶数向き車で別仕様とされており、ATC運転時は奇数・偶数の向きを固定して使用された。これはATCの信号波が上下線で異なるためである。
北陸トンネル火災事故の教訓を受けて火災対策が強化され、A-A基準に準拠した。妻扉のガラスが網入りになり、消火器が増設された（1両につき2箇所に）。1977年後期製造車からは座席下の蹴込み板がステンレス製になるなど、車内の完全無塗装化が行われた。
1973年製造車で設置が開始された半閉回路は、使用時間帯の選定が困難とされたため、クハ103-317以降から廃止された。
後に中央快速線や福知山線などのATC非設置線区にも投入されることになり、対応するクハ103-797・799 - 808・810 - 815・817 - 844・846・848・850はATC関連非装備で製造され、ATC機器室の省略・戸袋窓を復活・ME40A形ブレーキ弁装備で落成した。
本グループの途中から主電動機MT55Aの自己冷却ファンの形状が変更されている。なおMT55とMT55Aのファンの相違による2種の計3種類とも完全互換性があり、全般検査の機会に台車の交換が行われた事から、製造年が古い車輌にMT55A後期型、新しい車輌にMT55が搭載されるなど多様な形態が見られた。なお自己冷却ファンは外扇型である。
なお、サハ103形は本グループをもって製造終了となった。

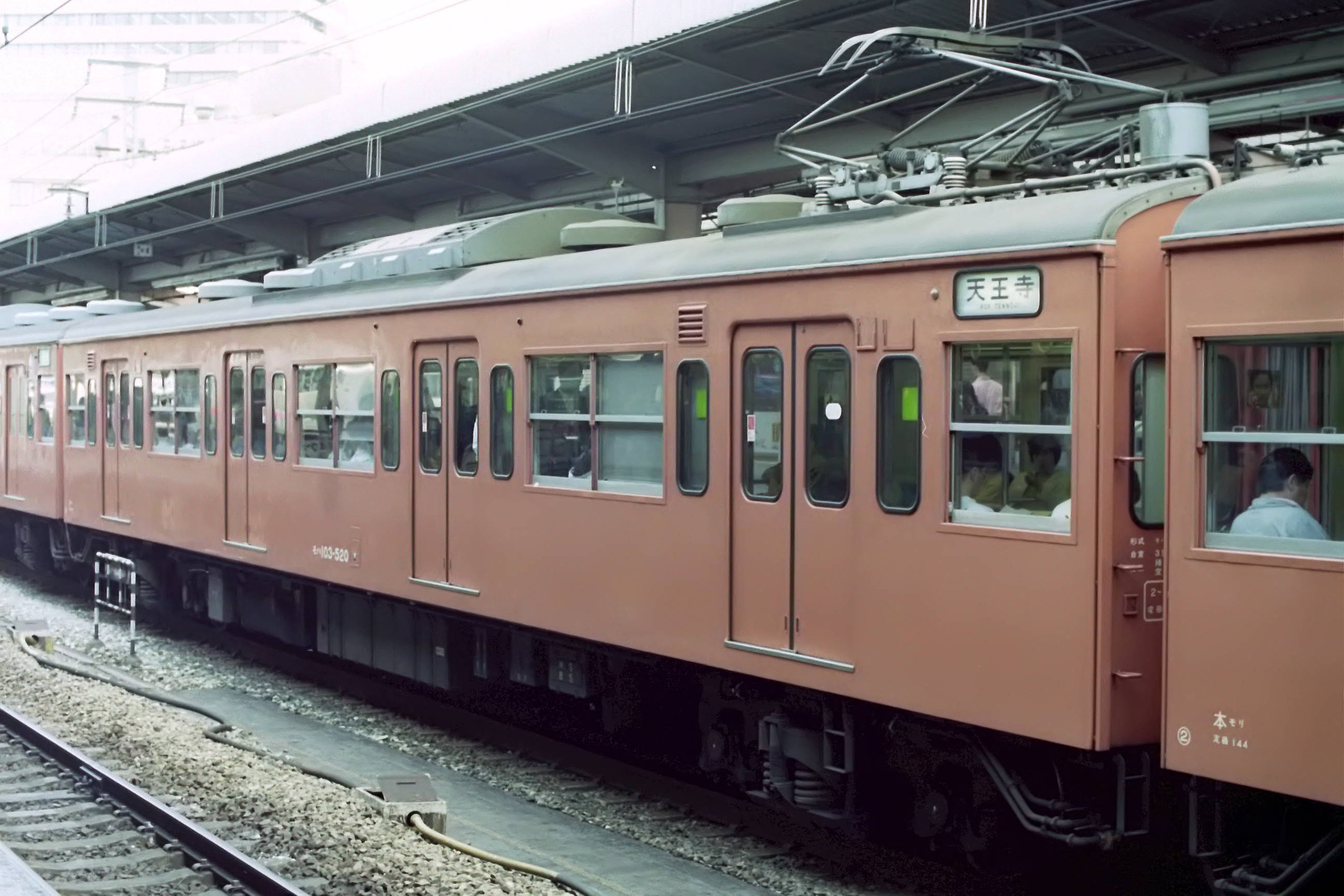
モハ103-520
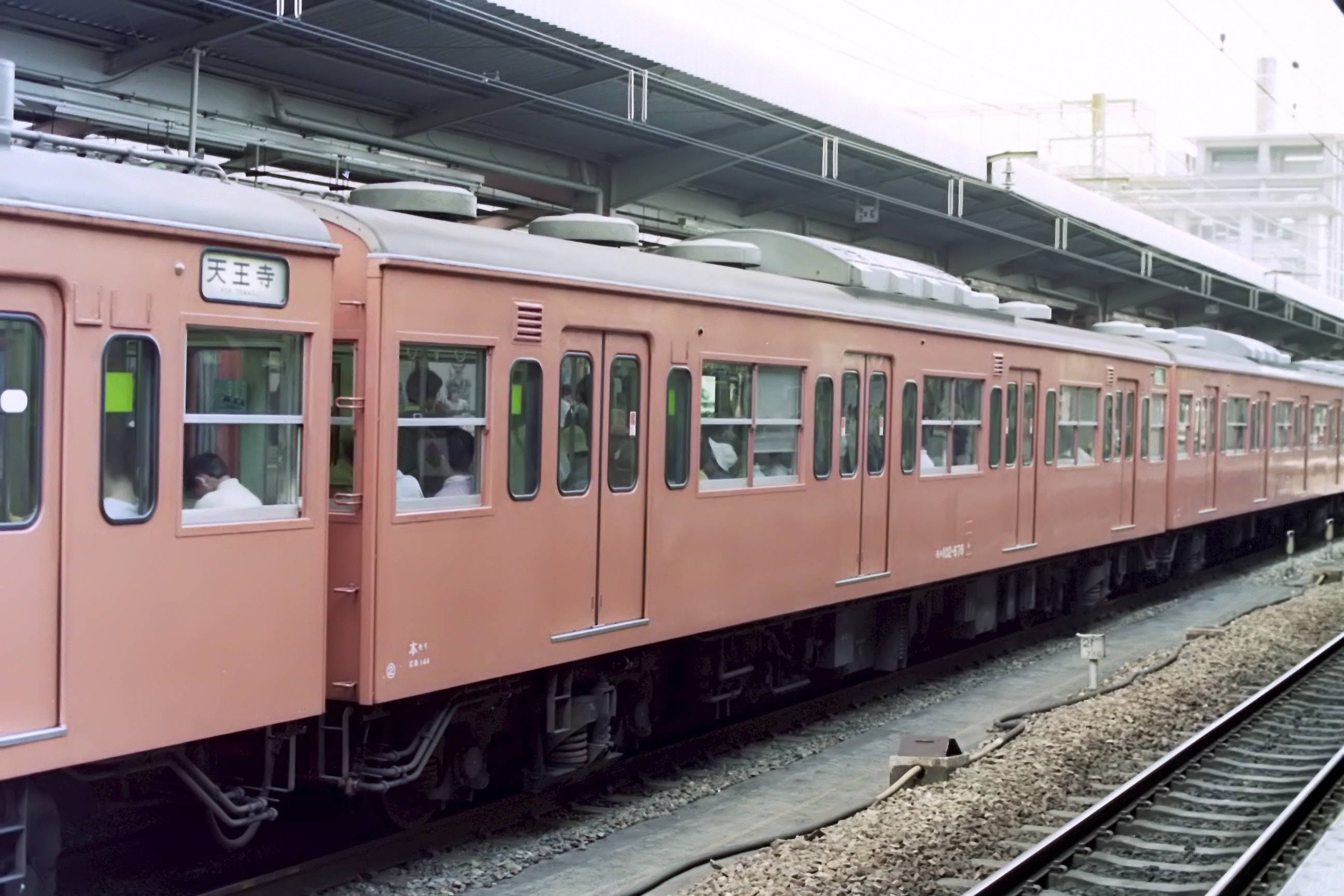
モハ102-676
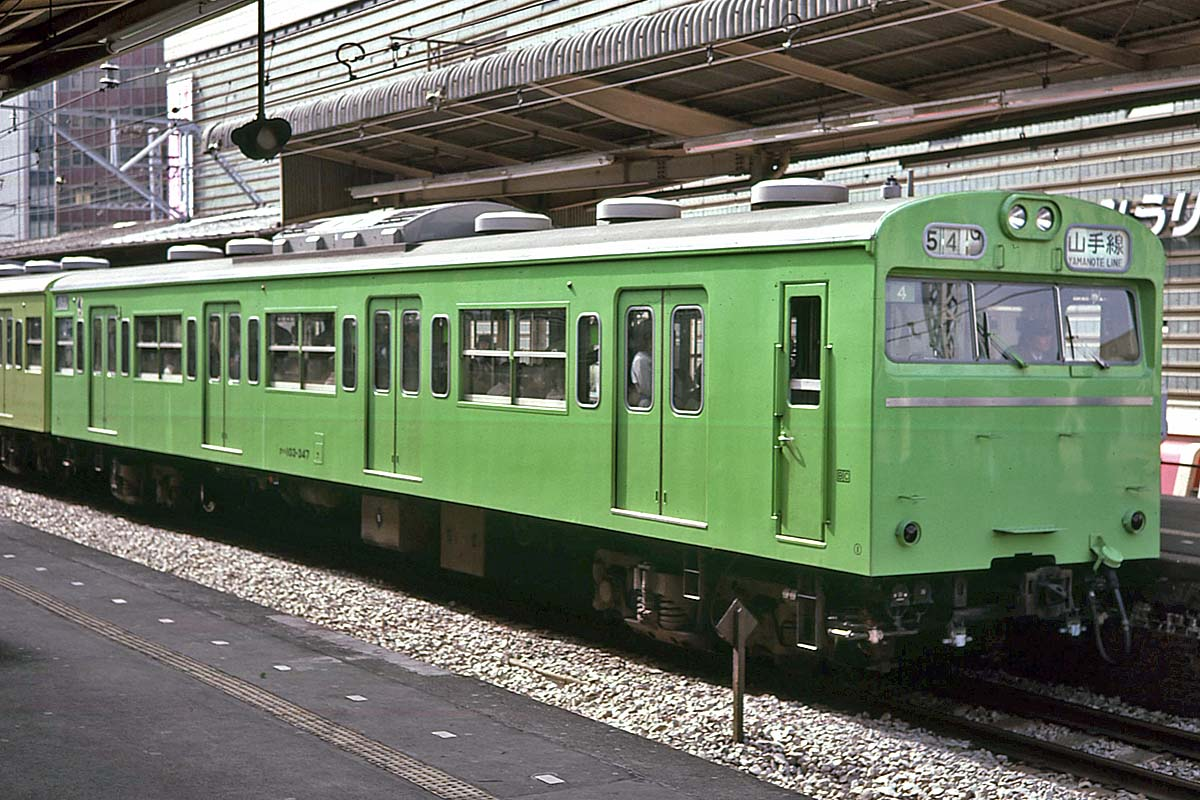
クハ103-347 ATC準備車 乗務員室直後戸袋窓なし
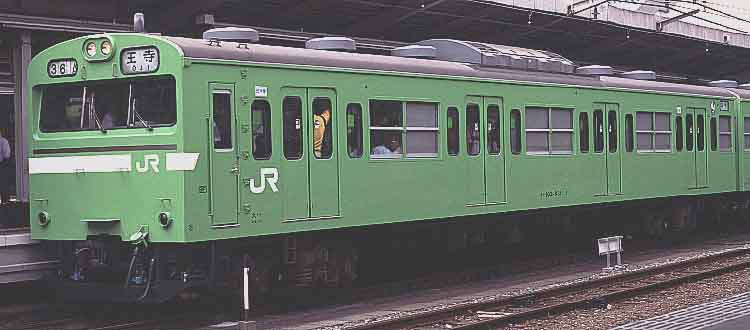
クハ103-831 非ATC準備車 乗務員室直後戸袋窓あり

#### 最終増備車

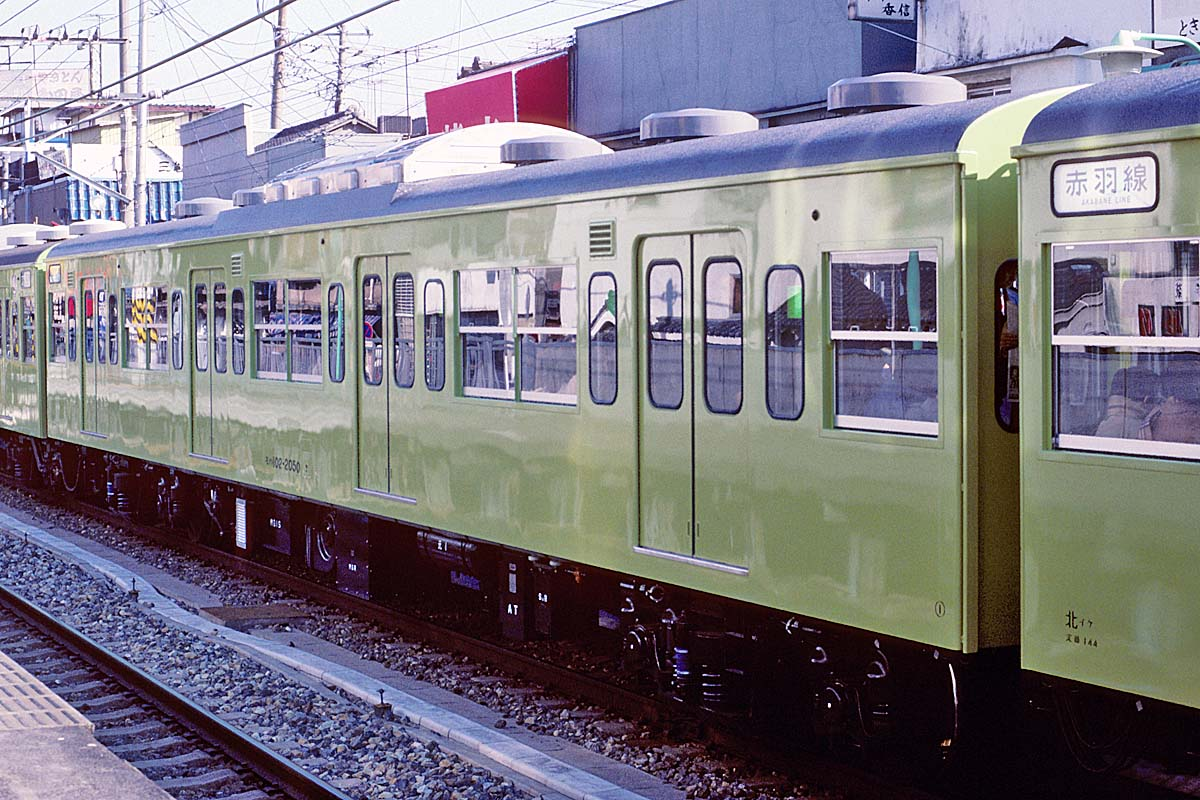
モハ102-2050

103系の最終増備車であり、モハ103-787 - 793・モハ102-2044 - 2050の計14両が該当する。103系の後継車として201系の増備が開始されていたが、1984年の赤羽線の10両編成化と山手線の増発用として1983年 - 1984年に中間電動車ユニットのみが増備された。
屋根はゴム布張り屋根から塗屋根へ変更され、クーラー・パンタグラフの横のランボードは201系と同一形状に変更された。各窓支持Hゴムは、材質変更により白から黒に変更された。側扉開口部周囲は完全溶接化されている。冷房装置は部品にメーカー間の共通性を持たせた改良形のAU75E形に変更され、キセはステンレスとなった。
赤羽線の10連化および山手線輸送改善の件名で新製され、池袋電車区に配属された。
- モハ103-787 - 791 + モハ102-2044 - 2048の5ユニットがカナリア色で赤羽線用。
- モハ103-792・793 + モハ102-2049・2050の2ユニットがウグイス色で山手線用。

その後、カナリア色の5ユニットはウグイス色に塗り替えられ、1985年（昭和60年）9月末の埼京線開業による受持区所の変更のため川越電車区（現在の川越車両センター）に転属し、そのまま埼京線で運用された。分割民営化時には全車JR東日本に承継されたが、2002年から2005年にかけて全車廃車され、特に1984年製造車は経年18年での廃車になった。

### クハ103形500番台

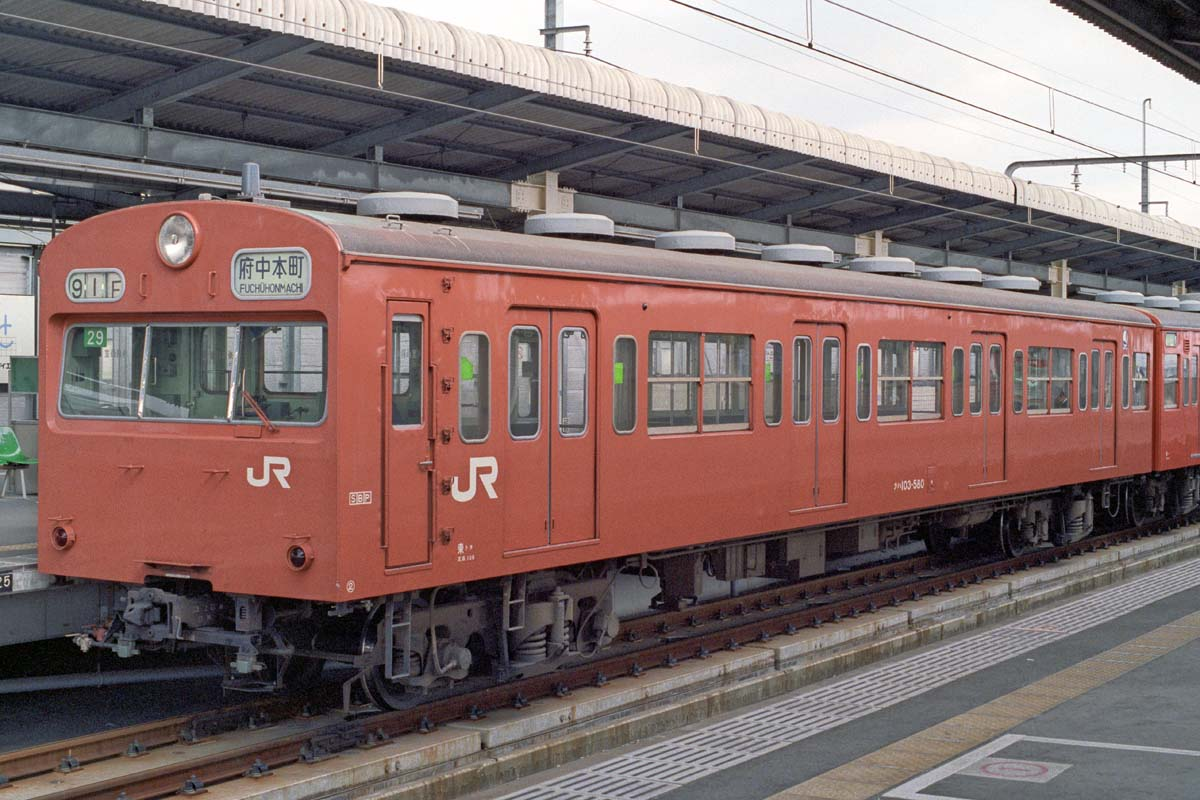
クハ103-580

1965年（昭和40年）に京浜東北線への本系列投入が開始されたが、当初は基本編成と付属編成の分離運転が考慮されていたことと、下十条電車区と蒲田電車区では検修線が10両分無かったことから3両と7両に編成を分割して使うこととなった。投入当時は京浜東北線の10両設備が未完成であったことから2両 + 6両の8両編成で使用された。2両と6両に分ける必要があるため奇数向きの先頭車としてクモハ103形が設計され、反対側はクハ103形0番台が連結された。しかし、クモハ103と対になるクハ103形は向きが偶数向きに固定されることから、両渡り式のクハ103形0番台では、ジャンパ栓納めや床下の配線が一部省略できること、両栓のジャンパ連結器を片栓の物にできることで費用を下げることが図れることから、1966年（昭和41年）4月以降の10両編成対応の製造分から、偶数向きの片渡り式にしたクハ103形500番台に設計変更された。クハ103形0番台との外見上の違いは、正面右下にあったジャンパ連結器納めがない点である。クハ103-617番以降の台車がディスクブレーキのTR212形に変更されている。また、陸前原ノ町区の車両の一部はジャンパ栓を片栓から両栓に改造している。

### 試作番台

#### 900番台

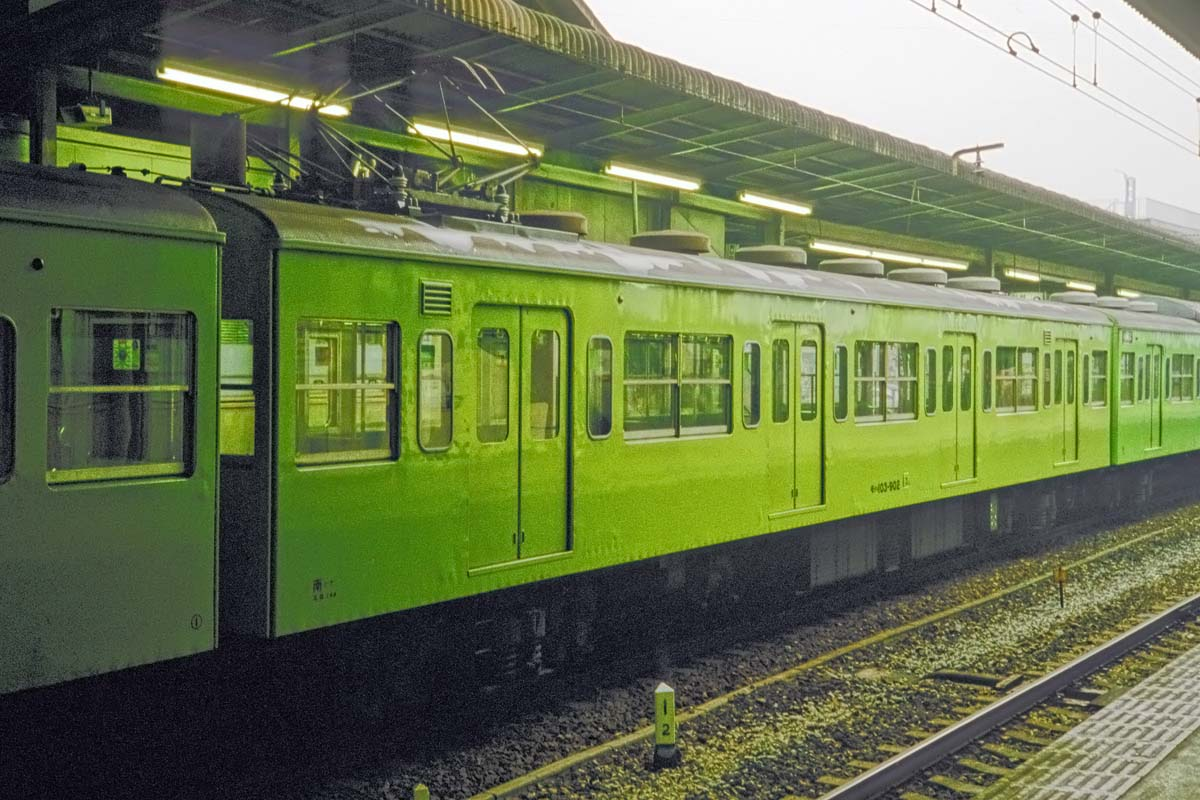
モハ103-902

1963年に登場した先行試作車は当初は-1を称していたが、量産車登場前の1964年（昭和39年）3月31日付けで900番台に区分変更・改番された。車両番号の文字色も量産車と同じ黒文字となった。
- モハ103/モハ102-1・2→モハ103/モハ102-901・902
- クハ103-1 - 4→クハ103-901 - 904
  - 上記改番のため、クハ103-1 - 4・モハ103/モハ102-1 - 2は「2代目」車両。

1967年（昭和42年）2月に量産車化改造が施工された後は量産車と混用されたが、最終配置はクハ103形が豊田電車区で青梅・五日市線、電動車ユニットが川越電車区で埼京線で、それぞれ老朽化により最後まで冷房化されることなく1992年（平成4年）までに全車廃車となった。

#### モハ103形・モハ102形910番台
加減速時に発生する空転を防止する観点から、超多段バーニア式制御器を搭載した試作車として、1967年に910番台が登場した。制御器搭載のモハ103-911 - 913とユニット間の引通線を一部変更したモハ102-911 - 913の合計3ユニット6両が製造された。
主制御器はCS30形で、制御段数は力行55段・ブレーキ51段と大幅に増加している（従来のCS20Cでは力行29段）。品川電車区に配置され、山手線で試験が行われた結果、問題点の改善策を講じた量産型であるCS40形が後述の地下鉄乗り入れ用1000番台に採用された。精密なバーニア機構は製造費用が高く保守にも手間がかかることから、地下鉄直通用の1000番台・1200番台に採用されたに留まり、その他の増備車は従来型のCS20形のままで製造された。
山手線で910番台は1編成に集約の上で運用されていたが、同線の205系化により他線区に転出させる際、特殊な制御器淘汰を名目に以下の転用改造が施工された。
- 冷房改造され160 kVAのMGを搭載していたモハ102-911・913以外の4両については電装解除のうえ、後述のサハ103形800番台に改造。
- モハ102-911は浦和電車区に転属、モハ103-107とユニットを組成。
- モハ102-913は豊田電車区に転属、モハ103-62とユニットを組成。
  - 新ユニット組成車は、ほぼ同時期に保全工事を施工された非冷房車（後にAU712形で冷房化）。
  - ユニットを組替で捻出されたモハ102-172・62はサハ103形800番台に改造。

1994年にモハ102-913が、1995年にモハ102-911が廃車となり区分番台消滅した。

### 地下鉄対応車両
地下鉄乗入用として、以下の車両が0番台と並行して製造された。乗入先各線はすべて保安設備が異なるため、投入路線ごとに仕様を変え、新たな番台が起こされているのが特徴である。

#### 1000番台

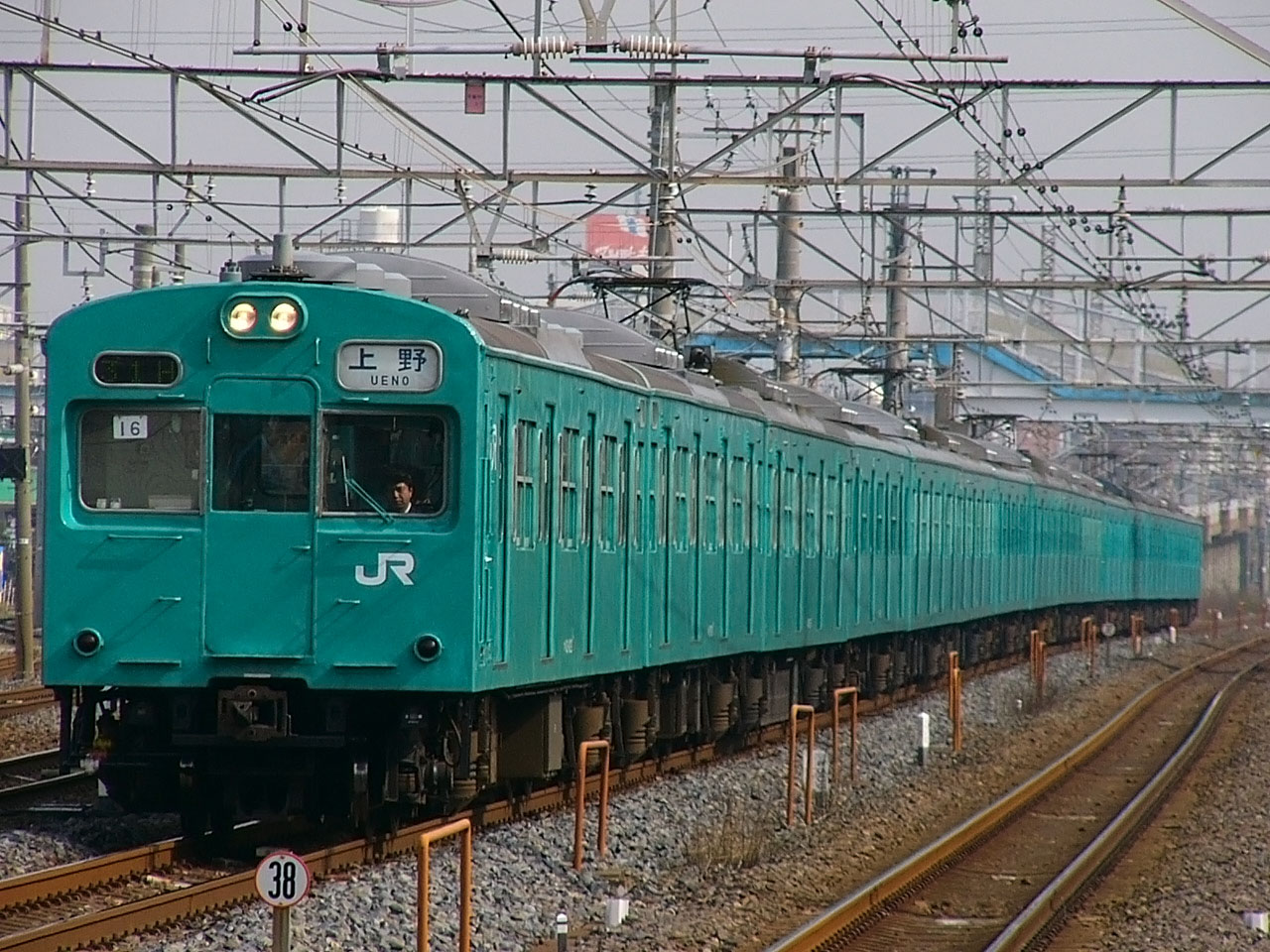
1000番台常磐快速線転用後
2003年4月7日

常磐線の複々線化に伴い、常磐緩行線と帝都高速度交通営団（営団、現・東京地下鉄）千代田線の直通運転が1971年に開始されることとなった。営団側では電機子チョッパ制御車の6000系が投入されたが、国鉄では地下線乗り入れ用に設計変更された103系が投入されることとなり、千代田線直通用として1970年（昭和45年）に登場したのが103系1000番台である。
10両編成16本160両が製造され、松戸電車区（現在の松戸車両センター）に配置された。
A-A基準に準拠して設計されたため、車体には不燃・難燃素材が使用された。クハ103形前面に非常用の貫通扉が設置され、前面窓ガラスは301系と同様の傾斜が付いたものとなった。乗入協定に従い、前照灯はシールドビーム2灯となった。千代田線用ATC-6機器を乗務員室直後の床上搭載としたため、乗務員扉後部の戸袋窓は廃止された。
塗装は灰色8号地に窓の上下に青緑1号の帯となり、前面窓下へは警戒の意味で太帯が配置された。前面運行番号表示窓上方と側面幕板部には、青21号の国鉄マーク（JNRマーク）が掲出された。
主制御器は、910番台で試用されたCS30をベースとした改良型のバーニヤCS40形制御器が搭載された。トンネル内での騒音防止の観点から、主抵抗器冷却には送風機を使用しない自然通風式が採用された。主回路ヒューズ箱は屋上へ移設された。
地下鉄線内の33パーミルの急勾配で故障した際に別編成で救援可能な性能を確保するため、編成中両先頭車以外の全車を電動車化した8M2Tの編成となった。電動発電機は301系と同じく容量10 kVAのMH124-DM77が搭載された。
落成から千代田線乗入開始までの一時期は地上区間で運用された。千代田線開通以後は長らく千代田線直通専用に充てられたが、営団が新造した回生ブレーキが使用可能な電機子チョッパ制御車6000系より電力消費量が格段に多く、両者の車両使用料に格差が生じたことや、抵抗器からの排熱によってトンネル内温度が上昇する・オーバーヒートにより車内の床が焦げ、ホームや車内の乗客にも熱風が浴びせられるという問題が発生した。これは、千代田線の駅間距離が比較的長く地下区間で高速走行を行い、特に単線シールドトンネル内での空気流動が少なく抵抗器の冷却が充分にできなかったのが理由である。
1984年から1986年（昭和61年）3月までに203系へ置き換えられ（詳細は常磐緩行線#複々線化の沿革と問題を参照）、捻出された本区分番台は以下の経過をたどった。
近畿・広島地区用105系への改造・転用
56両は105系に改造され、奈良線・桜井線・和歌山線・紀勢本線和歌山 - 和歌山市間の電化開業用および可部線の旧形電車置換用として、奈良電車区および広島運転所へ転属。1987年（昭和62年）の国鉄分割民営化時にはJR西日本に継承。
地上線（常磐快速線・成田線）への転用
松戸区残存の104両は地上線（常磐快速線と成田線の我孫子 - 成田間）に転用され、ATC機器を撤去。青緑1号一色に塗色変更された。
後に地上用0番台とも混結されるようになり、冷房装置も搭載された。
1989年（平成元年）には10両編成1本が営団東西線乗入用として三鷹電車区（現在の三鷹車両センター）に転属し、営団東西線用ATC-3（色灯式信号用ATC）・デッドマン装置付マスコンハンドル化・塗色変更を施工した。

廃車は2002年（平成14年）からで、松戸区の車両は常磐快速線・成田線へのE231系0番台の投入によって2004年（平成16年）3月までに、三鷹区の車両は東西線乗入運用へのE231系800番台の投入によって2003年（平成15年）5月30日に運用を終了し全車廃車となった。

#### 1200番台

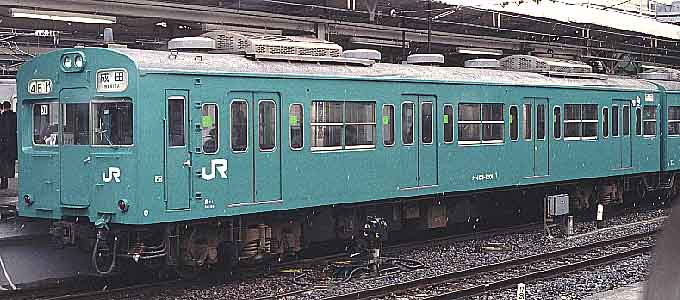
クハ103-1201
常磐快速線転用後
1993年2月1日 我孫子

中央・総武緩行線・営団東西線直通運転用のグループで、301系の増備車にあたる。301系は製造費用が高く保守内容も異なるため、103系をベースに東西線直通用の増備車として製造されたのが103系1200番台である。1970年（昭和45年）に1本（7両）、1972年（昭和47年）・1978年（昭和53年）にそれぞれ2本（28両）の計5本（35両）が製造された。
台車・車体・主要機器等は103系1000番台と同様であるが、1200番台のATC機器は東西線のWS-ATC（国鉄名称：ATC-3型）対応機器が搭載された。地上信号バックアップ形で大型の機器室を必要としないため、乗務員室直後の戸袋窓が復活している。
301系と同じ7両 (6M1T) 編成を基本としたため、301系でクモハ300形に相当するクモハ102形 (Mc') が設定された。機器配置を301系に合わせたため、蓄電池の搭載車などが他番台と異なる。雨樋・窓枠・通風器形状や座席寸法は他の103系と共通とした。
塗装は1000番台を基調にライトグレー（灰色8号）に黄帯（黄5号）の塗装となった。ただし、駅の放送や案内板などでは営団5000系が銀色だったことから「銀色の電車」という案内が行われていた。黄帯は後に青帯に変更されている。
地上型のマイナーチェンジに合わせ、1972年増備の第2編成以降は側窓にユニット窓が採用された。座席寸法も301系と同一に変更した。主電動機も第2編成以降はISOネジ採用のMT55Aを搭載した。また、1978年増備の第4・第5編成は、当時営団地下鉄線内での冷房使用が認められていなかったため、既に冷房装置の設置が標準装備となっていた時期にもかかわらず、非冷房車として製造された。

1987年（昭和62年）の国鉄分割民営化に際しては、35両全車がJR東日本に継承され、全車がAU712形集約分散式冷房装置により冷房改造を施工し、一部は常磐快速線に転用された。最後の1200番台となったK9編成が、2003年7月31日に大宮工場（現在の大宮総合車両センター）へ廃車回送された。これをもって本区分番台は消滅した。

#### 1500番台

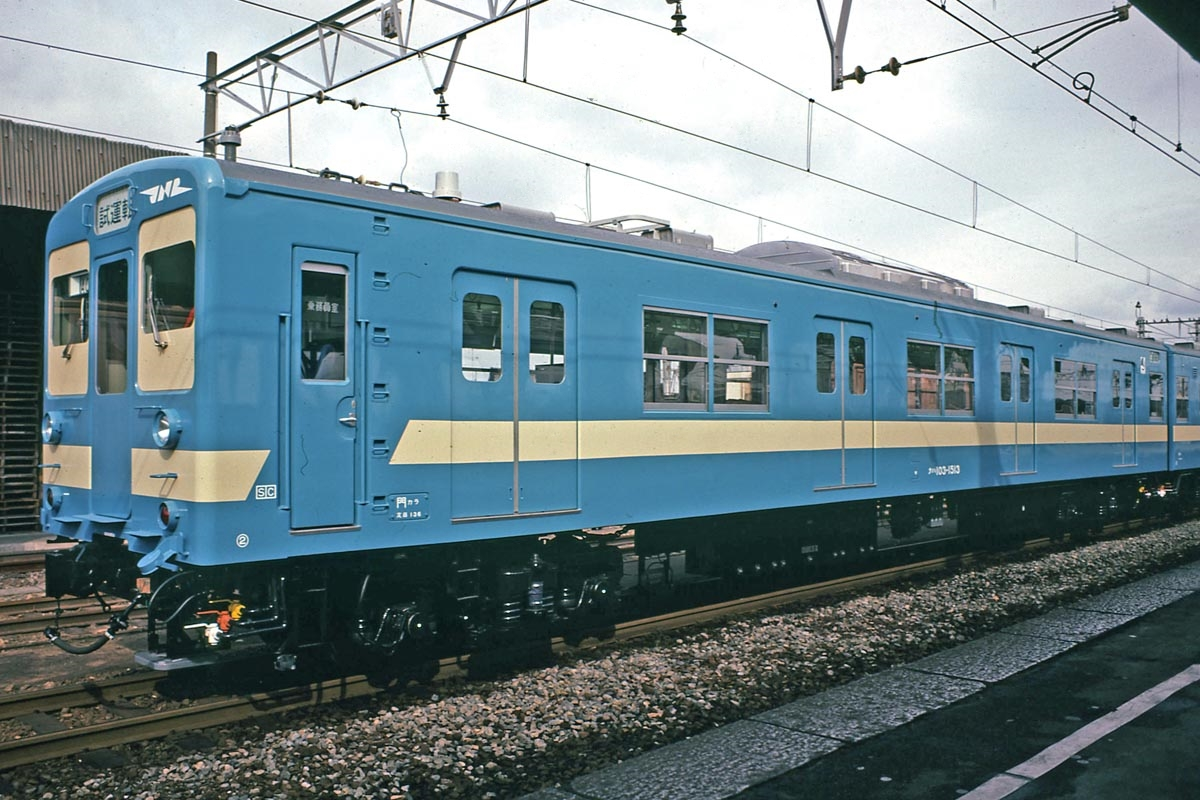
クハ103-1513（製造当初）
1983年2月24日 西ノ宮駅（現・西宮駅）

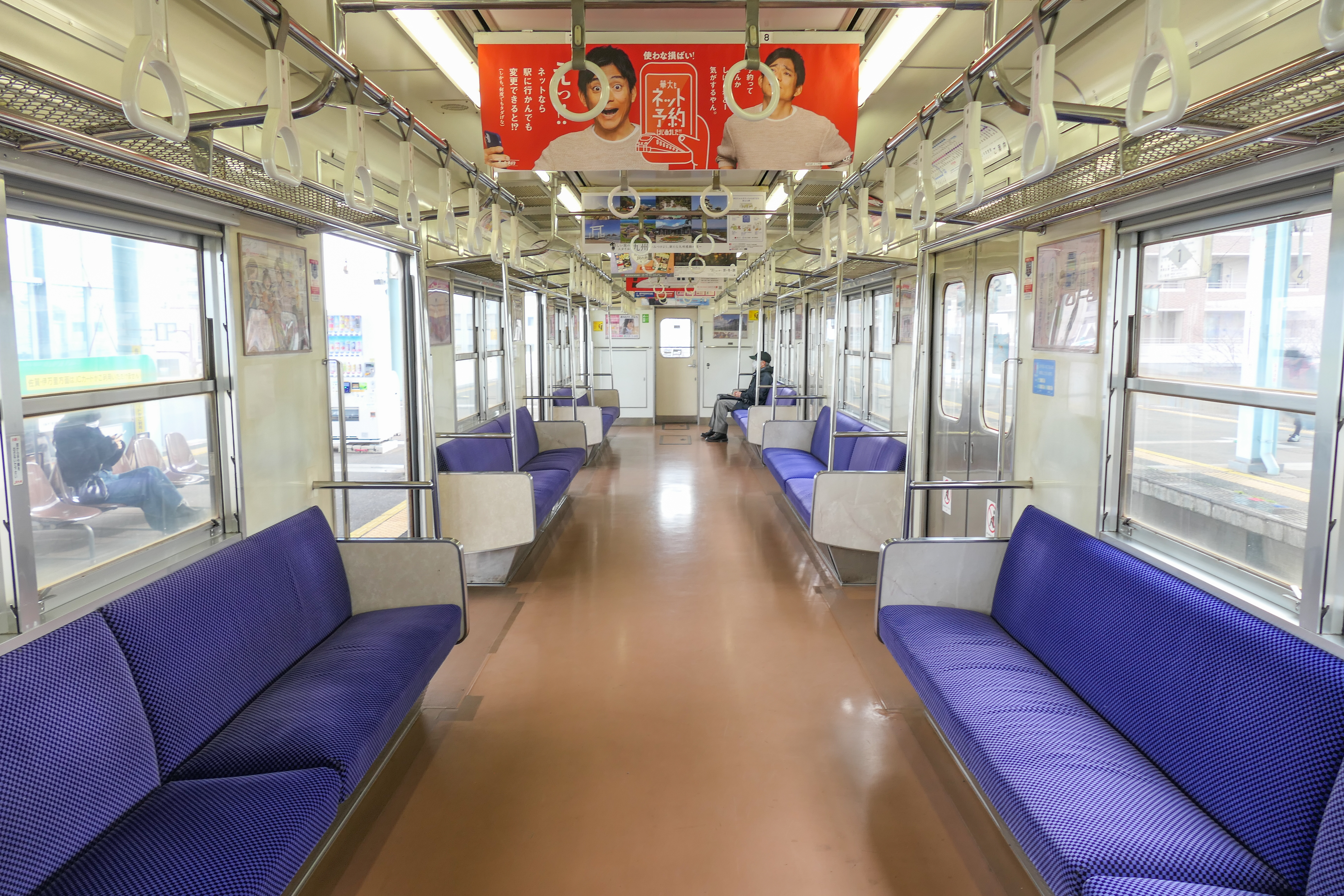
車内

唐津線・筑肥線・福岡市地下鉄1号線（現在の空港線）直通運転用として、1982年に6両編成 (4M2T) 9本54両が製造された。唐津電車区（現在の唐津車両センター）に配置され、編成番号は3両ずつに分かれている。
製造当時、既に常磐緩行線・営団千代田線直通用として電機子チョッパ制御の203系電車が製造されたが、筑肥線は筑前前原以西の駅間距離が長く輸送密度も低いため、ブレーキ頻度や回生負荷の面で電機子チョッパ制御車を導入しても省エネ効果や回生制動力が期待できないことから、費用の安い103系が一部設計変更のうえ導入された。
1500番台のみ、日立製作所でも製造された（川崎重工業と分担）。
車体構造や内装は本番台と同時期に製造されていた201系を基本としている。A-A基準準拠のため、先頭車両は105系・119系に近似した貫通扉を有する前面デザインが採用された。窓周りの額縁部は105系では黒色ジンカートであったが、103系1500番台ではFRPとなった。側窓は上段下降・下段上昇のユニット窓となり、戸袋窓は103系で唯一新造時より省略されている。
冷房装置はAU75Gが搭載された。内装天井部の冷風吹出口はラインフロー式であるが、横流ファンや首振扇風機のような補助送風機は併設されていない。
車体塗装は、玄界灘をイメージしたスカイブルー（青22号）にクリーム色（クリーム1号）の帯が採用された。窓まわりの配色はクリーム色となっている。クハ103形の正面には国鉄車を示すJNRマークが掲出された。同時期に登場した119系は類似したカラーリングだった。
機器配置は他の地下鉄乗入車に準じているが、主制御器は0番台で広く使用されているCS20D形を基本に自然通風式主抵抗器を使用するために手直ししたCS20D-G3形が搭載された。電動発電機は、費用削減のため153系の廃車発生品を流用した出力110 kVAのMH128D-DM85Dが搭載された。
折返時などの長時間停車での車内保温のため、4ドアのうち3ドアを締切るドアカット機能が搭載された。
1987年（昭和62年）の国鉄分割民営化で全車がJR九州に継承されたが、同社に継承された本系列は本グループのみである。分割民営化後、4本が先頭車化改造により3両編成化されたため、2010年（平成22年）時点で13本54両となった。3両編成は限定運用、6両編成は303系代走運用も担当した。なお、クハ103-1504は1998年（平成10年）3月に今宿駅付近で強風により脱線したが、復旧している。
乗り入れ先の地下鉄線はATO路線であり、市営地下鉄の車両ではこの機能を利用したワンマン運転を行っているが、当グループにはATO装置が搭載されておらず、地下鉄線内はATCを利用して運転を行っていた。また同線内のホームドアとの連動もできないため、地下鉄線内では車掌が乗務し、ドア開閉は車掌スイッチとともにホームドア開閉スイッチを操作していた。
2015年（平成27年）2月5日より後継となる305系（6両編成6本）に順次置き換えられ、地下鉄乗り入れ運用から離脱。6両編成5本と3両編成2本が廃車となり、JR九州小倉総合車両センターにて解体された。現在では残った3両編成が筑前前原〜西唐津間のワンマン列車として運行されている。

### 大韓民国（韓国）仕様派生形式
共通点
- 103系がベース
- 1974年から製造
- 地下区間の直流1,500Vと地上区間の交流20 kV・60 Hzに対応した交直流電車
- 1000、1200番台や301系、営団5000系を折衷したような前面
- 登場時は6両編成で、のちに韓国製の中間車が組み込まれて8連化（1984年）、10連化（1989年）
- 日本製は既に全廃し、現在走っているのは全て韓国製

## 改造車
103系は長期間にわたり使用されているため、国鉄時代から様々な改造工事が行われている。車両自体の用途を変更するための改造工事では、他系列から103系化されたもの、103系から他系列に改造したもの、中間車の先頭車改造、中間車の電装解除などが行われている。
他形式から103系化されたもの
- 101系サハ101形のサハ103形750番台化（国鉄）
- 101系クハ101形のクハ103形2050番台化（国鉄）
- 101系クハ100形のクハ103形2000番台化（国鉄）
- 72系の103系3000番台化（国鉄）

中間車の先頭車改造
- モハ103形1500番台のクモハ103形1500番台化（JR九州）
- モハ102形1500番台のクモハ102形1500番台化（JR九州）
- モハ103形のクハ103形2550番台化（JR西日本）
- モハ102形のクハ103形2500番台化（JR西日本）
- モハ103形のクモハ103形5000番台化（JR西日本）
- モハ102形のクモハ102形3500番台化（JR西日本）
- モハ103形のクモハ103形3550番台化（JR西日本）
- モハ102形のクモハ102形3550番台化（JR西日本）

中間車の電装解除など
- モハ103形0番台・910番台のサハ103形800番台化（JR東日本）
- モハ102形0番台・910番台のサハ103形800番台化（JR東日本）
- モハ103形のサハ103形2500番台化（JR西日本）
- モハ102形0番台・2000番台のモハ102形5000番台化（JR西日本）
- サハ103形のサハ102形5000番台化（JR西日本）
- モハ103形のモハ103形3500番台化（JR東日本）
- モハ102形2000番台のモハ102形3500番台化（JR東日本）

先頭車の改造
- クモハ103形0番台のクモハ103形5000番台化（JR西日本）
- クモハ103形5000番台のクモハ103形2500番台化（JR西日本）
- クモハ103形5000番台のクモハ103形3500番台化（JR西日本）
- クハ103形0番台のクハ103形3500番台化（JR東日本）

### 他形式からの編入車
103系と車体構造の違いが少ない101系のうち、103系が量産を開始した後も総武線10両化用として製造された101系付随車や制御車は、経年が浅いため103系に編入された。また、仙石線用の72系アコモ車は旧形車の下回りに車体を103系ベースで製造して組み合わせたもので、車体自体の経年が浅かったことから下回りを103系に合わせて改造編入した。

#### サハ103形750番台

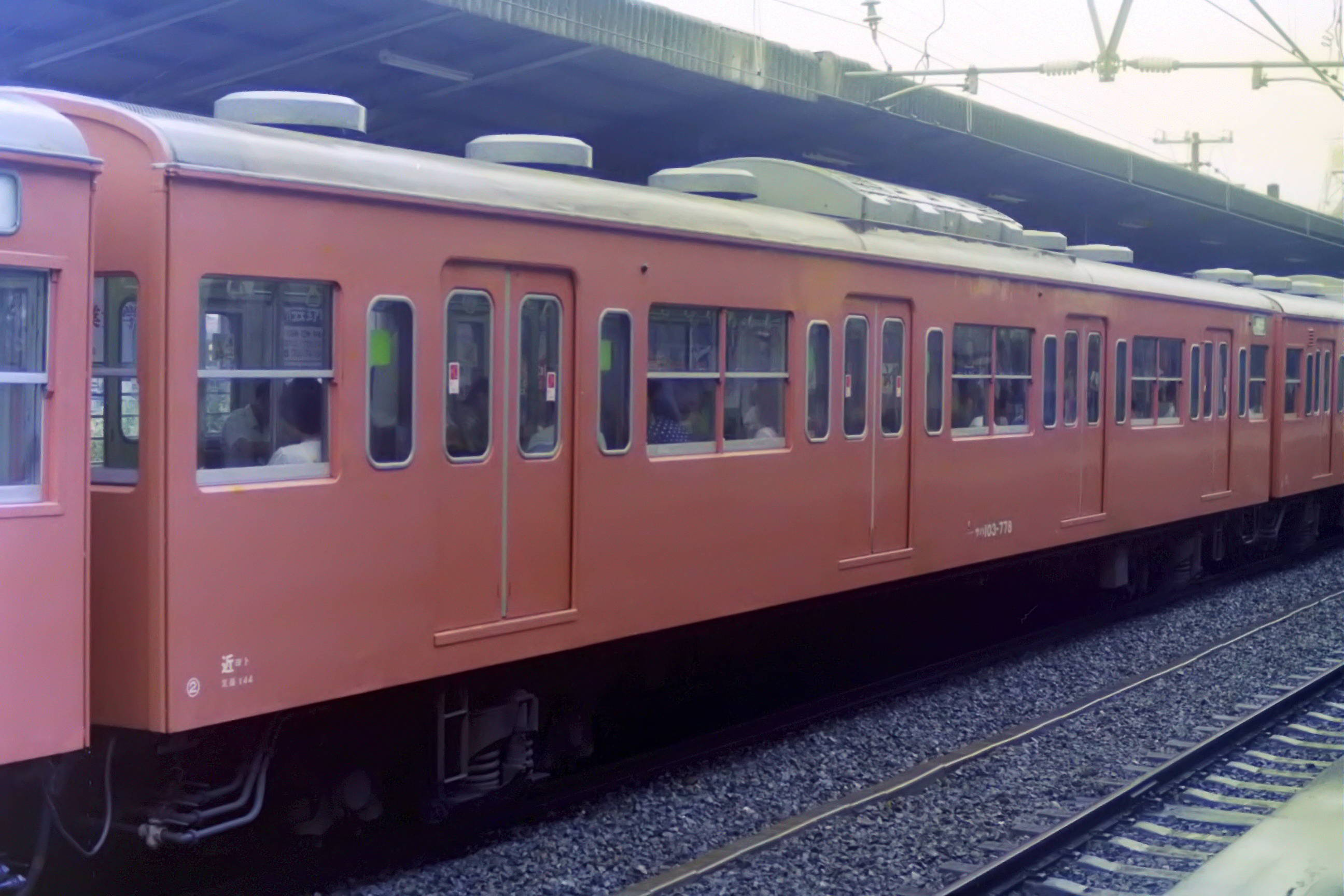
サハ103-778
1987年8月 放出駅

1964年（昭和39年）度から赤字経営となった国鉄では、合理化と経費の削減が求められた。新製費用の抑制等のため、101系付随車のサハ101形を103系に編入する改造が行われ、サハ103形750番台が登場した。1973年から1986年にかけて、751 - 780の30両が改造された。
共通の改造内容として、ジャンパ連結器のKE-57からKE-70への交換、貫通幌の交換が行われている。サハ100形も同様工事を施工して700番台とする計画も存在したが実施されなかった。サハ101形の裾高さがサハ103形よりやや低く、台車もDT21T形もしくはTR64形という若干の差異がある。
下記の30両が国鉄時代に改造されているが経年の浅い101系の車両を選んでいる。改造時期・種車形態・改造内容により以下の5種に細分できる。
1. サハ101-111・112・113・114・133・134・139・140・143・144・145・137・138・141・142・100・107→サハ103-751 - 767
  - 非冷房のサハ101形から改造されたグループ。改造時にAU75形による冷房化改造と側面行先表示器の設置を施工。
2. サハ101-123・124・126→サハ103-768 - 770
  - 改造時にAU75形で冷房化されていたサハ101形が種車のグループ。側面行先表示器は未設置。
3. サハ101-282・299→サハ103-771・772
  - 2.と同形態だが、種車がサハ101形200番台のグループ。200番台はMG・CPを搭載車であったが、改造時に撤去。側面行先表示器は未設置。101系試作冷房改造車で、冷房装置が車体中心からずれた位置に搭載。
4. サハ101-115・116・127・128→サハ103-773 - 776
  - 非冷房のサハ101形から改造されたグループ。冷房・側面行先表示器ともに未設置。JR東日本継承車の775がAU712形で冷房改造された以外は非冷房のまま廃車された。JR東日本継承車の774は豊田→中原→松戸と転属し、松戸区では101系の系列で唯一のエメラルドグリーンに塗装された[101]。
5. サハ101-119・120・121・122→サハ103-777 - 780
  - 改造時にAU75形で冷房化改造済のサハ101形が種車のグループ。改造時に側面行先表示器を設置。779以外の3両はJR西日本継承後の1993年に台車をTR212形に交換。

分割民営化時にはJR東日本とJR西日本に継承された。一部は延命工事が施工されたが、早期に廃車対象となり、JR西日本のサハ103-765が2002年10月25日付で廃車となったのを最後に全廃となった。

#### クハ103形2000・2050番台

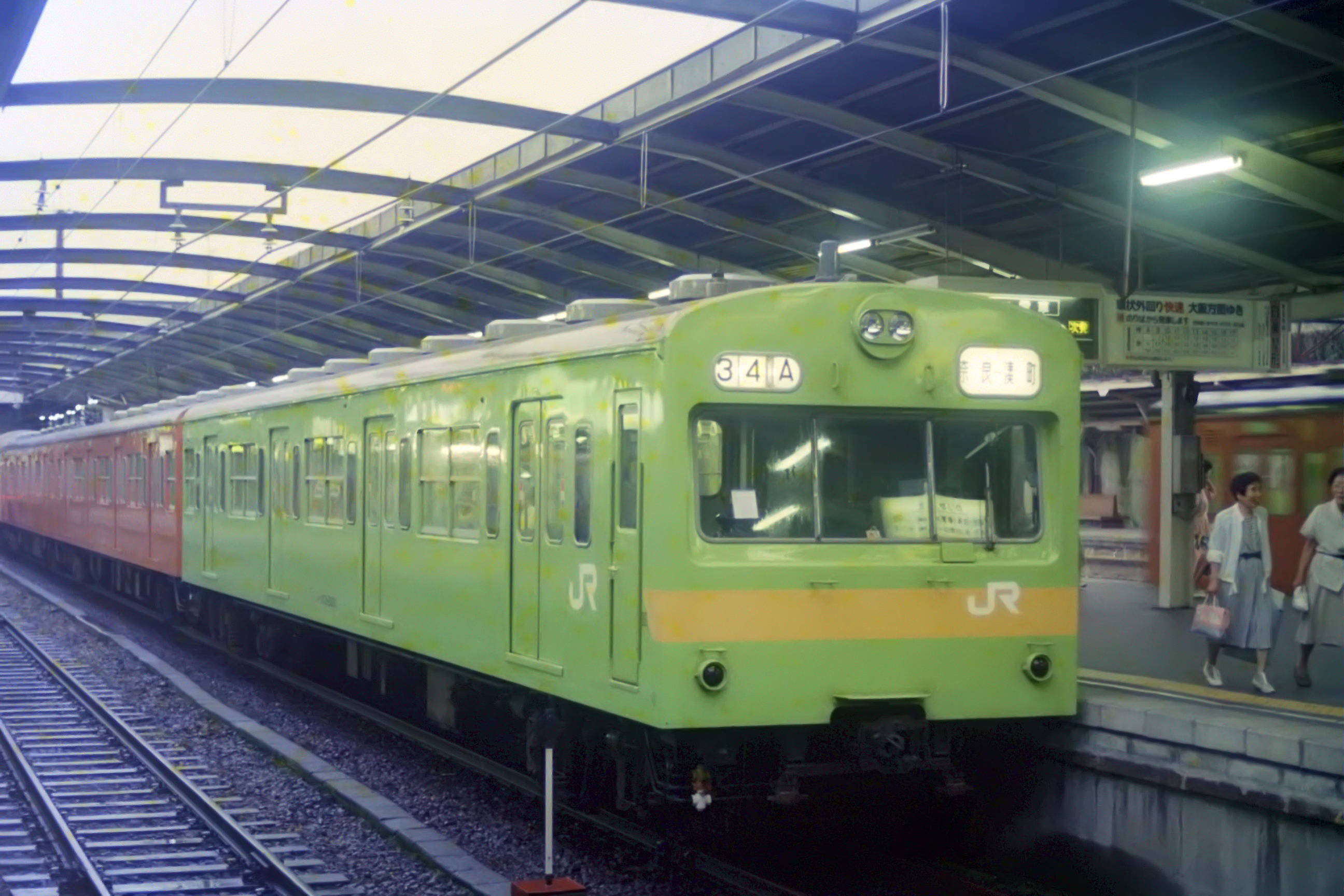
クハ103-2001

1986年（昭和61年）の関西本線（大和路線）と阪和線の編成短縮・編成数増加政策に伴い先頭車が不足したため、余剰となった101系の先頭車が改造・編入された。種車によって以下の番台区分とされた。
クハ103形2000番台
- 非冷房のクハ100形から改造された車両。奈良電車区に配属され、主に関西本線で運用。
  - クハ100-92・35・31・60→クハ103-2001 - 2004

クハ103形2050番台
- 非冷房のクハ101形から改造された車両。日根野電車区に配属され、主に阪和線で運用。
  - クハ101-78・83→クハ103-2051・2052

前述のサハ103形750番台同様、車体には手が加えられていないが、101系と本系列では前面の窓形状が異なっているため、差異が目立っている。冷房装置・側面行先表示器の搭載は未施工のままであった。分割民営化時には2000番台・2050番台の全車がJR西日本に継承された。
1989年8月27日、阪和線で6両編成の和歌山発天王寺行き快速列車での運用中にクハ103-2051のブレーキが効かなくなり、天王寺駅の車止めに衝突した。2051は日根野電車区で修復されたものの、営業運転に復帰することなく1991年9月30日付で廃車となった。2052は1991年（平成3年）に阪和線のATS-P形化に際し対応工事を施工されないまま京阪神緩行線に転用され、その後明石電車区の訓練車となったが、1992年11月30日付けで廃車となった。
関西線の2000番台も運用期間は短く、1991年度中に営業運転から撤退した。1992年（平成4年）までに全車廃車され、101系から改造のクハ103形は区分消滅した。

#### 3000番台

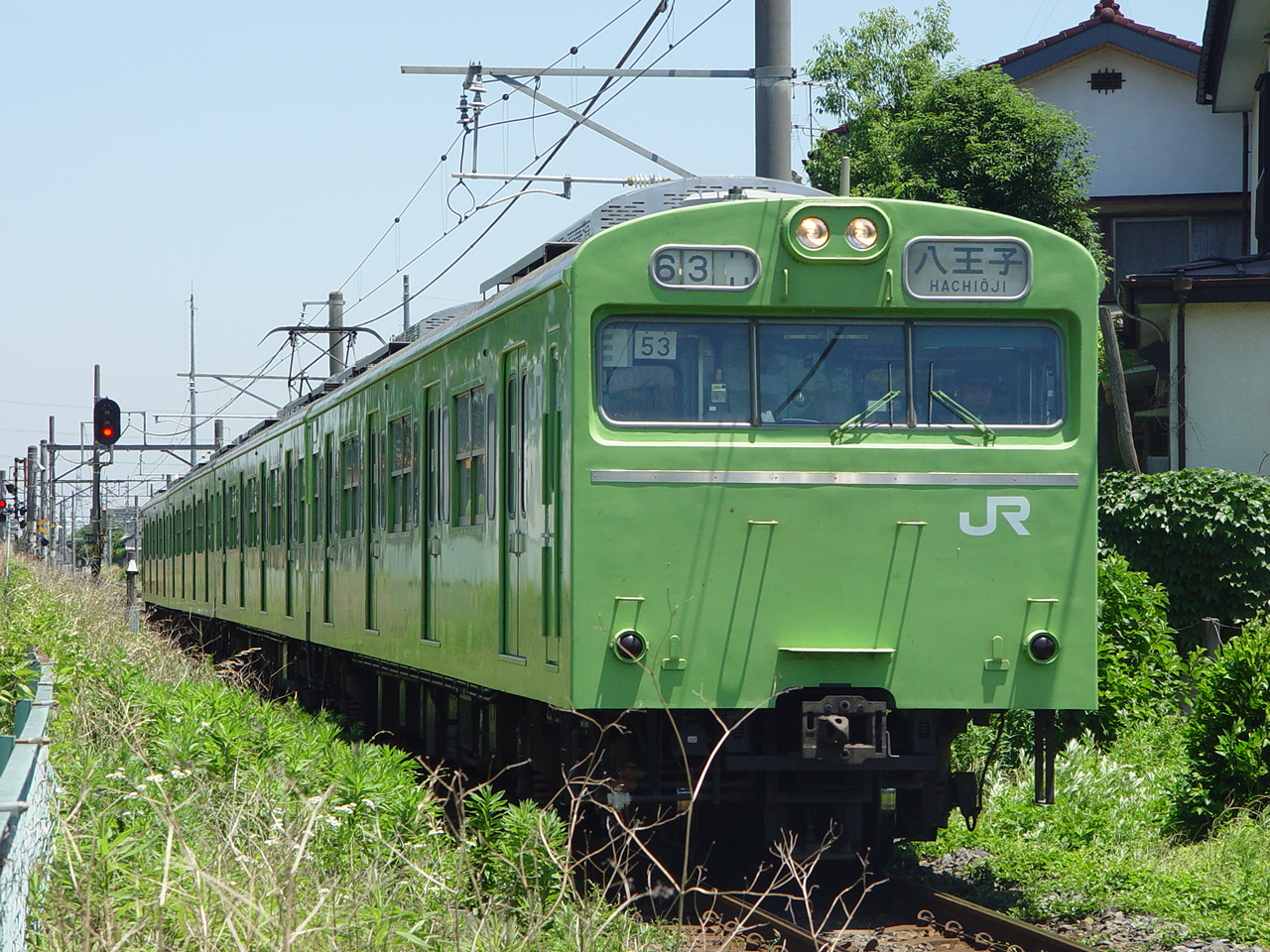
川越線の3000番台（2004年6月5日）

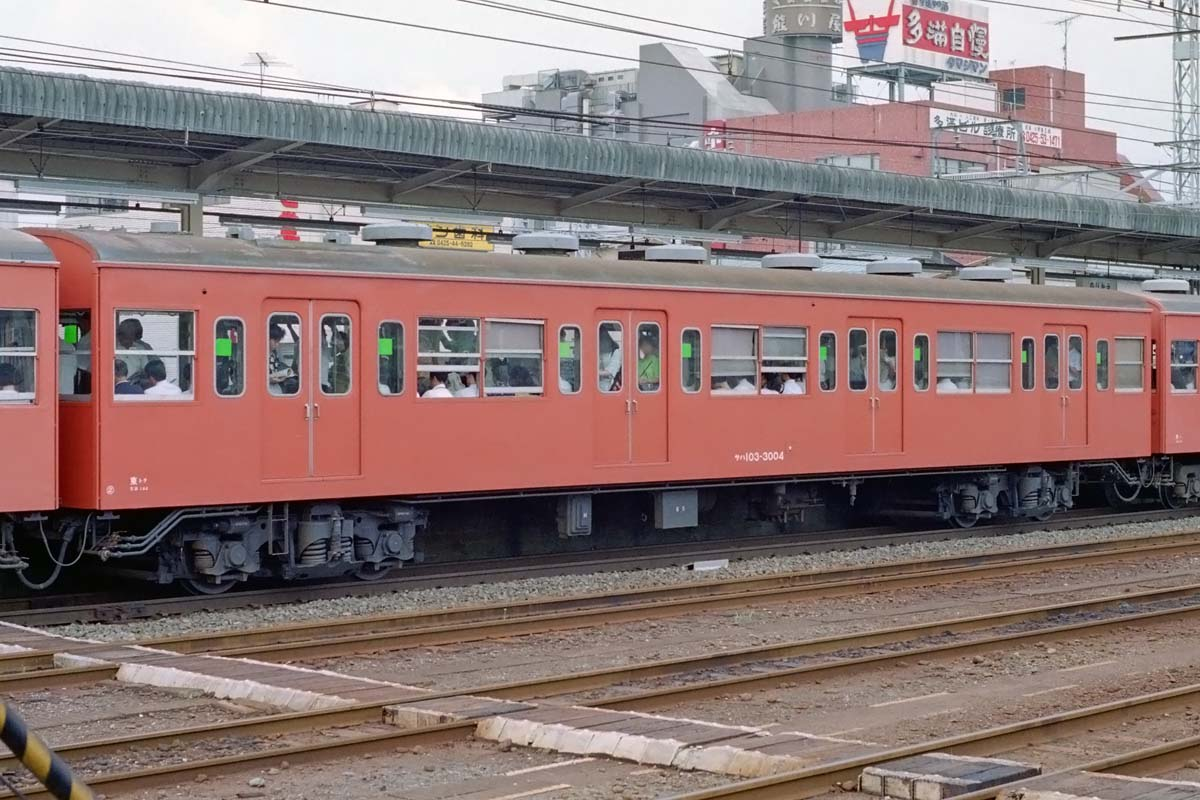
青梅・五日市線時代のサハ103-3004

1985年に川越線の電化が完成し、大宮 - 川越 - 高麗川間の区間運転用電車が必要となった。これに対応するための改造車として登場したのが3000番台である。
種車は1974年（昭和49年）に仙石線用72系4両編成5本計20両の車体を同時期製造の103系と同等の車体に更新したアコモデーション改良車のモハ72形970番台・クハ79形600番台で、1985年 - 1986年に大井工場・大船工場・大宮工場・新津車両所にて103系への編入改造を施工した。
モハ72形970番台・クハ79形600番台は、1980年までに103系投入による仙石線の未更新旧形車両が置換え後も運用されていたが、1985年の103系への統一により運用を離脱した。しかし、車体更新からの経年が浅く状態も良かったため、旧性能電車の新性能化により103系への改造が行われ、国鉄としては稀な改造工事となった。
編成は72系時代の4両編成5本から3両編成5本へ組み替えられ、クモハ102形 + モハ103形 + クハ103形の3両編成となった。モハ72形5両は休車となったが、1985年 - 1986年にかけてサハ103形に改造され、青梅・五日市線3両編成の4両編成化に使用された。
なお、形式ごとの種車には以下の関連がある。
- クハ79600番台（偶数）→クモハ102形3000番台
- クハ79600番台（奇数）→クハ103形3000番台
- モハ72970番台（偶数）→モハ103形3000番台
- モハ72970番台（奇数）→サハ103形3000番台

車体は種車とほぼ同様であるが、仙石線時代はタブレット閉塞が使用されていたため運転室扉直後の戸袋窓がなく、タブレット衝突保護板が設置されていた。一部は保護板を撤去し埋め込まれた。仙石線時代の検査担当であった郡山工場へ機関車牽引で配給回送される際に用いられた外吊式の標識灯掛けフックは、後に一部車両からは撤去された。冷房化改造・側面行先表示器の搭載は、経費の都合で見送られた。
種車の台枠は72系オリジナル車からの流用であり、若干裾が長くなっている。このため、先頭車は若干面長な顔つきとなっている。
川越線も仙石線同様に冬期寒冷となるため、72系時代からのTK8形半自動扉が継続使用された。半自動用の取手には小型埋込式、大型外付式の2種類の形状が存在し、両方を装備する車両も存在した。
台車は1985年の集中台検の廃止、および工場の予備品見直しにより捻出したDT33形台車を電動車に搭載し、クハ103形には101系廃車発生品のDT21T形が搭載された。
モハ103形のパンタグラフは種車と搭載位置は変わらず、ユニット外側（クハ側）に搭載された。床下機器類の配置も0番台と逆位置となる。制御器をはじめとする機器は新品としたが、機器・部品の有効活用が行われた。
主電動機は103系標準品のMT55（1編成のみMT55A）である。電動発電機 (MG) は、モハ72形のMH97A-DM61Aをクモハ102形に流用した。冷却風は主電動機・MGともフィルタ箱を設けて直接採風する方式が採用されたため、モハ72形時代からの車体側面の風道・取入口はモハ103形への改造時に1両を除いて埋め込まれた。
編成は以下の通り。
| ← 石巻仙台 →                                               |            |            |            |
| \| クハ 79600 \| モハ 72970 \| モハ 72970 \| クハ 79600 \| |            |            |            |
| クハ 79600                                                 | モハ 72970 | モハ 72970 | クハ 79600 |

| ← 高麗川大宮 →                                                            |                     |                     |
| \| クモハ102 3001 - 3005 \| モハ103 3001 - 3005 \| クハ103 3001 - 3005 \| |                     |                     |
| クモハ102 3001 - 3005                                                     | モハ103 3001 - 3005 | クハ103 3001 - 3005 |

1986年（昭和61年）11月のダイヤ改正で青梅・五日市線の増結用3両編成が4両編成化されることになり、休車となっていたモハ72形がサハ103形3000番台に改造された。側面の空気取入口は埋め込まれている。電動車であったことから、屋根上にパンタグラフ台が残るなどの特徴のほか、機器類も流用品である。オレンジバーミリオン（朱色1号）に塗装され豊田電車区配置となり、3両編成に組み込まれて4両編成化された。
| ← 立川武蔵五日市・奥多摩 →                                                         |               |                  |                      |
| \| クモハ103 0番台 \| モハ102 0番台 \| サハ103 3000番台 \| クハ103 500・900番台 \| |               |                  |                      |
| クモハ103 0番台                                                                    | モハ102 0番台 | サハ103 3000番台 | クハ103 500・900番台 |

分割民営化では全車がJR東日本に継承され、その後AU712形冷房装置とSC24形インバータを搭載して冷房化、同時に側面行先表示器（先頭車のみ）も搭載する改造が施工された。
1996年（平成8年）には、八高線八王子 - 高麗川間の電化完成に伴い同線でも運用開始されるとともに、輸送力増強と新たに投入された本系列3500番台改造車、209系3000番台と編成を合わせることから、サハ103形3000番台を川越線用3000番台編成に組み込み4両編成となった。これにより3000番台は川越電車区配置となり、以下の編成が組成された。
|          | ← 八王子・高麗川川越・大宮 → |                  |                  |                  |            |
| 編成番号 | クモハ102 3000番台           | モハ103 3000番台 | サハ103 3000番台 | クハ103 3000番台 | 廃車       |
| ハエ51   | 3001 （大井）                | 3001 （大井）    | 3001 （大井）    | 3001 （大井）    | 2004年10月 |
| ハエ52   | 3002 （大宮）                | 3002 （大宮）    | 3002 （大井）    | 3002 （大宮）    | 2005年5月  |
| ハエ53   | 3003 （大宮）                | 3003 （大宮）    | 3003 （大井）    | 3003 （大宮）    | 2005年11月 |
| ハエ54   | 3004 （大船）                | 3004 （大船）    | 3004 （大井）    | 3004 （大船）    | 2003年11月 |
| ハエ55   | 3005 （新津）                | 3005 （新津）    | 3005 （大井）    | 3005 （新津）    | 2004年11月 |

- （ ）内は本系列化改造施工工場。
- 旧番号との対照は72系の該当項目を参照。

老朽化により205系3000番台・209系3100番台への置換えで廃車が進行し、2005年（平成17年）10月2日の「川越線電化20周年記念号」をもって運用を終了。その後もハエ53編成が予備車扱いで残存したが、11月中旬までに全車廃車・解体され区分消滅した。車端部装着の製造銘版には昭和28年（1953年）や昭和29年（1954年）など改造種車の製造年が記載され、通算で製造から50年以上も現役で活躍した。

### JR東日本の系列内改造車

#### サハ103形800番台
CS30形超多段バーニア式制御器搭載試作車の910番台ユニットは一般車とは混結運用ができないことから、山手線から転用する際には以下の2グループに分かれた。
1. 別ユニットのモハ103形とユニットを組成
  - モハ102-911 + （モハ103-62）
  - モハ102-913 + （モハ103-107）
    - ユニット組成時にモハ102形2両はAU75形冷房改造車、モハ103形は非冷房車。後にモハ103形はAU712形で冷房化。
2. サハ103形化改造
  - CS30形制御器搭載のモハ103-911 - 913・モハ102-912・上述のユニット解除されたモハ102形2両の計6両は以下の改造を施工されサハ103形800番台となり、松戸電車区配置で常磐快速線に投入された。
    - 電装関係機器の撤去
    - モハ103形はパンタグラフの撤去とベンチレータの設置
    - 台車をTR201形へ交換
      - モハ103-912・911・913・モハ102-912・172・62→サハ103-801 - 806

    - 全車が冷房改造を受けており、国鉄時代改造の802・803が集中式AU75形、サハ化後改造の残り4両が集約分散式AU712形を搭載（後者は側面方向幕設置未施工）。国鉄時代に特別保全工事を受けた802・803・805・806が1993年（平成5年）に、JR化後に車両更新工事を受けた801・804が2003年（平成15年）に廃車。

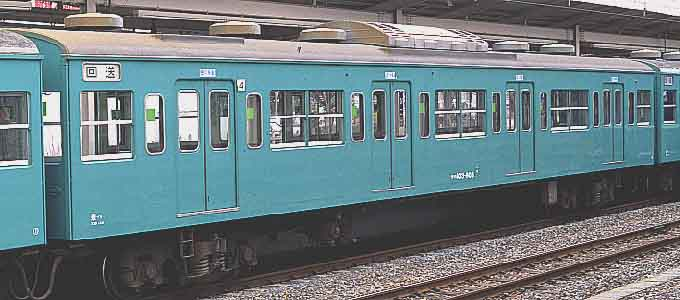
サハ103-803 （元・モハ103-913）
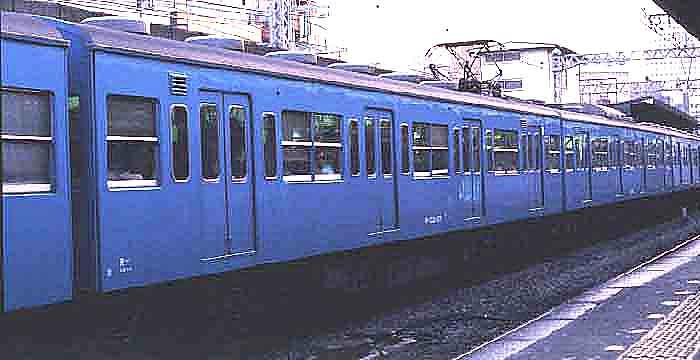
モハ103-107（非冷房） + モハ102-911（冷房車）

#### モヤ102形（訓練車）

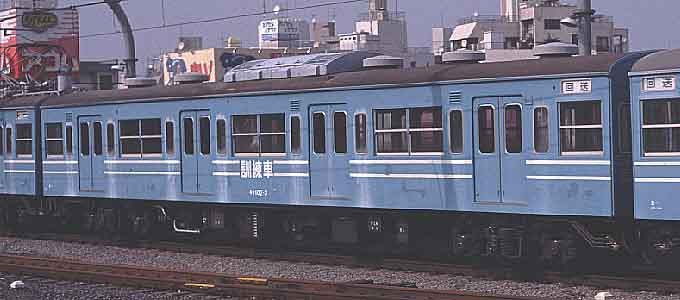
モヤ102-3

1991年に同社では、乗務員を対象に定期的に行う異常時の取扱いや応急処置等の教育訓練のため保留車を整備することになった。一般営業用車両を現車訓練に用いることが難しくなったことも一因である。
本系列の訓練車は非冷房車3両3編成が整備され、豊田電車区・浦和電車区・松戸電車区に配置した。一般車両との識別のため、これらの編成の車体には2本の白帯と「訓練車」の文字が書き込まれた。浦和・豊田配置のモハ102形は、一部のドアの締め切りや荷物棚の撤去、機材置場の設置などを行ったため事業用車両に変更となり、新形式のモヤ102形となった（モハ102-138・140→モヤ102-1・2）。
| 豊田電車区 | クモハ103-44 | モヤ102-1   | クハ103-522 |
| 浦和電車区 | クモハ103-45 | モヤ102-2   | クハ103-540 |
| 松戸電車区 | クモハ103-64 | モハ102-168 | クハ103-54  |

その後、改造種車が非冷房だったこと、ATC・ATS-S・ATS-Pが未搭載で本線運転に制約があったことから、1995年に冷房車の4両3編成と交代となった。豊田・浦和配置編成は、モヤ102形に改造された（モハ102-508・519→モヤ102-3・4）。
| 豊田電車区 | クハ103-341 | モハ103-363 | モヤ102-4   | クハ103-342 |
| 浦和電車区 | クハ103-399 | モハ103-352 | モヤ102-3   | クハ103-400 |
| 松戸電車区 | クハ103-335 | モハ103-274 | モハ102-429 | クハ103-336 |

- 浦和配置車は、同区の営業用車両が209系に統一された後も使用されていたが、2000年に廃車。
- 豊田配置車は、201系四季彩編成が訓練車を兼ねることから、2001年に廃車。
- 松戸配置車は、MM'ユニットが同区我孫子派出の車輪転削装置改修に伴う予備車確保のために白帯や「訓練車」の文字を消して営業車に復帰した経歴を持つ。2006年に廃車。

これにより本系列の訓練車編成は消滅した。

#### 3500番台

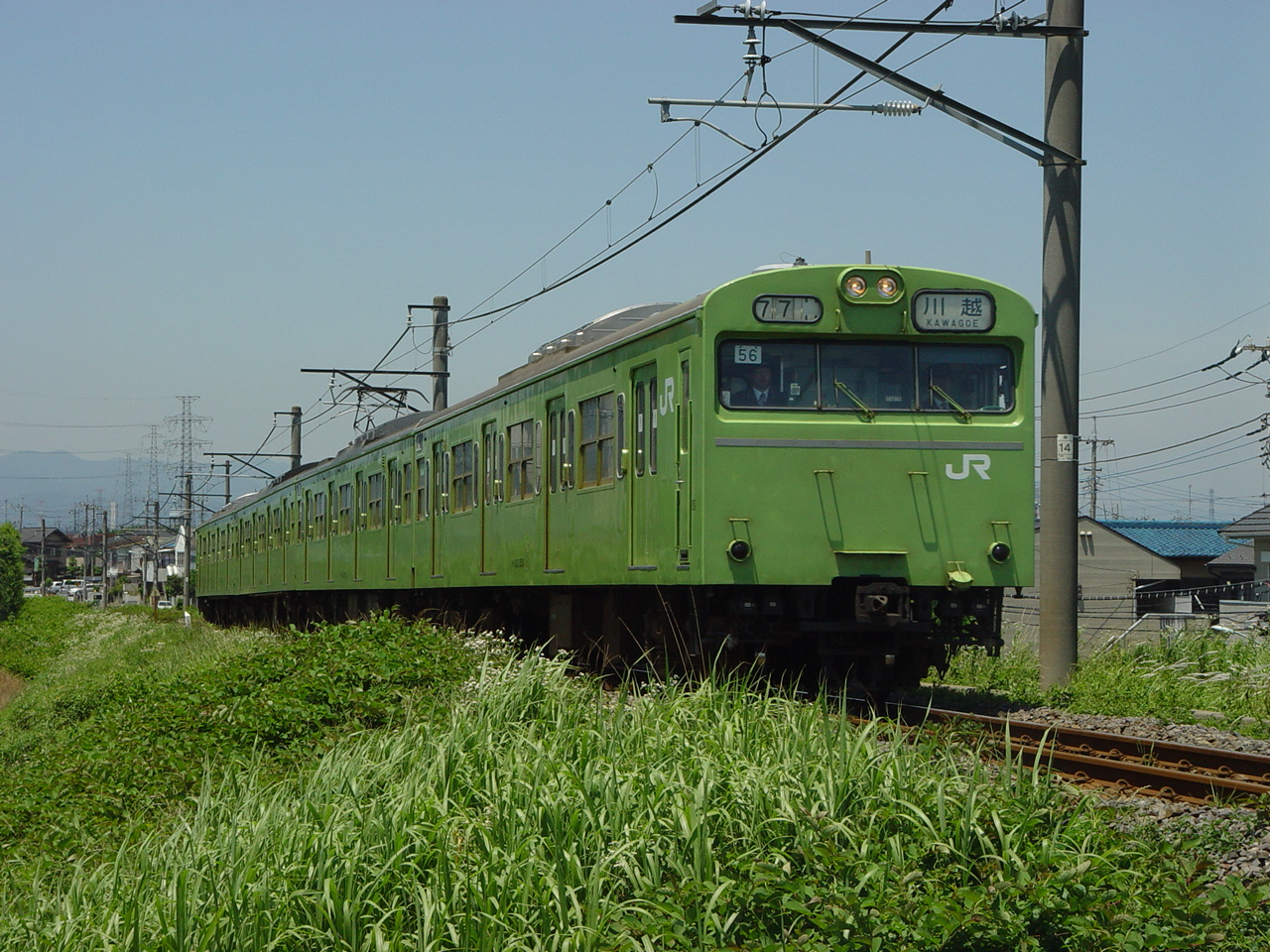
八高線・川越線用の3500番台（2004年6月5日）

1996年（平成8年）3月の八高線八王子 - 高麗川間の電化では、川越線用3000番台が同線でも運用されるようになったが、運用区間の延長で既存の車両では必要編成数が不足した。そのため、209系3000番台4本が新製されたほか、本系列の0番台4両編成1本が寒冷地走行用に半自動扉機能設置の改造を施工され川越電車区に投入された。
本改造施工車は新たに3500番台に区分された。半自動扉は3000番台の手動開閉方式に対し、押ボタン開閉方式とされた。なお、3500番台はJR西日本に播但線用区分車が存在するが、関連ならびに重複車番はない。
|        | ← 八王子・高麗川川越・大宮 → |               |               |               |
| ハエ56 | クハ103 -3501                | モハ102 -3501 | モハ103 -3501 | クハ103 -3502 |
| 旧番号 | (725)                        | (2047)        | (790)         | (738)         |

3000番台と共通運用されたが、2005年（平成17年）4月に廃車・解体された。

### JR西日本の系列内改造車

#### クハ103形2500・2550番台

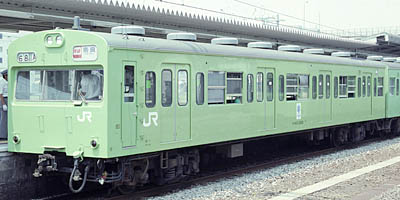
クハ103-2551

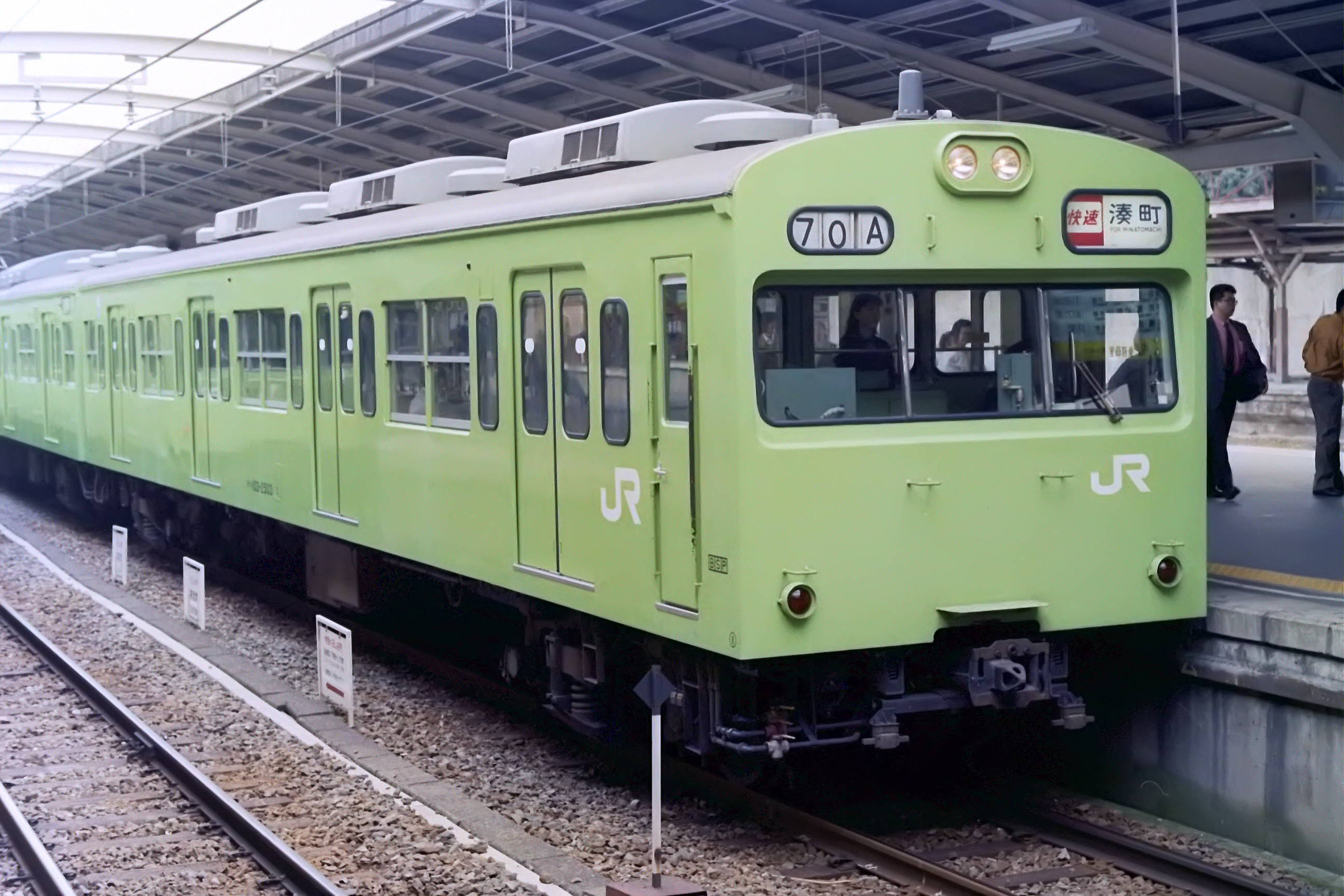
クハ103-2503（冷房改造後）

1988年3月13日のダイヤ改正で、JR西日本の関西本線電化区間に「大和路線」の愛称が付与された。このダイヤ改正に伴って6両編成1本を4両編成2本として編成数が増加される際、不足した先頭車を中間電動車の電装解除・先頭車化改造で補うこととなった。
モハ102形を種車とするクハ103形2500番台は4両が改造され、方向転換を行い偶数向き専用となった。モハ103形が種車のクハ103形2550番台は3両が改造され、奇数向き専用となっている。2500番台が1両多いのは、羽衣線に転用されたクハ103-194の補充のためである。
新設された運転台は高運転台型ではなく、1次改良型と同様の低運転台・シールドビームタイプとなった。改造時は非冷房であったが、窓下の吸気口は設けられていない。台車は種車のDT33形から主電動機や駆動装置を撤去し、WDT33T形としたものを使用している。
2550番台ではパンタグラフの撤去が行われたが、パンタグラフ台が存置された。一部車両では側面の主電動機・電動発電機冷却風取入口も存置されている。2551・2552はパンタグラフ撤去跡に通風器が増設された。
改造車の新旧番号対照は以下の通り。
クハ103形2500番台
- モハ102-387・388・397・398→クハ103-2501 - 2504

クハ103形2550番台
- モハ103-233・242・243→クハ103-2551 - 2553

1990年度にWAU102形による冷房化と延命N工事が施工された。しかし種車の車齢が高く、冷房能力も劣ることから早期に廃車対象となり、2500番台は播但線用3500番台へ運転台部品供出で1997年4月8日に、2550番台は状態のよい余剰車に置換えられて2006年3月1日に全廃された。

#### 5000番台・サハ102形

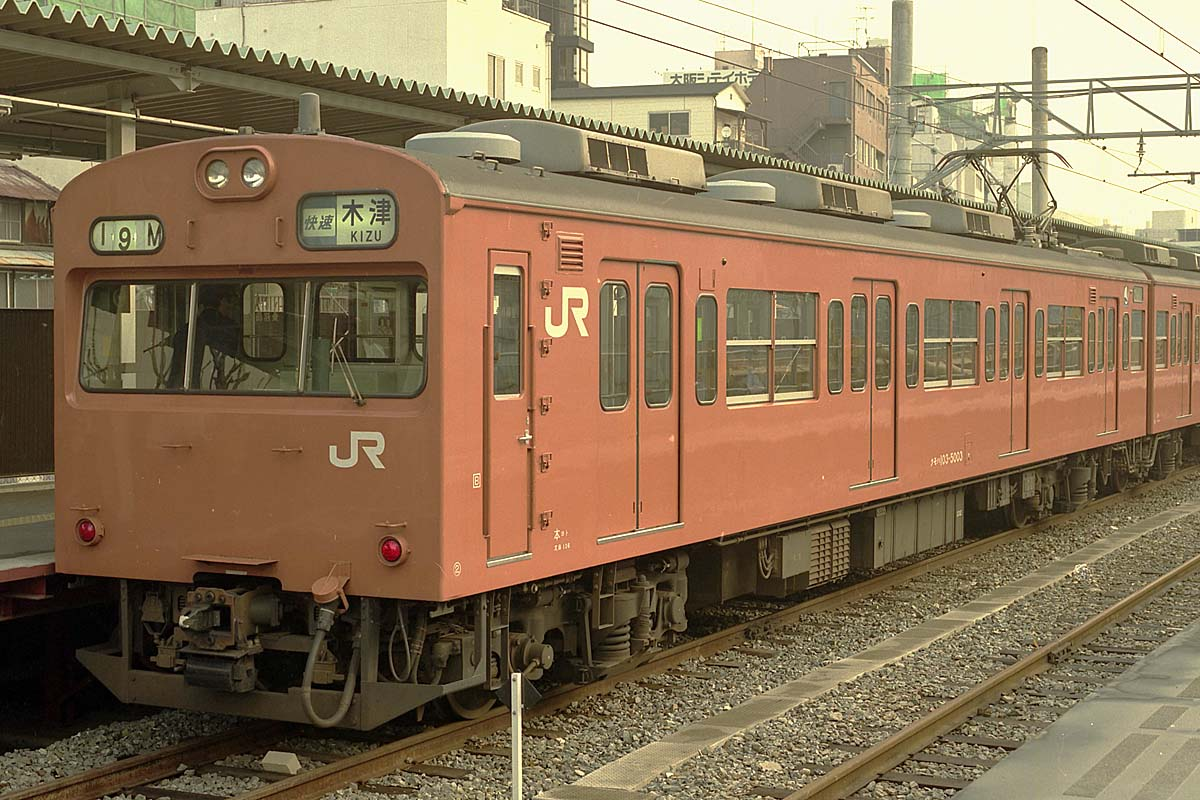
クモハ103-5003
密着連結器下に電気連結器を装備

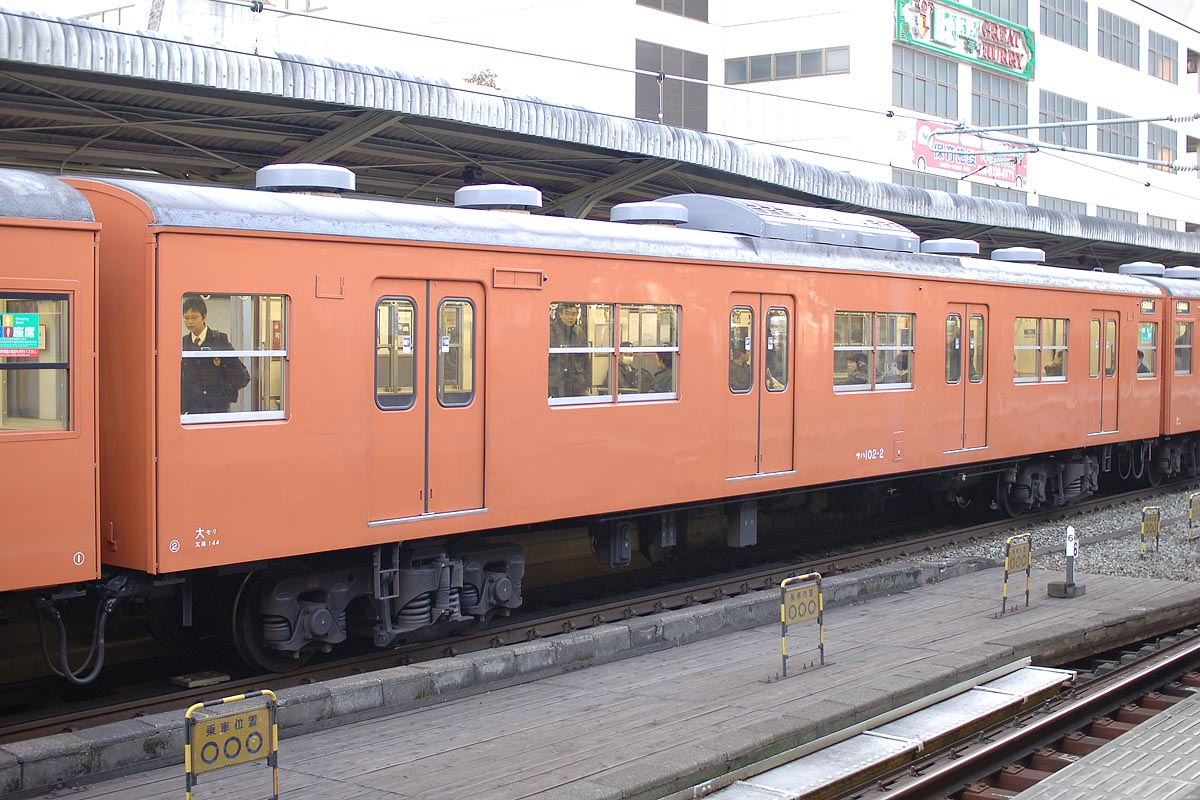
サハ102-2
電気連結器撤去後

1989年（平成元年）3月11日に片町線（学研都市線）の長尾 - 木津間が電化されたのに際し、電化時に開設された松井山手駅で京橋寄りの4両を切り離し、以東の各駅には輸送需要の関係から木津寄りの3両が入線する分割併合運用が実施されることとなった。分割併合対象の編成は Tc-M-M'-T' + Mc-M'-Tc の組成となり、T'車とMc車に分割併合用の電気連結器を設ける改造が行われ、5000番台が登場した。
その後、松井山手以東が3両編成では輸送力不足となり、翌1990年には Tc-M-M' + Mc-M'-T'-Tc として4両編成が木津に乗り入れるよう組成変更が行われた。
| クハ103          | モハ103          | モハ102          | サハ102（5000番台） | （連結） | クモハ103（5000番台） | モハ102      | クハ103      |
| 松井山手分離編成 | 松井山手分離編成 | 松井山手分離編成 | 松井山手分離編成    |          | 木津直通編成          | 木津直通編成 | 木津直通編成 |

| クハ103          | モハ103          | モハ102（5000番台） | （連結） | クモハ103（5000番台） | モハ102      | サハ103または102 | クハ103      |
| 松井山手分離編成 | 松井山手分離編成 | 松井山手分離編成    |          | 木津直通編成          | 木津直通編成 | 木津直通編成     | 木津直通編成 |

分割併合部分にあたるモハ103形は、電気連結器と電気空気開閉器を搭載したクモハ103形5000番台に改造された。木津への乗り入れ編成は増結編成より3編成多く必要となり、羽衣支線のクモハ103-48を含む3両編成と大阪環状線の6両が転入し、改造時に冷房化（WAU102形）と側面方向幕設置が施工された。
クモハ103形5000番台の運転台は、クハ103形2500・2550番台と同様に1次改良型タイプだが、クモハ103形から改造の5001を含めて奥行きが広くなり、改造時に運転台直後の戸袋窓が閉鎖されている。
松井山手駅に残される4両編成側の連結部の先頭車化改造は行わず、サハに電気連結器を設置する等の改造が行われた。サハ103形に電気連結器などを装備すると、既存の床下機器（低圧ツナギ箱）と干渉するため、方向転換を行っての電気連結器の設置によりサハ102形5000番台に改造された。分割併合側の幌には蓋が設けられ、妻面には標識灯掛が設置された。
クモハ103形5000番台
5001はクモハ103形が種車、他はモハ103形に運転台が設置された。新番号は5004を除いて古い順に振り直された。
- クモハ103-48・モハ103-248・249・241・295・304・427・435・480・485・499・727・729・770・772・780→クモハ103-5001 - 5016

サハ102形5000番台
クモハ103形5000番台の分割・併合相手として、サハ103形0番台から13両が改造された。5001を除いて新番号は古い順に振り直されている。
- サハ103-385・277・280・281・286・290・320・323・366・383・386・390・416→サハ102-5001 - 5013

1990年3月の編成構成の変更により、サハ102形5000番台は1年足らずで自動解結装置が撤去され、サハ102形0番台となった。サハ102形は再びの方向転換は行われず、側面方向幕の設置位置が逆側になるなど、サハ103形との外観差異はその後も残った。電気連結器はモハ102形に移設され、改造車はモハ102形5000番台となった。
モハ102形5000番台
編成組成の変更に伴い、新たにクモハ103形5000番台の分割・併合相手としてモハ102形0番台から改造された。改造内容はサハ102形5000番台に準じているが、方向転換はされていない。
- モハ102-395・450・459・590・635・638・640・654・882・884・2026・2028・2041 → モハ102-5001 - 5013

サハ102形0番台
編成組成の変更に伴い、サハ102形5000番台から改造された付随車。自動解結装置の撤去後も方向の再転換は行われず、引き続きサハ102形に区分された。
- サハ102-5001 - 5013 → サハ102-1 - 13

当初4両編成に組成されていたサハ102形を木津直通編成に転用されたが、車両不足が生じた。2両は一般のサハ103形が転用されたが、残りの1両はユニット相手のモハ102-387がクハ103形2500番台に改造され余剰となったモハ103-232を種車として、サハ103-2501に改造された。同時にWAU102形による冷房改造および延命N工事が施工された。
サハ103形2500番台
編成組成の変更に伴いモハ103形0番台から改造された付随車で、クハ103形2550番台から運転台設置を省いた形態である。
- モハ103-232 → サハ103-2501

1990年の207系投入で103系の分割併合運用は終了し、5001は原番復帰、5002以降は車番を-2501の2500番台に区分された。なお、48（←5001）は新製時からクモハ103である車両で最後の現存車両であり、広島運転所が最終配置となった。
サハ102形は1・9 - 13に延命N40が施工されたが、2008年に9が廃車されて形式消滅した。モハ102形は廃車となった車両がある一方で体質改善工事施工車もあるが、標識灯掛が残存しているため妻面の形状が一般のモハ102形と異なる。サハ103-2501は廃車となった。

#### クモハ103形2500番台

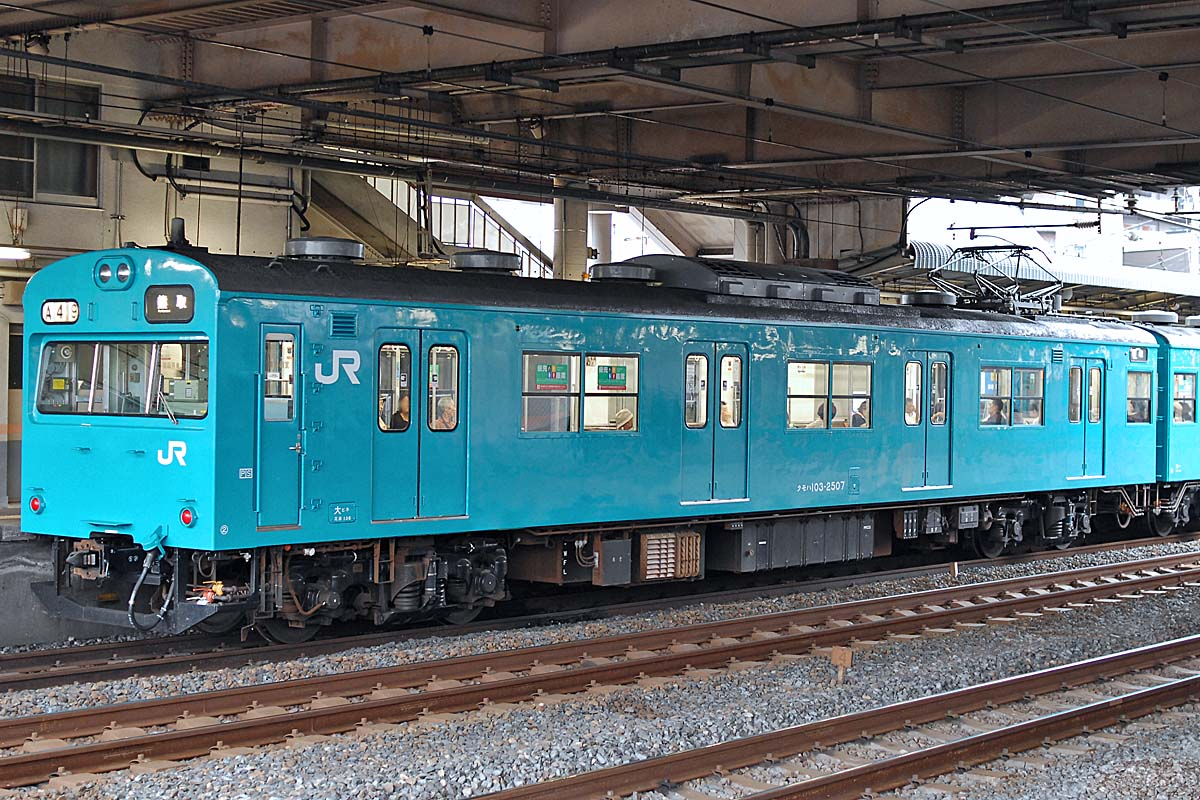
クモハ103-2507 （2011年3月廃車）

1992年より片町線に207系の量産車が投入され、同線の103系は大和路線など他線区に転用された。転用先では分割併合を行わないため、分割併合装置を撤去した5000番台は改番が行われた。
クモハ103-5001とモハ102形5000番台は原番号に復帰し、クモハ103形の5002以降は2500番台となり、番号順に1ずれて改番された。他線転用時などに電気連結器を撤去した車両もあったが、電気空気開閉器を撤去した段階で番号が変更されている。
- クモハ103-5002 - 5016→クモハ103-2501 - 2515

クモハ103形2500番台は1997年 - 1998年にかけて9両が播但線用3500番台に改造され、2011年には日根野電車区に在籍していた元5008（→2507）が廃車、2015年には広島運転所に在籍していた元5001~5003（→48・2501・2502）が廃車となり、平成末期時点では日根野電車区に2503・2504・2505が残存していた。このうち2503・2504は羽衣線用ワンマン運転対応、2504は編成全車が体質改善40N工事を施工、2503は全車が非ユニットサッシ車である。両者とも2018年3月の羽衣線4両化まで運行され、年度内に廃車されている。2505は羽衣線ワンマン運転非対応で、2016年の225系5100番台導入時まで運行され2018年に廃車となった。

#### 3500番台
1998年3月14日の播但線姫路 - 寺前間の電化完成に伴い、同区間で本系列が投入されることになった。需要とワンマン運転の利便性から、営業用としては本系列初の2両編成となり、改造費抑制のためにクモハ103形2500（元・5000）番台ユニットから9本が1997年から1998年にかけて3500番台に区分改造され、網干電車区（現・網干総合車両所）に配置された。
モハ102形の先頭車化改造が行われ、体質改善工事とワンマン化改造も施工された。改造種車には状態の良い車両が選定されたため、製造の新しいユニットが中心である。設計は吹田工場が担当し、改造は吹田工場と鷹取工場で施工されている。クモハ103形とクモハ102形は同番号同士でユニットを組み、車両番号の下一桁と編成番号の数字は一致している。編成記号はBHである。
塗装はワインレッドに客用扉上部と運転台直後にダークグレー (DIC N-958) のアクセントが入る。運転台直後の戸袋のグレー部分には JR WEST JAPAN BANTAN103 の文字が書かれている。
JR東日本にも同じ3500番台の区分が存在したが、関連性や設定形式が異なるために車番重複はない。
クモハ103形3500番台
寺前側の制御電動車。クモハ103形2500番台が種車。3503・3509は運転台上部にパンタグラフを追加設置するためのパンタ台を設置。
- クモハ103-2506・2508 - 2515→クモハ103-3501 - 3509

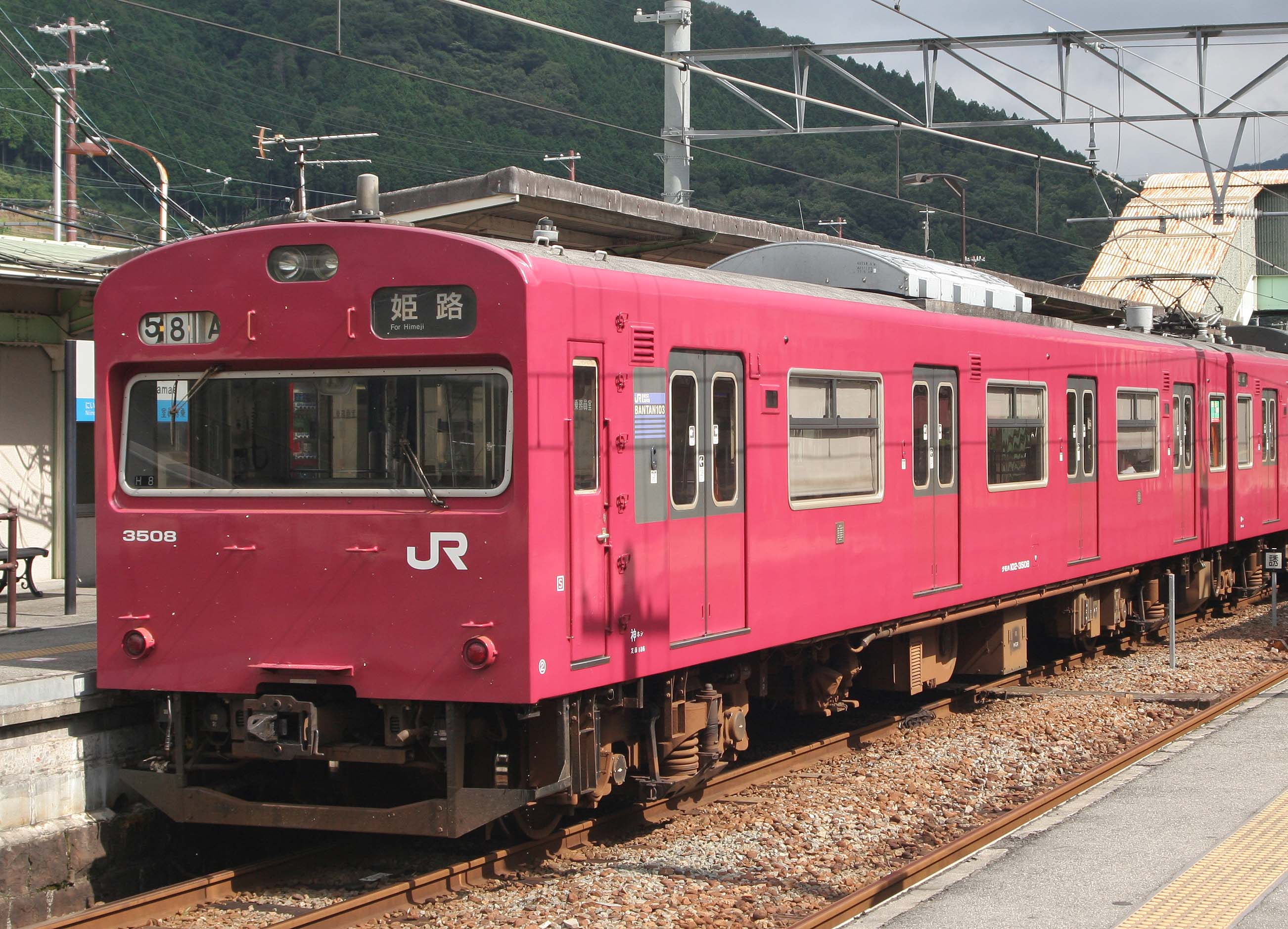
クモハ102-3508

クモハ102形3500番台
姫路側の制御電動車。改造種車になっていたクモハ103形2500番台とユニットを組むモハ102形0番台に運転台の設置改造を施工。運転台形状はクモハ103形2500番台に合わせた1971 - 73年製造の「1次改良型」とし、新造された運転台妻鋼体を取り付け、乗務員扉や運転台機器は同時期に廃車となったクハ103形を流用している。
- モハ102-583・636・641・655・883・885・2027・2029・2037→クモハ102-3501 - 3509

同時に体質改善40N工事を施行。一部に延命N40工事施工車が存在するが、重複施工となった。
クモハ103-3501・クモハ102-3501編成は、体質改善40N施工車で乗降ドアのガラスの支持方が205系と同様であり、ガラス周りに金属フチがない異端車。これは種車のクモハ103-5007時代の延命N40工事時に交換されたものである。
また本区分ではワンマン運転時対応のため以下の特化した装備を持つ。
- 運転席からの視認性向上のために運転台仕切りの設置と妻面貫通扉の窓を拡大し、明るい室内を実現[116]。
- 車内で運賃収受が行われることから、運転台仕切りにバスタイプの運賃表示器と運賃箱[注 23]を設置[119]。
- ワンマン運転時に一部扉が閉め切られることから車外客用扉付近に出入口を明示するLED表示器を設置。

また、直通予備ブレーキの追加のほか、自動解結装置、耐雪ブレーキも装備されている。
ワンマン対応工事と同時にEB装置が設置された。2005年から2007年にかけて、クモハ102形にトイレが設置された。2009年以降、ATS-PやTE装置の取付が行われている。2014年度にはクモハ103-3503および3509のパンタグラフが2基搭載化された。

#### 3550番台
2004年（平成16年）12月19日の加古川線全線電化に伴い、同線にワンマン運転対応の2両編成8本が投入された。網干総合車両所加古川派出所に配置されている。編成はクモハ103形・クモハ102形の2両編成で、それぞれモハ103形・モハ102形からの先頭車化改造車となっている。車両番号は播但線用の3500番台に続いて3550番台へ区分された。
改造施工は吹田工場と下関車両センターで行われ、前面は播但線用の3500番台と異なり、地上用の103系で初の貫通型となった。種車は森ノ宮電車区・奈良電車区に所属していた体質改善40N工事施工済のMM'ユニットであり、先頭車化改造とワンマン化改造が行われた。電気連結器などは未装備である。落成が電化より早く、登場からしばらくは網干駅や、網干総合車両所などに留置された。
この時期の体質改善は簡略化した30N工事に移行していた上にクモハ103形ユニットは車齢の高いものが多く、前面形状を変更することから既存の運転台が使えないという事情があった。
運転台形状は大幅に変更され、前照灯を窓下に配置し、2編成併結時に乗客の通行ができるよう貫通扉を設置し、105系に近いスタイルとなった。この措置には同時期に改造された115系の岡山地区での改造車クモハ115形1600番台との共通点が見られる。
塗装はエメラルドグリーンに播但色同様のアクセントが入る。前面貫通扉下部と運転室直後の戸袋のグレー部分には JR WEST JAPAN KAKOGAWA103 の文字が書かれている。前面窓周りは黒色で塗装された。
クモハ103形3550番台
モハ103形0番台に運転台設置改造を施工した谷川方制御電動車。3555・3556・3558は運転台側屋根上に冬期架線霜取用パンタグラフを増設している。
- モハ103-659・660・714・715・726・728・730・731→クモハ103-3551 - 3558

クモハ102形3550番台
モハ102形0番台に運転台設置改造を施工した加古川方制御電動車。同社の本系列で初めて洋式車椅子非対応トイレを設置した。
- モハ102-815・816・870・871・882・884・886・887→クモハ102-3551 - 3558

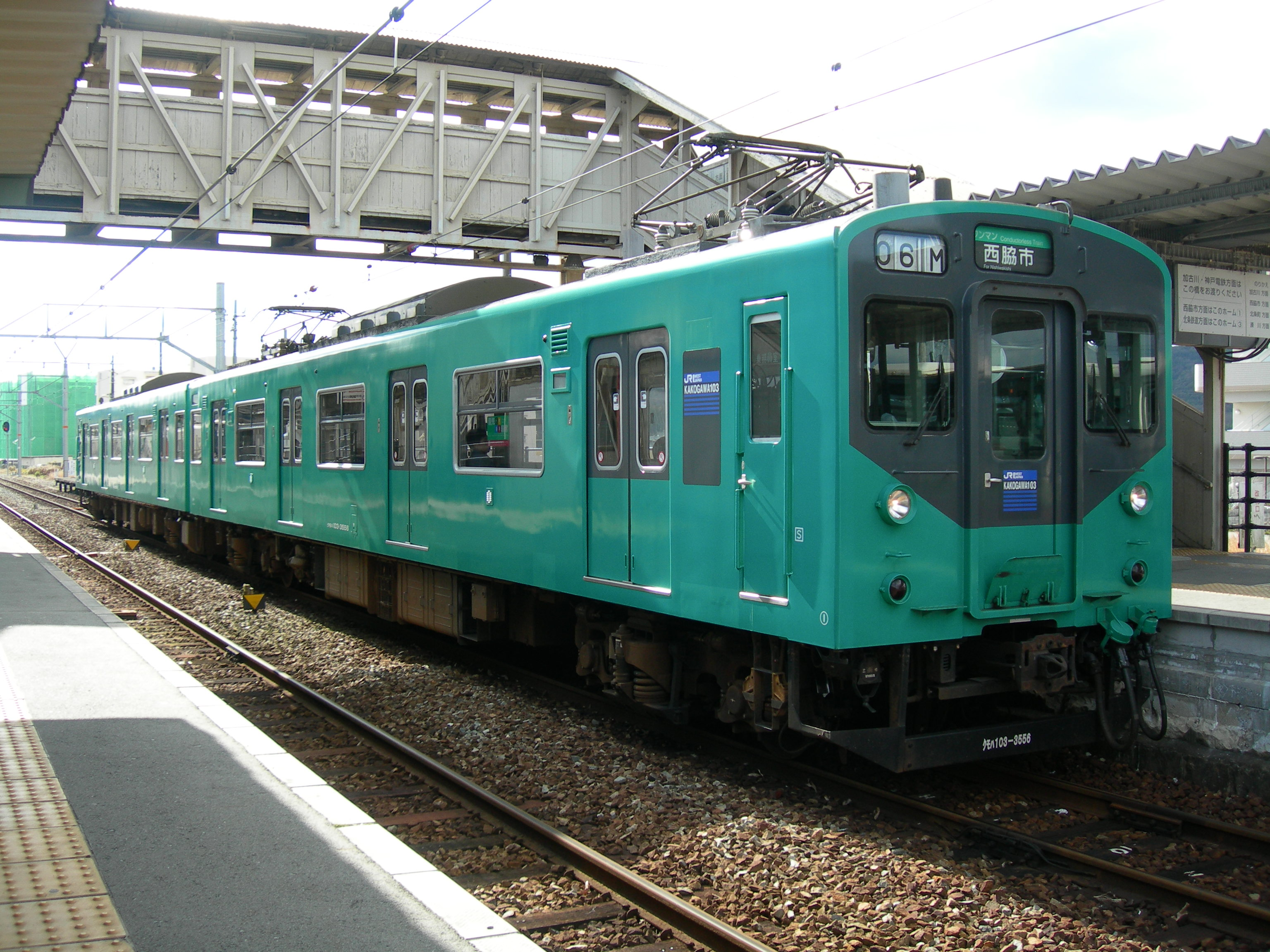
クモハ103形3550番台 霜取パンタ装備車
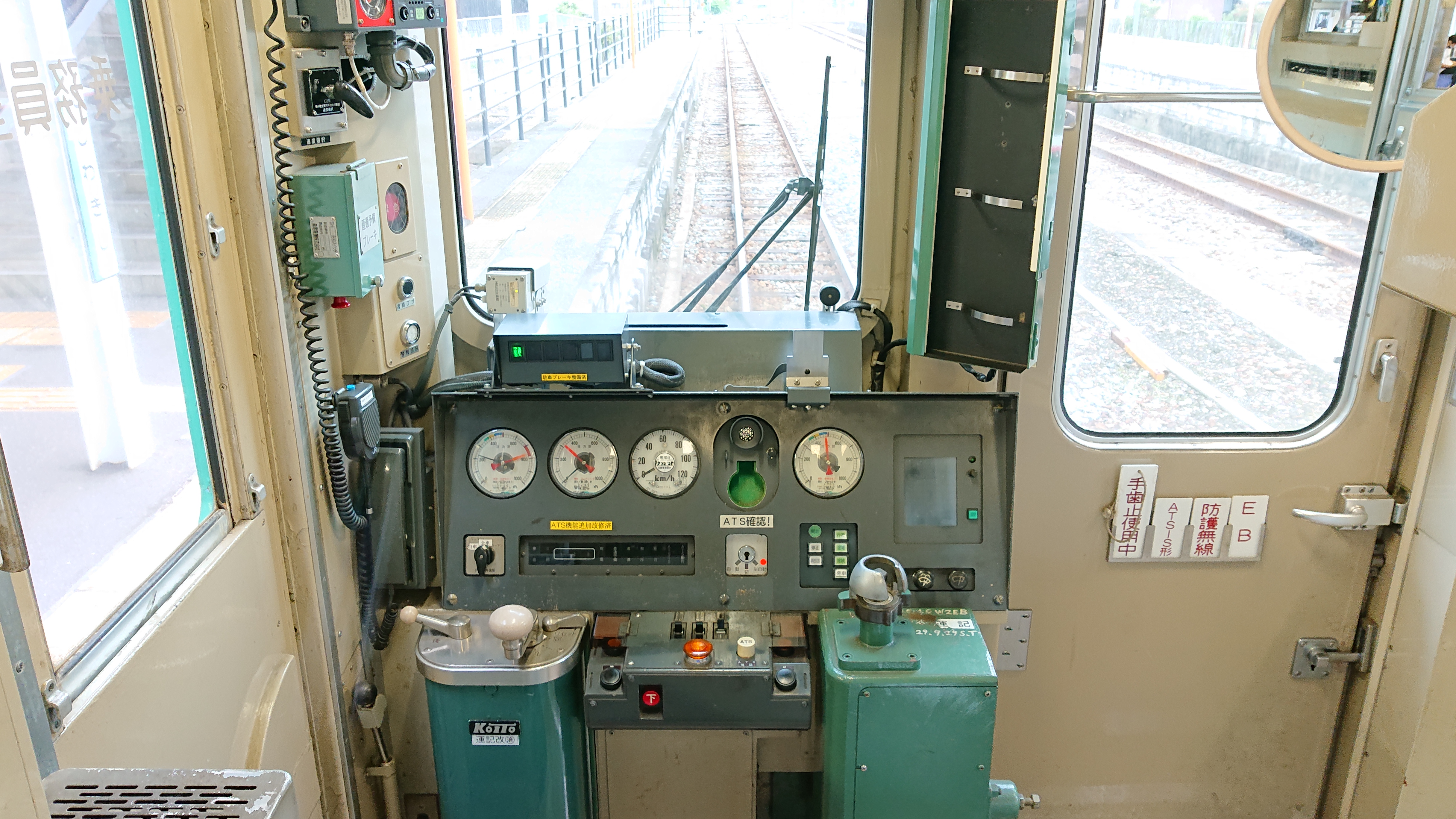
クモハ102系3550番台の運転台

### JR九州の系列内改造車

#### クモハ103・102形1500番台
筑肥線は筑前前原を境に輸送量が大きく異なることから、以西運用の短編成化を行うことになり、1989年（平成元年）にJR九州小倉工場で6両編成9本のうち4本に対して3両編成8本に分割する改造が施工された。
| タイプ | ← 西唐津福岡空港 → | ← 西唐津福岡空港 → | ← 西唐津福岡空港 → | ← 西唐津福岡空港 → | ← 西唐津福岡空港 → | ← 西唐津福岡空港 → | 編成番号                                            |
| 6両    | クハ103            | モハ103            | モハ102            | モハ103            | モハ102            | クハ103            | E01 + E02, E03 + E04 E05 + E06, E07 + E08 E09 + E10 |
| 3両A   | クハ103            | モハ103            | クモハ102          |                    |                    |                    | E11, E13, E15, E17                                  |
| 3両B   |                    |                    |                    | クモハ103          | モハ102            | クハ103            | E12, E14, E16, E18                                  |

1. 1 2  6両→3両編成で運転台設置改造施工車

- 編成番号 +1500で各形式の車両番号となる（6両編成車は3両一単位で編成番号が付けられている）

改造内容の概略は、6両編成組成時の3両目となるモハ102形と4両目となるモハ103形にクハ103形1500番台相等の運転台を取付、それぞれクモハ102形・クモハ103形としたものである。そのため改造該当編成は2種類のパターンとなった。以下で改造の詳細・特徴について解説をする。
- 形式変更のみで車両番号はモハ時代のものを踏襲。
- クハ103形の前面貫通路が地下鉄区間での非常脱出用であるのに対し、クモハ2形式の貫通路は併結時に通路となるため幌枠・貫通幌（貫通幌はクモハ103のみ）を装備する。
- 分割併結時の省力化ならびに時間短縮化の観点から電気連結器を装備する。
- 福岡市地下鉄空港線用ATCは未搭載。（当初から当番台にATOを搭載する車両は存在しない）

地下鉄に乗り入れる際はATC未搭載であること、クハに貫通幌がないことからクモハを先頭車とせずにATCを搭載したクハを先頭車とし、クモハ同士を中間に向かい合わせで連結して6両編成を組んだ。このため、6両編成を組む場合、6両編成と同様に偶数番号編成と奇数番号編成の組み合わせのみ編成可能である。また、6両編成の片割れの偶数番号編成と3両編成の奇数番号編成、あるいは逆に6両編成の片割れの奇数番号編成と3両編成の偶数番号編成を連結して6両編成で走行することが可能である。3両編成で運行される区間は筑前前原 - 西唐津間に限定される。

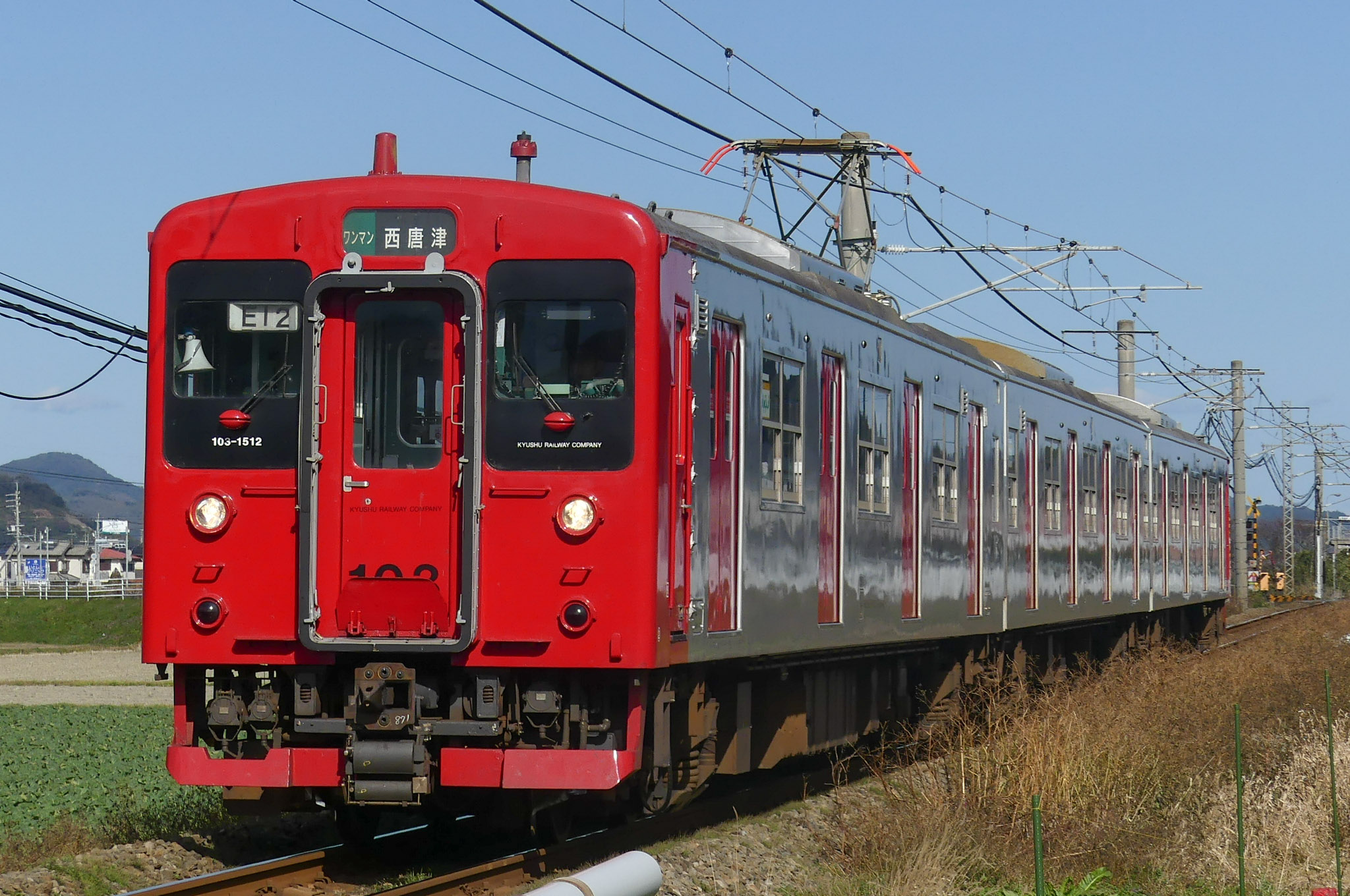
クモハ103を先頭にした3両編成Bタイプ
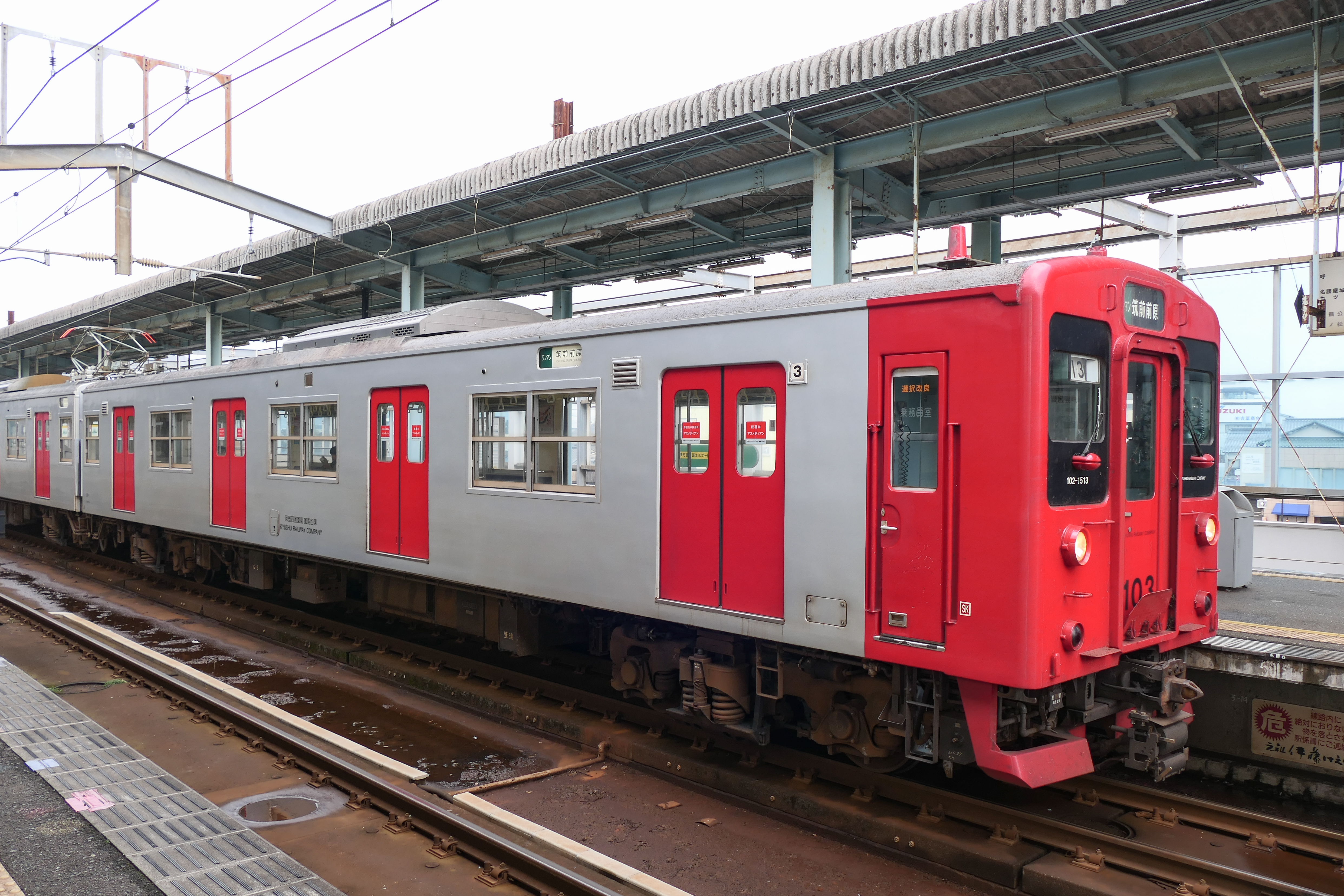
クモハ102-1513
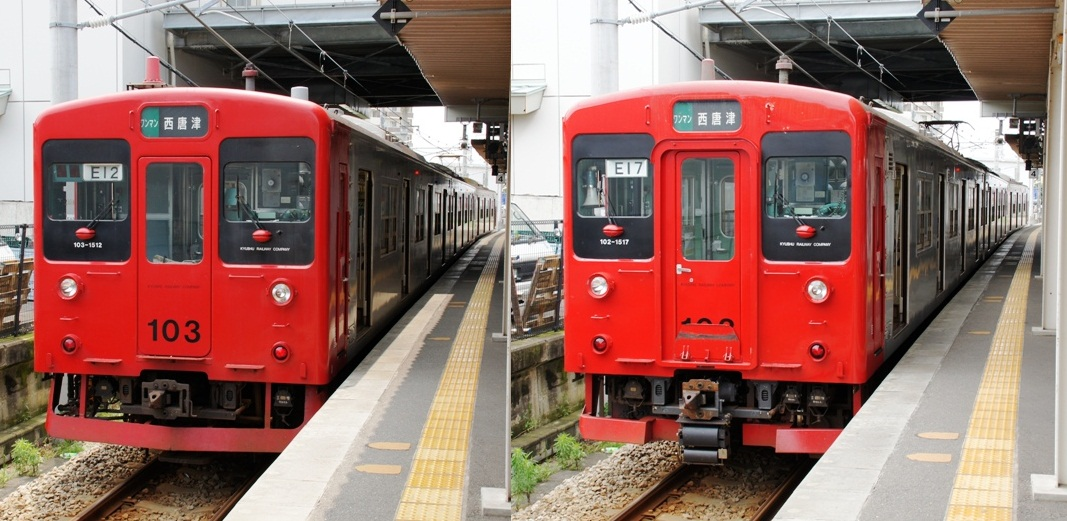
クハ103-1512（左）とクモハ102-1517（右）

### 他系列への改造車

#### 105系への改造

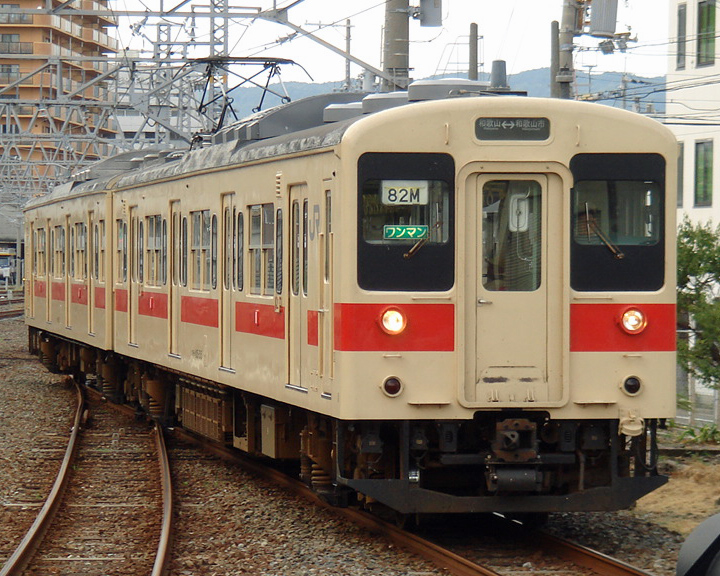
クモハ105形500番台

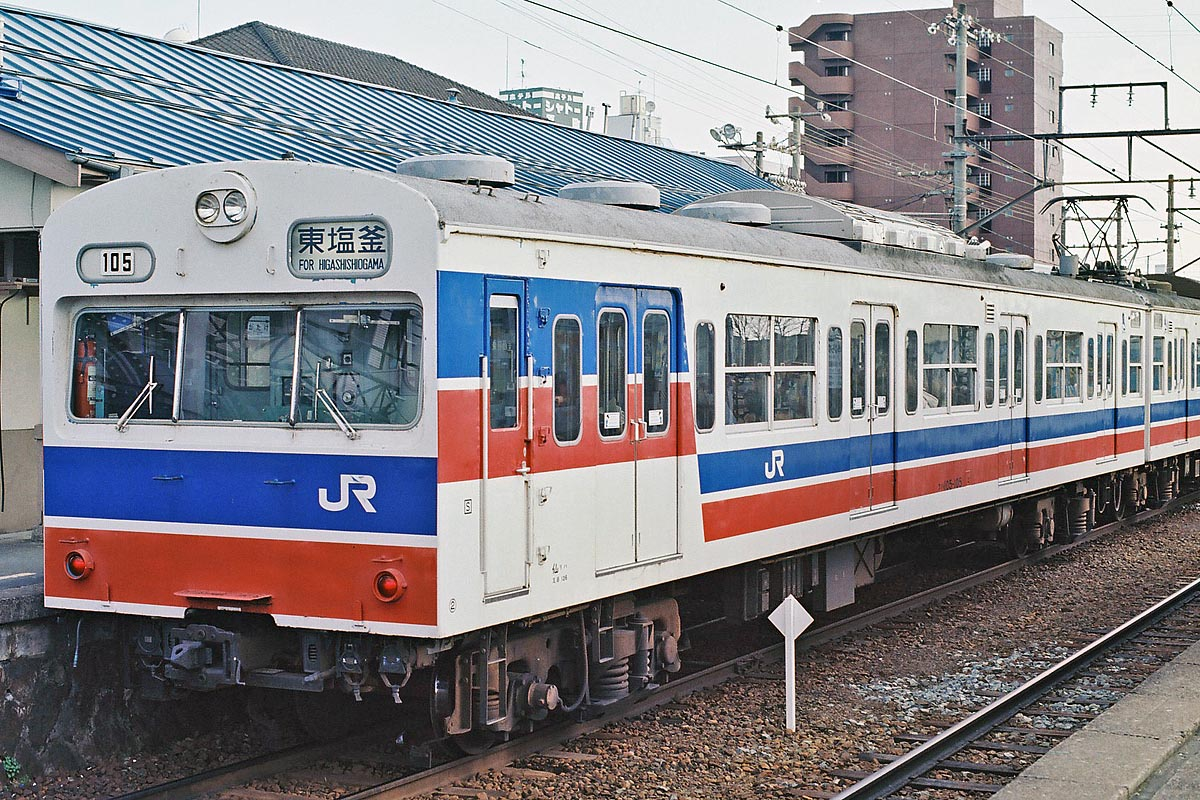
仙石線のクハ105-105

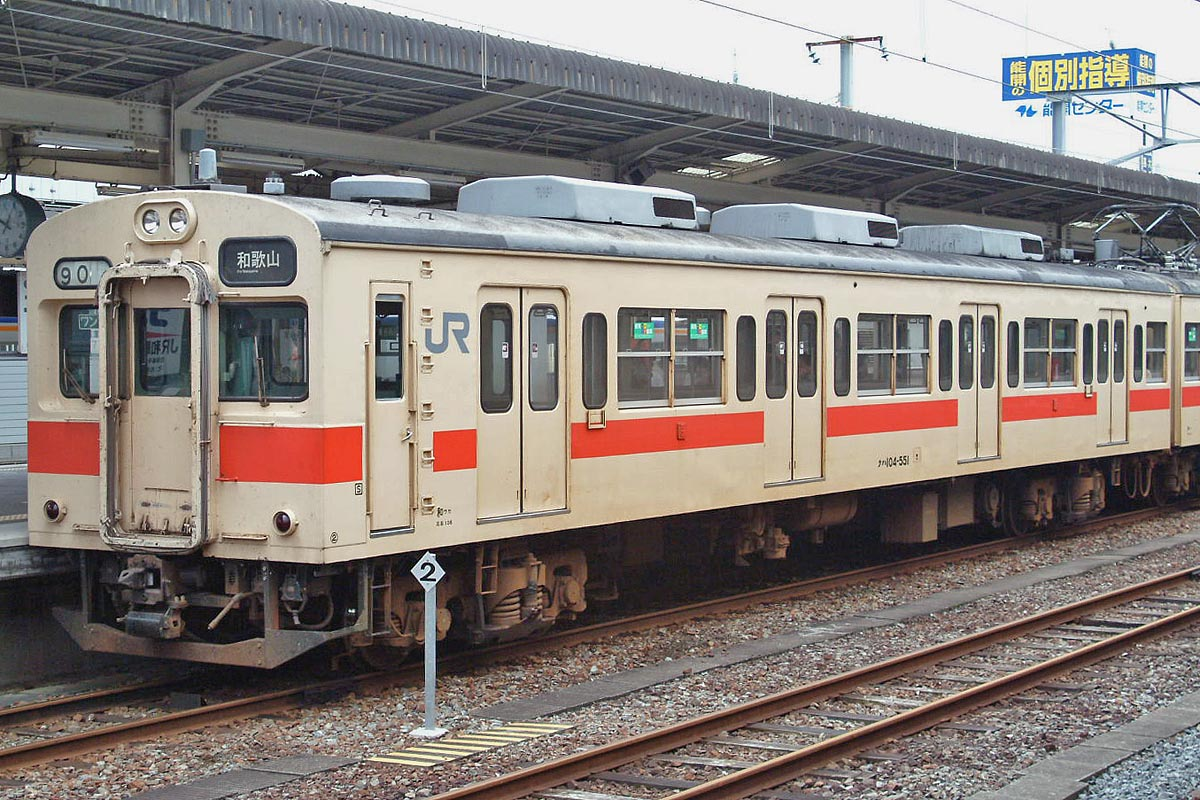
クハ104-551

1984年10月の奈良線・和歌山線（五条駅 - 和歌山駅間）の電化開業と、可部線の旧型電車72系の置き換えのため、常磐緩行線への203系投入で捻出された103系1000番台を中心に、0番台を含む61両が1M方式の105系に改造された。
中間車からの先頭化改造車では105系新造車と同形態の運転台ブロックを接合し、従来からの先頭車は種車の運転台が活用された。クハのうち制御引き通し線が車体の1–3位側を通る車両はクハ104形に、2–4位側を通る車両はクハ105形に区分された。
改造による形式の変更と両数は以下の通り。分割民営化後はJR西日本に継承された。
- モハ103形1000番台 → クモハ105形500番台（21両）
- モハ102形1000番台 → クモハ105形500番台（11両）、クハ104形500番台（10両）
- クハ103形1000番台 → クハ105形0番台（14両）
- クハ103形0番台 → クハ105形100番台（4両）
- サハ103形0番台 → クハ104形600番台（1両）

1986年度末には、仙石線の冷房改造車4両編成1本が105系の2両編成2本に改造された。先頭化改造では103系0番台と同形態の非貫通の運転台が設置された。
改造による形式の変更は以下の通り。分割民営化後はJR東日本に継承された。
- クモハ103形0番台 → クモハ105形100番台
- クハ103形0番台 → クハ105形100番台
- モハ103形0番台 → クモハ105形600番台
- サハ103形0番台 → クハ105形600番台

JR化後の1989年11月に発生した桜井線の踏切事故により、ダンプカーとの衝突で側面後部が大破したクハ105-7が廃車となった。代替として明石電車区で保留車となっていた非冷房車のモハ102-385が105系に改造され、クハ104-551となった。廃車となったクハ105-7の運転台が接合され、電装解除とWAU102形冷房装置による冷房化を行い、冷房電源用に70 kVAのMGが設置された。
- モハ102形0番台 → クハ104形550番台[126]

モハ102-385とユニットを組んでいたモハ103-230は、この改造に際して余剰廃車となっている。

## 延命工事
車両の寿命は各社の規程などにより決められているが、置き換え時期を延命工事により伸ばし、その間の車両投資を抑制することで調達・製造～使用～廃棄の段階で必要となる費用を低減する効果や、陳腐化したアコモデーションの改善効果がある。
- 特別保全工事（国鉄・JR東日本・JR東海・JR西日本）
- リフレッシュ工事（国鉄・JR東海）
- 延命N工事（JR西日本）
- 延命NA工事（JR西日本）
- 延命NB工事（JR西日本）
- 車両更新工事（JR東日本）
- 延命N40工事（JR西日本）
- 体質改善40N工事（JR西日本）
- 体質改善30N工事（JR西日本）

### 国鉄時代の延命工事

#### 特別保全工事
1980年代に入ると103系は製造後20年が経過することになったが、当時の国鉄は財政難で新車への早期置き換えが困難であったため、全般検査1回分程度の延命を図る特別保全工事が施工された。この工事は1981年（昭和56年）度に国鉄小倉工場が423系に対して施行したのが最初であるが、103系では1981年度にクハ103-1で初めて施工され、翌1982年（昭和57年）度から本格的な工事が行われるようになった。工事はJR化後にも施工されている。
主な改造内容は車体腐食部分の貼り替え、配管や配線の引き直しなどである。関東地区では車内化粧板の暖色化、座席モケットの茶色化などのアコモデーション改良も行われたほか、関西地区では同時に屋根の塗り屋根化、側引戸やドアレールのステンレス化なども同時に施工された例がある。

#### リフレッシュ工事（国鉄）
関西地区の103系は国鉄分割民営化直前時点で製造後18年以上の車両が1000両以上在籍しており、JR西日本に継承後も10年から15年ほどの継続使用が必要なため、民営化後に行う更新工事の試作として特別保全工事を一歩進めたリフレッシュ工事が施工された。この工事内容の一部は民営化後の延命N工事にも継承されている。
改造内容は特別保全工事の内容に加え、関西向けの特別保全工事で行われなかったアコモデーション改良を行い、各所のステンレス・アルミ材化も行われた。座席と床・壁が接する巾木部分にFRP材の面取りが設置されたほか、貫通扉は103系一般車で初のステンレス製となった。

### JR東日本の延命工事

#### 車両更新工事
国鉄時代から特別保全工事が施工されていたが、同社では、1988年（昭和63年）から一層徹底した延命工事に切り替えられた。施工対象は、主に1967年 - 1972年製造車で、一部は冷房化も施工された。
- 工事内容
  - 屋根鋼板補修とポリウレタン樹脂系塗屋根化
  - 雨樋取替
  - 外板取替（屋根・腰板部・窓周辺）
  - 側窓枠取替
  - 外板塗装更新
  - 空気配管取替および除湿装置取付
  - 主回路配線引替
  - ジャンパ連結器の取替および片栓車の両栓化
  - 引戸の取替（上レール・下レール座・戸車取替）
  - 室内化粧板とカーテン取替
  - シートモケット取替（フットライン入り）
  - 握り棒・荷物棚のステンレス化
  - 吊手の取替
  - 側扉を除いた各ゴム類の黒ゴム化（戸先・戸当り・Hゴム・押えゴム）
  - 側扉ガラス支持方法の変更（Hゴム方式から金属押えゴム方式。一部車両はドア自体をゴムの無い金属押え方式のものに交換したほか、更新前に金属押さえ方式に交換された車両はそのままとした。）

本工事は複数の工場が担当しており、車内でも化粧板の柄や腰掛モケットが異なるなど、仕様に差異が見られる。*大井工場施工車の一部は袖仕切設置が施工され、長野工場施行車はドアコック蓋が原型のままである、など。
1992年（平成4年）に低費用で量産可能な209系が登場するとJR東日本は更新工事を中止し、老朽車の置換えに移行した。そのため、後期車の大半は未更新車であり、後期車の多い中央・総武線では更新車の比率が他の路線に比べて低かった。

#### 仙石線向けアコモデーション改善工事

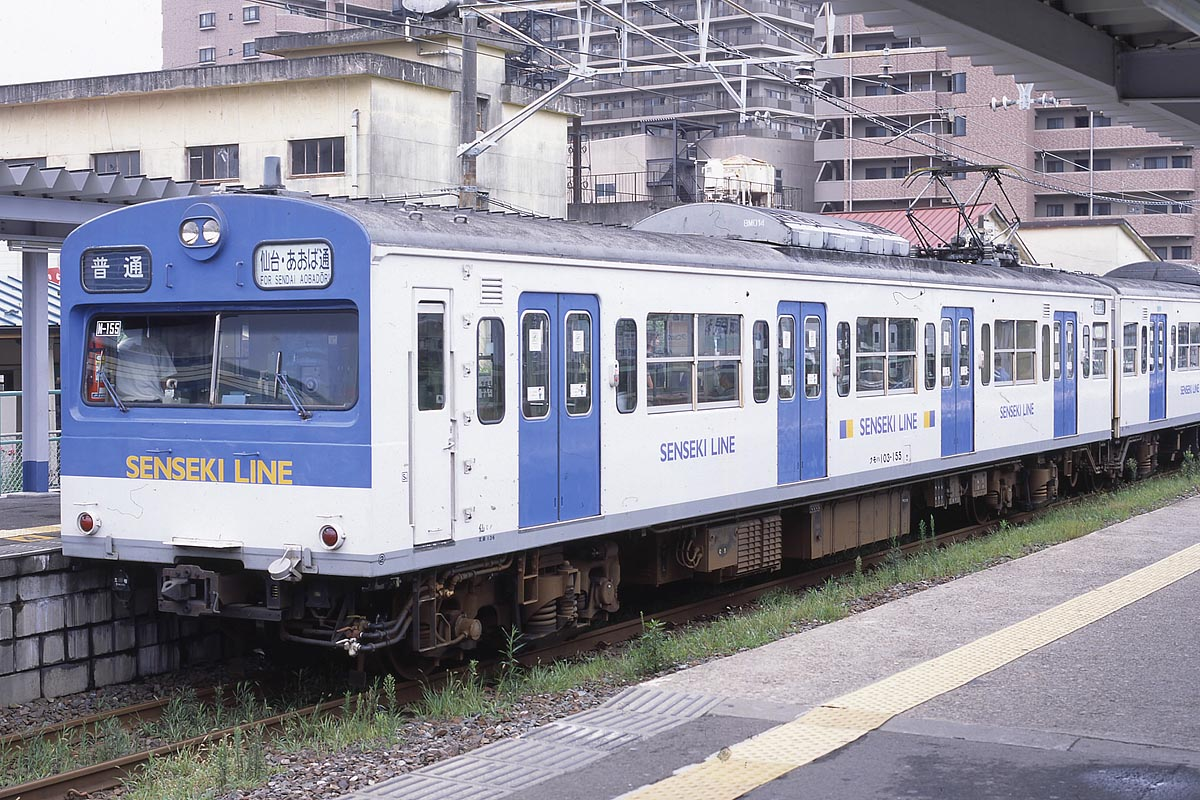
末期の103系更新車（RM-155編成）

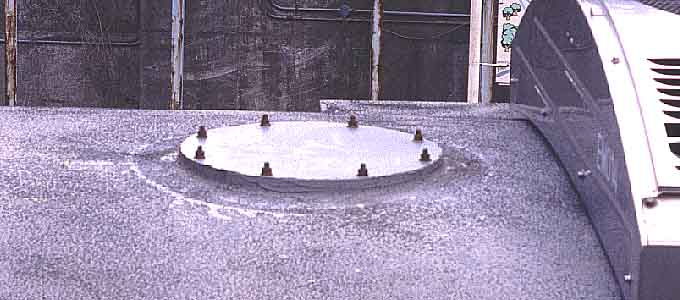
ベンチレーター撤去後の屋根の状況（サハ103-234）

国鉄時代より在籍していた仙石線の103系は非冷房の初期車が多かったことから、JR化後の1989年より首都圏への205系投入で余剰となった車齢の浅い103系冷房車が転入し、初期車が置き換えられた。
仙石線への転用に際しては、首都圏における車両更新工事の内容に加えて、仙石線の事情を考慮したアコモデーション改善工事が施工された。改造に伴う区分変更・改番は行われていない。一部は冷房化率100 %を早期に達成するため、未更新のまま入線した車両もある（その後、改めて改造を施工して再入線している）。
前面は窓が2枚窓となり、運行番号表示器は列車愛称・種別表示器に交換された。郡山工場への入場回送用の標識灯掛けも前面下部に設置されている。塗装は上からアイボリー・青（太線）・スカイブルー（側扉はアイボリー単色）に変更された。AU712形による冷房改造車では、側面方向幕が未設置の車両にも更新時に方向幕が設置された。偶数側クハに関しては、AU712で側面幕が搭載された唯一の例となっている。
窓は上段下降・下段固定のユニット窓に交換され、ドア窓の大型化などが行われた。扉はボタン式の半自動ドアとなり、ドアブザーの設置が行われた。座席はバケットシート化され、袖仕切が設置された。内壁も張替が行われ、先頭車にはゴミ箱も設置された（のちに撤去）。
最終投入車で1994年投入のRM-155編成は、首都圏で更新済みであったことなどから工事が簡略化され、ユニット窓化と客用引戸の交換が省略された。
1998年には、105系の置き換えのため、車両更新工事施工済みの4両編成2本（RT-299・371編成）が京浜東北線より追加転入した。先頭車は高運転台のATC車、中間車は非ユニット窓車であり、この編成も窓とドアの交換が省略された。先頭車はATC機器の撤去と戸袋窓の設置、前面のステンレス飾帯の撤去が行われている。塗装もこの高運転台車編成で白にコバルトブルーを配した「SENSEKI LINE色」に変更され、のちに従来車も変更されている。
のちにRT-105・107・131・235編成ではモハ103形に霜取り用のパンタグラフが増設され2基搭載となり、2000年には扇風機やベンチレーターの撤去も施工された。
2002年より205系3100番台への置換えが開始され、103系は2004年7月までに運用を終了し、RT-235編成を除く17編成が廃車・解体された。RT-235編成は2007年に仙石線での運用を再開し、2009年まで運用された。

### JR東海の延命工事

#### リフレッシュ工事（JR東海）

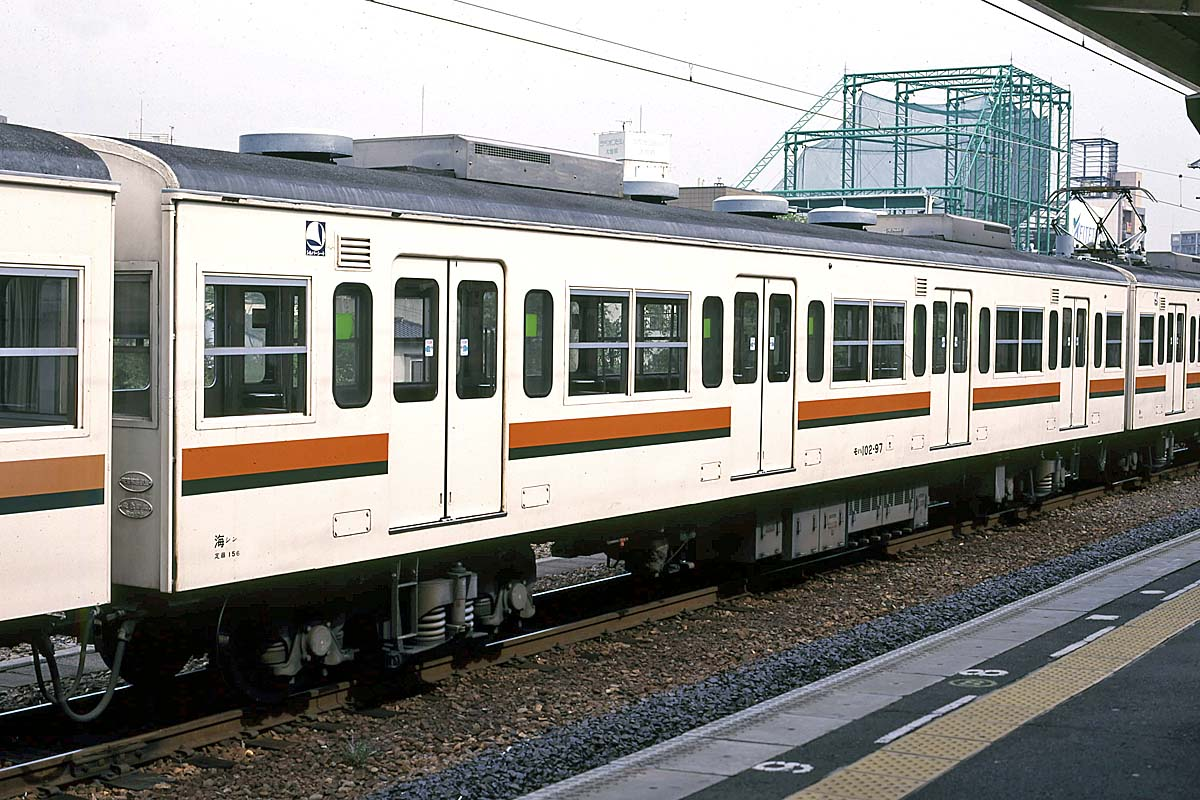
モハ102-97
C-AU711A形冷房改造・リフレッシュ工事施工

103系はJR化後も引き続き特別保全工事が行われたが、211系5000番台が増備されると室内のアコモ関係の格差が目立つようになった。このため、特別保全工事の内容に加えて接客設備の水準を新造車並みにグレードアップするリフレッシュ工事が1989年より開始され、1990年度までに50両に施工された。
側窓・妻窓は上段下降・下段固定のユニット窓となり、側扉・妻扉はステンレス製に交換された。内装は白色の化粧板となり、妻扉の車内側に化粧板が貼付けられた。座席は袖仕切り付きのバケットシートとなり、握り棒・荷物棚が独立したタイプとなっている。一部の車両では、客用扉の窓の大型化と車内側への化粧板貼付けも行われている。
車体塗装は従来のスカイブルー（青22号）からクリーム地にオレンジ・緑帯の湘南色を配するJR東海カラーに変更された。床下機器もグレー一色に塗装された。塗色変更当初は前面にJRマークがなく、帯に切れ目がなかった。

### JR西日本の延命工事

#### 延命N・NA工事
国鉄時代の「特別保全工事」と国鉄末期の「リフレッシュ工事」を発展させる形で、車両延命と接客設備改善のための工事が行われた。
延命N
製造から30年の使用を目指し外板整備・機器の一部更新・配管の交換および化粧板の張替・客室扉のステンレス化・妻窓の固定化など。1972年までの製造車大半が該当。白熱灯1灯装備の制御車は2灯シールドビーム化、非冷房車には同時に冷房改造を受けたものが大半であったが、一部例外もあった。
延命NA
国鉄時代の特別保全工事施工車を対象とし、内壁の張替など前述の延命N工事に準じた工事を施工。一部車両には、客用扉がHゴムを廃した金属押さえのものに交換されたものが存在し、内側に化粧板を張り付けた形態も見られた。

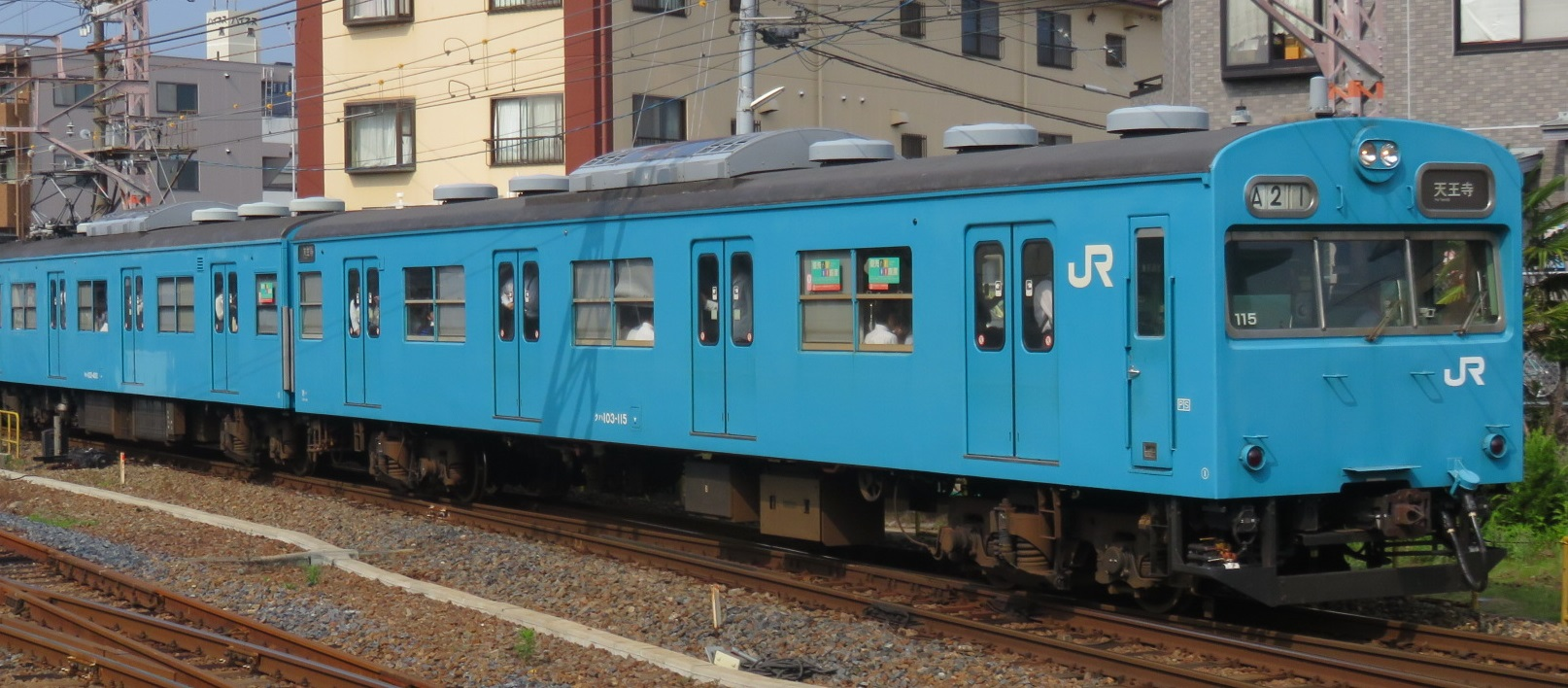
延命N車
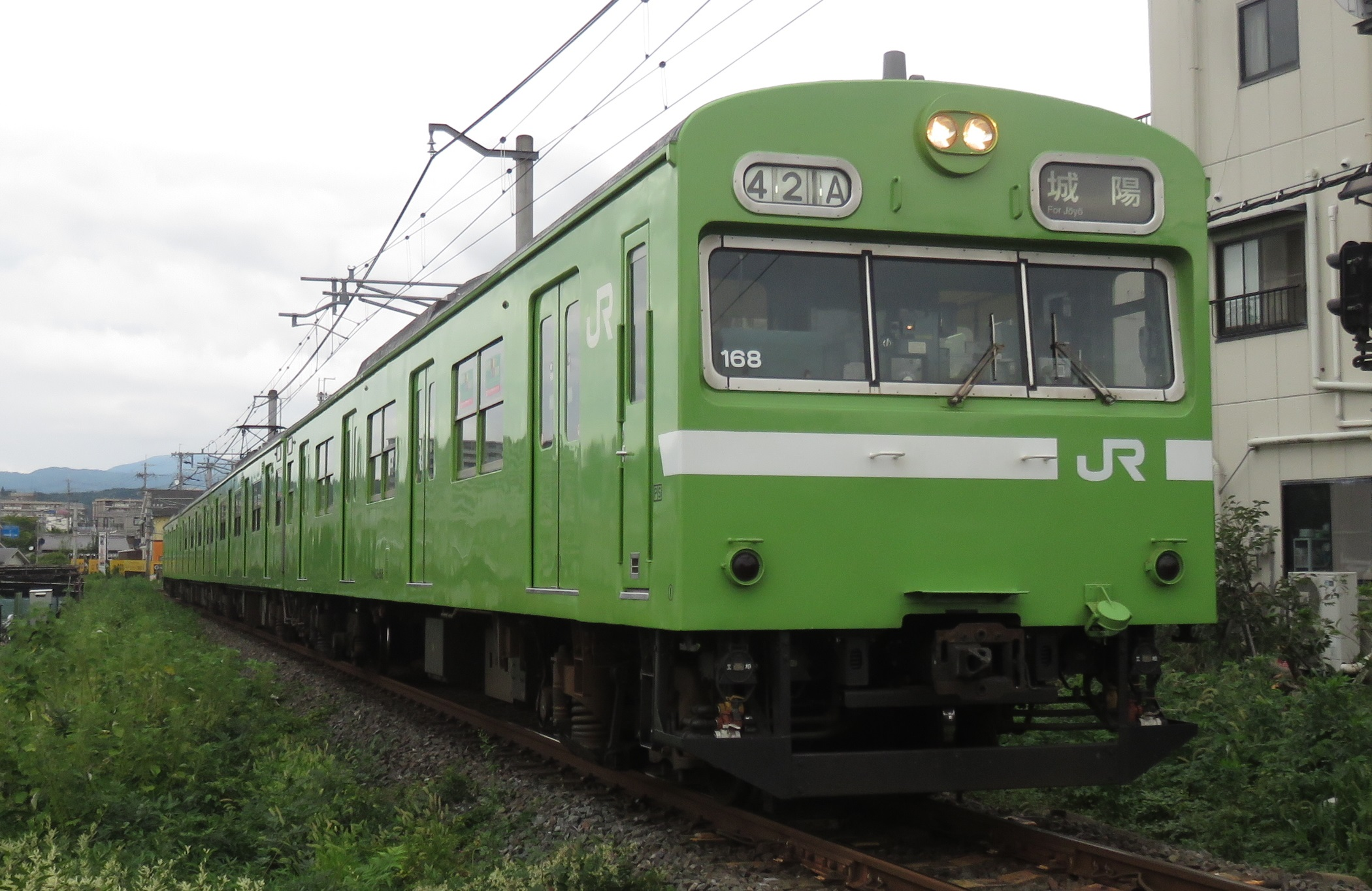
延命NA車
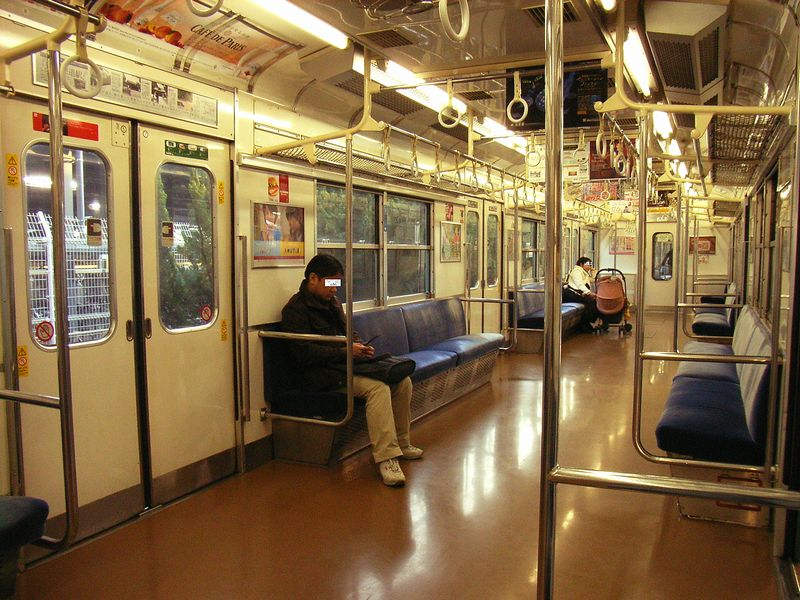
延命NA車車内 扉にまで化粧板が張られている

#### 延命NB・N40工事
延命NB
1970年（昭和45年）以前製造の初期車が対象で延命N工事と同時にWAU102形搭載冷房改造・側窓の延命N40工事（後述）で使用されるものと同様の黒サッシへの交換を施工。施工車両は11両に留まり、2006年（平成18年）4月までに全車廃車となった。
延命N40
製造から40年の使用を目指し、従来の延命N・NA工事内容に加え、塗装総剥離塗り替え・雨樋のFRP化・窓サッシの交換（上段下降・下段固定の黒色サッシ）など。主に1973年 - 1976年製の車両に施工されたほか、広島運転所では1972年までに製造された車両の一部にも施工。この工事で採用された黒色サッシは取付部枠の幅が太く、ガラス面積が従来より減少。なお、延命NA工事で行われた客用扉の交換は見送られている。

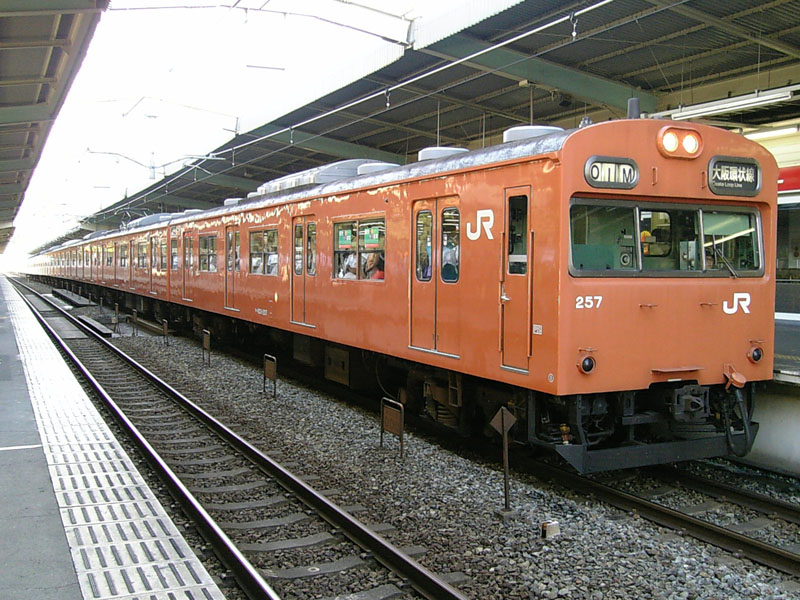
延命N40車
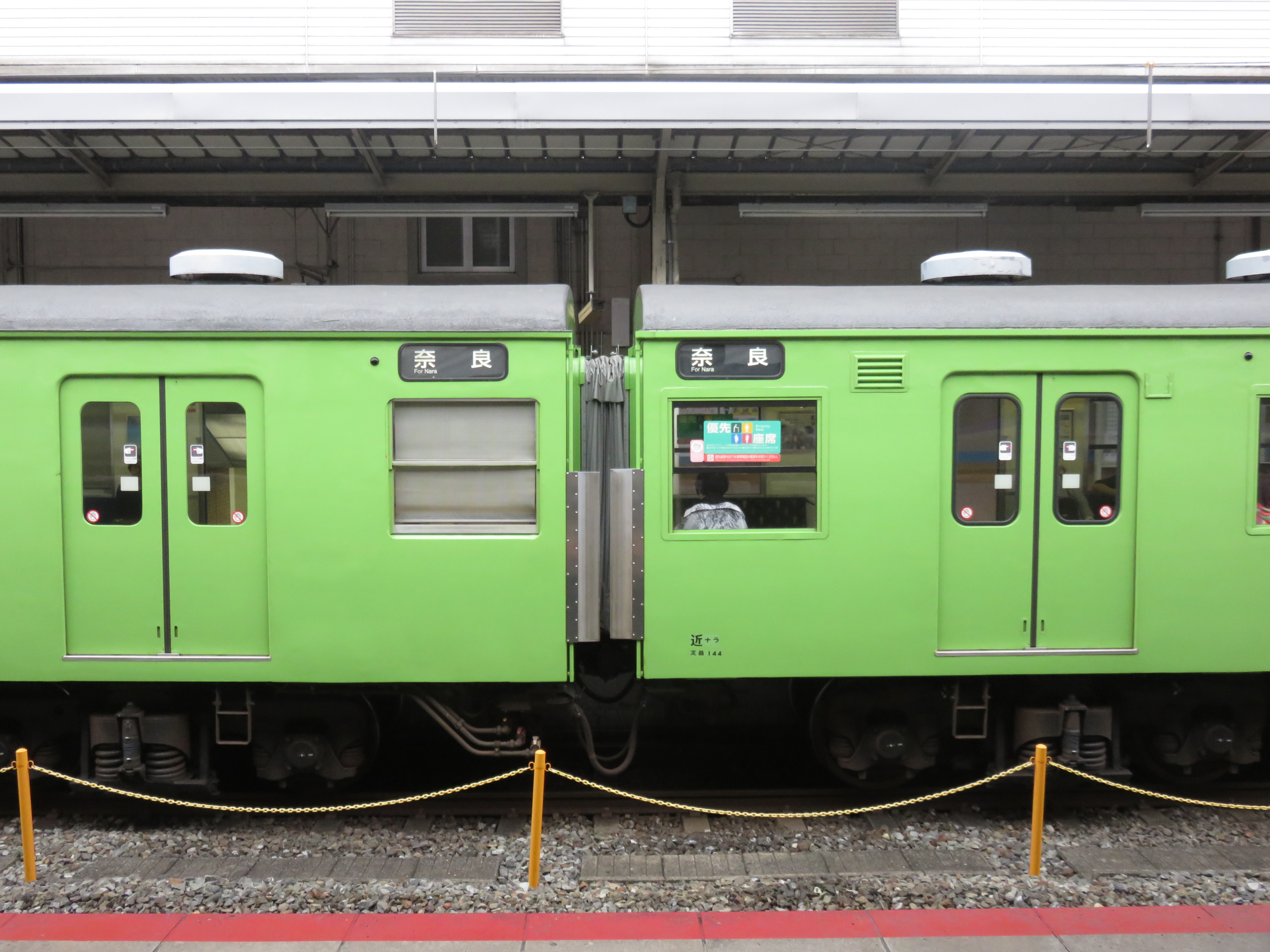
延命NA車（左） 延命N40車（右）
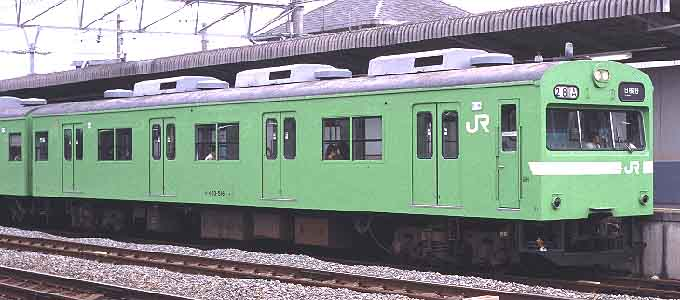
延命NB車
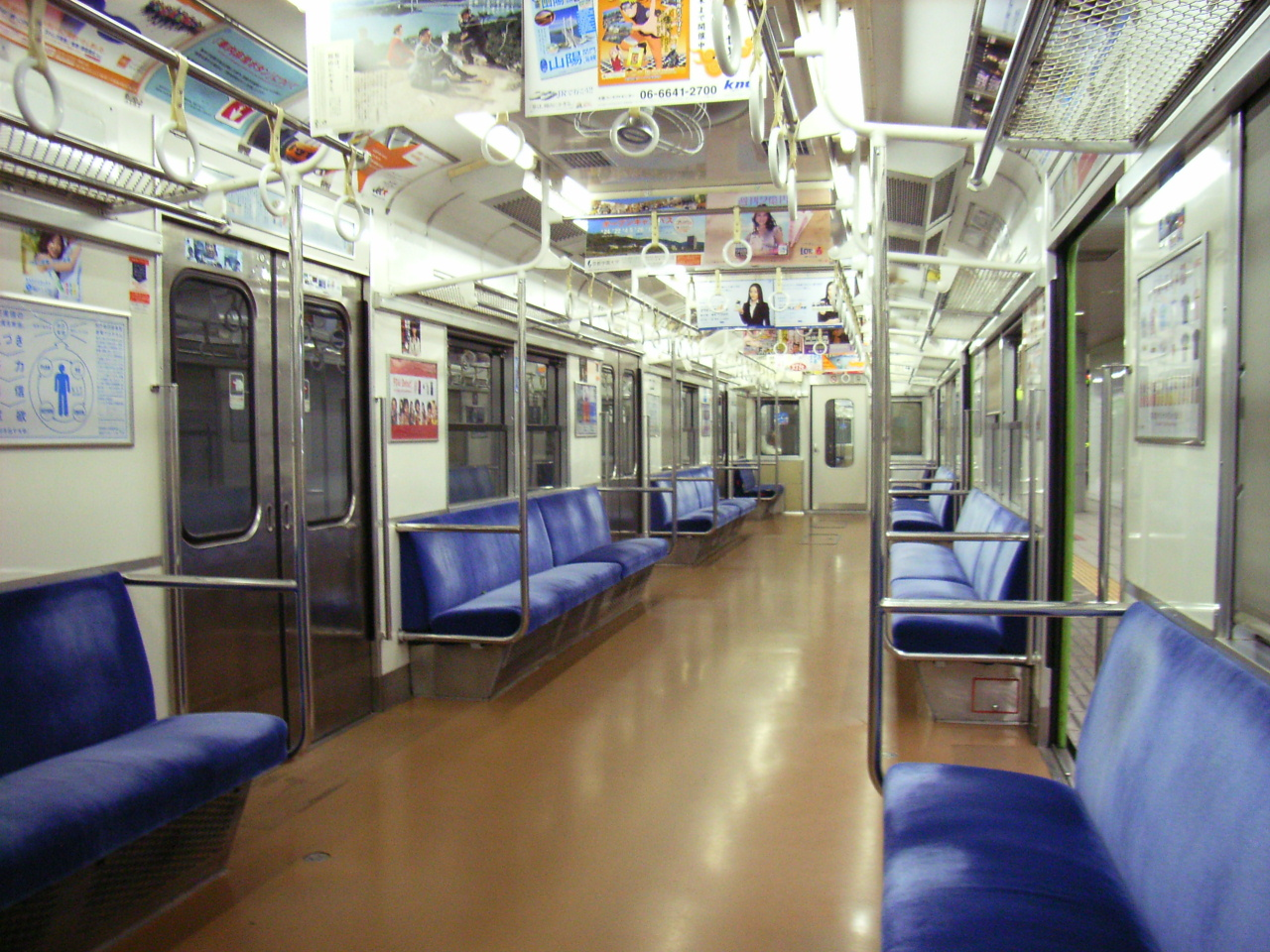
延命N40車車内

#### 体質改善工事（40N）
1996年（平成8年）以降、後継の207系との落差改善ならびに延命N40工事以上の徹底した延命を目的とした体質改善工事が施工された。工事施工車の車番標記は、国鉄時代の丸ゴシック体→JR西日本独特の書体（モリサワ・新ゴ）に変更された。40N体質改善工事は1995年度から2001年度にかけて129両に、30N体質改善工事は2002年度から2004年度にかけて48両に施工された。
40N車では老朽車のイメージ払拭と保守性の向上のため以下の工事を施工した。
- 張り上げ屋根化
- 屋根上通風器の撤去
- 一部外板のステンレス化
- 側面ルーバーの形状変更
- 方向幕の形状変更
- 運転台の整備
- 運転台・ドア窓支持の変更
- 運行番号表示器・行先表示器・前灯部分の内支持化
- ドア間窓を下段固定・上段上昇の3分割バス風逆T字サッシに交換

- 車端部窓を固定1枚窓サッシに交換
- 内壁・床の取り替え
- 座席クッションの更新
- 荷棚を金網式からパイプ式化
- 照明へのカバー取付
- 扇風機→ラインデリアへの交換
- 冷房風道のラインフロー化
- 車内スピーカーの更新・増設

本工事の施工1号となった8両編成1本（試作改造車）は、以下の相違点がある。量産改造車では、費用対効果の面から採用は見送られたものである。
- ドアエンジンがTK4形（座席下内蔵型）からドア上部設置の直動式に交換[135]
- 座席全交換（207系と同一の下部が空洞の片持ち式）[135]。暖房器をつり下げ式に取り替え[135]
- 前灯は原形維持
- 補助電源装置を電動発電機（MG）から静止形インバータ（SIV）に取り替え[135]（東洋電機製造製・IGBT3レベル方式・160 kVA）[136]。
- 妻窓残存（のちの検査で埋込まれた）
- 下枠交差式パンタグラフの取り付け（のちの検査で菱形に戻った）

後にこの編成はサハを除き日根野電車区へ転属したが、2013年（平成25年）3月に廃車となった。その後もサハは、日根野から転属して来た体質改善40N (LA1) 編成の中間に組み込まれて運用されていたが、323系投入に伴い、2017年（平成29年）1月に、廃車前提で吹田工場に回送された。
陳腐化対策の場合、資本的追加とみなされ減価償却の対象とされることもあり、将来の新車投入計画に合わせて工事内容は順次縮小された。工事内容も次第に冷房風道のラインフロー化→従来風道の再用やラインデリア（1998年度 - ）→扇風機などの簡略化が進み、2002年度からは後述の30N工事に移行した。
40N体質改善工事は以下の車両に施工された(太字は3550番台に再改造)。

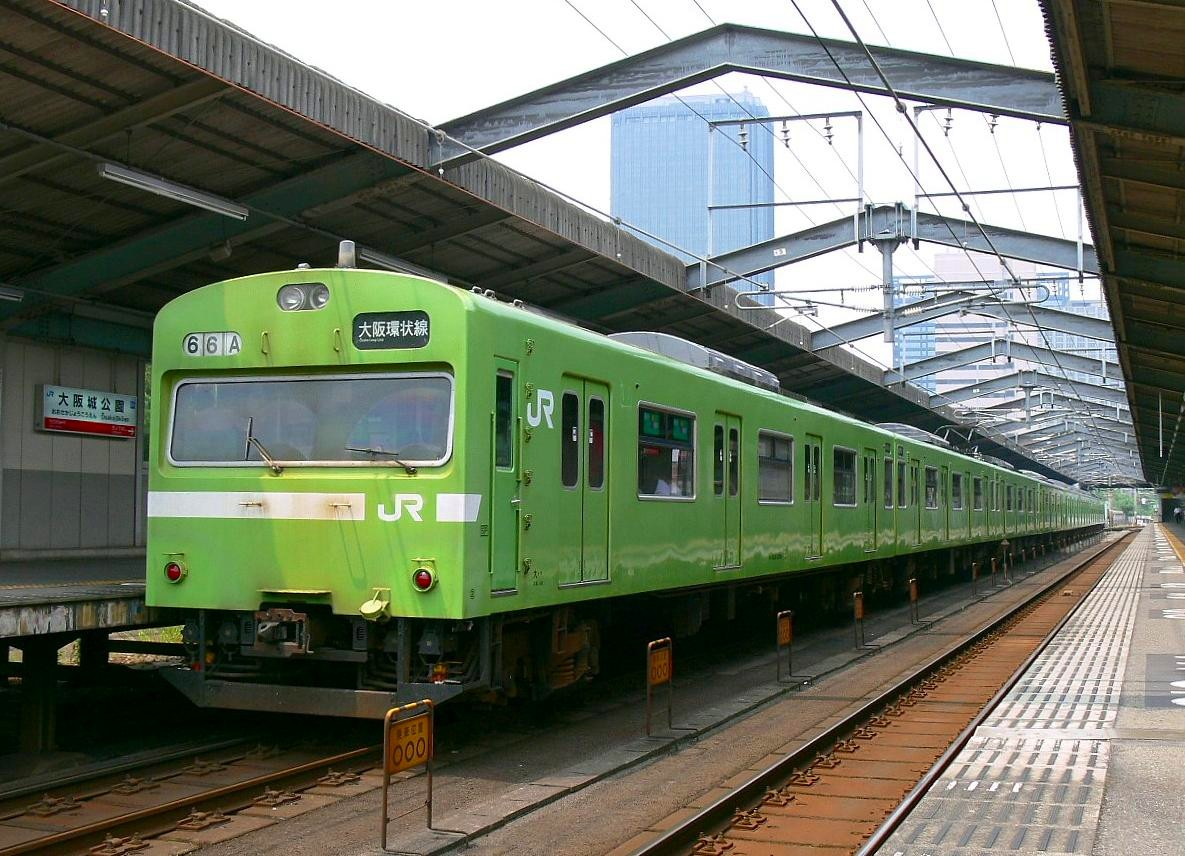
体質改善40N車（低運転台）
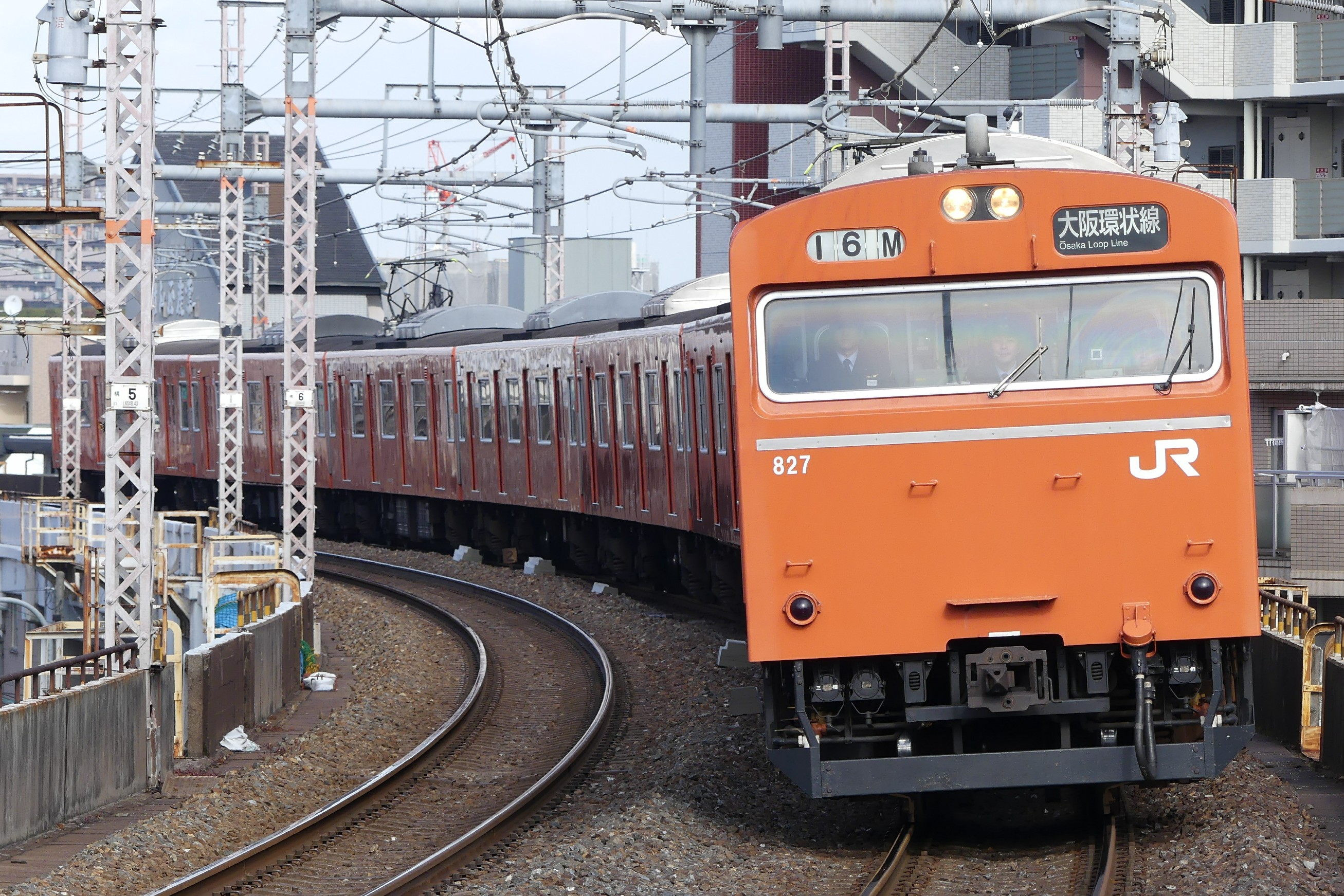
体質改善40N車（高運転台）
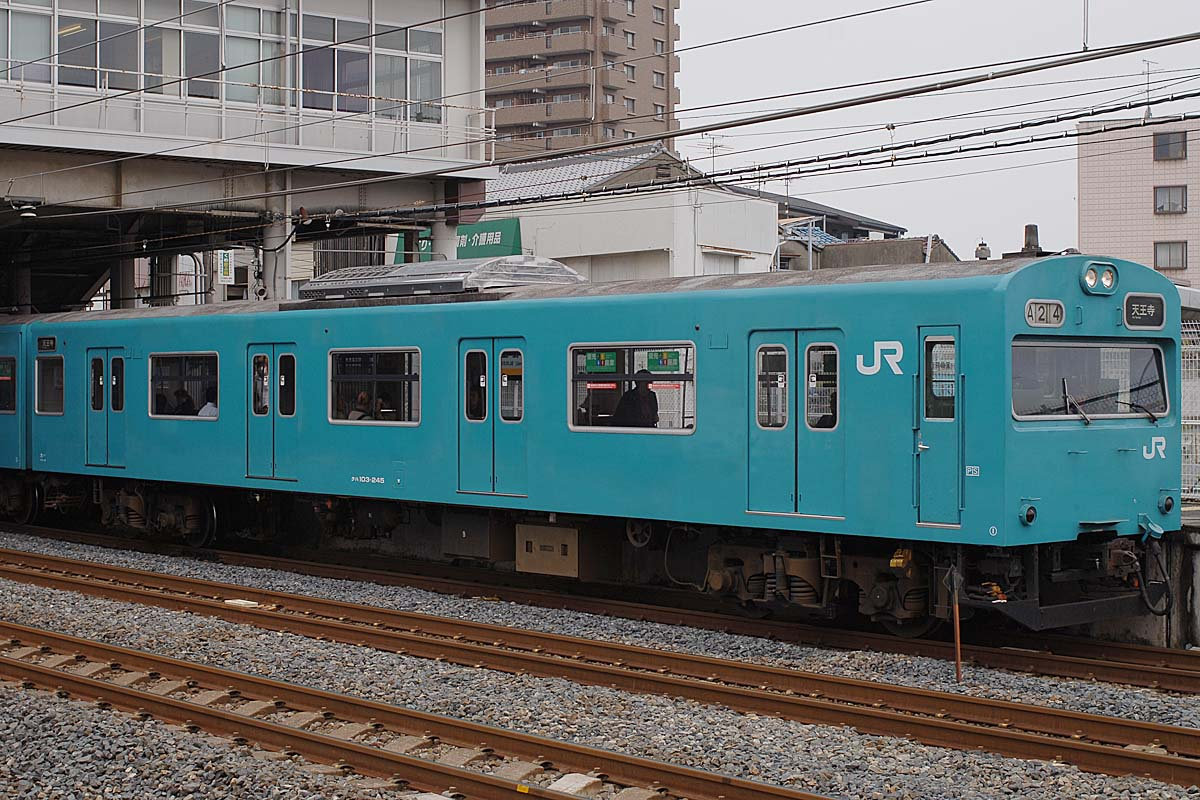
体質改善40N試作車 クハ103-245 ※2013年3月廃車
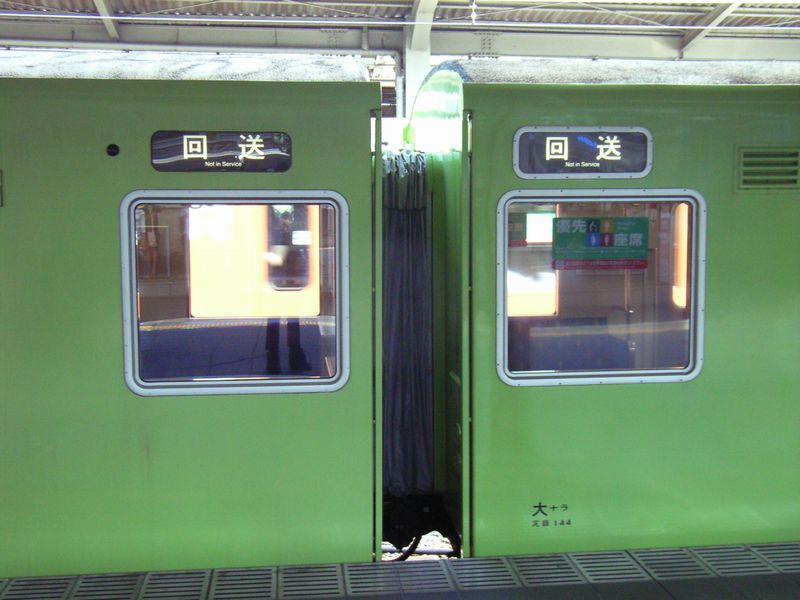
方向幕部分支持方法の相違 内支持（左）金属枠支持（右）
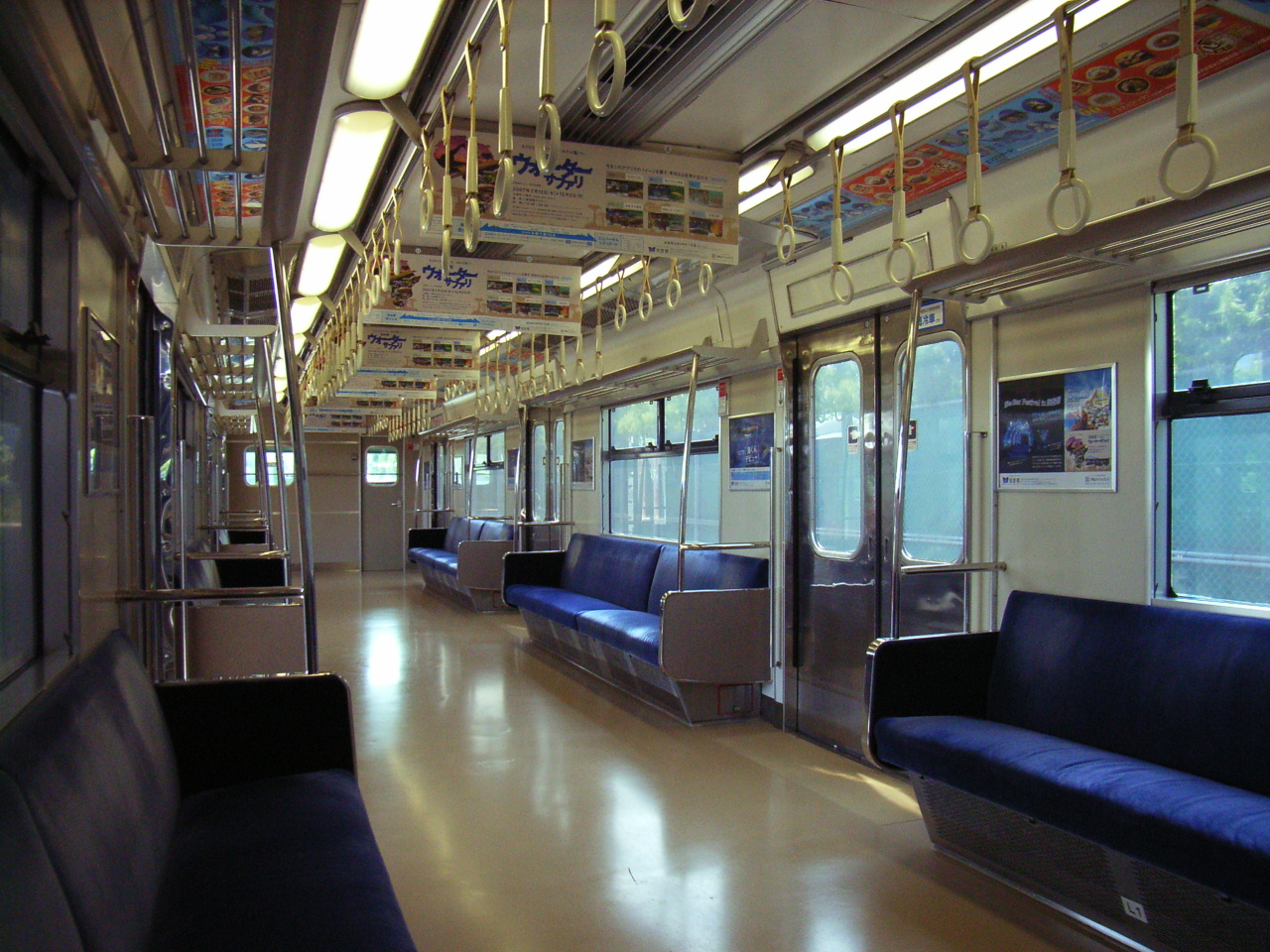
体質改善40N車車内 冷房風道ラインフロー化 ラインデリア改造車
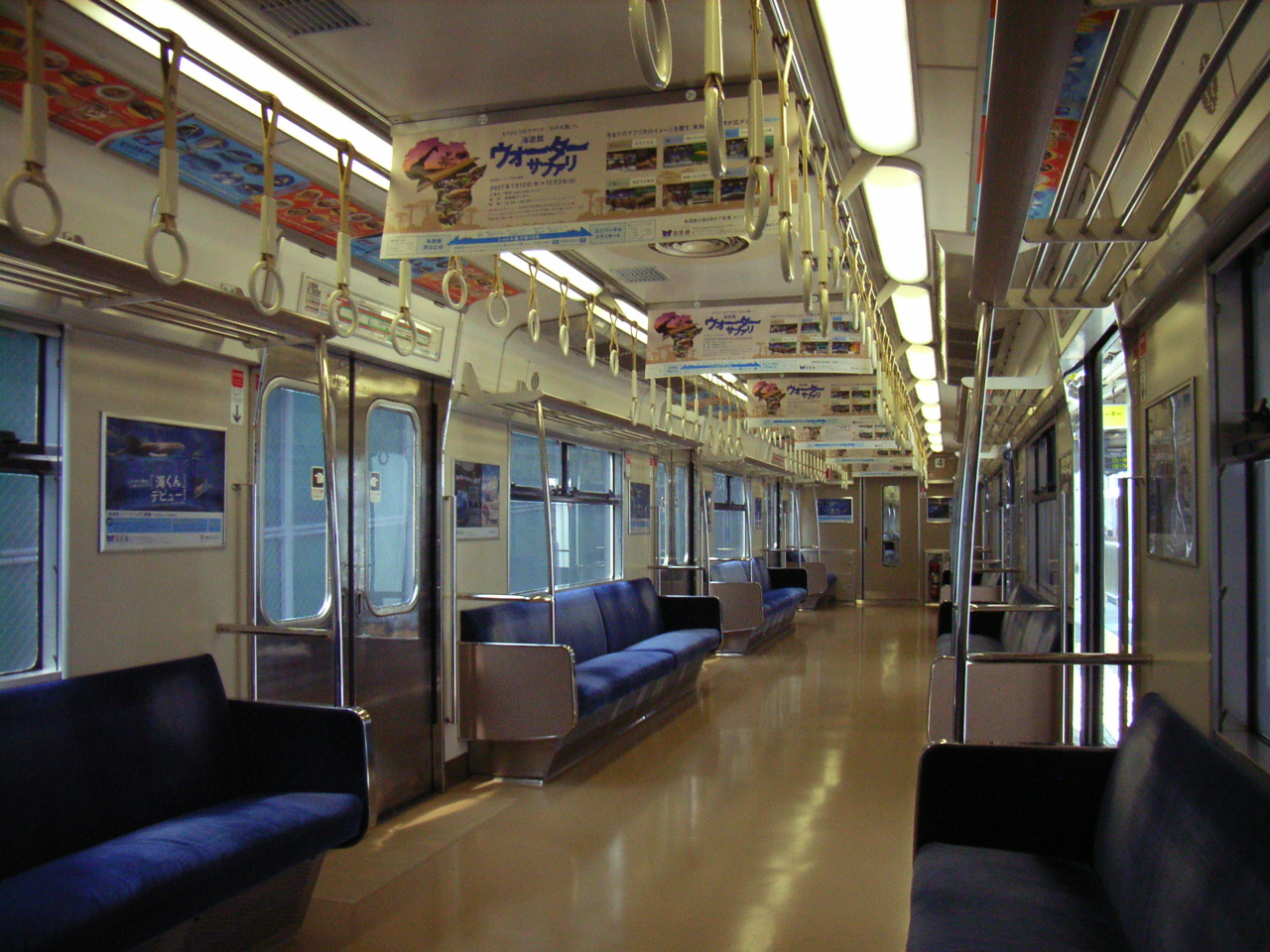
体質改善40N車車内 風道改造・妻面窓閉塞車
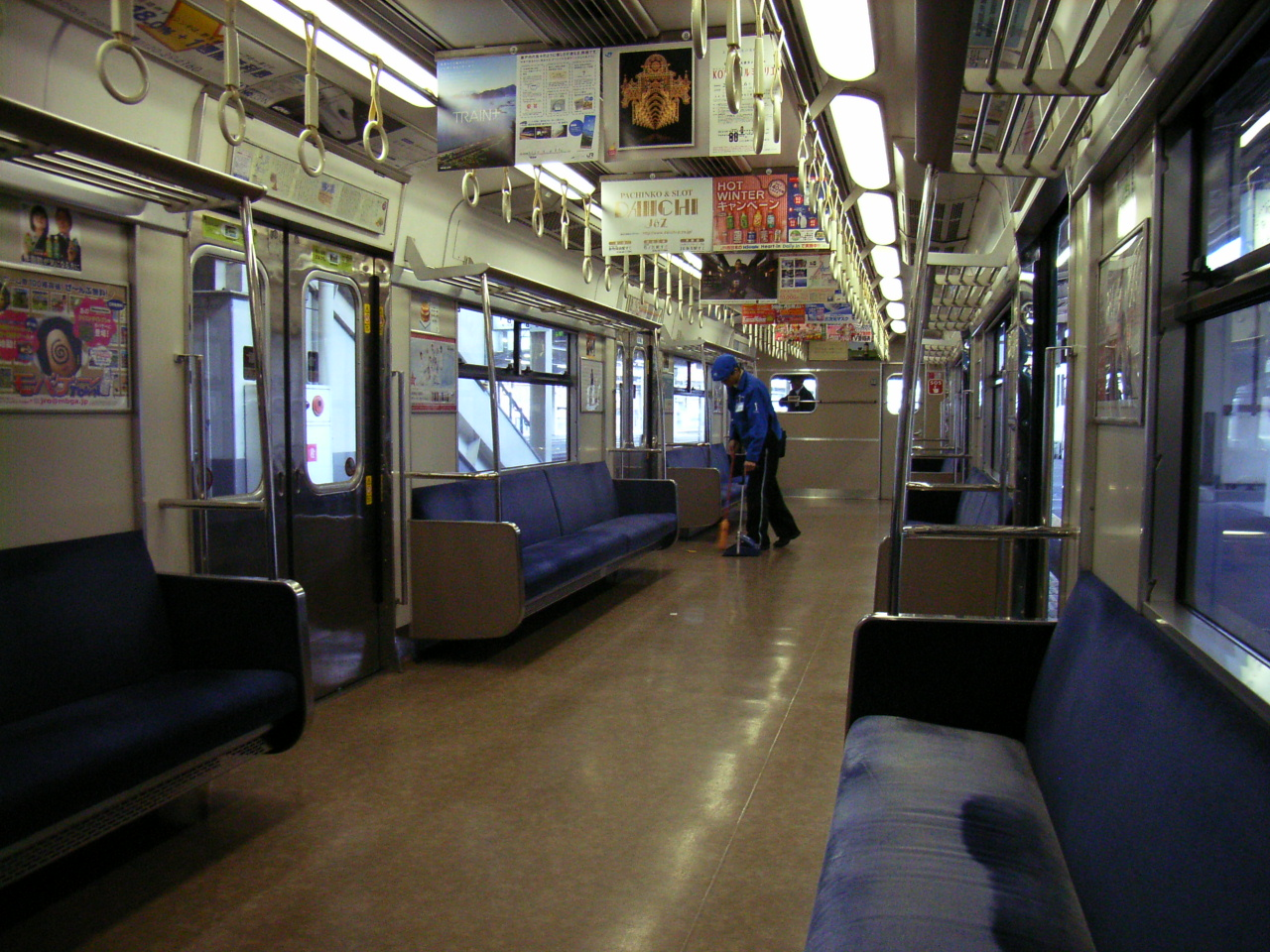
体質改善40N試作車車内 下部空洞化片持ち式座席
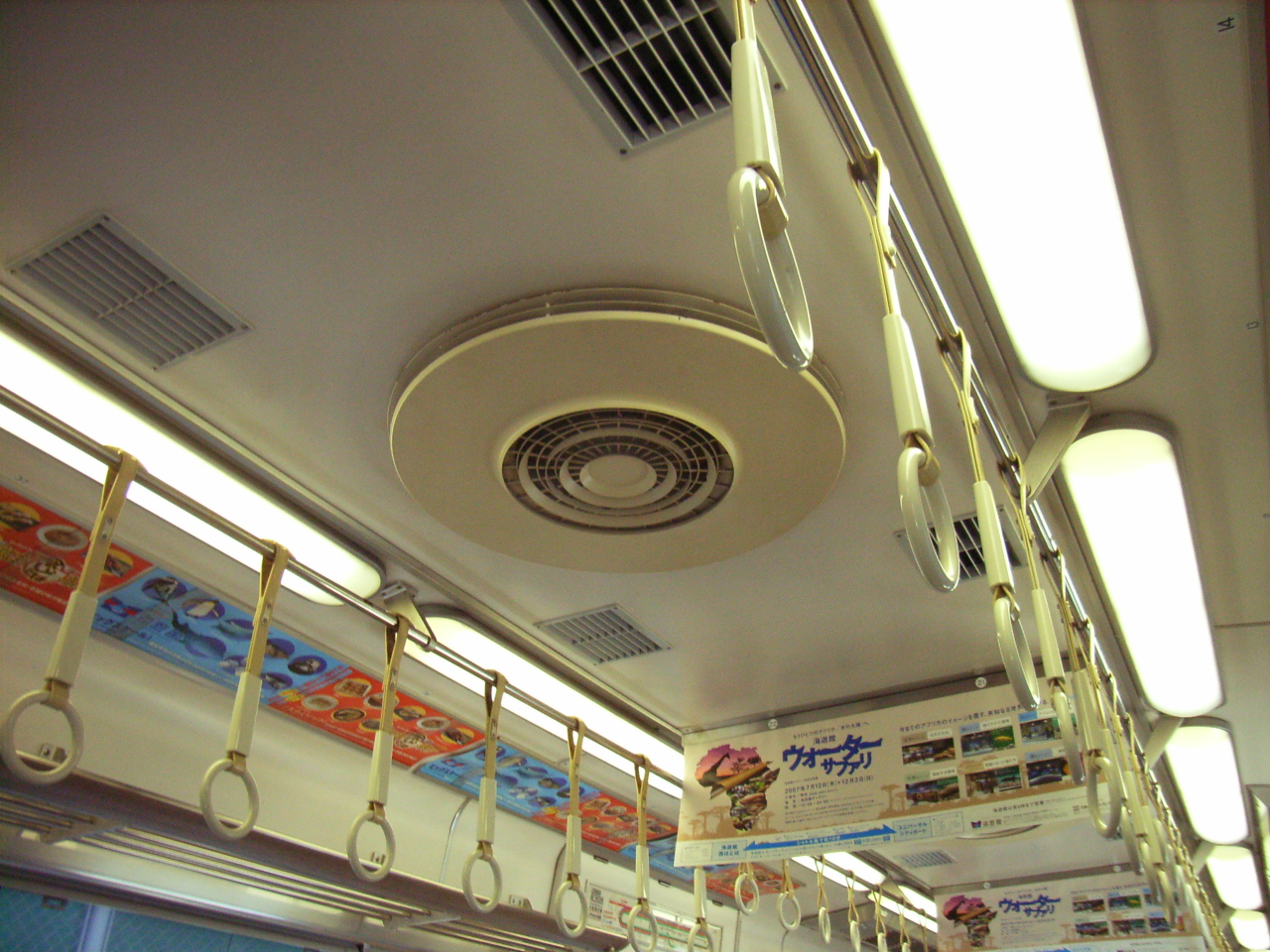
カバー取付扇風機 ラインデリア化省略車
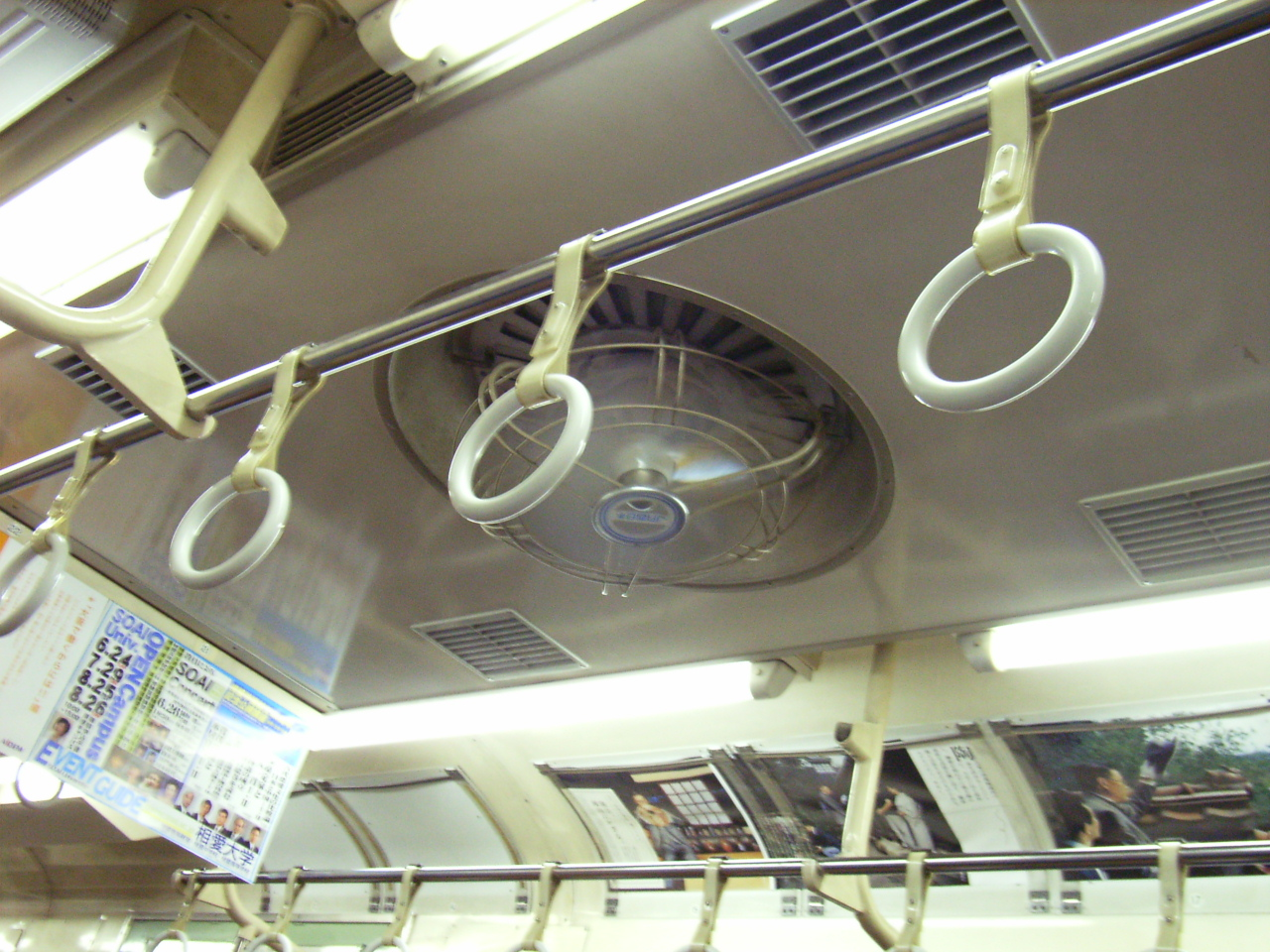
（参考）通常の扇風機

| ← 奈良・和歌山大阪 → |         |         |         |         |         |         |         |            |          |                                                        |
| クハ103              | モハ103 | モハ102 | サハ103 | サハ103 | モハ103 | モハ102 | クハ103 | 竣工       | 初期配置 | 備考                                                   |
| 245                  | 387     | 543     | 404     | 409     | 408     | 564     | 264     | 1996.3.30  | 森ノ宮   | 体質改善工事試作車                                     |
|                      | 481     | 637     |         |         |         |         |         | 1996.12.6  | 奈良     |                                                        |
|                      | 510     | 666     | 415     |         |         |         |         | 1997.1.11  | 森ノ宮   |                                                        |
|                      | 496     | 652     |         |         |         |         |         | 1997.2.27  | 奈良     |                                                        |
| 255                  | 398     | 554     |         |         |         |         |         | 1997.3.28  | 森ノ宮   | パワー・オブ・ハリウッド号ラッピング                   |
|                      | 482     | 638     |         |         |         |         |         | 1997.4.18  | 奈良     |                                                        |
|                      |         |         | 384     |         |         |         |         | 1997.4.18  | 森ノ宮   |                                                        |
|                      |         |         |         | 371     |         |         | 256     | 1997.6.11  | 森ノ宮   | パワーオブハリウッド号ラッピング（クハ）               |
|                      |         |         |         |         | 399     | 555     |         | 1997.7.5   | 森ノ宮   | パワー・オブ・ハリウッド号ラッピング                   |
|                      |         |         |         |         |         |         | 182     | 1997.7.22  | 奈良     |                                                        |
|                      |         |         |         |         |         |         | 240     | 1997.7.28  | 森ノ宮   | アメリカの街並風景→スパイダーマン号ラッピング          |
| 239                  |         |         |         |         |         |         |         | 1997.9.2   | 奈良     |                                                        |
|                      |         |         |         | 483     |         |         |         | 1997.9.2   | 森ノ宮   |                                                        |
|                      | 396     | 552     |         |         |         |         |         | 1997.9.30  | 森ノ宮   | アメリカの街並風景号ラッピング                         |
|                      |         |         |         | 399     | 528     | 684     |         | 1997.12.26 | 森ノ宮   |                                                        |
|                      | 529     | 685     | 400     |         |         |         |         | 1998.4.22  | 森ノ宮   |                                                        |
|                      | 488     | 644     |         |         |         |         |         | 1998.6.12  | 奈良     | OSAKA POWER LOOP                                       |
|                      | 504     | 660     | 482     |         |         |         |         | 1998.7.10  | 森ノ宮   | アメリカの街並風景→スパイダーマン号ラッピング          |
|                      | 509     | 665     | 370     |         |         |         |         | 1998.8.31  | 森ノ宮   | OSAKA POWER LOOP(サハ）                                |
|                      | 521     | 677     | 425     |         |         |         |         | 1998.9.29  | 森ノ宮   |                                                        |
|                      | 490     | 646     | 401     |         |         |         |         | 1999.1.22  | 森ノ宮   |                                                        |
|                      |         |         |         | 402     | 491     | 647     |         | 1999.2.9   | 森ノ宮   |                                                        |
|                      |         |         |         | 424     | 520     | 676     |         | 1999.2.26  | 森ノ宮   |                                                        |
|                      |         |         | 410     |         |         |         |         | 1999.3.12  | 森ノ宮   |                                                        |
|                      | 659     | 815     |         |         | 660     | 816     |         | 2000.7.11  | 日根野   |                                                        |
|                      | 726     | 882     |         |         | 728     | 884     |         | 2000.8.12  | 奈良     |                                                        |
| 799                  |         |         |         |         |         |         |         | 2000.9.26  | 奈良     | アメリカの街並風景→スパイダーマン号                    |
| 833                  | 775     | 2032    |         |         | 782     | 2039    | 840     | 2000.9.26  | 宮原     | ウッドペッカー号ラッピング                             |
|                      | 730     | 886     | 484     |         |         |         |         | 2000.10.30 | 森ノ宮   |                                                        |
|                      |         |         |         |         | 731     | 887     | 806     | 2000.11.30 | 森ノ宮   |                                                        |
|                      |         |         |         |         |         |         | 836     | 2000.12.18 | 奈良     |                                                        |
|                      | 714     | 870     |         |         |         |         |         | 2001.2.20  | 森ノ宮   |                                                        |
| 823                  | 763     | 2020    |         |         | 764     | 2021    | 830     | 2001.2.27  | 森ノ宮   | ユニバーサルグローブ→セサミストリート号ラッピング      |
| 841                  |         |         |         |         |         |         | 848     | 2001.3.12  | 奈良     | OSAKA POWER LOOP                                       |
|                      |         |         | 475     |         |         |         |         | 2001.3.15  | 森ノ宮   | OSAKA POWER LOOP                                       |
|                      |         |         |         |         | 715     | 871     | 800     | 2001.3.31  | 森ノ宮   |                                                        |
| 827                  | 767     | 2024    |         |         | 768     | 2025    | 834     | 2001.10.18 | 日根野   |                                                        |
|                      |         |         |         | 486     |         |         |         | 2001.11.6  | 森ノ宮   |                                                        |
|                      |         |         |         |         |         |         | 804     | 2001.11.21 | 奈良     |                                                        |
| 837                  | 781     | 2038    |         |         | 786     | 2043    | 846     | 2002.1.12  | 宮原     | スパイダーマン号ラッピング（モハ103-781・モハ102-2038) |

| ← 奈良・和歌山大阪 → |         |         |            |          |                    |
| クモハ103            | モハ102 | クハ103 | 竣工       | 初期配置 | 備考               |
| 2504                 | 451     | 192     | 1997.11.12 | 日根野   | 羽衣線ワンマン対応 |

| ← 寺前姫路 → |           |            |          |                    |
| クモハ103    | クモハ102 | 竣工       | 初期配置 | 備考               |
| 3501         | 3501      | 1998.3.5   | 網干     | 播但線ワンマン対応 |
| 3502         | 3502      | 1997.12.20 | 網干     | 播但線ワンマン対応 |
| 3503         | 3503      | 1998.3.6   | 網干     | 播但線ワンマン対応 |
| 3504         | 3504      | 1997.10.8  | 網干     | 播但線ワンマン対応 |
| 3505         | 3505      | 1998.2.3   | 網干     | 播但線ワンマン対応 |
| 3506         | 3506      | 1997.12.15 | 網干     | 播但線ワンマン対応 |
| 3507         | 3507      | 1998.2.26  | 網干     | 播但線ワンマン対応 |
| 3508         | 3508      | 1997.9.24  | 網干     | 播但線ワンマン対応 |
| 3509         | 3509      | 1998.2.26  | 網干     | 播但線ワンマン対応 |

- 体質改善40N車（低運転台）
- 体質改善40N車（高運転台）
- 体質改善40N試作車
クハ103-245 ※2013年3月廃車
- 方向幕部分支持方法の相違
内支持（左）金属枠支持（右）
- 体質改善40N車車内
冷房風道ラインフロー化
ラインデリア改造車
- 体質改善40N車車内
風道改造・妻面窓閉塞車
- 体質改善40N試作車車内
下部空洞化片持ち式座席
- カバー取付扇風機
ラインデリア化省略車
- （参考）通常の扇風機

#### 体質改善工事（30N）
2002年度以降、新車投入ペースが速まり本系列の車齢も高まったことから、内容が製造後30年程度まで使える程度に縮小された。直接保守面・接客面への影響が少ない外装の改造は大幅に簡略化され、体質改善40Nに比べて側扉・側窓・屋根雨樋などが原形のままとされた。主な修繕内容は、車体腐食部の修繕、化粧板の交換、つり革の増設、荷棚の交換に留めている。この形態にはサハ103形、クモハ103形は存在しない。
2002年9月13日付けで竣工した奈良電車区所属のクハ103-797 + モハ103-494 + モハ102-650の3両が初の30N体質改善車となった。その後も、1973年以降に製造された車両のうち、延命工事を含む上述5種類の更新未施工のクハ103形とMM'ユニットが施工対象とされた。2005年3月までに2両（モハ103-405 + モハ102-561）を除く全車両に施工された。

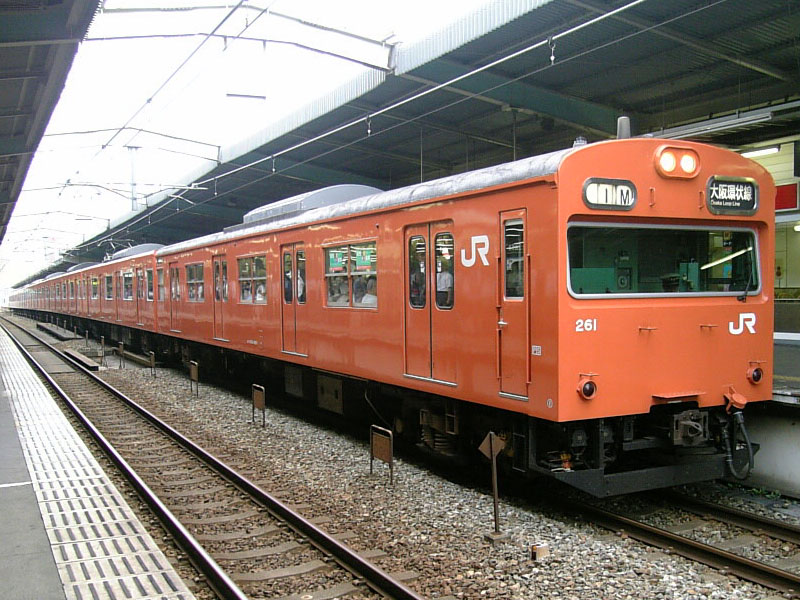
体質改善30N車（低運転台）
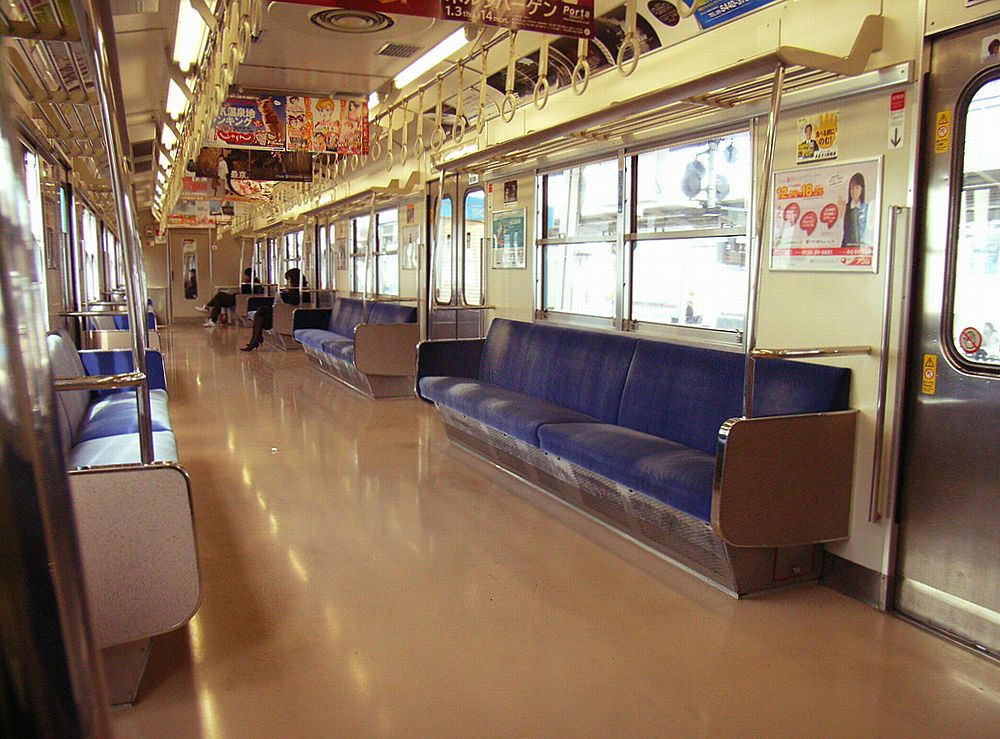
体質改善30N車車内 原型窓・照明カバー省略以外は40N車に準ずる

| ← 奈良・和歌山大阪 → |         |         |         |         |         |            |          |                         |
| クハ103              | モハ103 | モハ102 | モハ103 | モハ102 | クハ103 | 竣工       | 初期配置 | 備考                    |
| 797                  | 494     | 650     |         |         |         | 2002.9.13  | 奈良     | OSAKA POWER LOOP(モハ） |
|                      | 784     | 2041    |         |         |         | 2002.10.11 | 宮原     |                         |
|                      | 533     | 689     |         |         |         | 2002.11.15 | 森ノ宮   |                         |
|                      | 771     | 2028    |         |         |         | 2003.3.26  | 宮原     |                         |
|                      | 525     | 681     |         |         |         | 2003.3.28  | 森ノ宮   |                         |
|                      | 425     | 581     |         |         |         | 2003.6.27  | 森ノ宮   |                         |
|                      |         |         | 424     | 580     |         | 2003.7.28  | 森ノ宮   |                         |
| 831                  | 773     | 2030    | 774     | 2031    | 838     | 2003.8.28  | 奈良     |                         |
| 843                  |         |         |         |         | 850     | 2004.1.20  | 奈良     |                         |
|                      |         |         | 386     | 542     | 244     | 2004.2.14  | 森ノ宮   |                         |
| 829                  |         |         |         |         |         | 2004.3.26  | 奈良     |                         |
|                      | 769     | 2026    |         |         |         | 2004.7.9   | 日根野   |                         |
|                      |         |         |         |         | 802     | 2004.7.16  | 奈良     |                         |
|                      | 785     | 2042    |         |         |         | 2004.7.23  | 森ノ宮   |                         |
| 825                  | 765     | 2022    | 766     | 2023    | 832     | 2004.10.14 | 日根野   |                         |
|                      |         |         | 779     | 2036    | 844     | 2004.12.15 | 日根野   |                         |
| 835                  | 777     | 2034    |         |         | 842     | 2005.1.28  | 日根野   |                         |
|                      | 783     | 2040    |         |         |         | 2005.2.21  | 日根野   |                         |
| 261                  |         |         |         |         |         | 2005.3.19  | 森ノ宮   |                         |

- 体質改善30N車（低運転台）
- 体質改善30N車車内
原型窓・照明カバー省略以外は40N車に準ずる

## 改造
改造工事は、形式間改造と呼ばれるもの、耐用年数を延長するための延命工事の他に、線区の特性に合わせた付加設備を追加するもの、車両の性能や旅客設備の向上を図るものなどがある。
103系は様々な線区に使用されたこともあり、線区固有の設備を車両に追加設置する工事などもあった。また、機能的な面や腐食対策などでも改善が加えられるケースも含めて、下記のような項目にて改造された。ここでは国鉄時代とJR化後に大きく分けて説明する。国鉄時代からJR化後も継続して工事を続けたものは国鉄時代に始めた改造の方で取り上げる。
- 前照灯シールドビーム化改造
- 屋根の塗り屋根化改造
- 冷房取付改造
- 前面排障器取付改造
- ドアの半自動改造
- パンタグラフの2台化改造
- ワンマン運転対応改造
- トイレ設備取付改造
- 自動分割解結装置取付改造
- 電気連結器取付改造
- 列車無線取付改造
- ATC機器取付改造
- ATS-P機器取付改造
- 戸袋窓埋込改造
- 妻窓埋込改造
- ドアレール座ステンレス化改造
- ガラス抑え方式変更改造

### 国鉄時代の改造工事
国鉄は1970年代になると財政難により、新造費用を軽減する目的で、別の用途に振り向けた。

#### 101系の103系連結対応工事
1970年（昭和45年）12月10日より大阪環状線の一部を8両編成化した。大阪環状線は101系または103系の6両編成が25本配置されており、ラッシュ時2分40秒間隔運転を行っていたが、8両編成化にあたりラッシュ時の時隔を3分に戻し、捻出される6両編成4本24両を既存の6両編成に組み入れる編成替えを行い、6両編成12本を8両編成12本に組成し直した。
大阪環状線の101系は4M2Tの6両編成から6M2Tの8両編成への組成変更が行われた結果、サハ4両が余剰となった。これを活用するため、103系6両編成2本が101系のサハに併結改造を行って組み込んだ8両編成となった。森ノ宮電車区のサハ100-55・58・サハ101-55・58の計4両が対象で、ジャンパ連結器のKE57形2基からKE70形1基への交換と貫通幌の交換が吹田工場で施工された。この改造は後のサハ103形750番台への布石になったといわれている。
改造に伴う車両番号の変更は行われず、1979年（昭和54年）度にジャンパ栓が復元され、片町線の101系による新性能化用として淀川電車区に転属した。

#### 冷房化改造
103系は1973年（昭和48年）以降の製造車は基本的に冷房車となったが、それまでの非冷房車も1975年（昭和50年）度以降冷房改造工事を行った。冷房装置は新製冷房車と同じAU75形の集中冷房装置で、搭載にあたり車体の補強や側面行き先表示器の追加を行なった。冷房用電源もモハ102形に160 kVAのMGを搭載することになり、既存の20 kVAのMGと交換した。これらは新製冷房車に準じたものである。また、これらとは別に1975年夏に関西地区で先頭車のみ非冷房車の編成が投入されたが、扇風機回路を冷房起動回路に代用することによって一斉起動できるように施工された。その後関東地区にも同様の事例が発生したが、こちらでは両端の乗務員室内に新たに冷房起動回路用のスイッチ（冷房制御スイッチ）を取付けた。1981年（昭和56年）度からは中京地区でも冷房改造が始まり、冷房制御スイッチ取付が施工された。

#### 前照灯シールドビーム化改造
初期製造の先頭車は前照灯に白熱灯を装備していたが、1971年登場の1000番台は営団地下鉄との協定によりシールドビーム2灯となり、0番台も1972年製造のクハ103-180以降で1000番台同様のシールドビーム2灯となった。
1972年の日暮里駅での追突事故で被災したクハ103-544の復旧工事の際、1975年に大井工場（現在の東京総合車両センター）で試験的にシールドビーム2灯が改造で設置された。別の事故で被災したクハ103-4も、1977年の復旧の際にシールドビーム化が施工された。
1979年7月に全般検査を施工したクモハ103-69より、本格的なシールドビーム化が開始された。未改造のまま白熱灯で残存した車両も存在し、京葉電車区（現在の京葉車両センター）所属のクハ103-562が最後まで白熱灯で残っていたが、2000年（平成12年）11月6日付で廃車となり、103系の白熱灯車は消滅した。

#### 中央本線名古屋地区転用改造

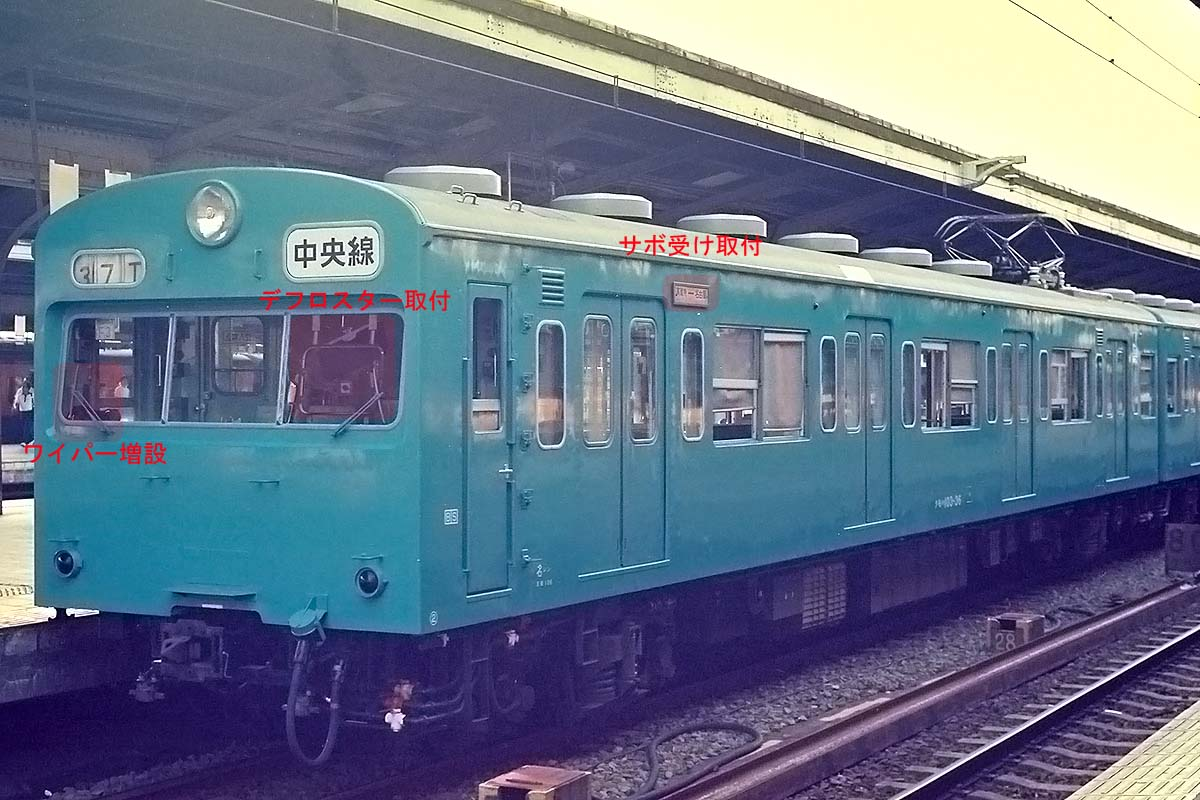
クモハ103-36
中央本線名古屋地区対応改造車

1977年3月より中央本線（中央西線名古屋地区）の旧型国電置換え用として103系が投入され、転用に伴う改造工事が浜松工場で施工された。
行先表示には方向幕は使用せず、先頭車側面に行先表示用のサボ受けが設けられた。前面の運転台窓にはデフロスタが設けられ、助士席側にワイパーが増設された。後にデフロスタは熱線入りガラスに交換された際に撤去されている。

#### 仙石線転用改造

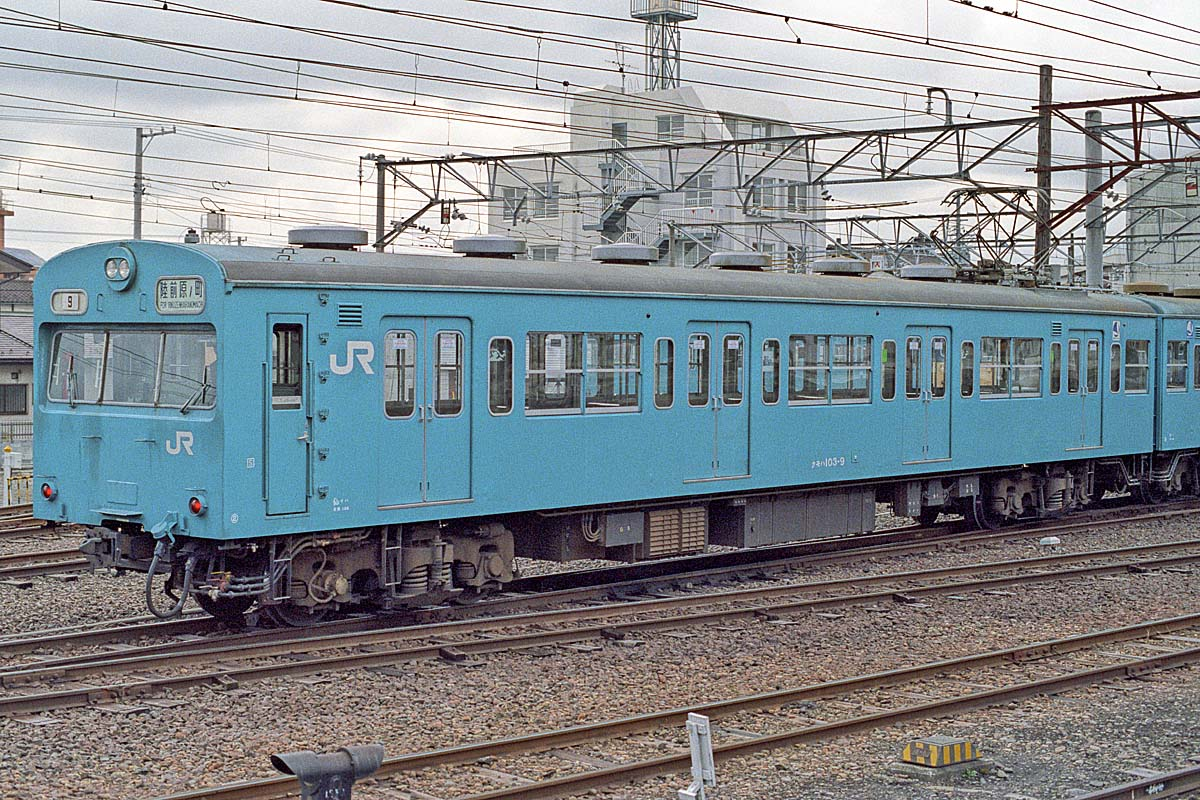
クモハ103-9
仙石線対応改造車

1979年より仙石線の旧形車（主に72系）の置換えのため、首都圏各線への0番台ATC対応車投入で捻出された山手線・京浜東北線・横浜線・青梅・五日市線で運用されていた0番台初期車が転用された。仙石線の事情に合わせた転用改造が行われ、全車スカイブルー塗装で入線している。
寒冷地対策のため、側出入口の半自動ドア化・取手取り付け、客室ヒーターの増設が行われた。前面窓ガラスにデフロスタが設置され（後に熱線入ガラスと交換されたため撤去）、ワイパーが増設された。タブレット使用区間が存在したため、乗務員室扉直後の戸袋窓をタブレット衝突による破損防止の観点から埋込まれた。保安装置はATS-B形に代わりATS-S形車上装置が搭載された。
1983年度の常磐緩行線の203系投入に伴う1000番台の快速線転用などにより、0番台4両編成4本が捻出されて仙石線に投入された。これにより72系のアコモデーション改良車が置き換えられ、後の新性能化で103系3000番台に編入されている。自動信号化後でタブレットが廃止されたため、運転台後部の戸袋窓閉鎖は未施工である。クモハ103-144 + モハ102-308は冷房化改造も行われた。
国鉄末期の1986年にクハ103-10・42・74の3両に対し、車内に清涼飲料水の自動販売機とゴミ箱が設置された（いずれも後に撤去）。
2本を除き全編成が非冷房編成であり、冷房編成のうち1本は1987年（昭和62年）に105系の2両編成2本に改造されている。

全車JR東日本に継承されたが、更新車の導入により1993年までに全車廃車となった。

#### 0番台と1000番台の併結対応改造

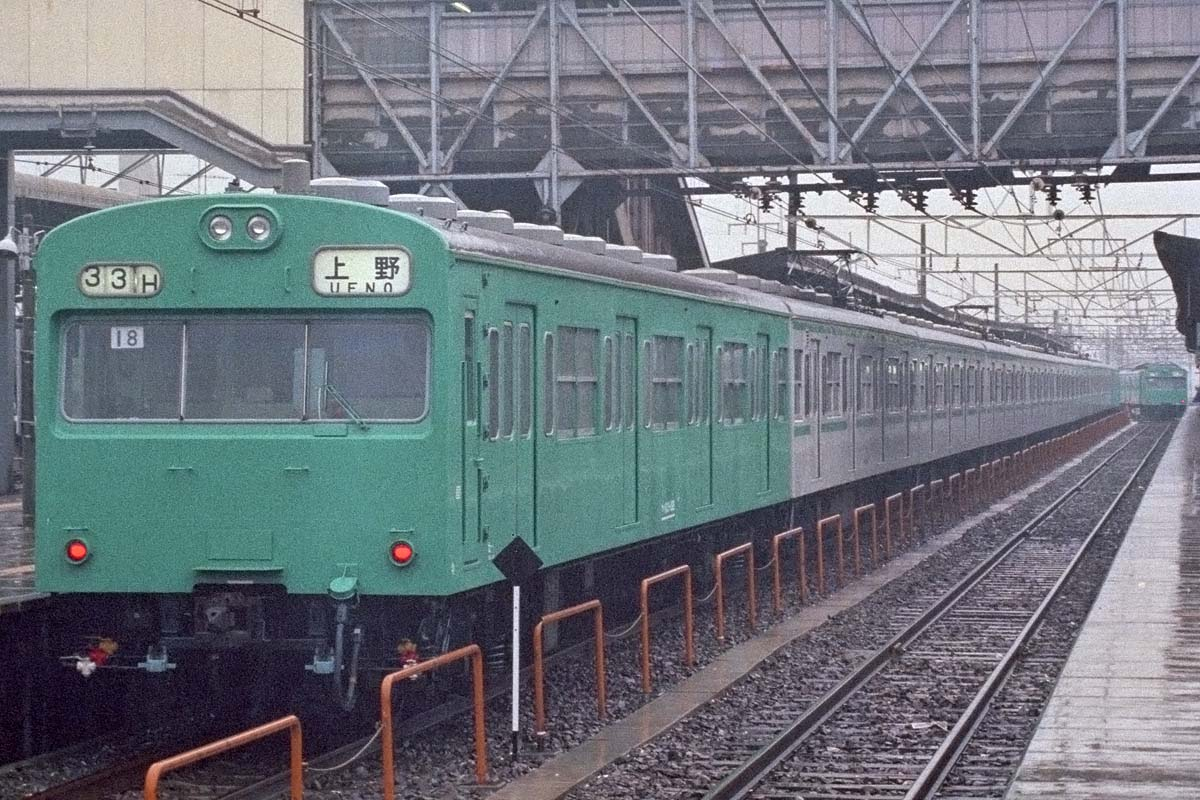
クハ103-188

0番台は乗務員間連絡ブザーに非分離式を採用していたが、1000番台は営団地下鉄との協定により分離式を採用していた。非常用ブザーと乗務員連絡電話用の回路が異なったため、1000番台と0番台の併結運転は不可能であった。
1984年（昭和59年）の203系の投入で1000番台が常磐緩行線から常磐快速線に転用される際、2編成でクハ103形0番台2両 + 1000番台電動車8両の10両編成を組成する必要が生じた。このため、該当編成に組まれるクハ103形0番台の乗務員室に非常用ブザーの取付、非常用ブザー・連絡用電話回路切替スイッチの取付が行われ、識別のため車体側面の車両番号下部に白線が追加された。
対象はクハ103-93・188・627・636の4両であった。188は車両数の関係で方向転換（偶数向き→奇数向き）が併せて実施された。
その後、1000番台の方が地上線の方式に改造されることとなり、識別は解消された。

#### 1500番台へのスカート設置
1500番台では踏切事故対策として国鉄時代から先頭車にスカートを取付を施工開始し、JR九州移行後に全車完了した。

### JR東日本の改造工事
本系列は、大量輸送に特化した国鉄の標準型通勤形電車という形態から、20年以上に渡り製造が継続された。そのため性能・設備面では陳腐化が目立ったが、1983年（昭和58年）3月の中央線快速が201系への、1986年（昭和61年）4月の常磐緩行線が203系への置換え完了を除き進行しておらず、分割民営化時には現役車両は全て承継された。しかし、その後はJR各社で新型車の開発・投入による置換えにより廃車が進行した。その一方で国鉄時代より柔軟かつ徹底した改造施工例も多く、様々な新区分番台も発生した。
また、運用路線ごとに特化した仕様への改造も施工された。
- 南武線・鶴見線用（全車）京浜東北線・常磐快速線用（一部）…外幌取付とそれに伴う妻窓閉鎖。
- 京葉線用…先頭車にスカート（排障器）を取付。
- 常磐快速線用…運行番号表示器をLED式に変更。

しかし、1990年代からは205系・209系・E231系などの置換えにより廃車が進行した。首都圏では2006年（平成18年）3月18日のダイヤ改正までに全車が定期運用を離脱。同年4月8日の常磐快速線でのさよなら運転、その翌日の車両展示会を最後に営業運転が終了し、仙石線では最後まで残っていたRT-235編成が2009年（平成21年）10月21日に営業運転を終了した。
これにより、同社の本系列は消滅。なお、以下で同社が施工した大規模改造工事について解説を行う。

#### AU712形による冷房化

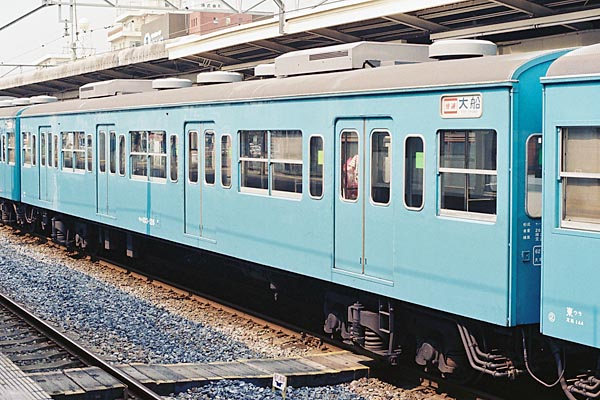
FTUR-300-102形搭載車

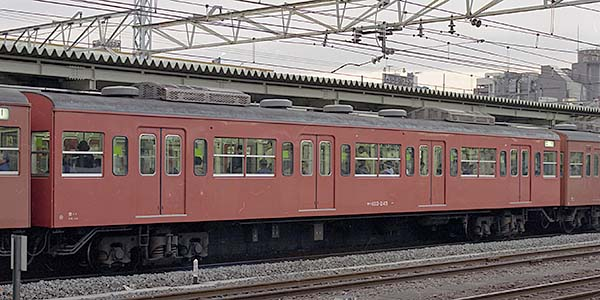
冷房電源MG供給形AU712搭載車

国鉄時代から非冷房車に対して冷房改造工事を行ったが、従来からのAU75系冷房装置（重量約750 kg）での改造は構体の補強なども踏まえ、1両あたり2,000万円から3,000万円の費用と1ヶ月半から2ヶ月半程度の改造期間を要した。そこで、JR九州が1987年（昭和62年）度から冷房能力20.93 kW（18,000 kcal/h）×2の床置形のAU2Xを開発し、費用・工期ともに三分の一で改造できるようになり、冷房化率100 %を達成した。しかし、乗客の多い通勤形電車の場合の必要な冷房能力を計算したところ、240 %乗車時に30 %の人が快適と感じるには48.84 kW（42,000 kcal/h）の能力が必要である。これらを考慮して、JR東日本では同年9月に集約分散式で日立FTUR-300-102形が試作され、サハ103-128の屋根上に2基が設置された。
1988年（昭和63年）度からは、同様な屋根上配置のAU712形冷房装置（冷房能力24.42 kW ≒ 21,000 kcal/hを各車2基）を開発して冷房改造を進めた。AU712形冷房機の原設計と製造は三菱電機が担当しており、AU712形の重量は約335 kg/1基、SC24形インバータの重量は350 kg（実測値）である。従来のAU75系列での改造に代わって正式に採用され、1990年までに331両が改造された。改造内容が大幅に簡略されたことから、車両工場ではなく電車区でも改造工事が可能となり、冷房化率を大きく向上させた。
当初の冷房用電源はモハ102形に搭載されるMGによったが、同年下期からは自車給電用として屋根上にSC24形冷房電源用インバータ（28 kVA・VVVF制御）が設置された。電源が電動発電機（三相交流440V,60Hz）の場合は稼働率制御方式（ON/OFF制御）となり、SC24形インバータの場合は容量可変制御（インバータ制御）となる。
自車給電SC24形インバータ搭載車では他車供給用の引き通し線は持たず、Mc-M'-T-Tcの編成でT車以外の各車がAU75系搭載車、T車がAU712形搭載のSC24形インバータ電源車の場合、T車に引き通し線がないためTc車で冷房が使用できなかった。サハ103形3000番台は、AU712での冷房改造の際にSC24形インバータと引き通し線が併設されている。

MG給電車は2005年（平成17年）にモハ103-185 + モハ102-340の廃車により営業車両から退き、SC24形インバータ搭載車は0番台は2004年にクハ103-125の廃車で消滅し、3000番台も2005年に全廃された。側面の行先表示器の設置も行われたが、その対象は一部に留まっている。クハ103の偶数向き車は原則設置されず、仙石線更新工事施行車に後付けされた例があるのみで、SC24形インバータ搭載型に至ってはクモハ103と3000番台の両先頭車だけであった。

#### ATS-P設置改造

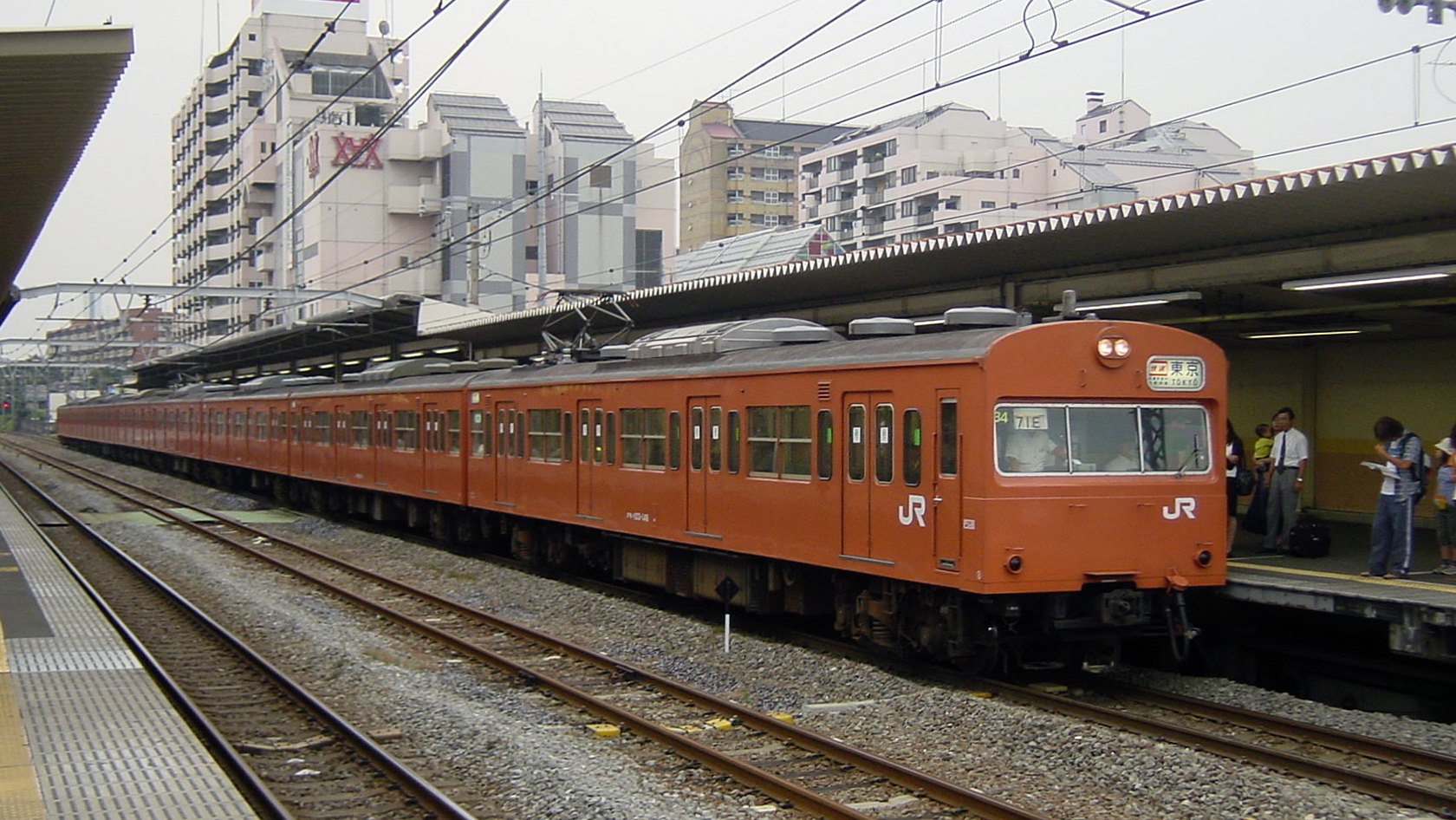
クモハ103形ATS-P搭載車を先頭とした編成

京葉線では1988年12月1日の新木場駅までの開業の際にATS-Pが設置されることとなり、京葉線用と武蔵野線用の103系にATS-Pの設置工事が開始された。このうちクモハ103形は機器搭載スペースの不足のため、運行番号窓の部分に機器を設置して運行番号表示窓を埋め、運行表示器は前面窓部に設置した。なお、1989年以降の設置車では運行番号幕部への設置はされず、運行番号幕窓も維持されている。
1988年12月5日に発生した東中野駅列車追突事故以降、JR東日本ではATS-P化を促進させた。単に機器搭載のみならず、ME40形ブレーキ弁搭載車の大半はME48形への交換が行われた。

#### 電気連結器設置改造

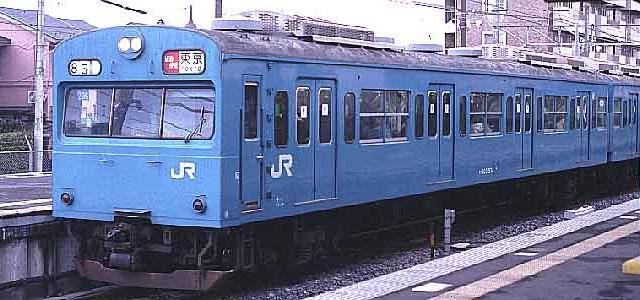
クハ103-574
自動分併装置取付車

1989年から分割併合運用の多い以下のクハ103形に自動分併装置取付工事取付が施工された。
- 京葉電車区…基本編成蘇我方・付属編成東京方
- 豊田電車区…青梅・五日市線用4両編成
- 松戸電車区…基本編成取手方・付属編成上野方
  - 松戸区基本編成の一部には、取手方先頭車にクモハ103形が組込まれていたが、他車両基地からの転入車も活用しクハ103形に統一した上で施工。

#### 1200番台塗色変更・10両編成化関連

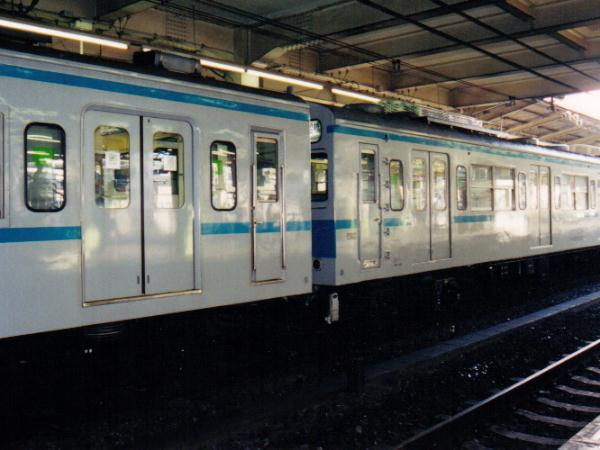
301系（左）と103系1200番台（右）の併結
2002年8月28日 西船橋

1989年（平成元年）に中央・総武緩行線に205系が黄帯で登場し、誤乗防止の観点から帯色をスカイブルー（青22号）に変更した。同時に駅の放送や案内板も「銀色に青帯の電車」に変更された。1987年（昭和62年）4月1日の国鉄分割民営化後は、JNRマークをラインカラーで塗りつぶし、白色の巨大なJRマークを先頭車の側面窓下に貼付するという小変化があった。
ラインカラー変更とほぼ同時期に冷房改造が若干早期に行われたため、冷房改造された黄帯編成も存在した。同時にクモハ102形を除く全形式に側面行先表示器を搭載し、前面方向幕も連電動化された。
1991年（平成3年）12月1日ダイヤ改正では東西線完全10両化により、7両編成で残存していた本系列5本（35両）と301系2本（14両）は全て10両編成に組み替えられた。余裕が生じていたため12両が常磐快速・成田線用として松戸電車区に転出した。これは、冷房化の予備車を確保するために松戸電車区から借入扱いで転入していた103系1000番台を本配置（のちのK8編成）とし、代わりに余剰となった車両を転出させて返却扱いとしたためである。
残存車は、7両編成時代の旧K12・K13編成を中心に以下の車両を組み合わせ10両の新K6・K7編成を組成した。
- モハ103・102-1202[注 35] : 松戸転出の旧K9編成から捻出
- モハ103-1207 + モハ102-1205 : 残存の旧K11編成から捻出
- サハ103-429・430[注 36] : 浦和電車区から転入

モハ103-1207 + モハ102-1205を抜き取った旧K11編成は、5両編成で新K9編成となり、同じく10両編成化で5両編成で残った301系と組成した。*のちに301系5両編成が廃車されたため、予備編成となった。
|          |      | ← 津田沼・西船橋中野・三鷹 → |               |               |               |                 |              |               |               |               |                 |
| 号車     | 号車 | 1                            | 2             | 3             | 4             | 5               | 6            | 7             | 8             | 9             | 10              |
| 編成番号 | K6   | クハ103 -1204                | モハ103 -1211 | モハ102 -1208 | モハ103 -1210 | モハ102 -1207   | サハ 103-430 | モハ103 -1214 | モハ102 -1210 | モハ103 -1212 | クモハ102 -1204 |
| 編成番号 | K7   | クハ103 -1205                | モハ103 -1202 | モハ102 -1202 | モハ103 -1207 | モハ102 -1205   | サハ103 -429 | モハ103 -1213 | モハ102 -1209 | モハ103 -1215 | クモハ102 -1205 |
| 編成番号 | K9   | クハ103 -1203                | モハ103 -1208 | モハ102 -1206 | モハ103 -1209 | クモハ102 -1203 |              |               |               |               |                 |

#### 前面強化工事
成田線大菅踏切事故で運転士が殉職したことから踏切事故などでの乗務員の保護のために前面を強化する工事が1995年3月末までに施工された。113系などは車両基地で施工し、施工直後は前面がステンレス地の車両も見られたが、本系列では検査入場の際に工場にて鋼板を取り付ける工事を施工した。1974年以降に製造された高運転台車は製造当初から前面が強化されているため改造対象外であった。1993年12月までの大宮工場にて施工された車両（全車が豊田車両センター所属車）は尾灯上部の足掛けが外側に設置されている。インドネシアに譲渡された初期先頭車はこの形態。

#### 仙石線RT-235編成復活時の改造
仙石線での本系列運用は2004年7月に一旦終了したが、2006年以降に予定された多賀城駅付近の立体交差化工事の際に車両不足が想定されることから、本編成のみ郡山総合車両センターで留置された。2006年11月に同センターで復帰のための整備が施工され、2007年3月19日より営業運転に復帰した。
クハ103-235に車椅子対応の大型トイレが設置され、モハ103-343のパンタグラフはシングルアーム式2基に換装された（本系列初かつ唯一）。台車はグレー塗装化、座席モケットは205系と同タイプに変更されている。保安装置はATS-SNからATS-Psに変更された。
復帰後は平日朝のラッシュ時に区間運転2往復限定で運用された。しかし、老朽化と首都圏配置車の需給調整の結果、南武線209系2200番台投入により205系が捻出できることになり、2009年10月21日を最後に営業運転を終了、同月26日に郡山総合車両センターへ廃車回送され、JR東日本管内の103系は全廃となった。4両とも2009年10月28日付で廃車となり、2010年1月に解体された。
| ← 石巻あおば通 → |             |             |             |
| クハ103-235      | モハ103-343 | モハ102-499 | クハ103-236 |

- 4両とも中央線快速→中央総武緩行線→仙石線と転属してきた車両である。

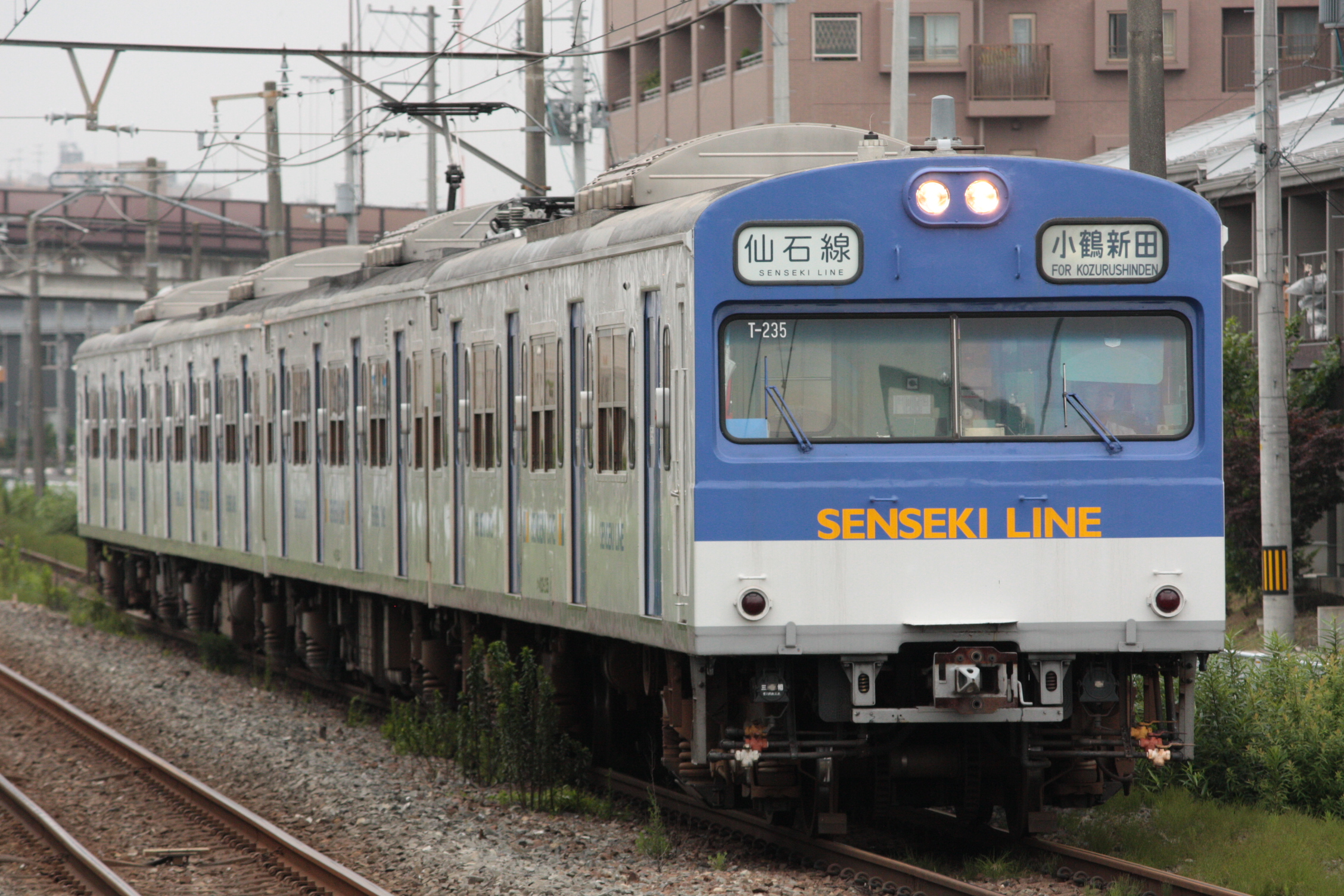
RT-235編成
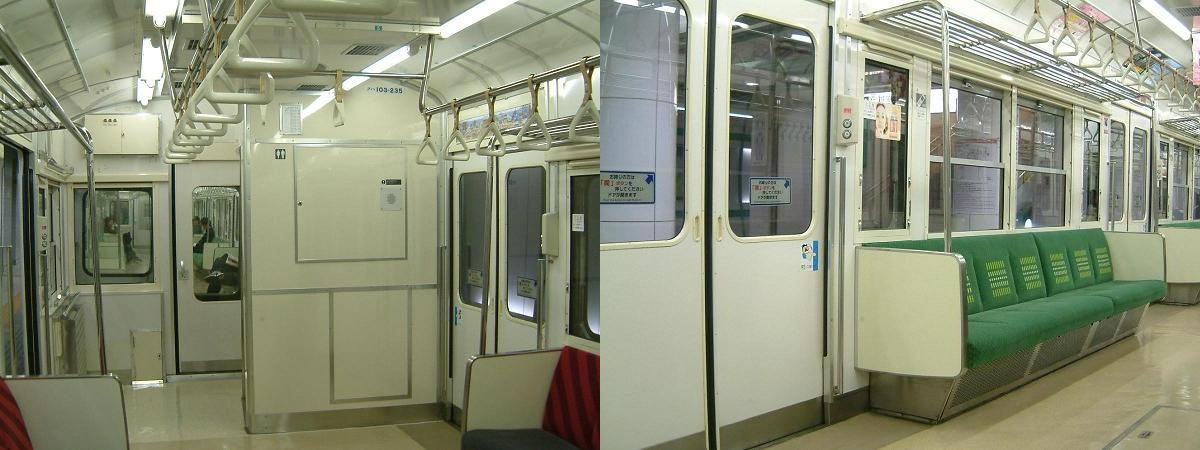
クハ103-235 トイレと車椅子スペース（左） モハ103-343 交換された座席（右）

#### 入換車への転用
クモハ103-11とクモハ102-1201の2両は、1993年の廃車後に大船工場の入換車に転用され、従来の101系2両による入換車が置き換えられた。クモハ103-11は1990年7月1日付で、クモハ102-1201は同年4月2日付で廃車となったものである。
クモハ103-11のパンタグラフは運転台側へ移設され、クモハ102-1201には貫通扉に作業用の小窓が設置された。両車とも先頭部への前照灯の増設が行われている。

### JR東海の改造工事
国鉄からの継承車70両は1965年（昭和40年）から翌1966年（昭和41年）にかけて製造された初期車両であったことから、一部の冷房車を含む20両は廃車し、残った50両にリフレッシュ工事などの改良工事を施工した。

#### C-AU711A形による冷房化
JR東日本のAU712形と同様に（厳密にはJR東海の方が先行）工期短縮と改造費用低減の観点から、C-AU711A形集約分散式搭載による改造工事が施工された。1988年度から翌年度にかけて12両に施工され、非冷房で残った16両はAU75改造車の4両とともに廃車となっている。側面方向幕の設置は施工されなかった。
C-AU711A形集約分散式冷房機の重量は約280 kg/基で、能力20.93 kW ≒ 18,000 kcal/hの装置を屋根上に2基搭載するものである。モハ102-76・81・96・97の4両は、冷房電源確保のためMGが撤去され、4両分の給電能力を有するC-SC24形静止形インバータ（SIV・定格容量120 kVA）に取り替えられた。

#### ドア点検蓋の設置
JR東海の103系には、側引戸のドア点検蓋の設置も行われた。特別保全工事・リフレッシュ工事とは別工事となったが、50両全車に施工されている。

#### 電動方向幕の使用
国鉄時代は前面の方向幕部分に「中央線」と表示し、行先案内には先頭車側面の行先表示板（サボ）を使用していたが、JR化後の1987年度より方向幕付車両で電動方向幕の使用が開始された。前面幕にも側面用の幕が流用されたため、前面幕窓の上下に余白が入る形となった。

### JR西日本の改造工事
承継車両の多くが初期から中期型車であったことから、延命を図っている。また、JR化後に新たな用途が多数発生しており、それに合わせた改造も見られる。

#### 羽衣線向けワンマン化改造

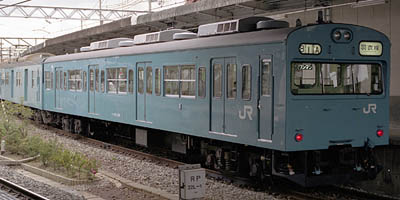
ワンマン改造車

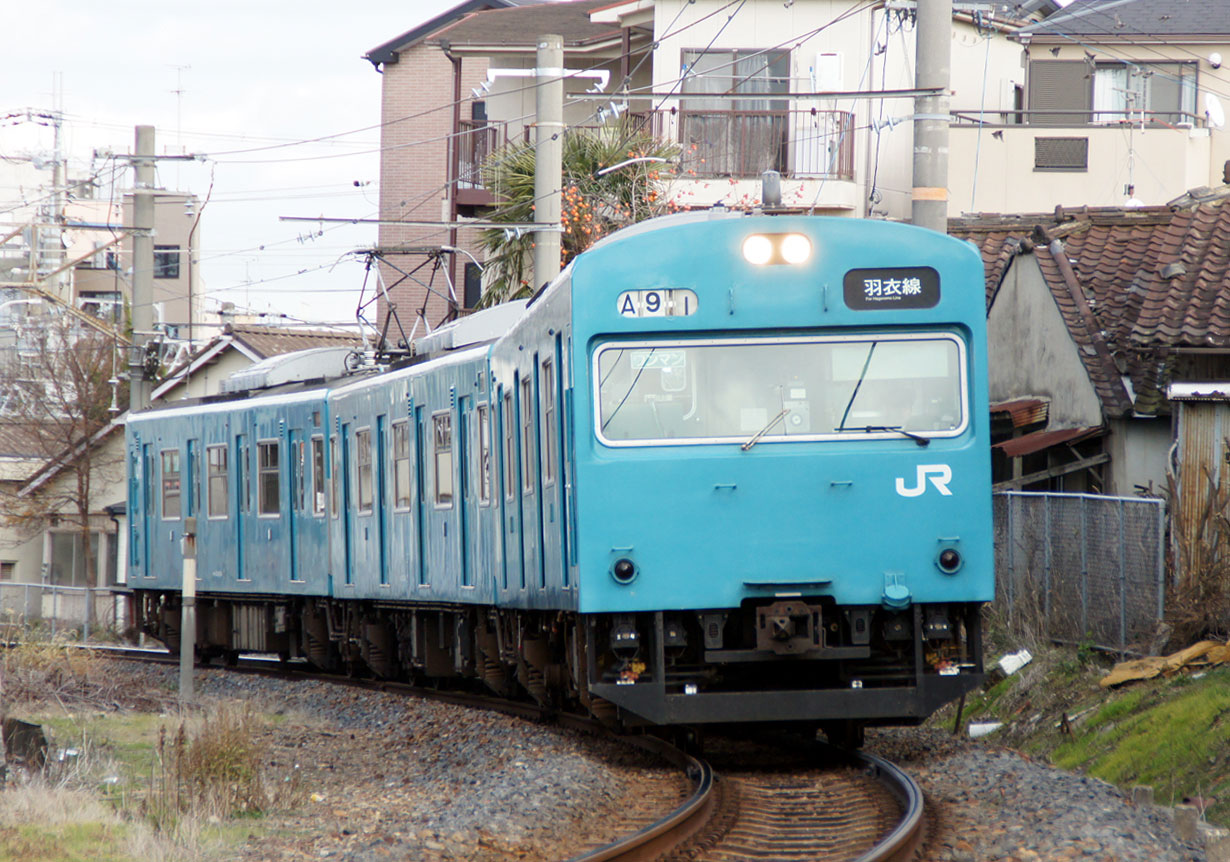
羽衣線用2500番台
画像の編成は唯一体質改善車が含まれる

阪和線の支線である羽衣線には1987年（昭和62年）にクモニ143形荷物電車改造のクモハ123-5・6が日根野電車区に投入されたが、同時にラッシュ時に3両編成で運転する際、123系の増結車としてクハ103-194が用意された。1989年（平成元年）秋からはワンマン運転を行うことになり、車外に外部スピーカー等が設置されるなどのワンマン化改造が施工された。
改造の対象はクハ103-194・クモハ123形2両で、および予備車としてクモハ103-77 + モハ102-186 + クハ103-545の3両でも施工されている。なお、クハ103-194および予備車3両は1990 - 91年にWAU102形による冷房化改造と延命N工事が施工された。車内で運賃収受を行わないタイプのワンマン運転であり、同様のワンマン運転はJR九州の筑肥線、JR西日本の103系では呉線でも行われた。車内に運賃箱を設置した車内収受タイプは播但線や加古川線でも行われている。
1995年の阪神・淡路大震災の後、クハ103-194はJR神戸線の応援編成として貸し出され、代替として大阪環状線で使用されたサハ103-758に朱色のままワンマン化改造を施工し、クモハ123形2両で挟んだ3両編成で運用された。応援運用を終えたクハ103-194は、事故廃車となったクハ103-839の補充として福知山線に転出し、塗装もカナリア色に変更されたが、前面行先表示器が手動であるなど異端な存在であったことから、1997年9月1日に、播但線用3500番台への運転台部品供出のために廃車された。
1995年（平成7年）、クモハ123形2両はクモハ84形置き換えのため岡山電車区に転出し、交代でワンマン化改造を施工した103系3両編成（クモハ103-23 + モハ102-105 + クハ103-26）が投入された。2007年（平成19年）には2編成（クモハ103-2503 + モハ102-396 + クハ103-162・クモハ103-2504 + モハ102-451 + クハ103-192）にワンマン化改造が施工され、1989年と1995年にワンマン化改造された2編成は廃車となった。

#### WAU102形による冷房化

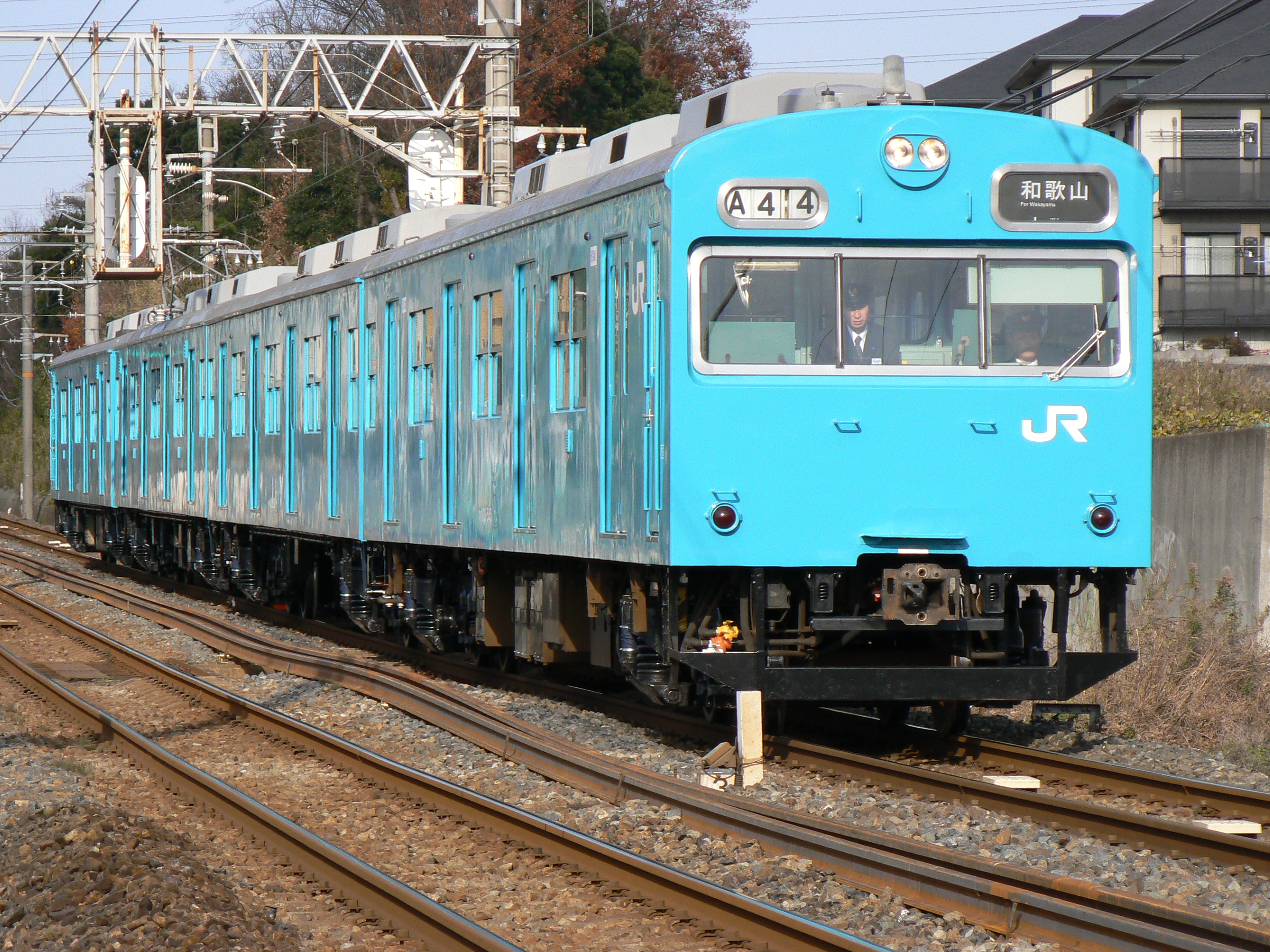
WAU102形搭載車

JR西日本の冷房改造は、当初は国鉄時代を踏襲したAU75形集中式冷房装置によって行われていたが、1988年（昭和63年）より改造に必要な費用の削減と早期の改造進展のため、WAU102形分散式を1両あたり3基搭載する方法に改められた。
冷房電源は1編成あたりクハ103形1両（大阪環状線用8両編成のみ両端のクハ103形2両）に冷房用静止形インバータ (SIV) 搭載で対応している。WAU102形は製造会社による形状の違いも認められており、東芝製と三菱電機製では外部ルーバー形状などに差異がある。性能には大差はないため、混載する車両も存在する。
WAU102形搭載車は同社エリアに広く配置されていたが、AU75形に比べて冷房能力が不足することから、優先的に廃車が進められた。2007年7月、日根野区に配置されていた羽衣線予備編成の廃車をもって近畿圏からは消滅し227系投入により最後まで残った広島圏の車両も廃車となった。廃車発生品のWAU102形や電源用SIVは105系の体質改善工事の際に一部が再利用された。

#### ATS-P形導入に伴うブレーキ弁改造・交換
ATS-P搭載に付随して、ブレーキ弁の改修が施工された。電源投入方式がJR東日本と異なるため非常抜取対応のME48形は導入せず、従来からのME40形に電気接点部分改造施工で対応。その後117系などに採用されたME49系への交換が開始された。

#### 座席モケット交換
イメージアップの一環として、201・203・205系と同様の、座席モケットが茶系統で3-1-3の区分入仕様に交換したが、その後、緑色などの試験を経て近年ではシーマンブルー（わずかに紫がかった青）1色に再交換されつつある。優先座席も青地にピクトグラムの入ったものに交換されている。福知山線脱線事故によりJR東日本から転入した8両のうち、広島運転所に投入されたクハ103形は2廃車までJR東日本仕様のままであった。

#### 腐食対策
延命の一環として、腐食の原因を取り除く改造がされた。
窓閉塞
雨水の浸入を防ぎ車体腐食の遅延化ならびに窓清掃の簡略化から、1990年より戸袋窓の、1997年からは妻面窓の閉鎖工事を施工した。森ノ宮所属車は2003年、奈良所属車は2004年、日根野所属車は2008年までに全車完了し、2020年4月現在で戸袋窓残存車は存在していない。妻面窓については閉鎖ではなく、オリジナルの2段開閉式から1枚固定ガラスへの交換車も存在している。
車体接合方法の変更
201系量産車と同等の車体を持つ1500番台以外の車両は、従来どおり台枠下面辺りまでスポット溶接で外板を貼り付けて構体を製造していた。そのため、毛管現象で下から雨水が滲み上がって台枠と外板をひどく腐食させる原因となっていた。
腐食した鋼板をステンレスなど腐食しない素材に変えるのみならず、接合点を台枠上面近くに変更（外板の縦寸も変更し、接合点以下には貼らない）、溶接もスポット溶接から連続溶接に改め、内側からはシール材を充填した。台枠幅など以外は201系量産車とほぼ同じ構造となった（台枠が露出する関係でわずかに発生する段差は、パテで均すことで肉眼ではほぼ見分けがつかない）。主に体質改善工事で実施。
扉交換
腐食防止のために側扉および貫通扉が鋼鉄製からステンレス製に交換している。新扉は車両によって窓の支持方法が異なるほか、貫通扉はオリジナルより窓下方が長いものであり、ほぼ全車が施工した。扉に化粧板と同色のシールが貼られた車両も存在するが、側扉への施工はごく少数に限られ金属地むき出しが多数である。
前面金属板設置
窓支持用Hゴムの保護と運転台への風雨浸入防止のため、先頭車の前面ガラス・運行番号表示器・行先表示器の縁部分が金属板で覆う施策である。

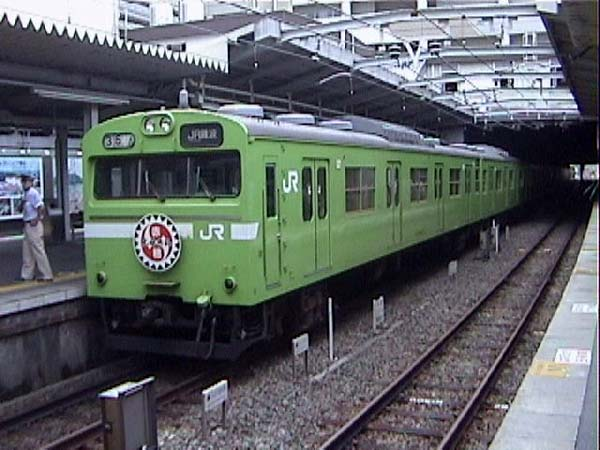
クハ103形高運転台 戸袋窓閉塞施工車
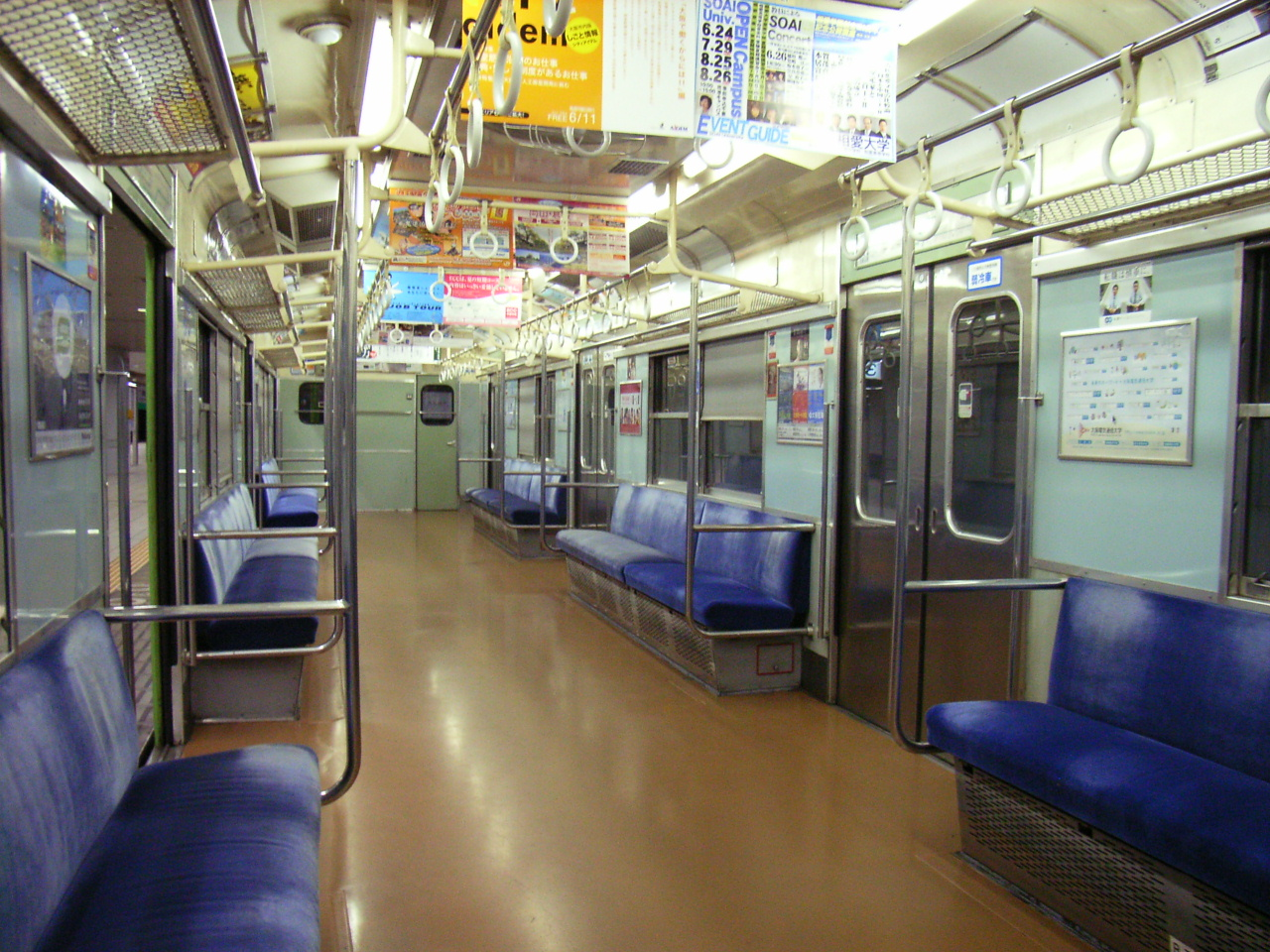
窓閉鎖車車内
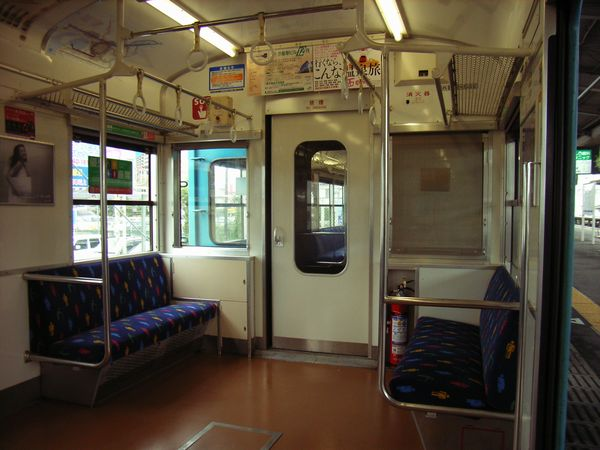
延命N40車 固定式妻窓（左側） 新貫通扉
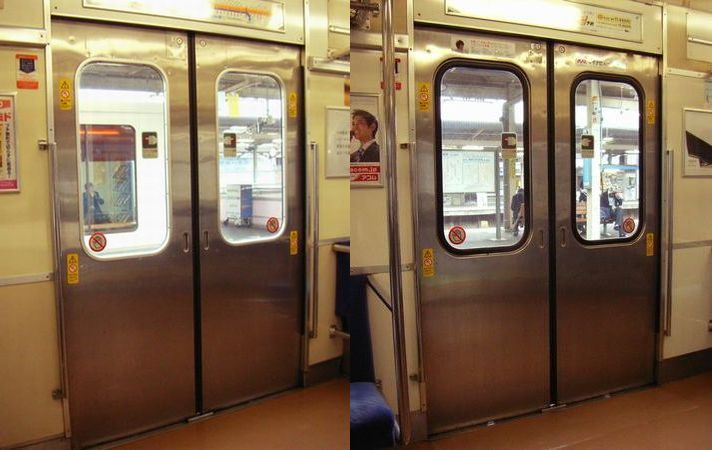
ステンレス製扉 金属枠支持（左） Hゴム支持（右）
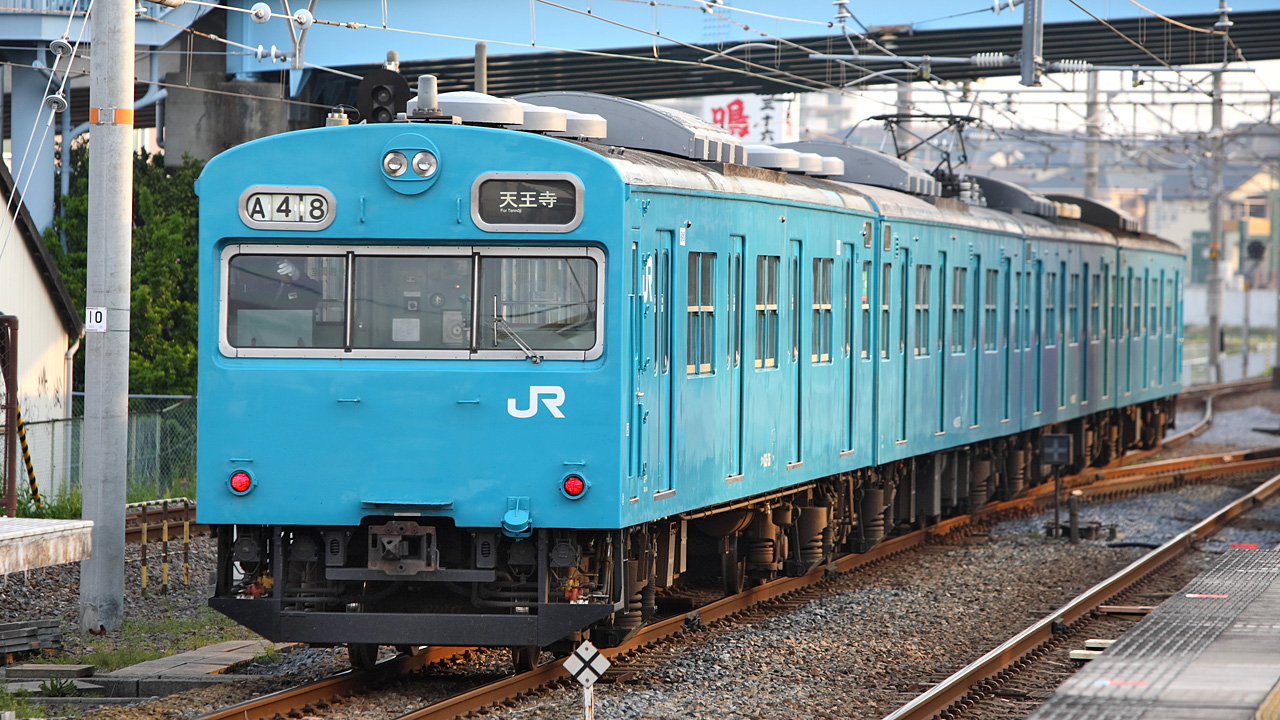
クハ103形0番台 前面窓ステンレス 側扉窓アルミ押さえ支持車
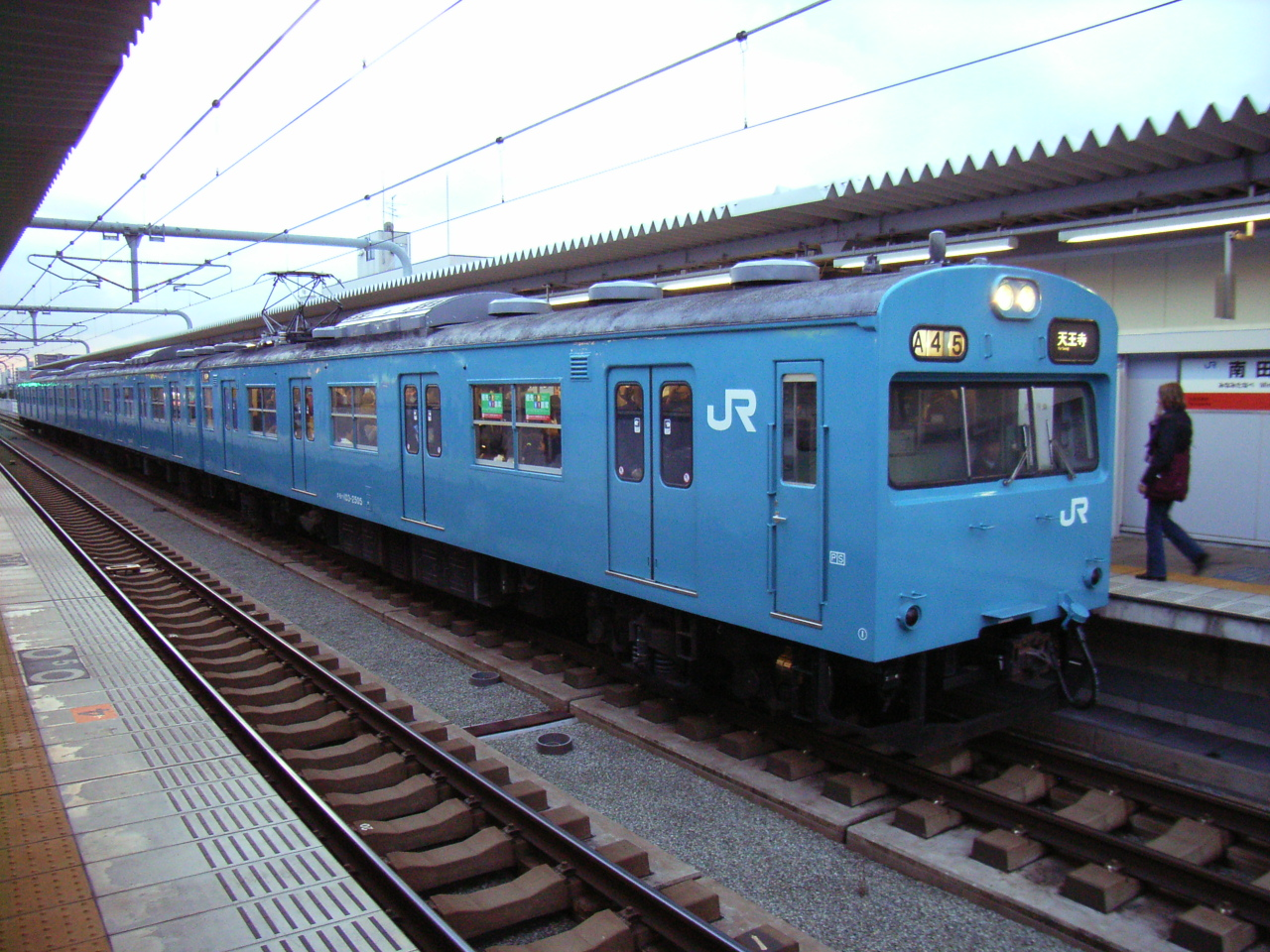
クモハ103形2500番台 前面窓・側扉窓Hゴム支持車

#### スカート設置
201系などとともに、衝撃への耐久性を高める目的でスカート（排障器）が設置され、全先頭車に施工された。

#### 下関・広島地区転用改造

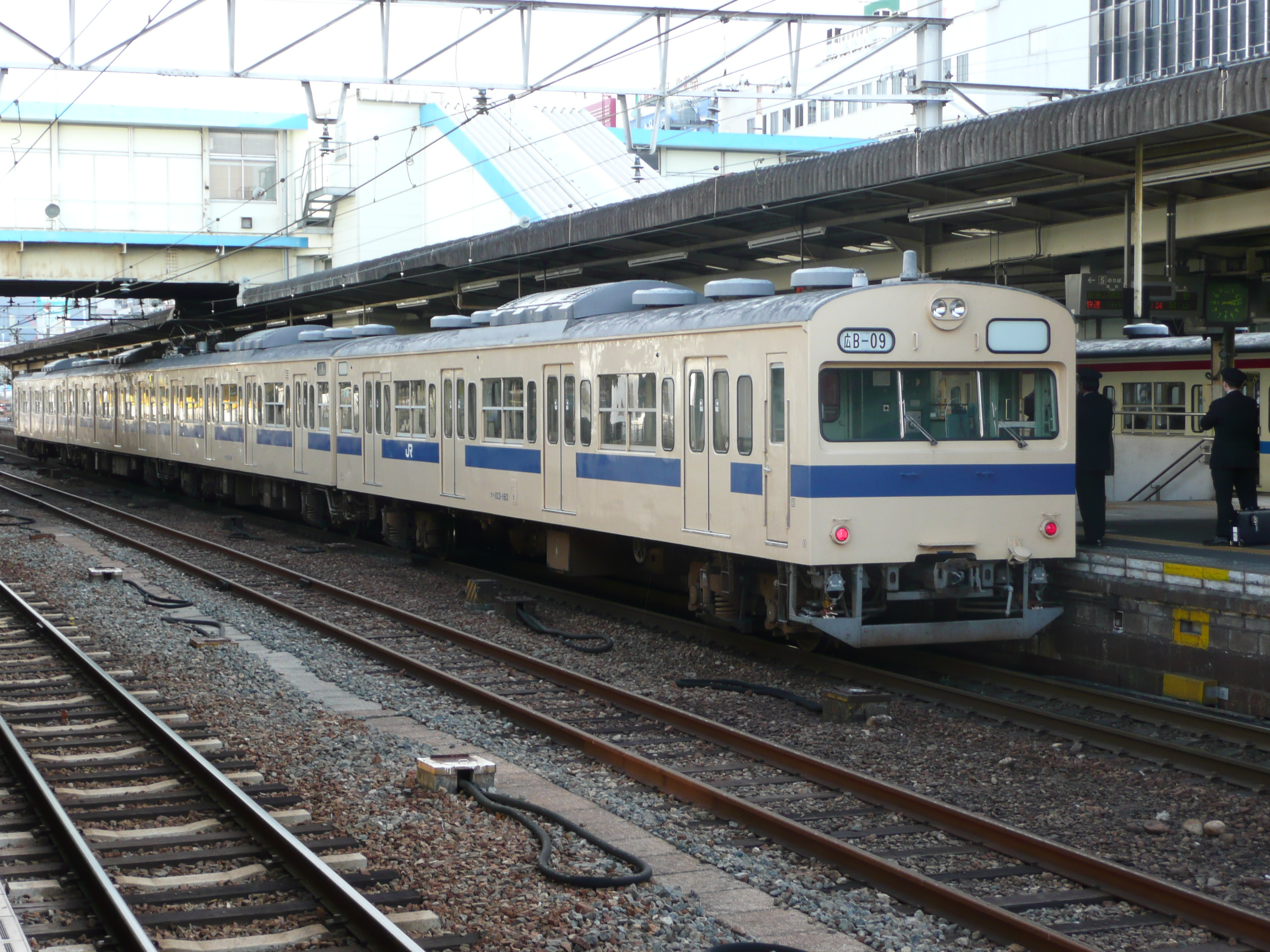
広島地区向け改造車

下関運転所（現在の下関総合車両所運用検修センター）の115系非冷房車置換えのため、1992年の片町線への207系投入で余剰となった103系が山陽本線下関地区に投入されることになった。転入対応改造は吹田工場・鷹取工場で施工された。塗装はクリーム1号に青20号の帯が入る瀬戸内色となった。1993年に広島運転所に転属した。
当時の下関地区では行先表示に方向幕を使用せず行先表示板（サボ）を使用していたため、各車両の車体側面にサボ受けが設置された。サボが設置されていた場所にあった弱冷車表記受け等は、扉の左側に移設されている。後に方向幕の使用が開始されたが、前面方向幕は未使用であり、運行表示器には編成番号が掲出されていた。サボ受けは方向幕使用開始後も残され、関西地区に再転属した編成でも未撤去であった。保安装置はATS-S・列車無線が搭載された。

#### 和田岬線転用改造

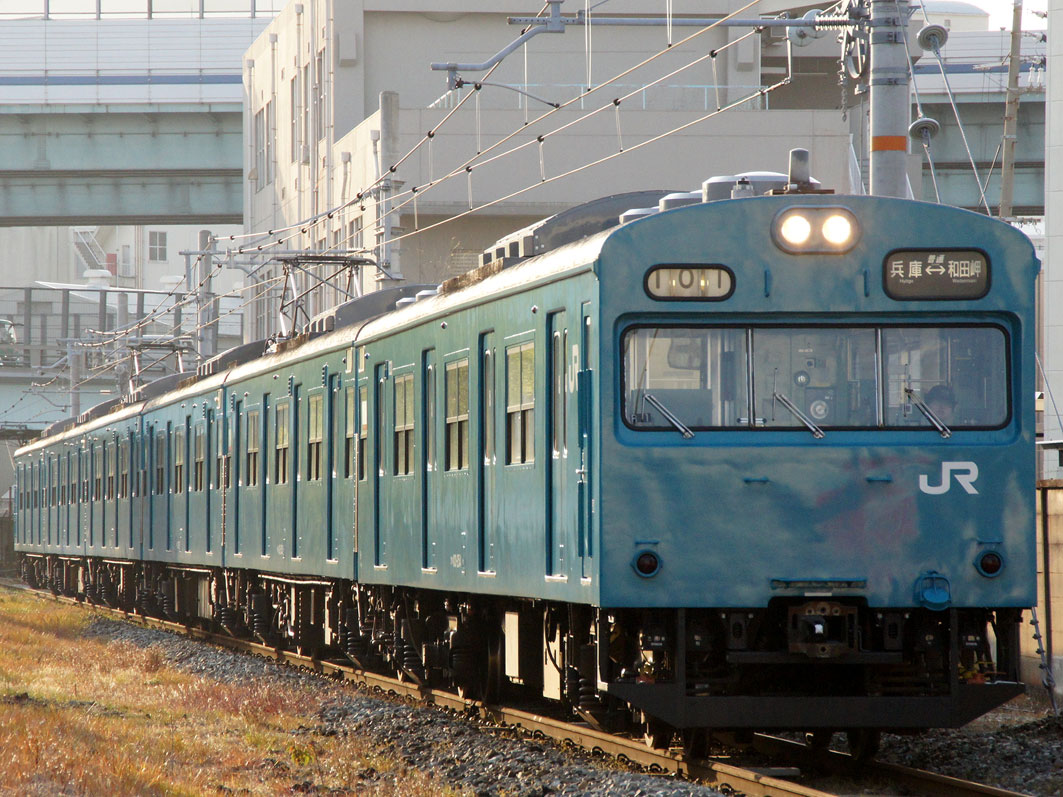
和田岬線向け改造車

2001年7月1日の和田岬線電化に伴い、6両編成1本が網干総合車両所明石支所に配置された。森ノ宮電車区の第8編成を6両編成に短縮し、2001年6月21日付で明石へ転入、編成はR1編成となった。
転属前の塗装はオレンジ（朱色1号）であったが、2001年6月20日付でスカイブルー（青22号）に変更した。全車両が延命N40工事施工車である。
日中は乗務員訓練にも使用されるため、運転台のワイパーが2本増設され計3本となった。乗務員室と客室間の仕切り窓は、金属支持の角型となっている。
| クハ103 -247 | モハ103 -389 | モハ102 -545 | モハ103 -397 | モハ102 -553 | クハ103 -254 |

### JR九州の改造工事

#### 筑肥線向けワンマン化改造

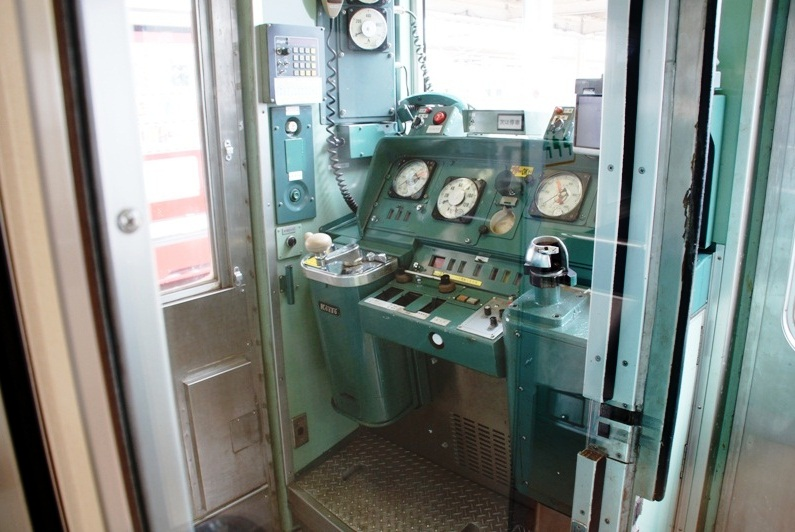
ワンマン用ドアスイッチおよびモニターが追加されている

2000年3月11日ダイヤ改正から西唐津 - 筑前前原間で車内で運賃を収受しないワンマン運転を開始した。ワンマン運転に対応するための改造工事を1999年末から2000年3月にかけて小倉工場で実施した。施工内容は車外スピーカーの追設・ドア開閉時に駅ホーム設置のカメラ映像を確認可能な安全確認用液晶モニターを設置している。

#### 筑肥線向けトイレ設置改造
2002年度下期より本系列としては初となるトイレの設置が行われ、全編成の唐津向き先頭車（クハ103形奇数番号車またはクモハ103形）の車端部の海側に身体障害者対応の大型洋式トイレが設置された。これに際し、トイレ設置部分の側窓・妻窓が埋め込まれ、車椅子スペースとした側窓を1/4程度に縮小された。この改造によりJR九州の電車編成でのトイレ設置率は100 %を達成している。

### その他の改造
AU720形冷房装置搭載
松戸電車区所属車を中心にクーラーを209系と同タイプのAU720形に交換した。効果の程は不明だが、一般車と区別なく廃車された。JR西日本でも日根野電車区所属車に同様の工事を施工した車両が存在する（WAU709形）。

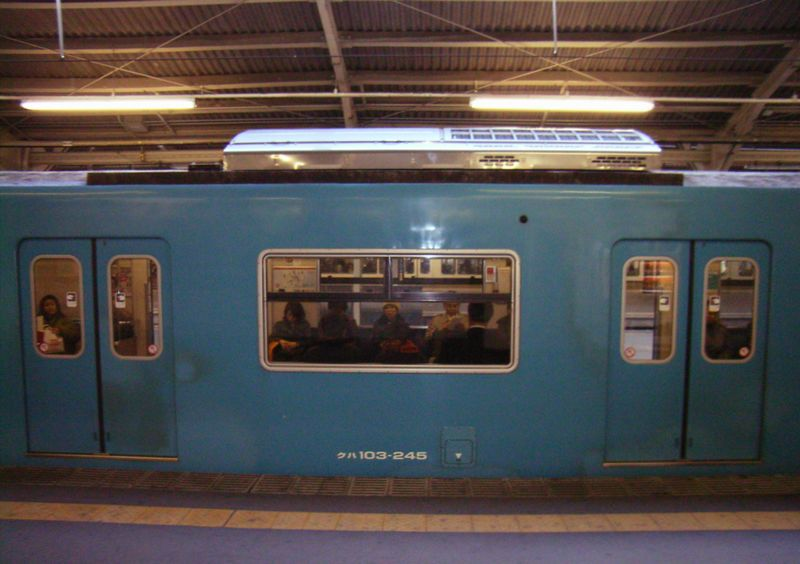
WAU709形搭載車 AU75形より小型のためランボード長と不一致
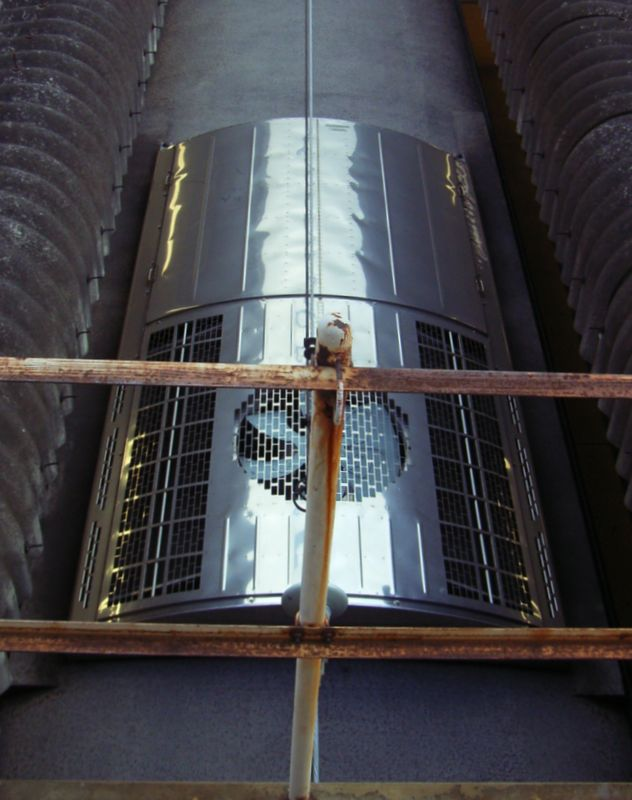
WAU709形上部

## 性能・運用面での比較・評価など
103系は様々な線区で使用されたことにより、駅間距離が長く高速運転を行う常磐快速線や京阪神緩行線、中央線特別快速の例のように線区特性などに合致しないケースなども多く見られた。経営判断としての投入なのであるが、それ自体に疑問を投げかけられた。故障などの頻度を他形式と比べた場合、103系は他形式より件数が多くなることに留意する必要はある。なお、原因を解明したとしても、それが展開されずに他線区でも同様な問題点が発生する。

### 投入線区の拡大

#### 駅間距離の長い線区への進出
国鉄の新製通勤形電車は、特殊用途の301系を除き全て103系で賄われることになったため、増備が進むと次第に本来の投入予定線区とは性格を異にする路線にも投入されるようになっていった。1962年（昭和37年）の新形通勤電車の投入候補線区には比較的駅間の長い常磐線（平均速度52.8 km/h）と京阪神緩行線（同56.7 km/h）も含まれていたが、本系列の仕様決定は、これらの路線を除いた対象4線区での平均駅間距離（1.34 km）や平均速度が参考にされた。比較的駅間距離が長い路線向けにはMT46A形主電動機の界磁を40 %からさらに弱めた35 %にするなどの措置が必要であり、MT55形が35 %まで界磁を弱めているのはこれに対応するためでもある。
当時の多くの路線の最高速度は95 km/hであり、80 km/hを超える高速域では101系より加速力が高いため大きな問題にはなっていない。しかし、快速列車から逃げ切るために高加速かつ最高速度の高い通勤電車を求めていた大阪鉄道管理局には、1964年（昭和39年）に京阪神緩行線を新性能化する際に、新形式を必要とするのか検討させている。大阪鉄道管理局では当時の線路使用方法（快速と緩行の内側線のみの集中）が改善されるなら、新形式ではなく既存形式（101系や本系列）でも使えるとの認識を示した（詳細は京阪神緩行線#新形通勤電車構想を参照）。
35 %まで界磁を弱めて高速特性を高めたが、定格速度は30 km/h台であることから、平均駅間距離が2 km台の京浜東北線に1965年（昭和40年）に投入する際には、以下の案も検討された。
- ノッチオフの速度が上がったことから、本系列の歯車比を1:5.6にする。
- MT54形主電動機により中速以上の特性を高めた通勤電車の可能性を模索。

しかし、いずれも本系列に比べて電力消費量が増加することのデメリットが大きく、高速運転区間も経済性が高く、高速タイプにする必要はないとの結論を得た。これらの調査結果を受け、1967年（昭和42年）末から常磐線に本系列が投入される際には、ブレーキ初速と使用頻度が高くなることもあり、新規開発されたメンテナンスフリーのディスクブレーキ付きTR212形付随台車を採用した。
京阪神緩行線への投入から3年後の1972年（昭和47年）3月15日のダイヤ改正後のスピードアップでは、ブレーキ初速が90 km/h台になると電気ブレーキを使用した際に主電動機に過電圧がかかることから、保護回路が頻繁に作動し、電気ブレーキが作動せずに故障と紛らわしいと苦情が多発。保護回路が作動する際に衝動が大きく、乗り心地にも影響を与えることなどが判明した。設計上95 km/h程度までは過電圧が発生しないため、101系に取り付けられていた減圧継電器を省略していたことも原因の1つではあるが、本来の性能に近づけるため一部の回路を改良し、1972年度中に過電圧を防止する対策が施工された。
JR西日本では1991年度からJR東西線の開業を見越し、乗り入れ予定の片町線では地下線対応の207系に置き換えを始めた。捻出された103系は100両を超えそのほとんどが冷房車であったことから、関西本線・阪和線の非冷房車置き換えに転用されたが一部は山陽本線下関運転所に冷房化率改善のため転出。103系は過去にも通勤区間で駅間の長い路線に投入されたことはあっても、近郊形電車の運用区間に直接転用されたことは無かった故に、鉄道雑誌ではその使用方法について疑問が投げかけられた。特に山陽本線岩国以西は105系トイレなし編成での運用実績は有ったが103系の投入により約半年で広島運転所に転配されている。

#### ダイヤ上の問題
常磐快速線と阪和線で問題になった。これは103系単独の問題ではなく、運用上、阪和線では113系、常磐快速線では401・403・415系と並行ダイヤを組むことになったためである。加速度が高く高速性能が劣る103系と、加速度が低く高速性能に優れる近郊形電車とで同一の線路を走り並行ダイヤを組んだため、どちらの特性もスポイルした。更に常磐快速線では485系（後に651系も加わる）、阪和線では381系特急もそのダイヤの中に入りこんだため、ダイヤカット（列車の運転間隔の短縮）に苦労することになる。
このため、東京鉄道管理局では1972年（昭和47年）の中央・総武緩行線分離後に首都圏の101系を常磐線に集結させ、上野～取手間の快速電車と取手以北へ行く中距離列車の加減速特性を近づけ、同時に松戸電車区の103系0番代を常磐快速線より平均駅間の狭い線区に転出させることが検討された。しかし、この計画は実現しなかった。元々、常磐線の103系は緩急分離以降4M4Tの8両編成になったため混雑が激しく、1973年3月からは編成に電動車2両を追加して10両編成に増車。結果的にMT比が上がったことで走行性能が改善された。常磐線快速電車と中距離列車の特性を揃えるという対策は、JR化後に前者をE231系、後者をE531系に置き換えることでようやく実現した。

### 主電動機の性能比較

#### 101系との主電動機比較
8両編成でMT比1:1とすることを前提として計画されたが、1968年（昭和43年）10月の山手線10両編成化の際には6M4Tとなるため、MT比が3:2となった。単純に編成出力だけを見れば101系の2,400 kWに対し本系列は2,640 kWと大きく、「10両ならば103系は不要で101系でいい」という意見も存在した。
実際の変電所負担に関わる電力消費に関しては、定格引張力が小さい101系は本系列の加速度に合わせるためには起動時の限流値を高めなければならなかった。
同様な駅間距離を持つ総武・中央緩行線の101系と本系列6M4T同士の試算では、以下のようになる。
- 運転時分を同等とした場合の限流値は本系列で415 Aに対し101系では480 Aとなる[注 44]。
- 同試算によると101系に比べ本系列の方が変電所設備や年間電力消費量を低減できるとされており、上記の編成出力だけを基準とした意見は必ずしも正確ではない。

101系のみならずMT46系主電動機を採用した形式は、主電動機の絶縁種別が低いこともあって熱容量（電動機の通電による熱に対しての耐性）が不足しており、山手線のような加速・減速を繰り返すような線区ではオール電動車にしても熱容量が足りないとの試算がすでに1960年代初頭に出ており、101系は全電動車でも問題点があるとされていた。
さらに101系は熱容量不足から応荷重装置が使えず、乗車効率が300 %にもなるラッシュ時には乗客の数に応じて運転時分が変わる。一方で、応荷重装置を使える本系列は乗客の数に関わらず起動加速度は一定に保つことができる。
そもそもMT比1:1設計をMT比3:2とすれば運転性能は上がり、1965年の京浜東北線10両編成投入の際に、長短所については検討しているが、省電力などのメリットはMT比3:2でも引き続き得られることを確認している。したがって、同じMT比3:2の6M4Tでも101系より本系列の方が加速度の高いことがわかる。

#### 国鉄電車用主電動機との比較
電気鉄道用主電動機は固定歯車比の減速機構を通して車軸を駆動する関係で、主電動機に幅広い回転数変化とくに、弱め界磁時の高速回転に耐えることが求められる。このことを数値的に表すために主電動機の高速回転能力を示す指針としては出力よりもSRP (Specific Ratio Power) を用い、電動機進歩の比較としてSSRP (Specific Speed Ratio Power)を用いることがある。ここでSRPとは許容回転数×（電動機出力÷定格回転数）（馬力HP）であり、SSRPはSRPを主電動機質量で除したものである。下記に国鉄の主な主電動機のSSRPとSRPを示す。
|                  | MT30     | MT40     | MT46A | MT54  | MT55  | MT60  | MT61  | MT63          | WMT61A（JR西日本） |
| ---------------- | -------- | -------- | ----- | ----- | ----- | ----- | ----- | ------------- | ------------------ |
| 主な形式         | モハ72形 | モハ72形 | 101系 | 113系 | 103系 | 201系 | 205系 | 207系（国鉄） | 205系1000番台      |
| 許容回転数 (rpm) | 2000     | 2000     | 4320  | 4320  | 4400  | 4850  | 4600  | 6000          | 5100               |
| 定格回転数 (rpm) | 780      | 870      | 1860  | 1630  | 1250  | 1890  | 1540  | 2200          | 1540               |
| 電動機出力 (kW)  | 128      | 142      | 100   | 120   | 110   | 150   | 120   | 150           | 120                |
| 電動機出力 (HP)  | 171.7    | 190.4    | 134.1 | 160.9 | 147.5 | 201.2 | 160.9 | 201.2         | 160.9              |
| SRP              | 440.3    | 437.7    | 355.4 | 426.4 | 479.8 | 516.3 | 480.6 | 548.7         | 532.9              |
| 電動機質量 (kg)  | 2100     | 1970     | 740   | 800   | 980   | 835   | 800   | 535           | 800                |
| SSRP             | 0.21     | 0.22     | 0.48  | 0.53  | 0.49  | 0.62  | 0.60  | 1.03          | 0.67               |

SRPの定義式は、許容回転数×（電動機出力÷定格回転数）と変形できるのでSRPはすなわち、設計安全最高速度と定格トルクの積に比例する値となる。したがって車両の設計安全最高速度と質量あたり出力を決めると、起動加速度はSRPにほぼ比例することが分かる。定格回転数が低いにもかかわらず許容回転数が高い103系のMT55は、SRPやSSRPで比較すれば、他の新性能電車向け主電動機に負けず劣らず軽量で高速回転に耐える優秀な主電動機であるのだが、「103系の高速運転時にはモーターがブンブンと回るだけ」と、高回転では103系のモーターが能力外であると勘違いさせるかのような記述も見受けられる。ただしMT55を定格速度が低い103系のセッティング（歯数比と車輪径）で使う場合、定出力領域は64 km/hで終わり、それ以上高速になると出力が落ちる。これは113系や115系（ともに歯数比は4.82〈17:82〉）の84 km/hに比べて低いばかりか、定格出力の小さい101系の67 km/hよりも低い数値であり、高速域では主電動機の持つポテンシャルを出し切れていないことになる。

### 通勤用車両の冷房化率の推移
昭和40年代前半になると家庭でもクーラーが普及し始め、通勤型電車でもクーラーの要求が増していく。そこで国鉄では103系と113系にて冷房装置の試作を昭和45年に行い、昭和48年度より103系は冷房車製造を行っていく。冷房装置付きの103系が増備されることで各線区の冷房化率が上がった。
国鉄広報部が毎年1回出している「数字でみた国鉄」では昭和49年版から通勤用車両の冷房化率が掲載されている。201系の量産が始まる昭和57年版までの冷房化率の推移を示す。一部は101系冷房改造車によるものも含まれるが、103系が昭和50年代に大量に増備された結果、通勤輸送における冷房化率が向上した。
| 東京・大阪付近の通勤用車両の冷房化率（各年7月現在） | 東京・大阪付近の通勤用車両の冷房化率（各年7月現在） | 東京・大阪付近の通勤用車両の冷房化率（各年7月現在） | 東京・大阪付近の通勤用車両の冷房化率（各年7月現在） | 東京・大阪付近の通勤用車両の冷房化率（各年7月現在） | 東京・大阪付近の通勤用車両の冷房化率（各年7月現在） | 東京・大阪付近の通勤用車両の冷房化率（各年7月現在） | 東京・大阪付近の通勤用車両の冷房化率（各年7月現在） | 東京・大阪付近の通勤用車両の冷房化率（各年7月現在） | 東京・大阪付近の通勤用車両の冷房化率（各年7月現在） | 東京・大阪付近の通勤用車両の冷房化率（各年7月現在） |
|                                                     | 1974年                                              | 1975年                                              | 1976年                                              | 1977年                                              | 1978年                                              | 1979年                                              | 1980年                                              | 1981年                                              | 1982年                                              | 備考                                                |
| --------------------------------------------------- | --------------------------------------------------- | --------------------------------------------------- | --------------------------------------------------- | --------------------------------------------------- | --------------------------------------------------- | --------------------------------------------------- | --------------------------------------------------- | --------------------------------------------------- | --------------------------------------------------- | --------------------------------------------------- |
| 中央本線                                            | 20 %                                                | 21 %                                                | 21 %                                                | 23 %                                                | 34 %                                                | 44 %                                                | 48 %                                                | 52 %                                                | 67 %                                                | 特別快速は100 %                                     |
| 山手線                                              | 31 %                                                | 31 %                                                | 39 %                                                | 41 %                                                | 54 %                                                | 66 %                                                | 72 %                                                | 74 %                                                | 76 %                                                |                                                     |
| 京浜東北線                                          | 7 %                                                 | 7 %                                                 | 18 %                                                | 52 %                                                | 64 %                                                | 64 %                                                | 65 %                                                | 66 %                                                | 68 %                                                |                                                     |
| 常磐快速                                            |                                                     |                                                     |                                                     | 13 %                                                | 23 %                                                | 38 %                                                | 48 %                                                | 52 %                                                | 56 %                                                |                                                     |
| 総武緩行                                            |                                                     |                                                     |                                                     |                                                     | 1 %                                                 | 10 %                                                | 17 %                                                | 17 %                                                | 39 %                                                |                                                     |
| 南武                                                |                                                     |                                                     |                                                     |                                                     | 3 %                                                 | 16 %                                                | 30 %                                                | 35 %                                                | 50 %                                                |                                                     |
| 横浜                                                |                                                     |                                                     |                                                     |                                                     | 17 %                                                | 31 %                                                | 44 %                                                | 48 %                                                | 59 %                                                |                                                     |
| 青梅                                                |                                                     |                                                     |                                                     |                                                     | 3 %                                                 | 5 %                                                 | 12 %                                                | 12 %                                                | 18 %                                                |                                                     |
| 武蔵野                                              |                                                     |                                                     |                                                     |                                                     |                                                     |                                                     |                                                     | 6 %                                                 | 6 %                                                 |                                                     |
| 東海道・山陽本線（緩行）                            | 20 %                                                | 27 %                                                | 42 %                                                | 43 %                                                | 44 %                                                | 47 %                                                | 51 %                                                | 54 %                                                | 56 %                                                |                                                     |
| 大阪環状線                                          | 34 %                                                | 34 %                                                | 50 %                                                | 64 %                                                | 64 %                                                | 64 %                                                | 76 %                                                | 76 %                                                | 76 %                                                |                                                     |
| 阪和線                                              | 8 %                                                 | 8 %                                                 | 16 %                                                | 23 %                                                | 32 %                                                | 42 %                                                | 61 %                                                | 63 %                                                | 69 %                                                |                                                     |
| 片町線                                              |                                                     |                                                     |                                                     |                                                     | 12 %                                                | 28 %                                                | 33 %                                                | 33 %                                                | 33 %                                                |                                                     |

### 他形式等との比較
本形式は、製造期間が20年以上に及んだため、その間の技術向上などを反映しにくく、製造後30年近く経っても大量に残っていたこともあり、陳腐化していた。オイルショック以後の省エネという観点において回生ブレーキを装備していなかったことの指摘もある上、JR東日本が製造した209系通勤形電車の車内に103系電車との消費電力量比較が掲示されたことと相まって、浪エネと表現した記事も見られるようになる。鋼製車体で回生ブレーキを装備しない本形式が過去にどのような比較等をなされているかを示す。

#### 旧形国電や101系との電力消費量率の比較（1966年頃）
103系が経済性が高いと言われた所以は、単にMT比1:1による運転が出来て車両費などが安いという点だけでなく、高い加速度と高い減速度によって同時代の他の抵抗制御車よりも消費電力量が少なく、経済運転が可能な点に依るところが大であった。設計当時は後者のメリットを語る記述が多かったが、1980年代以降に回生ブレーキ車が一般化し、さらに軽量ステンレスやアルミ車などが標準になってからは「103系は他系列より消費電力において経済的」というロジックは完全に過去のものとなっている。
下表は103系が量産され始めた当時に試算された他形式との比較表であり、103系が他形式よりも有利であることがわかる。電力消費率は、1 kmまたは1000 t・kmあたりの消費電力量だが、ここでは1000 t・kmを用いている。また、消費電力量は運転時分を長くするとそれだけ減る傾向にあるが、103系の消費電力量、消費電力量率は他の形式に比べて運転時分が短い状態での数値である。同じ運転時分ベースで考えるとさらに103系の消費電力量等は下がる。
| 線名       | 車種  | 編成と限流値 | 運転時分 | 電力消費率          | 比率 | 備考                                             |
| ---------- | ----- | ------------ | -------- | ------------------- | ---- | ------------------------------------------------ |
| 山手線     | 旧形  | 5M3T 210 A   | 53分40秒 | 58.3 kWh/1000 t・km | 100  |                                                  |
| 山手線     | 101系 | 6M2T 300 A   | 53分20秒 | 52.5 kWh/1000 t・km | 90   |                                                  |
| 山手線     | 101系 | 6M2T 480 A   | 48分40秒 | 55.4 kWh/1000 t・km | 95   | 参考値。実際にこの限流値で運転されたことはない   |
| 山手線     | 103系 | 4M4T 415 A   | 50分00秒 | 48.6 kWh/1000 t・km | 83   |                                                  |
| 京浜東北線 | 旧形  | 6M4T 210 A   | 79分20秒 | 47.7 kWh/1000 t・km | 100  | 参考値。京浜東北線で旧形の10連は運転されていない |
| 京浜東北線 | 旧形  | 5M3T 210 A   | 78分50秒 | 47.9 kWh/1000 t・km | 101  |                                                  |
| 京浜東北線 | 101系 | 6M4T 480 A   | 73分20秒 | 46.0 kWh/1000 t・km | 97   | 参考値。実際にこの限流値で運転されたことはない   |
| 京浜東北線 | 103系 | 6M4T 415 A   | 72分40秒 | 44.0 kWh/1000 t・km | 92   |                                                  |

#### 113系やMT54の歯車比1:5.60車との比較（1975年頃）
同一駅間における運転時分は、起動加速度を高くとり低い速度で惰行に移る方が省エネになる。このように103系は駅間距離が長くても到着時分は113系などと遜色なく、消費電力量も少ない。車両の最高速度が高いからといって、必ずしも目的地への到達時間が短くなるわけではない。
下表は113系と101系の主電動機をMT54にした架空形式、そして103系の3種類の形式を2M2T・300 %乗車、回復余力10 %という条件で1 km - 5 kmの駅間距離の運転時分と消費電力量を計算したものだが、113系は限流値が低く起動加速度が低いため、省エネ率なども低くなっている。
|        | 1 km           | 2 km           | 3 km           | 4 km           | 5 km           | 備考                                    |
| ------ | -------------- | -------------- | -------------- | -------------- | -------------- | --------------------------------------- |
| 113系  | 12.5 kWh 106秒 | 19.0 kWh 154秒 | 24.4 kWh 199秒 | 29.2 kWh 244秒 | 33.3 kWh 289秒 |                                         |
| 101'系 | 11.1 kWh 101秒 | 18.0 kWh 151秒 | 23.2 kWh 197秒 | 27.0 kWh 240秒 | 31.7 kwh 284秒 | 101系の主電動機をMT54に換装した架空形式 |
| 103系  | 10.2 kWh 96秒  | 16.5 kWh 148秒 | 21.4 kWh 196秒 | 26.2 kWh 242秒 | 31.9 kWh 285秒 |                                         |

#### 営団6000系や301系などアルミ車との比較（1975年頃）
鉄道車両の電力消費量は、編成重量に比例する。つまり車体が軽量であるほど、電力消費量は低くなるため、昭和30年代中頃よりステンレスやアルミによる車両軽量化が始まった。国鉄では、ステンレス車は試作車両のみに終わるが、営団地下鉄5号線（現、東京メトロ東西線）乗り入れ用として、昭和41年にアルミ車体の301系が103系をベースにして設計されている。しかし、アルミ車体は製造費が高いこともあって301系の製造は56両で終わり、その後は地下乗り入れ用の車両も103系が製造された。営団地下鉄9号線（現、東京メトロ千代田線）では営団側がアルミ車体回生ブレーキ付きの6000系を使用していたのに対し、国鉄側が回生ブレーキを持たず、電動車比率の高い103系であり、営団側からも早期のチョッパ制御など省エネ車の導入を要請されていた。一時は費用が掛かるため断念したが、1973年（昭和48年）末のオイルショック以後、省エネが社会問題となっていた事から、アルミ車体にした場合の効果を再考し、山手線などの冷房付き103系10両編成をアルミ車にした場合で各車両に10 t荷重がかかった状態（満車は20 tで査定される）では消費電力量が11 %削減できると予測している。また、営団千代田線でも我孫子 - 代々木公園間で乗車率50 %で実測したのが下表で、車体の軽量化と回生ブレーキを有する事で営団6000系は103系に比べて消費電力量が40 %少ない結果となった。
|                     | 103系1000番台 | 営団6000系 |
| ------------------- | ------------- | ---------- |
| 編成                | 8M2T          | 6M4T       |
| 編成重量            | 358 t         | 288 t      |
| 力行電力 (kWh/km)   | 25.0          | 20.1       |
| 回生電力 (kWh/km)   | 0             | -5.3       |
| 消費電力量 (kWh/km) | 25.0          | 14.8       |
| 比率                | 100           | 60         |

#### 旧形国電や101系との比較（1981年頃）
経済運転は、動力費が原価の部分であると考えるなら企業内で取り上げられて当然であり、各鉄道会社でも古くは蒸気機関車の石炭消費量の節約方法など活発に行われた。103系のような通勤電車の場合も同様に経済運転の手法が確立されており、通勤電車のように起動・停止が反復するものに関しては、定格速度を低く取る事で起動抵抗を早く抜け抵抗ロスを少なくし、高速域は界磁を弱めて対応することが得策である。一定駅間を同一時分で運転する場合は、加速度を高くとり惰行時間を多く取ればブレーキ初速が遅くなりブレーキによるエネルギー損失を防げ、加速度を大きく取ると103系のような直流直巻電動機を用いる場合、定格速度が低くなるが、逆に起動時の抵抗ロスを減らす効果がある。抵抗損失は抵抗の抜ける速度の二乗に比例して増大するため、101系や旧型国電に対して抵抗を抜ける速度が約30 km/hと低い103系は、これらの形式に比べて格段に抵抗損失が少なくなっている。結果として、103系を用いることで首都圏などの通勤線区では10 %程度省エネとなっている。

#### 駅間が長く高速運転できる形式との比較（1985年頃）
103系電車が阪和線や東海道・山陽緩行線などに投入されると、駅間距離が長い路線では、一般に最高速度やブレーキ初速が高い運転がされているため、投入当初は苦情も多かった。しかし、原因の追及などによりそれらの不満は解消されることになるが、このことが恒久的な問題点だと記事にしたケースなどもあり、駅間が長く高速運転をする線区では103系は適さないと思われるようになった。
しかし車両設計事務所の川添雄司は「103系は駅間の長い路線や最高速度が高い路線など別形式が有利に見える路線でも、データを見ると103系に有利な数字が出るとしている。東海道本線・山陽本線などでは、3ドアの113系を4ドアにしたような車両でよいかもしれないが、比較すると103系の方が消費電力量が少ない。103系は駅間の短いところから長いところまで使える上に、価格も安い」と述べている。このことは前述の113系等との1 km - 5 kmの運転時分や消費電力量の比較などを見ても明らかである。

#### 山手線205系との比較（1986年頃）
1985年9月から1986年9月まで山手線の103系と205系それぞれ1編成に積算電力計を設置し、実車による消費電力量調査を行っている。力行時の効果は205系が軽量ステンレス車体やボルスタレス台車などの採用で編成あたり65トン軽いという要素があり、補機については103系が主抵抗器の強制冷却用ブロアモーターがあること、冷房装置が205系の省エネタイプのAU75Gに比べて古いタイプであることなどによる差も含んだデータとなっている。回生率などのデータはその路線での運転方法と綿密な関連があるので、このデータはあくまでも山手線のものである。
|            | 103系電車 | 205系電車 | 差    | 備考 |
| ---------- | --------- | --------- | ----- | ---- |
| 力行       | 23.14     | 19.85     | 3.29  |      |
| 回生       | 0         | -4.55     | 4.55  |      |
| 補機       | 7.92      | 4.49      | 3.43  | MG等 |
| 消費電力量 | 31.02     | 19.79     | 11.26 |      |

#### 京浜東北線205系・209系との比較（1993年頃）

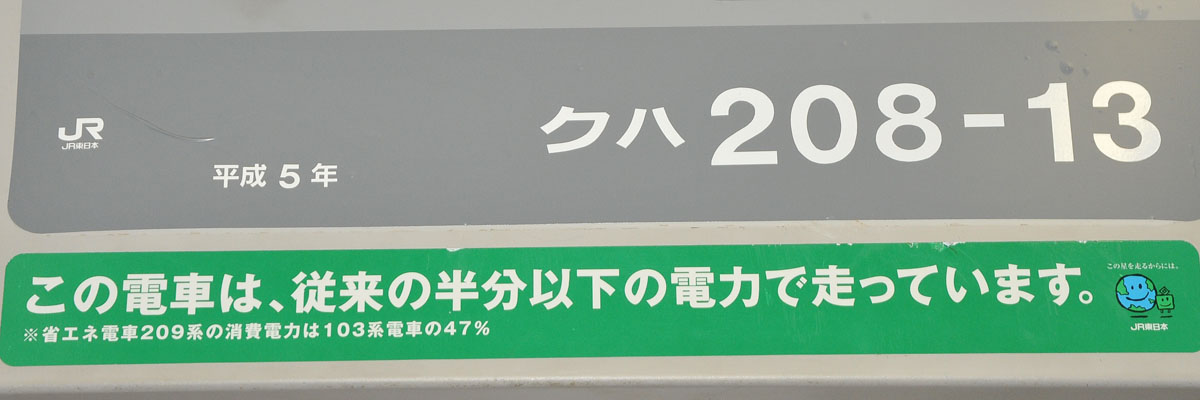
209系の車内に貼り付けられていたステッカー。

京浜東北線に209系が配置されると、実際の消費電力量を車両サイドで調査している。この結果を受けて、209系には「この電車は、従来の半分以下の電力で走っています」のステッカーが貼られた。山手線205系での比較にあるように、103系は消費電力量の大きな冷房装置などを使っていることや抵抗器を強制冷却していることなどから、これらを含めると差はさらに広がる。
|            | 103系電車 | 205系電車 | 209系電車 | 備考           |
| ---------- | --------- | --------- | --------- | -------------- |
| 力行       | 18.12     | 16.16     | 12.97     |                |
| 回生       | 0         | -4.19     | -4.38     |                |
| 補機       | -         | -         | -         | 考慮していない |
| 消費電力量 | 18.12     | 11.97     | 8.58      |                |
| 比率       | 100       | 66        | 47        |                |

### 大量生産の弊害
103系は長期間にわたり大量に製造されたことから、試作後20年を経過した1980年代後半より、アコモデーション面での見劣り、オイルショック以後の省エネ施策の未対応、スピードアップ要求に対応出来ないほか、乗り心地面など様々な面が指摘されるようになる。103系と同時期に設計された国鉄車両も同様な問題点があったが、例えば101系が南武支線の6両を除いて1992年までには置きかえられた反面、103系は最終増備車が1984年（昭和59年）製であることから、21世紀に入っても大量に残った。初期に製造された車両を少両数しか承継せず、比較的早い時期に近郊形電車で置き換えが可能だったJR東海は別にして、103系と同時期に製造され続け、103系同様に陳腐化した113系や115系電車を大量に抱えるJR東日本やJR西日本では置き換えのペースが遅く、新製車両との格差が広がる結果となった。
通常の大量生産される輸送機器では同一の製品を20年以上もそのまま作り続けることは、日本では例がない。例えばスーパーカブのように基本設計の完成度が高く、登場時点で既に21世紀の製品にも劣らない信頼性を有していたものであっても、オイルショック以降の環境・安全面での要請の高まりに対応して大幅な改良が加えられた。しかし、103系電車は試作車落成後20年以上も製造が続けられ、目立った改良は1974年以降の生産分の先頭車両がATCに対応した高運転台タイプに改められた程度で、1980年代に205系が登場するまで新世代の通勤車両は103系を置き換えなかった。これらは下記のような理由によるものである。

#### 標準化による技術の停滞
国鉄では1960年（昭和35年）頃から日本国有鉄道規格、いわゆるJRS (Japanese National Railways Standards) が整備されはじめる。標準化の効果は費用が低減すること、品質が安定すること、作業能率が上がること、安全性が高まることなどメリットが多く、大量の資材調達を行う国鉄が導入することは当然のことであった。標準化による技術の阻害については、標準品を継続して使いつつ技術の進歩を蓄積し、一定のタイミングでモデルチェンジを行うことで技術開発との調和ができると考えられていたが、結果的には単純化の考えにより特定メーカーごとの特徴が出にくくなったこと、特定会社に有利にならないように配慮したことが逆にメーカーの競争力を奪ったことなど、技術革新テンポに合致せず技術の停滞を招く原因にもなり、JR化後に廃止された。

#### 国鉄の財政赤字
車両を軽量化すれば維持費用が下がるほか、加速力が質量と関係があることから、加速性能や高速性能のアップが見込める。1960年代に入るとアルミやステンレス車体の試作車を製造し始め、国鉄でも関門トンネル用や営業車ではサロ153形やキハ35形などでステンレスを用いた車両を製造していたが、地下鉄東西線への乗り入れ用として1966年（昭和41年）に全アルミ車体の301系を完成させる。301系では1両あたり5 t近い車体軽量化が図られたほか、台車を空気ばね付きとして乗り心地を改善している。
アルミ車体の採用によって103系と同一走行システムを維持しつつ走行性能の問題点を解決できたが、素材の価格が鋼板の6倍から7倍するアルミを用いた車両を大量に製造することは国鉄には難しく、1971年（昭和46年）の西船橋延長用の増備車は低コストな普通鋼車体・金属ばねの103系1200番台になった。これはアルミ車体軽量化で顕著な効果があったと認めながらも、財政事情が悪い国鉄では同じ予算で1両でも多くの車両を製造したいという考えがあり、財政赤字が車両の改善をも影響を及ぼしていることがわかる。長期量産による初期製造コストの低さ（短期的費用の安さ。代わりに長期的には在来車同様のメンテナンスや重更新の必要性が発生する）と、「いくつかの欠点を度外視すれば、大方の用途において当面の必要性能を充足しうる」という103系の特性は、それが旧弊化・陳腐化していることが明白であっても、なお財政赤字の国鉄に増備を続行させる動機となったのである。

#### チョッパ制御車の開発遅れ
|              | 山手   | 京浜東北 | 中央   |
| ------------ | ------ | -------- | ------ |
| 力行時の節減 | 4.4 %  | 3.0 %    | 0.6 %  |
| 回生時の節減 | 22.9 % | 23.4 %   | 21.3 % |

営団地下鉄が1965年（昭和40年）に銀座線の2000形を使用して国内初のチョッパ試験を行い結果的に6000系電車として量産を開始した。国鉄でも1967年（昭和42年）3月に101系電車を改造して力行チョッパ試験を行ったのち1969年（昭和44年）11月には装置を一新し回生ブレーキも含めたテストを行った。しかし、回生ブレーキの結果に難があり、翌1970年（昭和45年）11月にも現車試験を行ったが、回生ブレーキ時の界磁電流制御が今後の課題とされた。力行制御としては既に合格の域に達していたが、抵抗を低い速度で抜ける103系電車との比較では、重い装置を積んでチョッパ制御を力行だけで使うメリットがなく、回生ブレーキとの組み合わせが求められた。電機子チョッパ制御による回生ブレーキは発生電圧を抑える必要があったが、103系で用いているMT55は定格速度が低く、高い速度からの発電ブレーキでは発生電圧が高くなった。これらを改善するため、1972年（昭和47年）に直並列チョッパ装置を開発し、工場での試験では高速からの回生ブレーキに対して有効であることが確認された。しかし、当時の労使関係から、1974年（昭和49年）6月まで現車試験は行われなかった。
国鉄の場合、標準化の観点もあり、同一システムを近郊形などにも波及させる困難さが付きまとい、地下鉄のようにブレーキ初速度が低い場所や誘導障害の範囲が限定される状態では導入できる技術も、多くの路線で使うことになる国鉄車での採用には、様々な問題点をクリアしていかねばならなかった。特に標準品との兼ね合いで設計が制約されることがあり、直並列チョッパのような余計な開発時間が必要になる要因を作っていたのも事実である。1975年（昭和50年）頃からは回生ブレーキの特殊性が理解され、チョッパ制御に適した主電動機の設計が認められることになり、チョッパ制御と対になるMT60主電動機の開発と、それを用いた回生システムなどが詰められていく。チョッパ制御の201系試作車が登場したのは1979年（昭和54年）1月であった。右表は電機子チョッパ制御車と103系の消費電力を試算したときの比率で、103系を100とした場合の節減率だが駅間の長い中央線では電機子チョッパ制御のメリットが他線に比べ少ないことがわかる。なお、回生失効は考慮していない。

#### 抜本的な性能特性改善の未実施
同時期に製造され性能特性も近い営団5000系電車などは、回生ブレーキ化によるトンネル内発熱抑制や経済化、性能特性改善のため界磁添加励磁制御へ改造されている。他にも大手私鉄では、同時期の抵抗制御車が界磁添加励磁制御に改造された例が散見されるが、本形式ではそれらの改造は行われなかった。

## 運用
本稿では各線区の103系の動向について、国鉄時代から分割民営化後を通じて述べる。

### 関東・東北地区

#### 山手線・赤羽線

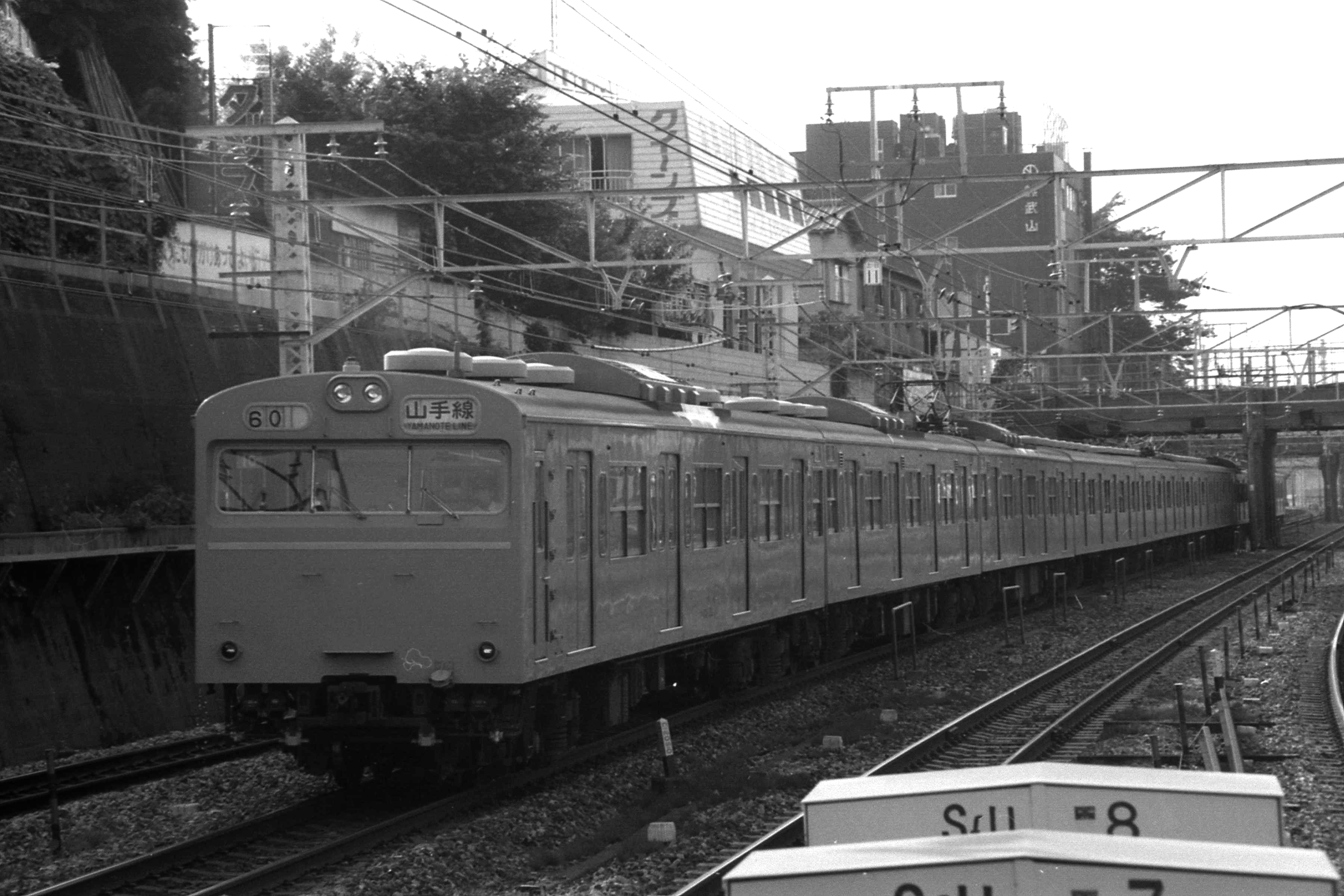
山手線の103系（1985年）

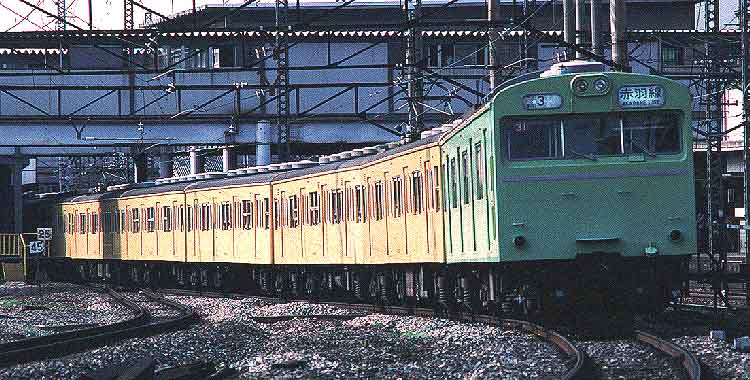
赤羽線の103系混色編成（1979年）

103系の初投入路線である山手線には、1963年に試作車が登場し、翌1964年より量産車の投入が開始された。車体塗装はウグイス色（黄緑6号）が初めて採用された。新性能電車としては既にカナリアイエロー（黄5号）の101系が配置されていたが、103系の投入により中央・総武緩行線へ転属した。
量産車は1964年より池袋電車区・品川電車区への投入が進められ、101系の置き換えにより1969年に山手線の全車が103系となった。当初は8両編成であったが、混雑緩和のため10両編成化が行われ、1971年までに全編成が10両編成となった。
1968年10月1日のダイヤ改正には、山手線に103系10両貫通編成が登場した。山手線ではラッシュ緩和を目的として編成を8両から10両に増強する工事を進めていたが、当時の山手線の電車区の状況は品川電車区が手狭で、56編成のうち34編成を京浜東北線の蒲田電車区や下十条電車区に夜間疎開していた。京浜東北線の車庫を間借りしながら10両編成化を進めるには無理があるので、山手線内に新しい電車区を新設することになり、大井工場の敷地内に新たに収容能力490両の2階建て電車区を建設して、品川電車区を移転する工事を1965年（昭和40年）3月に開始すると共に、山手線のホーム有効長延伸工事も進めた。1967年（昭和42年）4月3日に新品川電車区の留置線のみ一部供用を開始し、京浜東北線の夜間疎開を24編成に減らした。同年10月、検修設備など電車区としての設備も含めた一期工事が完成し、京浜東北線の夜間疎開は18編成に減り、翌年の10両編成化への準備を着々と進めていった。当初、1968年12月に新品川電車区は完成する予定だったが、同年10月1日に予定されている全国ダイヤ大改正に合わせて準備を進め、山手線を10両編成運転にするための車両の増備も昭和42年度第3次予算で中間車2両を20編成分、合計40両発注した。
9月から増車用の新製車が山手線に配属されて、10月1日から8両編成の中間に組成し10両運転を開始した。このことにより山手線の10両編成は運転台が編成の前後のみの貫通編成となったが、これは通勤形電車では初めての事であり、余分な運転台がない分だけ定員が増え、ラッシュ輸送に適した編成となった。増車用の車両は10月中に出そろい、10月24日までに8両編成18編成が10両編成に生まれ変わり、ラッシュ時は内回り12編成、外回り6編成が10両編成化され、池袋駅では内回り7時50分から8時17分まで連続して10両編成が来るダイヤとなり、混雑が緩和された。ラッシュ緩和に効果のある貫通編成だが、車庫の検修庫の設備が貫通編成の長さだけ必要な関係で、10両運転をしている他の線区では設備の都合で3両 + 7両編成などの分割編成にしなければならないケースもあったが、常磐線・京浜東北線など設備の整っている電車区の編成は一部が1970年（昭和45年）から10両貫通編成にて運転された。
山手線の路線名は、戦後のGHQによる「YAMATE」のローマ字表記より「やまてせん」と読まれていたが、1971年3月7日に「やまのてせん」が正式な読みとなり、103系の前面方向幕も「山手」から「山手線」に変更された。
山手線の一部であった池袋 - 赤羽間は、1971年3月15日に正式に赤羽線となった。赤羽線では1978年に従来の101系に代わり103系8両編成が投入されたが、103系で初となるカナリアイエロー（黄5号）に塗装された。
1972年6月23日、日暮里駅で京浜東北線の北行電車に山手線の内回り電車が追突する事故が発生した。これを契機に山手線と京浜東北線の保安装置のATC化が決定し、1974年より先頭車のATC対応車への置き換えが開始された。1981年12月6日より山手線・赤羽線のATC運転が開始されている。
1983年からは赤羽線の8両編成に2両を増結し、10両編成での運転が開始された。1984年2月1日のダイヤ改正で増備された1編成10両は、電動車ユニットに103系最終増備車の2ユニットと福知山線6両編成の4両編成短縮化で捻出された1ユニットが組み込まれたほか、先頭クハは中央・総武緩行線から転入の非ATC車がATC車に改造された。
1985年3月より山手線への205系の投入が開始され、103系は置き換えの対象となった。1985年9月には埼京線が開業し、赤羽線区間も埼京線の系統に組み込まれるとともに、山手線・赤羽線から捻出された103系は埼京線用として川越電車区に転出した。
1985年11月には品川電車区が山手電車区に名称変更され、1986年には池袋電車区の車両も転入して山手線の全車が山手電車区へ集中配置となった。
1987年の国鉄分割民営化により、山手線用の103系は10両編成20本の210両がJR東日本へ継承された。民営化直後の1987年4月11日と12日には、JR東日本の103系5色を2両ずつ組み込んだ10両編成による「JRおもしろ電車」が山手線で運転された。
分割民営化後も引き続き205系への置き換えが実施された。1988年6月26日にさよなら運転が行われ、103系の山手線での運転は終了した。

#### 京浜東北線・根岸線

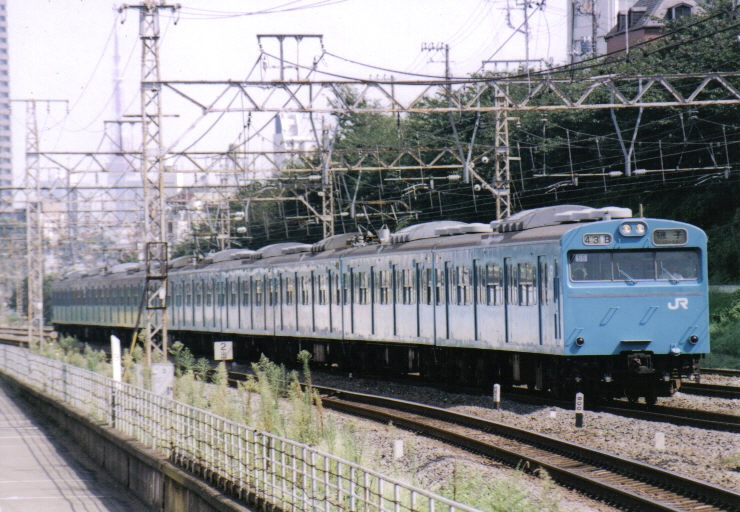
京浜東北線の103系（1995年頃）

山手線に引き続き、1965年からは京浜東北線への103系の投入が開始された。蒲田電車区、浦和電車区、下十条電車区に順次配置され、旧性能車が順次置き換えられた。車体塗装はスカイブルー（青22号）が初めて採用された。
当初は8両編成であったが、10両編成化が念頭に置かれていた。下十条電車区では検車庫の長さが8両分しかなく、10両編成を7両と3両に分けて検査を行うこととなり、クモハ103形とクハ103形500番台が登場している。
1970年からは101系も転入し、1971年までに京浜東北線の新性能化が完了した。根岸線は桜木町 - 磯子間の開通とともに横浜 - 桜木町間が編入され、1970年に磯子 - 洋光台間が、1973年に洋光台 - 大船間が延伸されて全通し、大宮 - 大船間での直通運転が開始された。1976年からの103系追加投入により101系は武蔵野線に転出し、京浜東北線の全車両が103系となった。
山手線と同じく京浜東北線にもATCが導入されるのに伴い、1974年より高運転台のATC車の投入が開始された。10両貫通編成も登場したほか、7両 + 3両の編成は6両 + 4両に組み替え、先頭に出る両端の先頭車がATC車となった。1981年に大宮 - 蒲田間で、1984年に蒲田 - 大船間でのATC運転が開始された。
1986年のダイヤ改正より、京浜東北線の車両の所属は浦和電車区に集約された。
国鉄分割民営化ではJR東日本に継承された。1988年3月のダイヤ改正より、日中の田端 - 田町間で快速列車の運転が開始された。1989年には205系の10両編成4本が京浜東北線に配置され、捻出された103系は京葉線に転出した。
1992年には新系列車両の試作車である901系が京浜東北線に投入され、翌1993年からは209系として量産が開始された。209系の増備に伴って205系も他線区に転出し、京浜東北線の103系は1998年3月13日に運転を終了した。

#### 常磐線・成田線

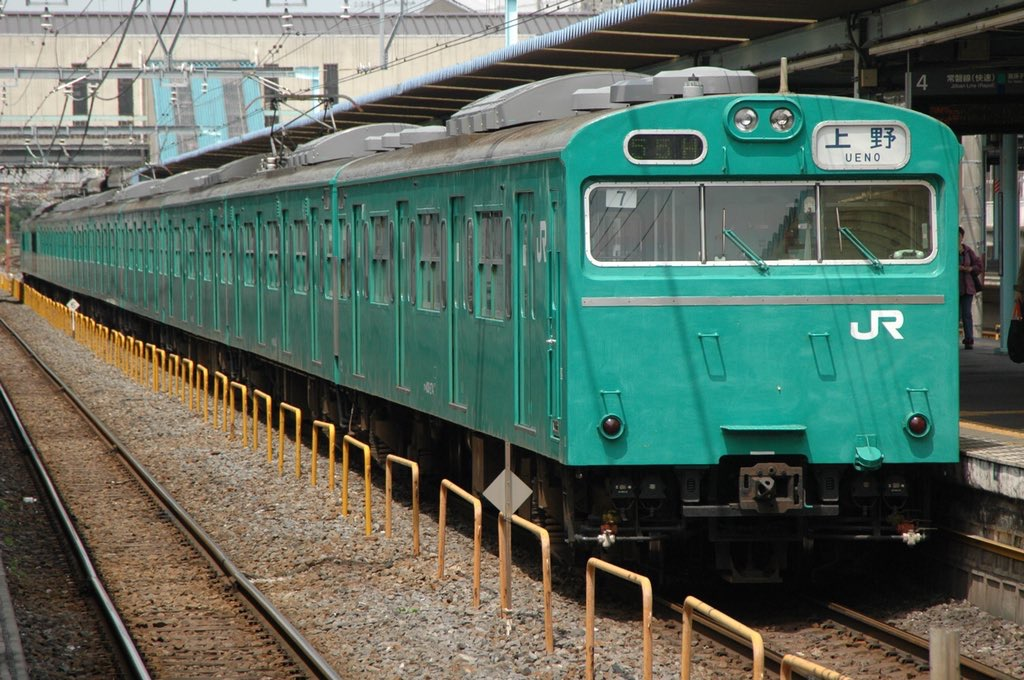
常磐快速線の103系（2005年）

1966年頃、当時複線であった常磐線は混雑の悪化が著しく、旧性能車による10両編成での運転も行われていたが、慢性的な遅延が発生する状況にあった。この対策のため、京浜東北線に追加投入が検討されていた103系が1967年より常磐線に10両編成で投入され、松戸電車区に配置された。車体塗装はエメラルドグリーン（青緑1号）となった。
1971年に常磐快速線と常磐緩行線による綾瀬 - 我孫子間の複々線化が完成し、常磐緩行線と営団地下鉄千代田線との相互直通運転が開始された。緩行線には地下鉄直通車として103系1000番台が投入され、グレーの車体にエメラルドグリーンの帯が入る外観となっている。
快速線は緩行線への利用客転移を見込んで8両編成に減車されたが、利用客転移は進まず快速線の混雑が悪化したため、1972年に再び10両編成に増車された。
1973年に成田線の成田 - 我孫子間（我孫子支線）が電化され、103系による上野 - 我孫子 - 成田間の直通運転が開始された。1982年には常磐緩行線の運行区間が取手まで延長され、朝夕の通勤時間帯に取手まで乗り入れるようになった。
1984年より緩行線に203系が投入・増備され、1986年までに103系1000番台の置き換えが完了した。捻出された103系1000番台は地上の快速線に転用されたほか、56両が105系へ改造され、奈良線・和歌山線の電化開業と可部線の新性能化に充当された。103系1000番台は千代田線内での主抵抗器からの発熱や故障の多さなどが問題視されており、203系への置き換えにより解消される形となった。
国鉄分割民営化ではJR東日本に継承され、1988年3月13日のダイヤ改正より常磐快速線で103系15両編成の運転が開始された。10両編成に増結する5両編成は、京浜東北線の6両 + 4両編成を常磐線増結用として5両 + 5両編成に変更して転用され、京浜東北線には山手線の205系転入で捻出された10両貫通編成5本が転入している。
常磐線は上野 - 取手間の通勤形直流電車を用いた運転と取手以北の近郊形交直流電車を用いた運転とに分けられ、ラッシュ時の混雑が増大してきた1985年（昭和60年）3月のダイヤ改正で近郊形電車は15両に編成を増強したが取手以南の通勤形電車は10両のままであり、JR化後ラッシュ1時間の混雑率252 %と首都圏で最も混雑する路線となった。そこで通勤形車両の編成増強のため1988年3月改正をめどに設備工事を行ってきたが、昭和62年11月にほぼ完了することから12月1日より一部電車の15両運転を開始した。通勤形電車における15両編成化はこの時の103系によるものが全国で初めてである。
1989年、中央・総武緩行線の地下鉄東西線直通車1200番台と301系の冷房化改造時の予備車として、1000番台10両編成1本が三鷹電車区に転出した。1991年の東西線直通10両編成化では1200番台の12両が余剰となり、常磐快速線に転用され松戸電車区に転入した。
2002年よりE231系0番台が常磐快速線へ新製投入され、103系の置き換えが開始された。松戸電車区は2004年6月1日に松戸車両センターへ改称された。
常磐快速線の103系は2006年3月17日に定期運用を終了し、4月8日にさよなら運転が行われた。これにより首都圏の103系は消滅となった。

#### 中央線快速
101系による新性能化が完了していた中央線快速には、1973年の武蔵野線開業用の101系を捻出するため、103系の新製冷房車10両編成7本が豊田電車区に配置された。車体塗装はオレンジバーミリオン（朱色1号）となった。冷房車であったことから、当初は主に特別快速で使用された。
103系はその後も他線区からの転入や101系置き換え用の新製投入で増備されたが、1981年より201系量産車の中央線快速への投入が開始され、中央快速線の103系は101系よりも早く1983年に撤退した。

#### 中央・総武緩行線

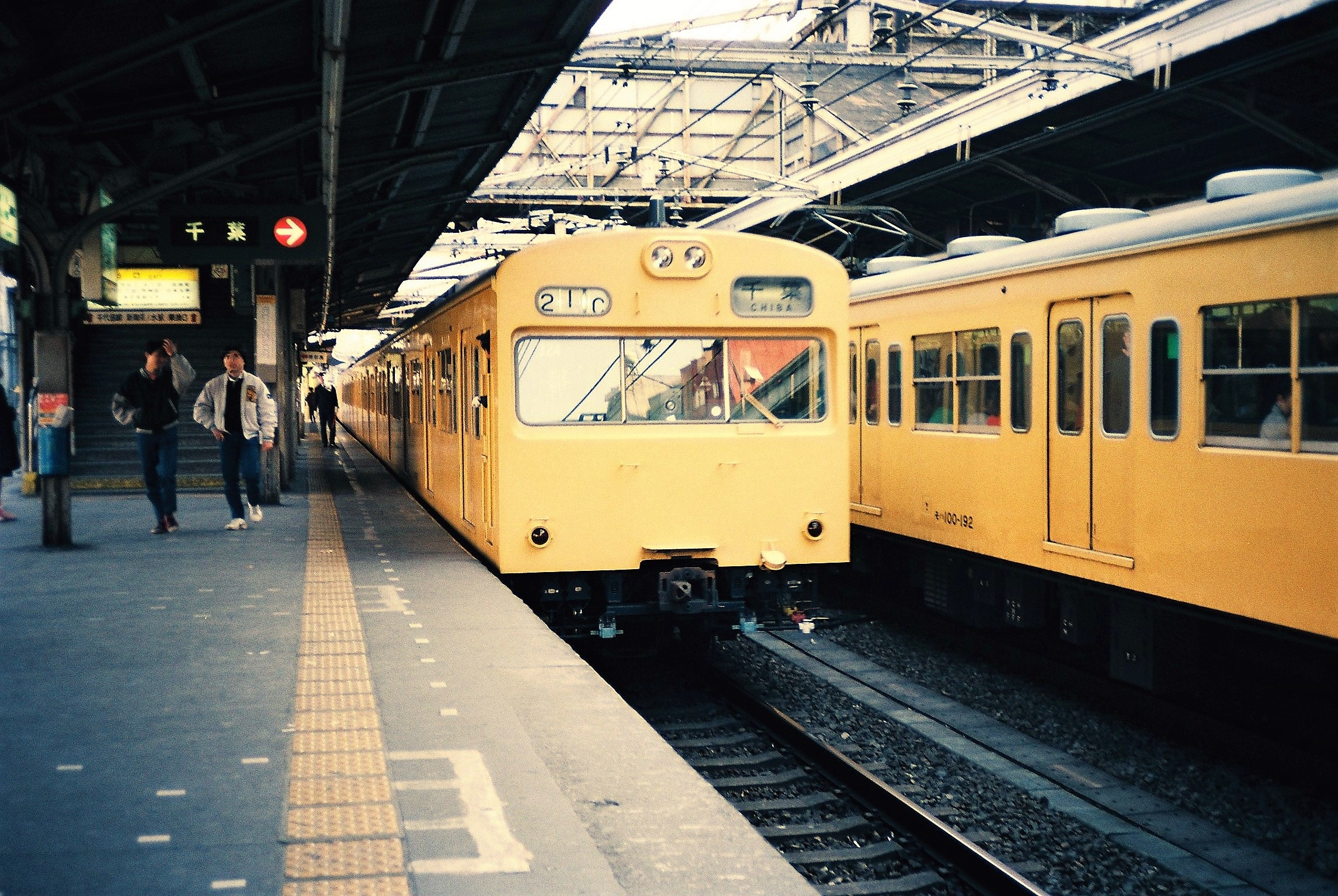
中央・総武緩行線の103系（1987年2月）

1963年より101系による新性能化が進められていた中央・総武緩行線には、1979年に103系の投入が開始され、津田沼電車区に配置された。車体塗装は101系と同じカナリアイエロー（黄5号）となった。
1981年からは中央快速線への201系投入で捻出された103系が転入し、中央・総武緩行線への201系の新製投入も含めて101系の置き換えが進められた。
1986年には中野電車区の配置車両が三鷹電車区へ移管、津田沼電車区は習志野電車区へ改組された。101系はJR化後の1988年3月に中央・総武緩行線から撤退し、103系が習志野電車区、201系が三鷹電車区の配置となった。
1988年12月5日、東中野駅で103系10両編成に201系10両編成が追突する事故（東中野駅列車追突事故）が発生し、追突された103系は先頭1両を除く9両が廃車となった。この補充として埼京線に投入予定の205系が中央・総武緩行線用として三鷹電車区に配置された。
1990年代末から2000年代に入ると、103系は故障が頻発するようになった。1998年より209系500番台が投入され、103系の置き換えが開始された。1999年には209系950番台が投入され、2000年からはE231系による置き換えが進められた（209系950番台はE231系900番台に改番）。これにより、中央・総武緩行線の103系は2001年3月に撤退した。

#### 地下鉄東西線直通列車
営団地下鉄東西線への直通運用では、1971年に301系の増備車として103系1200番台が投入された。塗装はグレーに黄帯であったが、1988年の東中野事故後に205系の登場による誤乗防止のため1989年（平成元年）より帯色が青帯に変更された（直通する東西線のラインカラーに合わせた）。
その後は1200番台・301系の冷房化改造に伴う予備車として常磐快速線の1000番台1編成10両が投入され、1991年には東西線直通10両編成化により余剰となった1200番台12両が常磐快速線に転出した。
E231系800番台の投入に伴い、地下鉄東西線直通の103系は301系とともに2003年に運用を終了した。

#### 横浜線

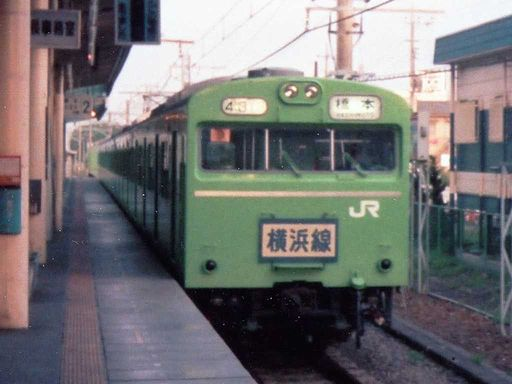
横浜線の103系（1988年頃）

横浜線では旧性能車の72系が使用されていたが、1973年より蒲田電車区に配置された103系の運転が開始された。スカイブルー塗装のままで京浜東北線・根岸線との直通運転も行われ、誤乗防止のため正面に「横浜線」の大型方向板が掲出された。旧性能車は1979年までに置き換えが完了し、103系に統一された。
京浜東北線・根岸線のATC化に伴って、同線へ直通する横浜線の103系も先頭車がATC対応の高運転台車に変更された。塗装は山手線と同じウグイス色に統一された。103系は東神奈川電車区にも配置されていたが、1981年6月1日に蒲田電車区の配置に集約された。
JR化後の1988年より205系の新製投入が開始され、横浜線の103系は1989年をもって運用を終了、3月13日のダイヤ改正で205系に統一された。
国鉄時代の1986年（昭和61年）8月には、同線用の103系を使用した団体臨時列車で、前面表示幕に「特急」を表示した「ミステリー列車」が運転され、秩父鉄道線にまで直通した。側面（乗務員室用ドアの後位側）には国鉄特急車両に貼り付けられていた「JNRマーク」も小型ながら貼り付けられた。団体臨時列車ではあるが、103系の「特急」としては唯一の事例と思われる。

#### 埼京線
1985年9月30日に大宮 - 赤羽 - 池袋間の運転系統として開業した埼京線では、開業時より103系が投入された。山手線や赤羽線で使用されていた車両から捻出され、川越線内に新設された川越電車区に配置された。大宮 - 川越間では川越線に乗り入れている。1986年には山手貨物線の線路への乗り入れにより新宿まで延伸された。
しかし騒音問題が発生した為、1989年より205系の投入による置き換えが開始され、1990年12月10日で205系に統一、103系の埼京線での運用は終了した。

#### 川越線・八高線

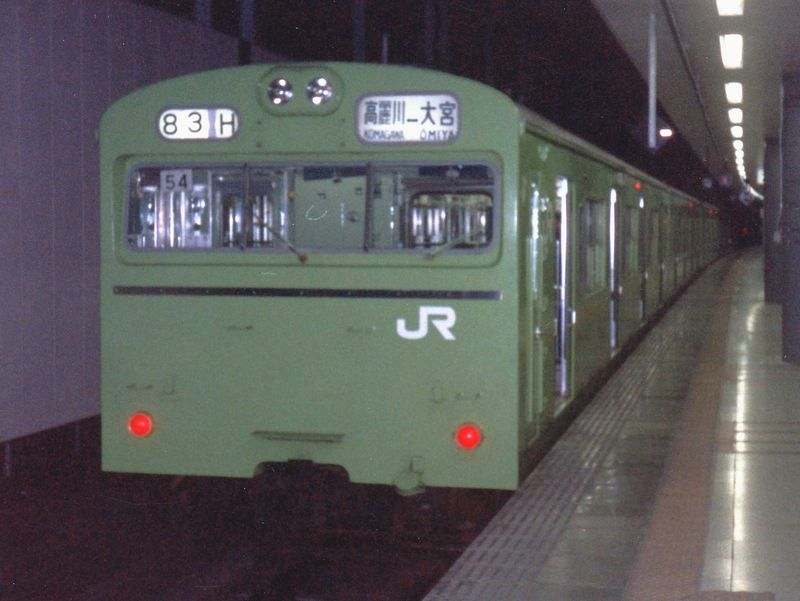
川越線の103系（1988年頃）

1985年9月30日の埼京線の開業とともに、川越線は大宮 - 川越 - 高麗川間が電化し、大宮 - 川越間は埼京線の列車の乗り入れが開始された。大宮 - 川越 - 高麗川間の区間列車用として、103系3000番台の3両編成5本が川越電車区に配置された。3000番台の改造種車は、仙石線で使用されていた72系のアコモ改造車である。
1990年には区間運転が川越（一部南古谷） - 高麗川間に短縮され、川越線内用編成による大宮駅への入線はなくなった。
1996年に八高線の八王子 - 高麗川間が電化され、川越線の川越 - 高麗川間との直通運転が開始された。3000番台は豊田電車区よりサハ103形3000番台が転入し、全編成が4両編成に増結された。同時に0番台に半自動ドアボタンの設置を行った3500番台の4両編成1本が投入され、209系3000番台も4両編成4本が新製投入された。
2002年からの山手線E231系500番台の投入に伴い、捻出された205系の川越線用改造車である3000番台が投入され、103系3000番台の廃車が開始された。川越電車区は2004年6月1日付で川越車両センターに改称された。
2005年には東京臨海高速鉄道の70-000形を209系に編入した209系3100番台も登場し、残る103系3000番台と3500番台が順次廃車となった。川越・八高線の103系は、2005年10月の川越線電化20周年記念列車をもって営業運転を終了した。

#### 青梅・五日市線
旧性能車が使用されていた青梅線・五日市線では、1976年より103系の営業運転が開始された。京浜東北線へのATC車投入に伴う捻出車が豊田電車区に転入したもので、塗装は京浜東北線時代のスカイブルーからオレンジバーミリオンに変更された。編成は当初は4両編成が入り、1977年からは3両編成も転入した。1977年からはラッシュ時に4両 + 3両の7両編成での運転を開始している。
翌1978年には五日市線の旧性能車クモハ40形・72系の置き換えのため、京浜東北線からの103系が5両編成で転入した。これにより中央線快速から直通の101系を除く青梅・五日市線内の列車が103系で揃えられ、旧性能車は1978年3月29日のさよなら運転をもって運用を終了した。
1985年のダイヤ改正で5両編成が6両編成となり、101系から改造のサハ103形750番台が増結された。1986年に3両編成が4両編成化される際は、仙石線の72系アコモ改造車から川越線用103系3000番台への改造で余剰となったモハ72形5両がサハ103形3000番台に改造されて編入された。
2000年からの中央・総武緩行線へのE231系投入により、捻出された三鷹電車区の201系が豊田電車区に転入し、103系の置き換えが開始された。青梅・五日市線の103系は2002年3月7日に定期運用を終了し、4月13日のさよなら運転をもって全廃となった。

#### 武蔵野線

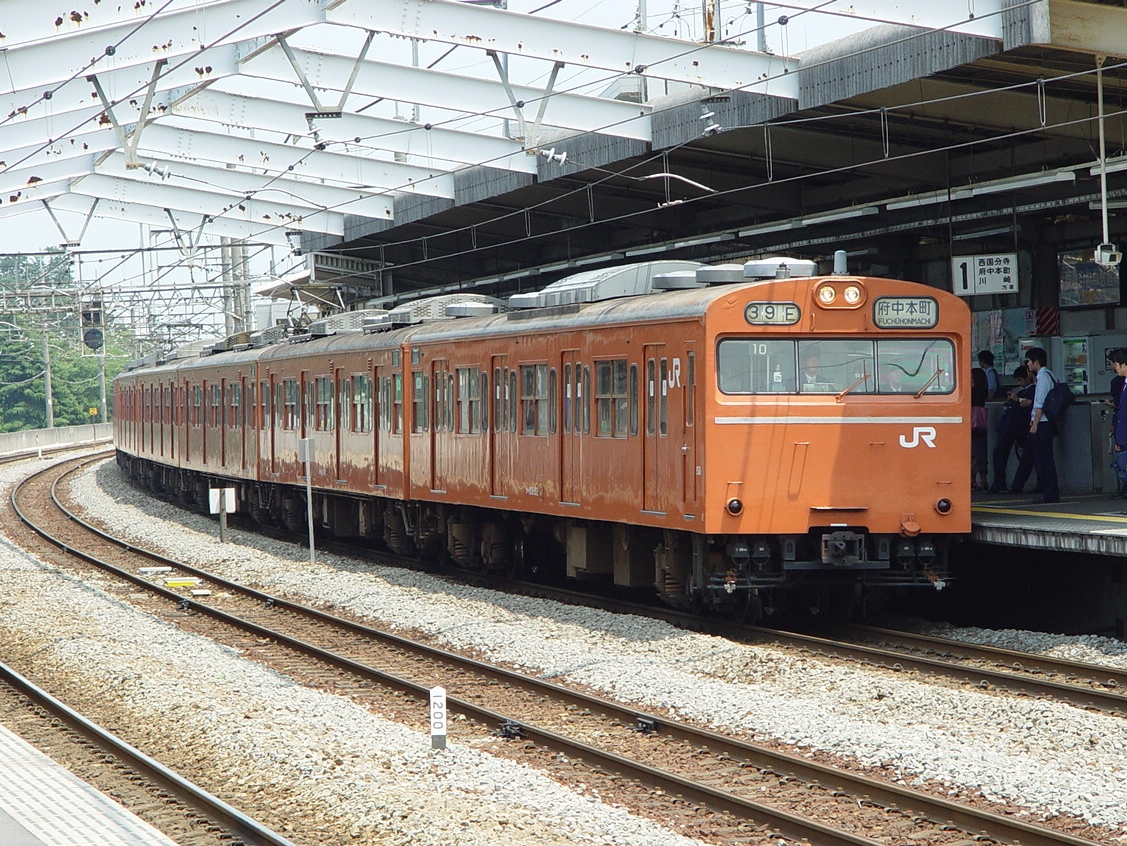
武蔵野線の103系（2002年）

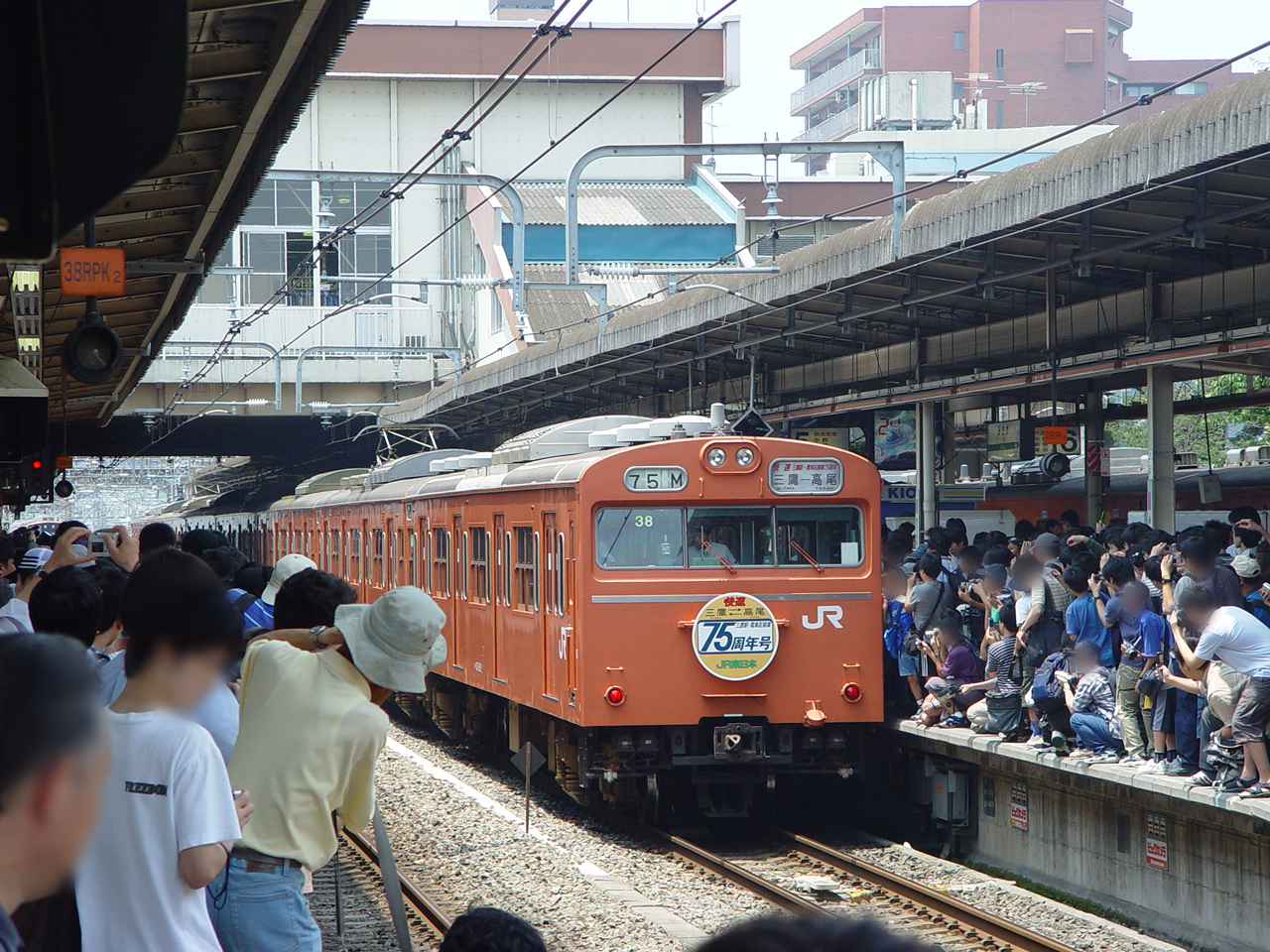
三鷹駅・電車区開業75周年号（2005年6月25日）

1973年の開業時より豊田電車区配置の101系1000番台が使用されていた武蔵野線では、1980年に103系の高運転台非ATC車ほか6両編成1本が配置された。その後も103系は他線区からの転入も含めて増備され、1986年までに101系の運転が終了した。同年には豊田電車区所属の201系6両編成も武蔵野線に投入されている。
1988年には京葉線が新木場駅まで延伸開業し、武蔵野線の列車は京葉線への直通運転を開始した。1990年には京葉線の新木場駅 - 東京駅間が延伸開業した。1991年より武蔵野線の8両編成化が開始され、205系の投入と103系の増結により1996年に全編成の8両編成化が完了した。なお、201系はこの8両編成化完了により武蔵野線から撤退している。
1998年3月より武蔵野線列車の京葉線海浜幕張駅への乗り入れが開始された。2002年には増発用として中央・総武緩行線から捻出された205系のVVVFインバータ化改造車2編成が投入されている。
2003年度より、山手線E231系投入に伴う205系の転入と103系の置き換えが開始された。転入の205系はいずれもVVVF化改造車である。2004年3月には武蔵野線車両全車が京葉電車区に転属し、京葉電車区は2004年4月に京葉車両センターへ改称された。
2004年には、4両編成4本の16両がインドネシアの首都ジャカルタに渡った。
2005年6月25日に三鷹駅と三鷹電車区の開業75周年を記念したイベントが実施され、武蔵野線用で京葉車両センター所属の103系8両編成（E38編成）による臨時快速列車「三鷹駅・電車区開業75周年号」が中央線の三鷹駅 - 高尾駅間で1往復運転された。このE38編成は2005年7月23日に廃車となったが、JR福知山線脱線事故による車両不足を補うためJR西日本に譲渡されている。
武蔵野線の103系は、2005年12月8日に運転を終了した。

#### 京葉線

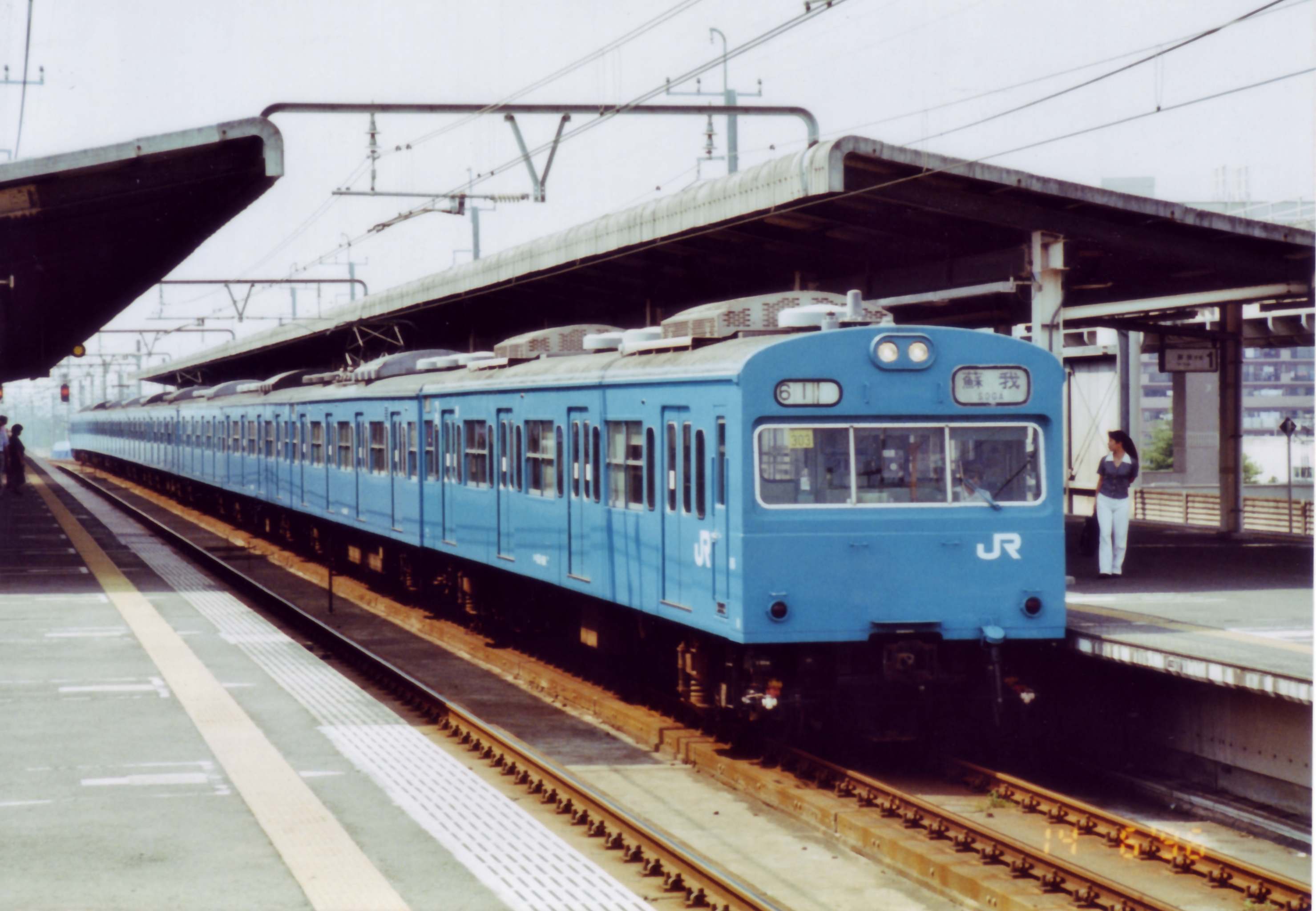
京葉線の103系（1996年）

1986年3月3日のダイヤ改正により京葉線が西船橋 - 千葉港（後の千葉みなと）間で暫定開業し、蒲田電車区から京浜東北線用の103系が6両 + 4両の10両編成で津田沼電車区に転入した。日中は付属4両を切り離した6両編成で運用されたが、乗客が少ないことから後に基本編成が4両、付属編成が6両に振り替えられた。
京葉線は1988年3月1日に新木場 - 南船橋間、市川塩浜 - 西船橋間、千葉港 - 蘇我間が延伸開業し、1990年3月10日に新木場 - 東京間が開業して全通した。全通に合わせて京葉電車区が発足し、京葉線車両は京葉電車区の所属に移管された。外房線・東金線への103系の乗り入れも開始され、誉田駅での分割併合に備えて電気連結器の設置改造も行われた。最初は外房線は上総一ノ宮駅、東金線(4両編成側)は成東駅までであったが、のちに総武快速線E217系4両付属編成の勝浦乗り入れを京葉線からの基本6両編成に置き換えたため1998年12月8日から勝浦駅まで運用が拡大された。
2000年からの中央・総武緩行線へのE231系投入により捻出された三鷹電車区の201系が京葉電車区に転入し、103系の置き換えが開始された。2002年からは山手線へのE231系500番台の投入で捻出された205系が転入し、103系の分割併合可能編成が消滅した。モハ103-502はDDM（ダイレクトドライブモーター）駆動へ改造され、2003年5月より営業運転での試験が行われた。
京葉電車区は2004年1月1日付で京葉車両センターに改称され、2004年3月には豊田電車区所属の武蔵野線用103系が京葉車両センターに転入した。205系の転入はその後も続けられ、京葉線の103系は2005年11月18日に営業運転を終了した。

#### 南武線

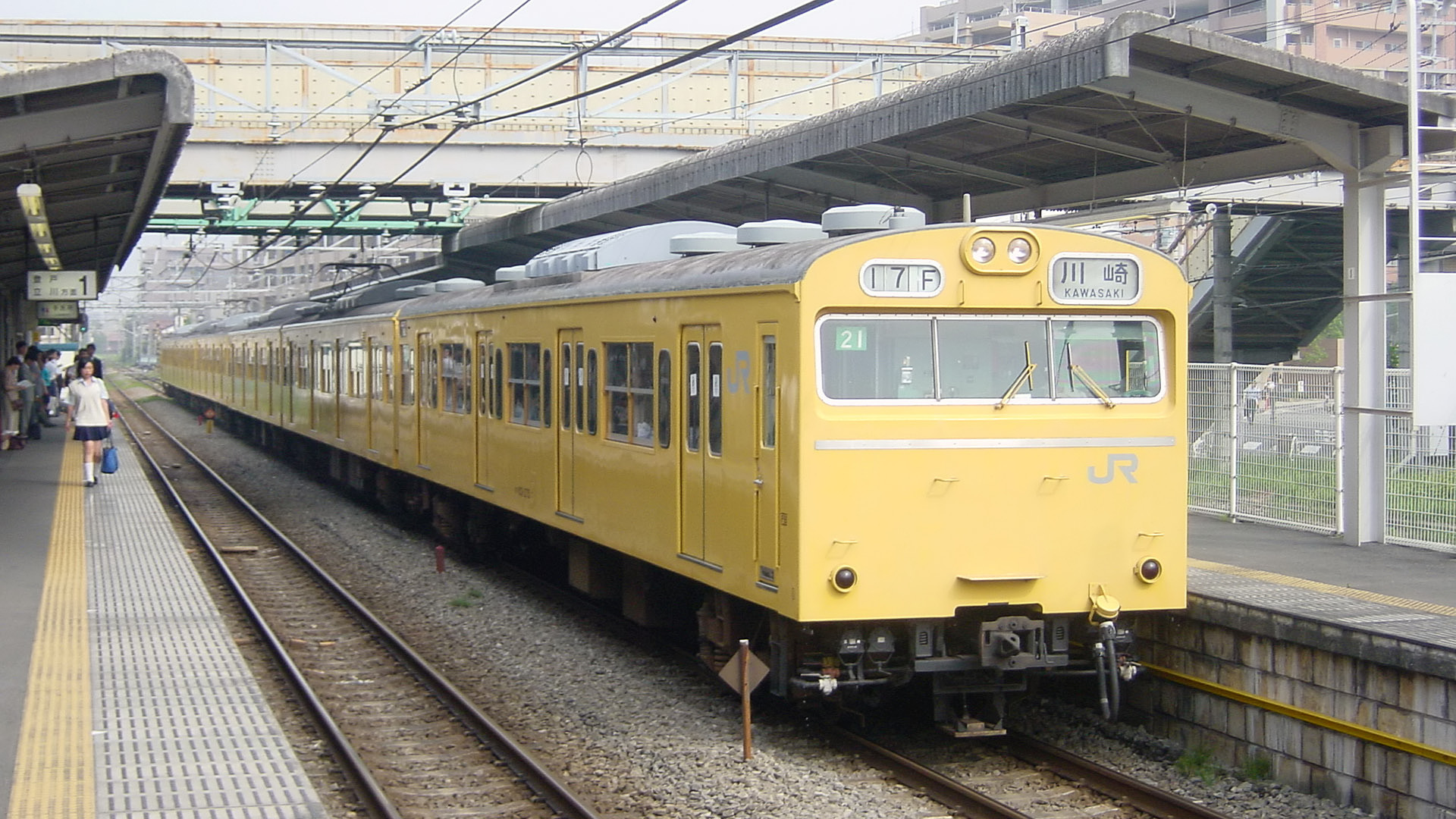
南武線の103系（2001年）

南武線の川崎 - 立川間は101系による新性能化が完了していたが、101系の老朽化と冷房化率向上のため、1982年より豊田電車区の103系が中原電車区に転入した。
1987年のJR化後も残存していた101系の置き換えは、103系の転入と205系の新製投入で行われた。川崎 - 立川間の101系は1991年に運転を終了し、以後は尻手 - 浜川崎間の南武支線の2両編成3本6両のみが101系で残った。
1987年頃、川崎アゼリアとタッグを組み、「アゼリア号」を運行した。詳細は南武線を参照。
南武線の保安装置のATS-P化に伴い、103系の先頭車は高運転台ATCタイプのクハを両端に配する編成に統一された。
1993年に209系の6両編成1本が南武線に投入されたが、横浜線の増発に伴う205系1編成の捻出用であり、103系への影響はなかった。1997年2月にも209系の6両編成1本が南武線に投入されたが、南武線の増発用であり、103系への影響はなかった。
2002年より、山手線E231系500番台の投入に伴って捻出された山手線の205系が転入し、103系の置き換えが開始された。205系にはサハ205を先頭車化改造した1200番台も投入され、103系は順次廃車となった。南武線の103系は、2004年12月16日をもって営業運転を終了した。

#### 鶴見線

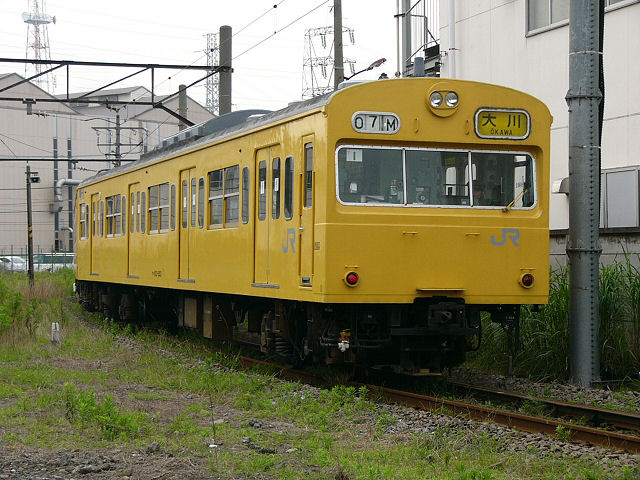
鶴見線の103系（2004年）

鶴見線では大川支線を除いて1980年度中に101系による新性能化が完了しており、103系は中原電車区配置車によりJR発足後の1990年7月28日に運用を開始した。103系は3両編成10本が投入され、101系の営業運転は1992年5月に終了した。
大川支線では武蔵白石駅の大川支線ホームの構造上の都合から、JR化後も17 m級旧型国電のクモハ12形が使用されていたが、大川支線ホームの撤去により1996年より103系の運用に置き換えられた。
山手線へのE231系500番台の投入に伴い、205系1100番台が2002年から2005年にかけて103系置き換え用に投入された。鶴見線の103系は2005年12月に運用を終了し、最後に残った1編成は2006年4月28日付で廃車となった。

#### 仙石線

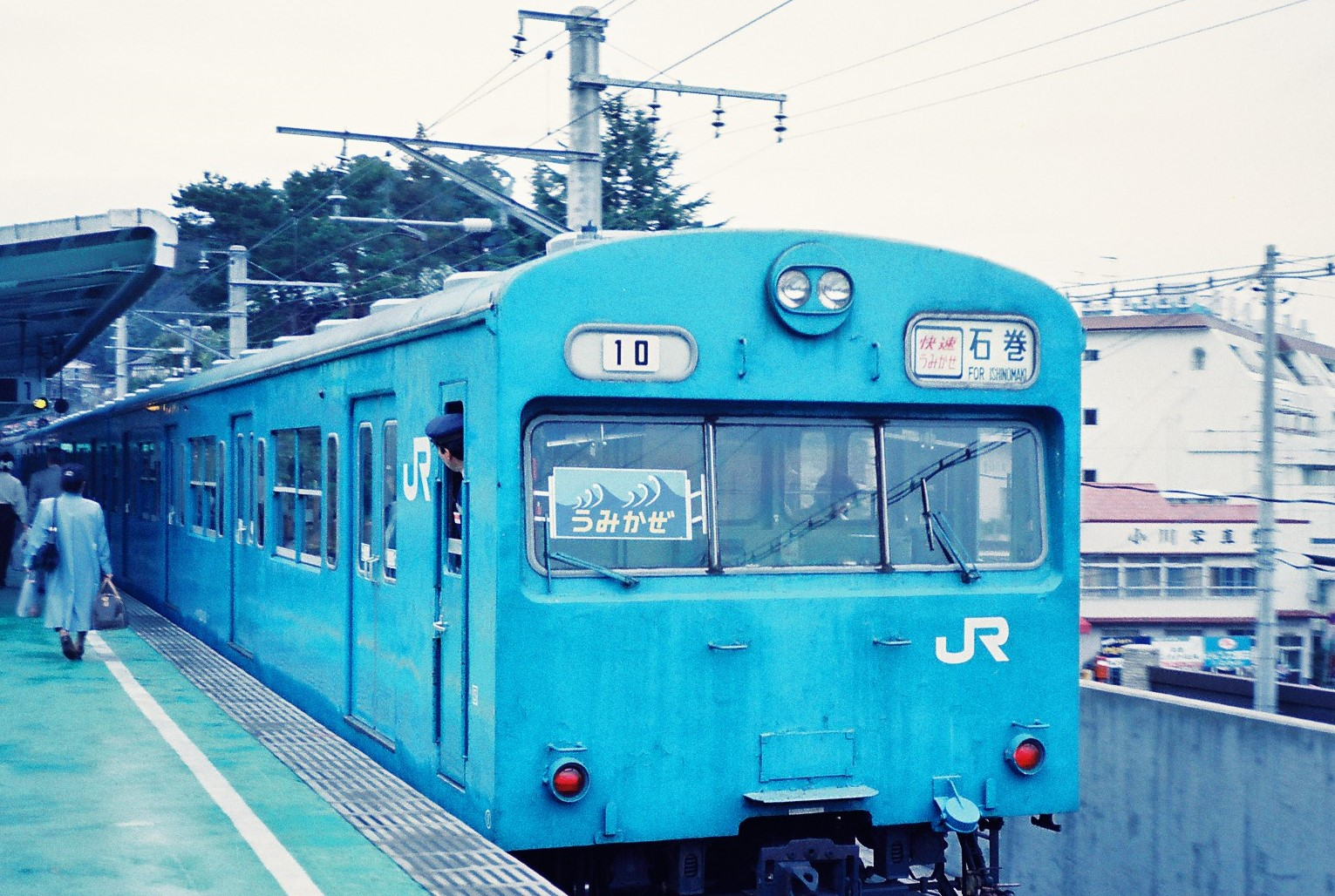
仙石線の103系初期車による快速「うみかぜ」（1990年）

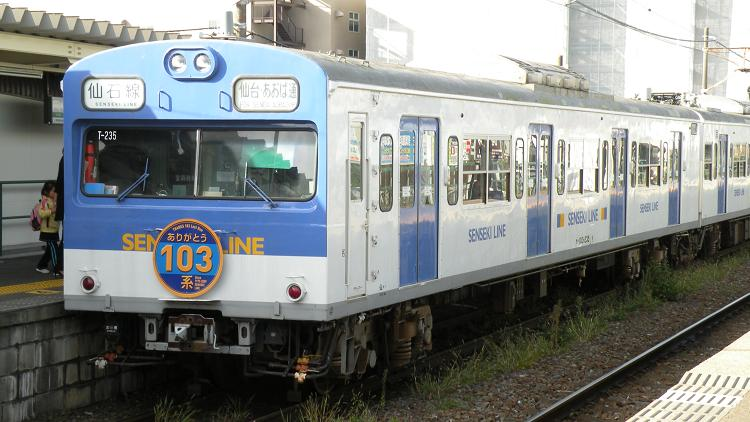
RT-235編成の営業運転最終日（2009年10月21日）

東北地区唯一の直流電化路線である仙石線では旧性能車の置き換えとして首都圏の103系が陸前原ノ町電車区へ転入し、1979年10月1日に運転を開始した。転入の際には寒冷地向けの改造が行われ、一部区間で存在したタブレット閉塞への対応で運転席後部の戸袋窓が閉鎖されるなど、仙石線の事情に合わせた工事が行われた。
旧性能車は72系のアコモ改造車970番台を除いて1980年までに、72系970番台も1984年に置き換えられ、仙石線の新性能化が完了した。72系970番台は103系3000番台に改造され、川越線と青梅・五日市線に投入された。1983年には仙石線全線が自動閉塞となった。
国鉄時代末期には2編成8両が冷房化改造された。このうち1編成4両は国鉄最終日の1987年3月31日に105系の2編成4両に改造され、石巻 - 矢本間の区間列車向けに投入された。
1990年より非冷房車置き換えのための103系が首都圏より転入し、仙石線向けの更新工事が施工された。前面ガラスの2枚窓化や側面ガラスのユニット窓化、運行番号表示器の種別幕化などが行われ、塗装も白と青の新塗装となった。1998年には高運転台車2編成が首都圏より転入し、これを機に「SENSEKI LINE」の文字の入った新塗装に変更されている。
陸前原ノ町電車区は1990年に移転して宮城野電車区となった。2000年には仙台 - 陸前原ノ町間が地下化され、仙台 - あおば通間が延伸開業した。2003年には宮城野電車区が仙台電車区宮城野派出所に改組された。
2003年より、首都圏でのE231系投入に伴って山手線の205系を先頭車化改造した3100番台が仙石線に転入した。103系は205系に置き換えられ、2004年をもって仙石線での103系の運転は一旦終了したが、1編成は廃車とならずに郡山工場で留置された。なお、2004年4月1日付で郡山工場は郡山総合車両センターに、仙台電車区宮城野派出所は仙台車両センター宮城野派出所に改称されている。
その後、多賀城駅の高架化工事の影響で運用本数が1本多く必要になり、郡山総合車両センターに留置されていた103系の1編成（RT-235編成）がトイレ設置やシングルアームパンタグラフ化などの改造を経て、2007年3月より営業運転を再開した。運用は平日の朝のみで、小鶴新田からあおば通へ、あおば通から東塩釜まで1往復、その後小鶴新田へ入庫となる限定運用であった。
2009年、京浜東北線へのE233系1000番台の増備により209系1編成が南武線に転出し、南武線の205系1200番台1編成が仙石線に転出して3100番台に改造された。この205系3100番台の追加転入に伴い、仙石線での103系の運転は2009年10月21日をもって終了となった。これをもってJR東日本管内の103系は全廃となった。

### 中部地区

#### 名古屋地区
中央本線の名古屋口で最初の電化区間である名古屋 - 瑞浪間では1966年（昭和41年）5月14日から72系が5両 + 5両編成の10両編成で運用され、1968年（昭和43年）10月1日のヨンサントオ改正に伴う電化区間の延長で運行区間が釜戸まで延長されていたが、1977年（昭和52年）3月11日より103系の6両 + 4両の10両編成への置き換えが開始され、同年4月13日に103系化が完了した。
当初投入分の52両（予備車含む）は京浜東北線へのATC対応車の投入に伴う捻出車であり、先頭車側面へのサボ受けの設置や前面窓のデフロスタ設置等の工事が施工され、神領電車区に転入した。塗装はスカイブルー（青22号）とされたが、1978年に転入した10両には横浜線から転入したウグイス色の車両が含まれており、混色編成も存在した。
前面方向幕は当初は使用せず、1979年10月より「中央線」のステッカーが貼られた。1980年には冷房化改造車が登場したが、側面幕も白幕のまま使用されなかった。1985年度以降は青梅・五日市線からの転用で豊田電車区より冷房車6両含む8両が転入したが、オレンジバーミリオンのままの車両も一時期存在した。
1986年11月1日のダイヤ改正では輸送力適正化のため7両 + 3両に組み換え、3両編成単独での運用も開始された。冷房車は前面・側面の方向幕の使用が開始されている。
民営化によるJR東海への継承後は1989年（平成1年）7月1日から211系5000番台が大量増備され、1991年3月16日から103系はラッシュ時のみの運用となった。1995年3月18日からは関西本線での運用も開始され、3両編成が亀山まで入線した。1999年5月6日からの313系の投入に伴って103系は1999年12月2日に運用を終了し、2001年3月に全廃となった。
| クハ103 | サハ103 | モハ102 | クモハ103 |         |           |
| クハ103 | モハ102 | モハ103 | サハ103   | モハ102 | クモハ103 |

| クハ103 | モハ102 | クモハ103 |         |         |         |           |
| クハ103 | モハ102 | モハ103   | サハ103 | サハ103 | モハ102 | クモハ103 |

### 関西・中国地区

#### 大阪環状線・桜島線

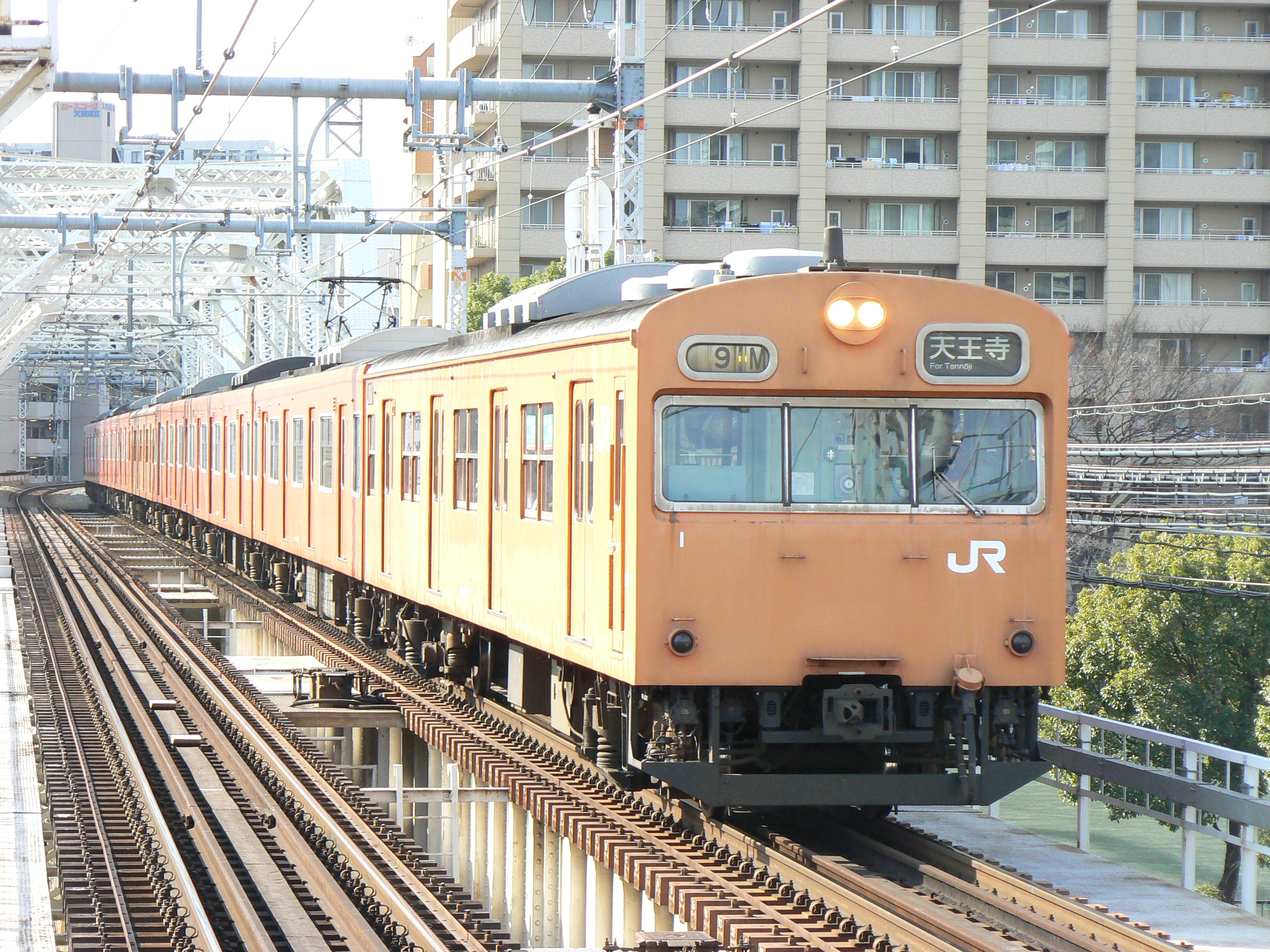
クハ103-1ほか8両編成（2007年）

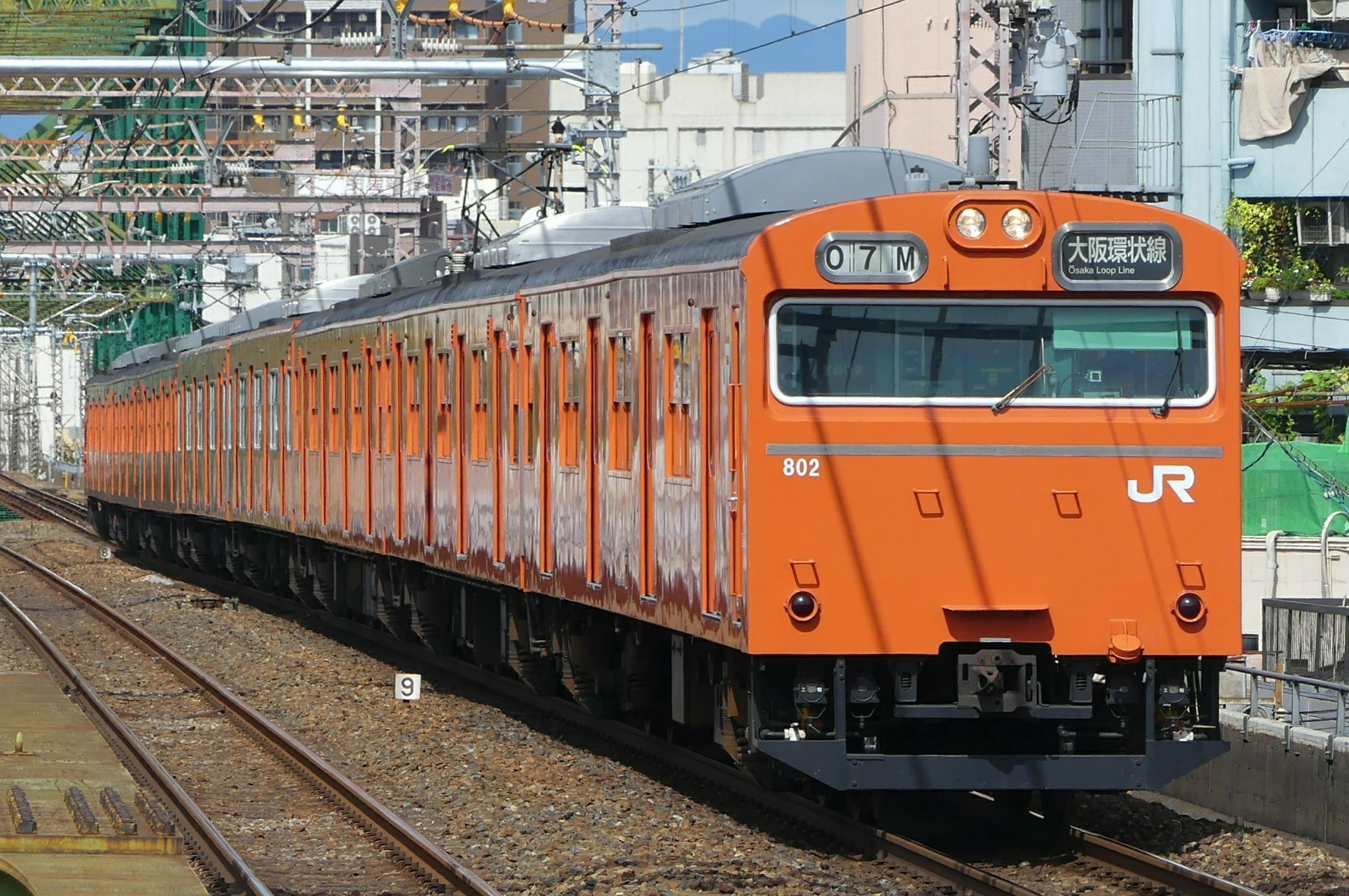
大阪環状線の103系LA04編成。
（2017年9月15日 大正駅）

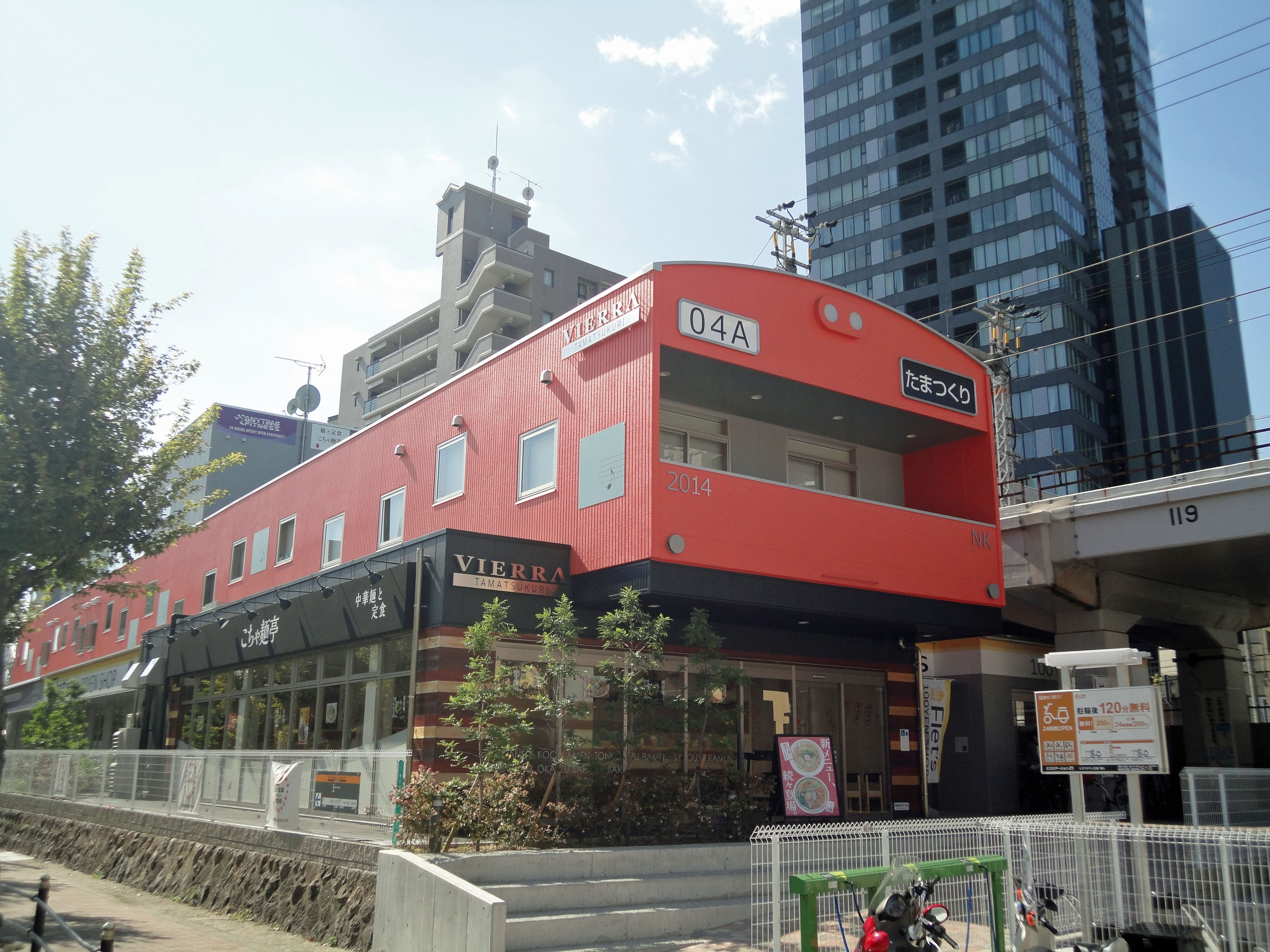
103系を模した商業施設「ビエラ玉造」（2014年）

大阪環状線・桜島線では、1969年12月から2017年10月3日まで103系が運用されていた。車両の車体色は朱色1号（■ オレンジバーミリオン）。なお桜島線には6両編成も存在した。大和路線直通の区間快速として、JR難波駅から加茂駅まで乗り入れる運用もあったが、2016年（平成28年）10月3日より221系に置き換えられ消滅した。
関西では京阪神緩行線に次いで投入された大阪環状線の103系は、最初の編成として1969年12月に6両編成2本が森ノ宮電車区に配置された。車体塗装は103系で初のオレンジバーミリオン（朱色1号）となった。1971年より103系で初となる8両編成化が開始され、1976年に桜島線直通を除く全編成が8両編成となった。この増備では中間車の新製投入とともに、先頭車は首都圏のATC化に伴って捻出されたATC非対応車が転入している。
103系の増備により捻出された101系は淀川電車区へ転属し、片町線の新性能化に充当された。1985年には京阪神緩行線への201系導入で捻出された103系が転入し、大阪環状線・桜島線とも全車両が103系となった。
国鉄分割民営化時、大阪環状線・桜島線の103系は森ノ宮電車区の8両編成28本、6両編成5本の254両がJR西日本に継承された。大阪環状線では8両編成、桜島線では6両編成で運転されていた。桜島線内運転用の6両編成は、森ノ宮支所への入出区のため西九条駅-京橋駅間でも営業運転されていた。
1989年に103系の6両編成2本が淀川電車区に転出し、101系6両編成2本が淀川電車区より転入した。101系は桜島線での運用を再開したが、101系の営業運転は1991年3月13日をもって終了した。
1995年には8両編成1本が体質改善40N工事のプロトタイプ車として投入され、1995年4月8日より営業運転を開始した。他の車両に対しても翌1996年度より改造が開始されている。2002年度以降は工事内容を簡素化した体質改善30N工事に移行した。
2001年、大阪市此花区にテーマパーク「ユニバーサル・スタジオ・ジャパン」（USJ）が開業するのに伴い、桜島線ではユニバーサルシティ駅の開業とともに、西九条 - 桜島間に「JRゆめ咲線」の路線愛称が付与された。大阪環状線と桜島線の直通運転が実施されたほか、103系のうち桜島線内折返しの6両編成4本を体質改善40N車に揃えた（2本は日根野・宮原・奈良から転入）上で、USJのアトラクションにちなんだラッピングが施工された。生え抜き車からは2本が「パワーオブハリウッド号」と「アメリカの街並み風景号（後のスパイダーマン号）」となった。
2001年7月1日の山陽本線兵庫 - 和田岬間（和田岬線）の電化用として、森ノ宮区の8両編成1本が6両編成に短縮され、2001年6月21日付で網干総合車両所明石支所へ転出した。
2005年からの京阪神緩行線への321系の投入に伴い、201系が森ノ宮電車区に転入した。これにより103系の一部廃車と奈良・日根野電車区への転出が行われ、2007年の時点で8両編成11本、6両編成4本となった。この大転配の際に、体質改善40N車から2両の余剰廃車が発生し、2006年2月1日付けでサハ103-486が、同年5月29日付けでサハ103-410がそれぞれ廃車された。
2011年のダイヤ改正で阪和線・大和路線との直通快速列車が増発され、環状運転の列車が減少したため、103系の28両が日根野電車区へ転出した。これにより森ノ宮電車区の103系8両編成は5編成に減少し、8両編成のクハは高運転台車のみとなった。2011年4月25日には大阪環状線が1961年の開業から50周年を迎え、103系1編成と201系1編成に記念ヘッドマークが掲出された。
2012年3月のダイヤ改正では、桜島線の線内折返し列車もUSJラッピング車を含めて8両編成となった。103系によるUSJラッピングは2012年12月をもって終了し、以後は201系にUSJラッピングが施工された。
2012年6月の組織改組により、森ノ宮電車区の車両は吹田総合車両所森ノ宮支所の所属となった。
「大阪環状線改造プロジェクト」の一環として、103系の1編成で関西のラジオ局「FM802」とJR西日本のコラボレーションによる「OSAKA POWER LOOP」のラッピングが施工され、2014年6月1日より運行を開始した。2014年（平成26年）3月18日に玉造駅に隣接して開業した商業施設「ビエラ玉造」は、大阪環状線の103系をモチーフにした外装デザインとなっている。
3扉車による快速の直通運転の増加で4扉車と3扉車が混在する中、整列乗車の課題解消や将来のホームドア設置への対応のため、4扉の103系・201系は2016年（平成28年）より3扉ロングシートの323系への置き換えが決定した。323系導入前の2016年度初頭時点で103系は8両編成7本が存在したが、2016年12月24日の323系の営業運転開始より順次置き換えが進められ、2017年（平成29年）度初頭時点の103系の稼働編成は2編成のみとなっていた。
103系で最後に残った2編成のうち、「OSAKA POWER LOOP」編成は2017年（平成29年）9月7日に営業運転を終了した。オレンジバーミリオンで最後まで残った1編成も、形式数字の「103」にちなんだ2017年10月3日が最終運行となり、約48年間に及ぶ大阪環状線での103系の運用が終了した。また当編成の引退と同時にオレンジバーミリオン（朱色1号）の103系の稼働車が消滅した。
引退後に先頭車のクハ103形843・802号車が京都鉄道博物館にて11月3日から6日まで展示された。当初は大和路線ウグイス色の103系も展示される予定であったが輸送上の都合によりクハ103形802号車に変更された。

#### 関西本線（大和路線）・奈良線・おおさか東線

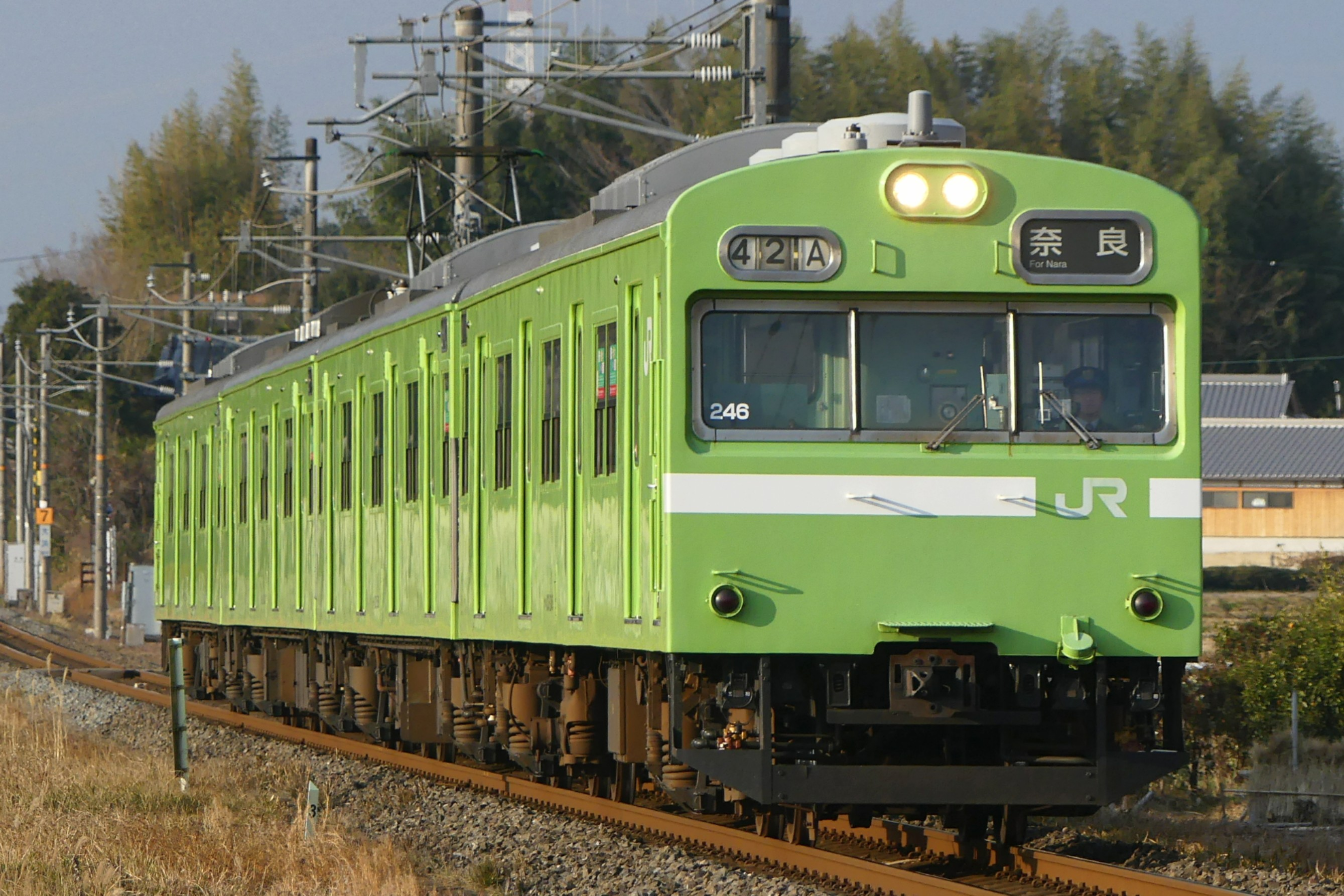
奈良線の103系NS413編成。
（2017年12月30日 ）

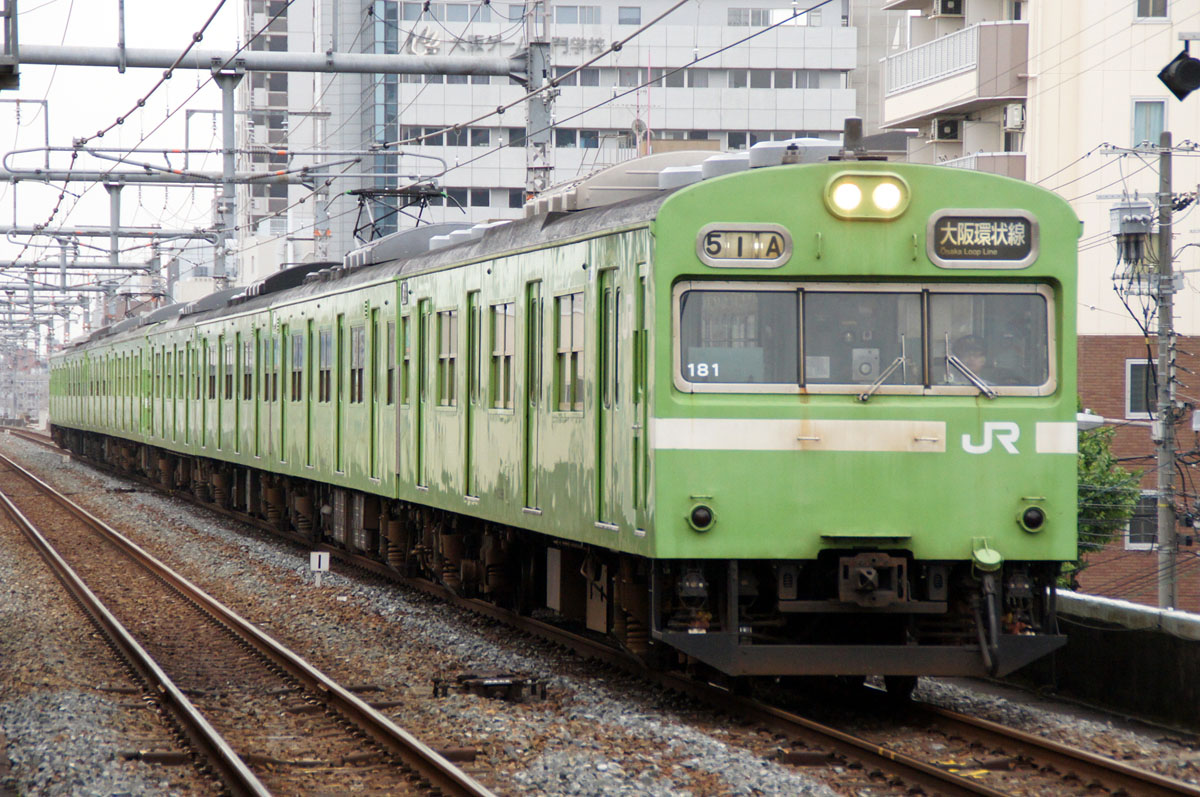
大阪環状線へ乗り入れる4両 + 4両の8両編成（2011年）

吹田総合車両所奈良支所所属の4両編成があり、奈良線を中心に運用されていた。車体色は黄緑6号（■ ウグイス）で、先頭車の前面窓下に警戒帯を配する。
関西本線の湊町（後のJR難波） - 奈良間電化時に投入された101系の置き換えのため、京阪神緩行線への201系投入によって捻出された103系が1983年より投入された。当初は日根野電車区（現：吹田総合車両所日根野支所）の配置であり、日根野区への入出庫との兼ね合いから、編成の向きが（日根野区の阪和線用車両等と）逆になっている。その後も淀川電車区（当時）・森ノ宮電車区など関西圏やのほか首都圏の各地から転入している。
1985年2月には、関西本線の101系の103系への全面置き換えが完了した。1985年3月14日のダイヤ改正で奈良電車区が開設され、関西本線の103系は同区の所属となった。
1986年11月1日国鉄ダイヤ改正で編成両数を短くしつつ日中の運転本数を増やす施策が取られたため、国鉄末期から1994年にかけては日根野電車区等から転入したクモハ103 + モハ102 + クハ103の3両編成が投入され、単独運転またはラッシュ時には2編成を併結した6両編成で運転されていた。101系クハ100形からの改造車であるクハ103形2000番台も登場している。
分割民営化後は、6両編成12本、3両編成10本の計102両がJR西日本へ承継された。
1987年度には、阪和線への205系1000番台投入で捻出された日根野電車区の車両が転入した。短編成高頻度運転の輸送力増強のため、6両編成の一部はモハ103 + モハ102を電装解除・先頭車化改造したクハ103形2550・2500番台を組み込み4両編成化された。
1988年3月13日のダイヤ改正で関西本線の加茂 - 木津間が電化され、加茂 - 湊町間には「大和路線」の路線愛称が制定された。加茂・奈良 - 湊町間には103系4両編成（ラッシュ時は併結8両編成）による快速列車が設定された。
1988年4月から10月にかけて、奈良県奈良市で博覧会「なら・シルクロード博覧会」が開催された。その開催期間には関西本線から梅田貨物線を経由して新大阪へ直通する臨時快速「シルクロード号」が運転され、奈良電車区の103系が使用された。
1993年以降、片町線やJR京都線・神戸線への207系の投入で捻出された103系が奈良電車区に転入し、より車齢の高い103系が代替された。片町線用であった淀川電車区からの転入車には自動解結装置を持つクモハ103・モハ102形5000番台とサハ102形もあり、1994年に自動解結装置の撤去と改番が行われている。
1994年より3両編成に付随車が組み込まれ、4両編成化された。一部編成にはATS-SWが設置され、3月より奈良線にも進出し、同線の113系の運用が終了した。また、桜井線や和歌山線でも103系が運用された。明石電車区から奈良電車区へ貸出の4両編成2本のうち、岡山電車区へ転属予定とされた1編成（クハ103-221ほか）は、緑のマスカット色に白帯3本の塗装で運用された。
1994年度には明石電車区と日根野電車区から10両が転入し、6両が宮原電車区に転出している。関西本線の湊町駅は1994年9月4日にJR難波駅に改称され、1996年3月22日に地下駅となった。
国鉄時代からの前面の黄色警戒帯は1990年度に撤去されていたが、1996年度に白色の警戒帯が設けられた。ウグイス色の車体が沿線の緑に溶け込み、保線作業員による識別が困難なためとされている。
2001年にはUSJ開業に伴うラッピング列車の運行開始により、森ノ宮との間で、先頭車の交換が行われた。転属された車両は「アメリカの街並み風景号（後のスパイダーマン号）」となった。
2005年より京阪神緩行線への321系の投入が開始され、同線の201系が森ノ宮電車区へ転属となった。これにより森ノ宮電車区の103系の一部が他線区へ転出し、奈良電車区への転入では103系老朽車やWAU102形による冷房改造車等に廃車が発生した。2006・2007年度には201系の6両編成が奈良電車区に配置され、103系6両編成の本数が減少した。
2008年3月におおさか東線が放出 - 久宝寺間で部分開業し、大和路線と同じく103系と201系の6両編成が投入された。2012年6月の組織改組により、奈良電車区の車両は吹田総合車両所奈良支所の所属となった。
環境省が2015年（平成27年）に国土交通大臣に提出した、奈良線の複線化事業に係る環境影響評価における、沿線環境対策についての指摘項目では、「適切な環境保全措置を講じ、転動音、車両機器音及び構造物音の低減を図ること」として、ロングレール化や、鉄橋におけるコンクリート床版化の極力導入と並び、「103系車両からの代替による低騒音型機器搭載車両の導入推進」が挙げられている。
4両編成は奈良線のほか、大和路線でも2本併結の8両編成で大阪環状線へ直通する区間快速でも使用されたが、2016年（平成28年）10月2日の運用改訂で221系に置き換えられ、以後は奈良線系統のみとなった。ダイヤ乱れ時など都合によりみやこ路快速の代走運用に入ることもある。4両編成は両端クハの編成とクモハを含む編成が混在することになったが、2007年にクモハ103-2505の4両編成が日根野電車区へ転出したことにより前者に統一された。
大阪環状線から撤退した吹田総合車両所森ノ宮支所の201系に置き換えられ、2018年1月24日をもって103系は関西本線（木津駅 - 奈良駅間を除く）、おおさか東線から撤退した。
奈良線についても、吹田総合車両所日根野支所の205系による置き換えが進められ、最後に残ったNS407編成、NS409編成も2022年3月11日の営業運転が最後となり、定期運用を終了した。定期運用終了後も予備車扱いで吹田総合車両所奈良支所に留置されていたが、一度も運用に入ることはなく、2022年7月27日に2編成とも吹田総合車両所へ回送され、同月28日付で廃車された。

#### 阪和線

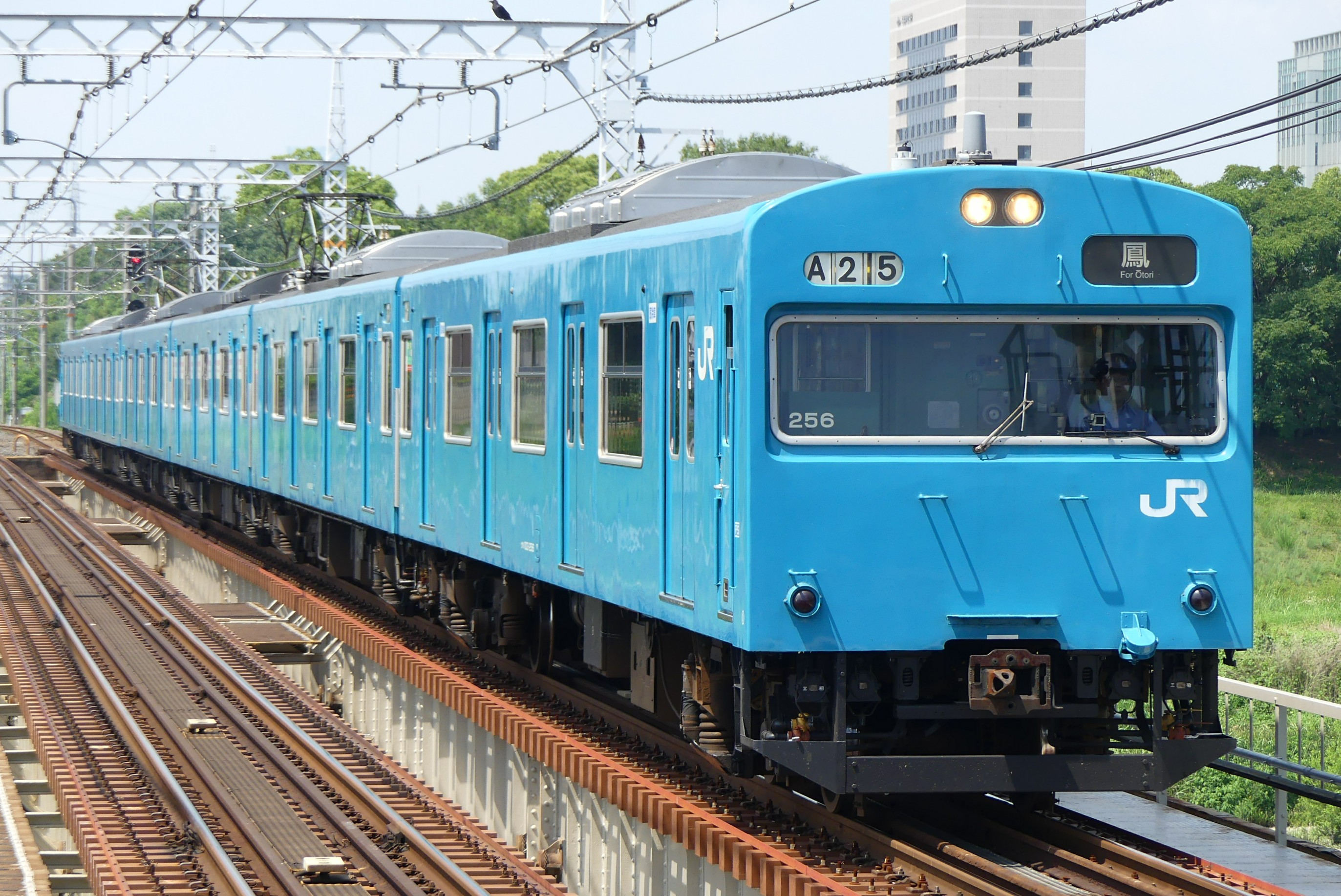
阪和線の103系HK609編成。
（2017年7月15日 浅香駅）

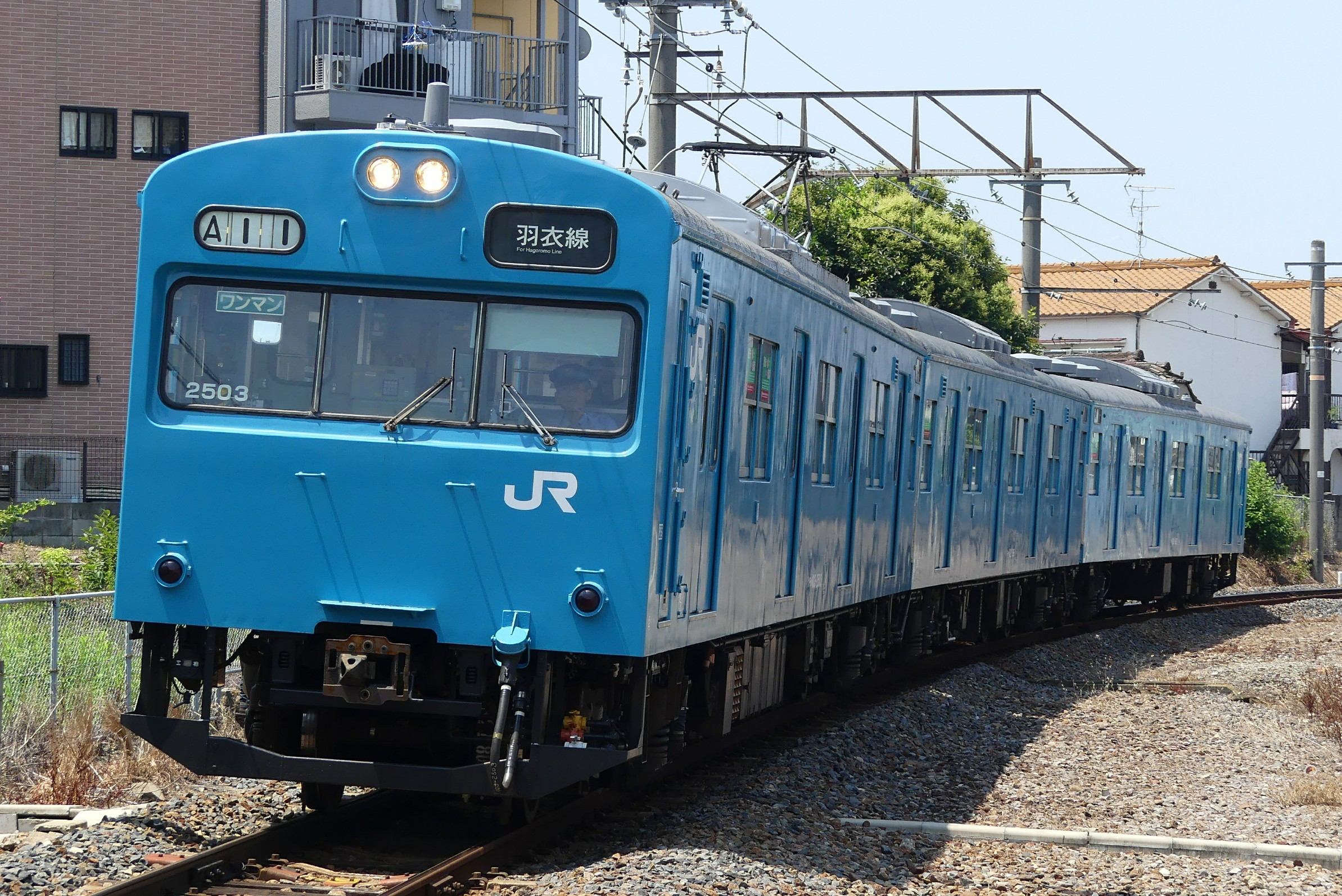
羽衣支線の103系HL102編成。
（2017年7月15日 ）

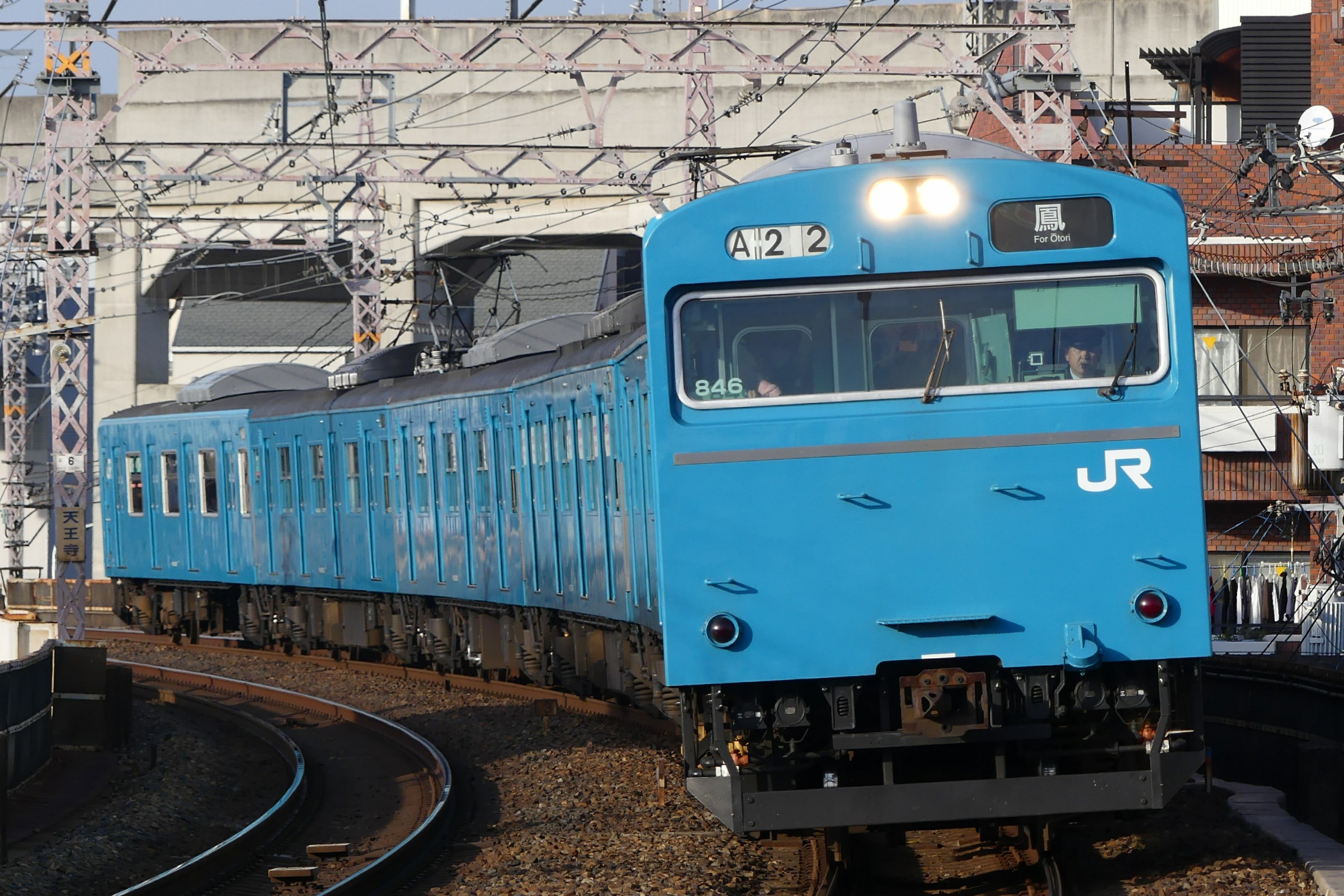
高運転台車クハ103-846ほか6両編成

吹田総合車両所日根野支所所属の6両・4両・3両編成があり、阪和線（鳳 - 東羽衣間の羽衣支線含む）で使用されていた。
1968年10月1日のダイヤ改正（ヨンサントオ）により、関西初の103系となる6両編成4本が鳳電車区に配置され、当初は主に快速列車で使用された。車体色は青22号（■ スカイブルー）となった。
阪和線の天王寺 - 鳳間は1965年（昭和40年）6月から6両運転を開始したが、鳳以南から天王寺に運転されている快速列車の朝ラッシュ時の混雑が1965年（昭和40年）11月現在で319 %となっていた。さらに鳳以南では1968年度までに26,000戸の住宅開発が予定されており快速列車の6両運転を計画していたが、1968年10月改正に合わせて設備が完成することから6両編成の103系を快速列車用として投入した。103系投入により快速のスピードアップが図られ東和歌山（現在の和歌山）- 天王寺間で通勤時間帯9分、日中7分の時間短縮が行われた。103系は山手線や京浜東北線という緩行線用に使用しており、快速用として使用するのはこのときが初めてである。
1974年には山手線から103系の6両編成10本が転入し、当初はウグイス色のままで、関西本線の101系と同じく前面に警戒帯としてカナリアイエロー（黄色5号）の帯が配されていた。1976年以降も京浜東北線からの103系の転入が進められ、1977年3月15日のダイヤ改正で羽衣支線を含めた新性能化が完了した。この新性能化で3両編成が必要となったため、関西初となるクモハ103形が浦和電車区より転入している。旧性能車は同年4月14日のさよなら運転をもって阪和線での運転を終了した。
阪和線の支線である鳳 - 東羽衣間（羽衣線）は3両編成の旧形国電により運転されていたが、1977年（昭和52年）春に阪和線用を含め33両が増備され、同区間用には103系を3両編成に組成して投入した。この投入により、同年4月14日改正にて阪和線新性能化が完了した。3両編成を組むため編成はクモハ103-モハ102-クハ103となったが、103系の3両編成による運転はこの阪和線が最初のケースとなった。
1978年に紀勢本線の和歌山駅 - 新宮駅間が電化され、103系を含む鳳電車区の所属車は日根野電車区に転出した。1980年には、高運転台非ATC車を含む冷房車6両編成3本が新製投入された。1986年11月1日のダイヤ改正では短編成・高頻度運転化により4両編成が登場し、101系より改造のクハ103形2050番台も配属された。
阪和線の103系は、6両編成29本、4両編成17本、3両編成2本の計248両がJR西日本に継承された。
JR化後の1987年6月21日、父の日にちなんで運転された臨時列車「お父さん感謝大漁号」は、日根野電車区の103系3両編成の間に同区の165系3両編成を挟んだ混結6両編成で天王寺駅 - 和歌山駅 - 和歌山市駅間を走行した。編成はクモハ103-モハ102 + クモハ165-モハ164-クハ165 + クハ103の6両編成であった。
1987年7月1日に123系クモハ123-5・6が羽衣線に投入されると、日中はクモハ123形のみ、朝ラッシュ時にはクハ103-194を連結した3両編成での運転が行われた。クモハ123 + クモハ123 + クハ103という編成で、始発から朝ラッシュ時は3両編成、日中は1両、夕ラッシュ以後は2両編成という柔軟な運用になった。
羽衣線では1989年10月20日から車内での運賃収受のないワンマン運転を103系で開始され、123系2両とともにワンマン化改造が行われた。
1994年の紀勢本線紀伊田辺駅・周参見駅への延長運転に備えて、4両編成4本にATS-SWが設置され、識別のため前面に白帯が設けられた。後にATS-SWが対象全編成に設置されたため区別が不要になり、白帯は1999年度から2003年度にかけて撤去された。
1995年1月の阪神・淡路大震災後は先頭車が必要になったため、クハ103-194を他線区に転用する代わりに森ノ宮区のサハ103-758をワンマン化改造してクモハ123形2両の中間に組み込んだ。クモハ123-5・6は1995年に宇野線のクモハ84形置き換えのため岡山電車区へ転出し、羽衣線は103系による終日3両編成での運転に戻った。
2001年にはUSJの開業に伴い、6両編成1本が森ノ宮へ転属され、同車は「ユニバーサルグローブ号（後のセサミストリート号）」となった。
1999年には8両固定編成が登場し、同年5月10日のダイヤ改正より朝夕ラッシュ時の快速に充当された。2003年から2006年まで鳳駅 - 大阪環状線間で運転された区間快速には8両固定編成が充当された。
225系5000番台の導入により、4両2本併結の8両編成は2011年3月12日のダイヤ改正で姿を消した。このダイヤ改正では関空・紀州路快速の増発と紀州路快速の日根野以南の各駅停車化が行われ、103系と205系は日中は専ら天王寺駅 - 鳳間の普通列車の運用となり、日根野・和歌山方面は朝夕と夜間のみの運転となった。
2016年（平成28年）7月からの225系5100番台の投入に伴って、阪和線の103系は同年12月23日に4両編成が定期運用を離脱、2017年（平成29年）7月には6両編成が置き換えられ、阪和線本線での運用は終了した。2018年（平成30年）3月17日のダイヤ改正では羽衣線用の3両編成が225系5100番台4両編成に置き換えられ、阪和線の103系の運用は終了した。置き換えられた103系は全車廃車となった。

2017年10月12日、阪和線のHK607編成（クハ103-837ほか6両編成）が吹田総合車両所日根野支所から網干総合車両所明石支所に回送された。日根野から明石に転属し、編成はR2編成となり、和田岬線用R1編成を置き換えると思われたが、営業運転に入ることなく2018年2月15日付で廃車となっている。なお後述の通り、R1編成は2023年（令和5年）3月18日をもって引退した。

#### 東海道・山陽緩行線（京阪神緩行線）

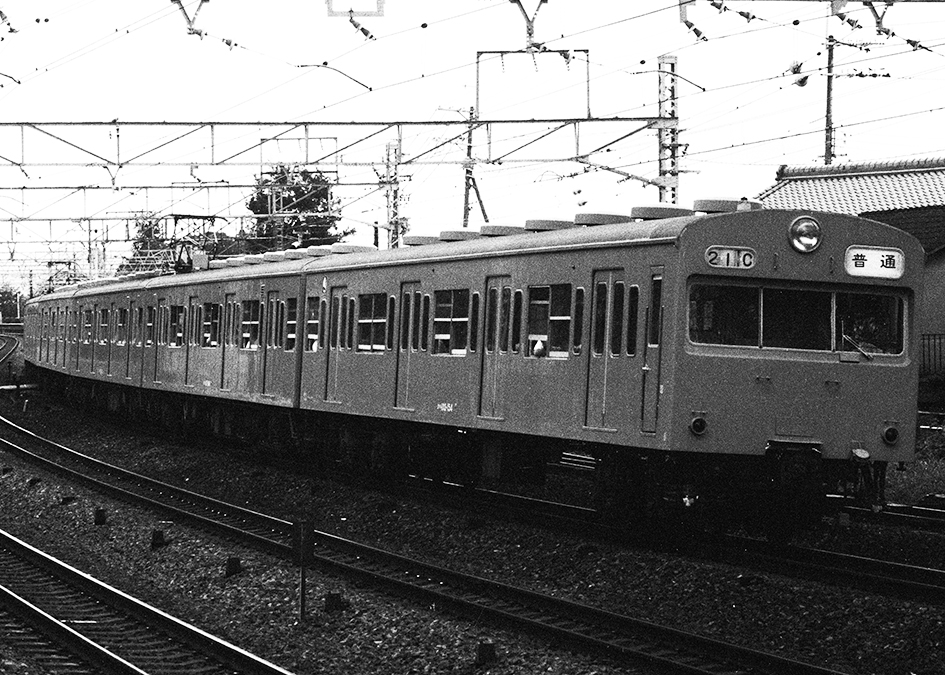
京阪神緩行線 クハ103-154先頭の7両編成（1983年）

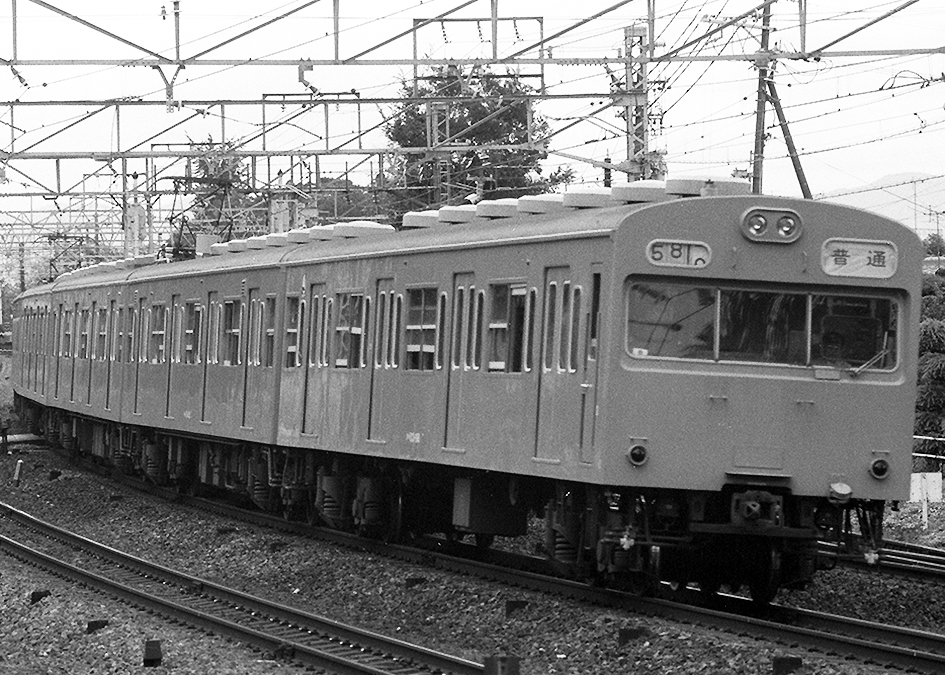
京阪神緩行線の103系ユニット窓非冷房車（山崎駅、1983年）

東海道・山陽本線の京都 - 西明石間で複々線の内側線（電車線）を走行する各駅停車の運転系統は京阪神緩行線（東海道・山陽緩行線）と呼ばれ、戦前型3扉車の51系や72系といった旧性能電車が使用されていたが、大阪万博前年の1969年より103系の投入が開始された。
1969年8月に最初の7両編成1本が落成し、同年10月1日改正で運用が始まり、万博開催前の1970年2月までに7両編成15本の105両が投入された。配置は明石電車区、車体塗装は阪和線に続いてスカイブルー（青22号）となった。当時の京阪神緩行線では前面の行先表示を省略しており、前面方向幕には「普通」とのみ表示していた。運用開始後、前面窓にデフロスタが追設された。
山陽新幹線の岡山開業に伴う1972年3月15日のダイヤ改正では、新快速の153系による日中15分間隔運転が開始されたが、同じ線路を走る緩行線の普通列車は、旧性能車では待避駅まで逃げ切るのが困難なため、新快速運転時間帯は103系に統一することとなった。103系は増発分を含む増備車109両が明石電車区に配置されたが、非冷房車ながらユニット窓とシールドビーム2灯となり、量産冷房車への過渡的な形態となった。この改正では緩行線の運転系統も変更され、従来は京都 - 西明石間と吹田 - 甲子園口間であったが、京都 - 甲子園口間と吹田 - 西明石間に分割された「串刺しダイヤ」となった。
1974年1月から3月にかけて、関西初の量産冷房車が京阪神緩行線に77両投入された。中間車は高槻電車区に新製配置されたが、先頭車は山手線・京浜東北線にATC対応車を投入して差し替えられたATC非対応の量産冷房車が転入した。当初は側面方向幕も含めて「普通」のみ表示であったが、同年秋頃より「京都」「西明石」など行先の表示が実施された。
1975年には完全新性能化を目的に80両が投入され、京阪神緩行線の全車両が103系となった。
1982年12月より、201系の7両編成32本が京阪神緩行線に投入された。103系は関西本線・片町線の101系置き換え用として転出し、付随車は阪和線の快速8両編成化に用いられたほか、首都圏にも転出した。
1985年3月14日のダイヤ改正では、京阪神緩行線の一部列車が草津・加古川まで延長された一方、昼間時間帯（10時から15時）は京都に入らず高槻折返しとなり、高槻以遠は快速が各駅に停車した。これにより日中は201系のみでの運用が可能となり、スピードアップと「串刺しダイヤ」の解消が行われ、103系の運用は朝夕のみとなった。1986年11月1日のダイヤ改正より205系の7両編成4本が投入され、103系は阪和線、首都圏に転出した。
京阪神緩行線の103系は、7両編成19本の133両がJR西日本に継承された。103系は引き続き201系・205系とともに運用されたが、103系の運転区間は京都 - 西明石間とされた。1988年には京都 - 大阪間にJR京都線、大阪 - 神戸 - 姫路間にJR神戸線の愛称が制定された。
民営化直後は非冷房車が7編成あったが、冷房化改造や宮原・淀川電車区への転出も進められ、1988年度時点で非冷房車は1編成となった。1990年には日根野電車区との間で非冷房車の1編成が差し替えられ、101系からの改造車であるクハ103-2052が転入した。同年3月31日付けでモハ103-230が廃車となり、JR西日本所属車では初の廃車となった。明石電車区で保留車となっていたモハ102-385は、1989年に事故廃車となった105系クハ105-7の代替として1990年に電装解除・先頭車化・冷房化の改造が実施され、105系のクハ104-551となった。同車は末期は日根野支所新在家派出所に配置され、2019年12月2日付けで廃車された。
1991年時点では明石電車区に7両編成15本（うち非冷房車1本）と保留車を含む110両が配置されていたが、103系の運用は朝夕ラッシュ時に限定されており、日中は京都駅や明石電車区などに留置された。
クハ103-2052を含む非冷房車編成は1992年に4両編成化され、明石電車区の訓練車となったが、同年内にクハは廃車となり、電動車ユニットも奈良電車区に転属して旅客営業に復帰したことで消滅した。これにより明石区の103系は全車が冷房車となった。
1993年3月18日改正で福知山線（JR宝塚線）に207系0番台が投入されたことに伴い、福知山線103系の一部が宮原運転所から明石電車区へ転入、カナリアイエローからスカイブルーへ塗り替えとともに京阪神緩行線初の高運転台となった。
1994年には吹田工場高槻派出所に207系1000番台が新製配置され、同年3月1日に運用が開始された。103系は1994年3月24日に京阪神緩行線での運用を終了し、宮原・森ノ宮・奈良・日根野・岡山の各電車区と広島運転所に転出した。

#### 片町線

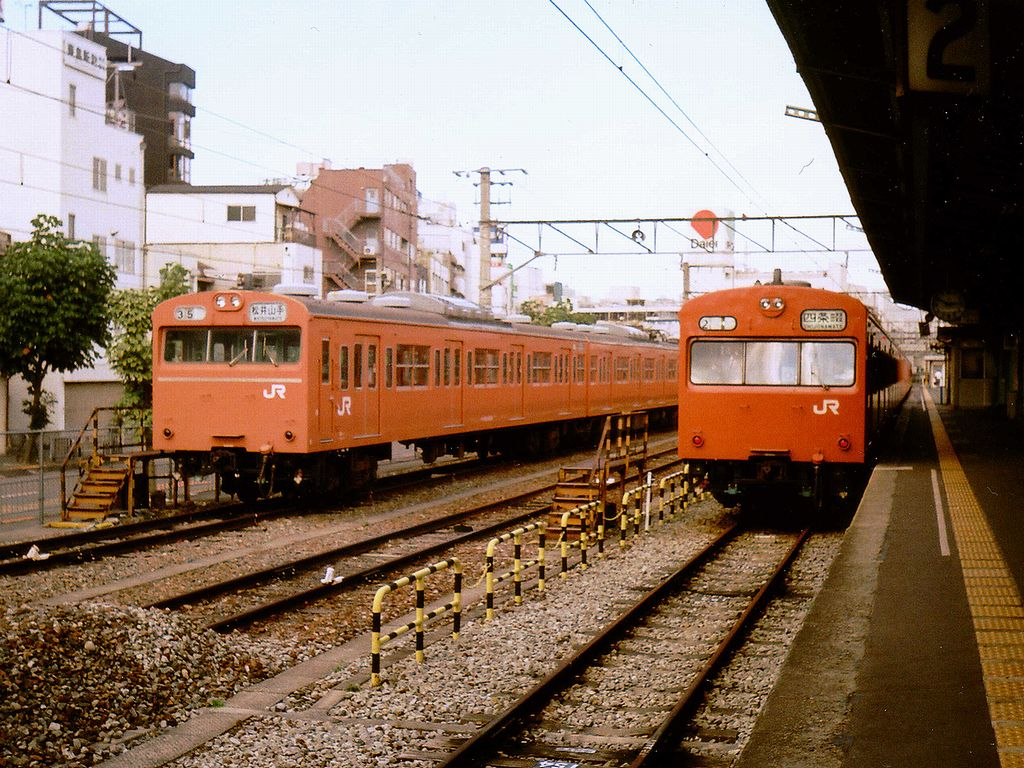
片町線の103系（片町駅、1989年10月）

片町線では40系・42系・72系などの旧性能電車が1970年代まで使用されていたが、1976年に101系の導入が開始され、1978年には冷房車が導入されるなど近代化が進められた。1979年10月1日のダイヤ改正では片町線の四條畷 - 長尾間の複線化、関西の国鉄で初の自動改札機の導入、6両編成化などの輸送改善が実施され、これに合わせて103系の新製冷房車が投入された。
103系は1979年に6両編成1本が淀川電車区に新造投入され、先頭車は高運転台車で初の非ATC車となった。車体塗装は大阪環状線と共通のオレンジバーミリオン（朱色1号）となった。
翌1980年には7両編成3本が新製投入され、このうち1本は大阪環状線から転入の低運転台車が先頭に立った。1983年からは京阪神緩行線への201系投入で捻出された編成が転入し、1984年2月の福知山線103系6両編成の4両編成短縮化で捻出された電動車ユニットも転入した。
1985年、淀川電車区が桜ノ宮駅北側から放出駅付近に移転したため、吹田工場への入場経路変更の関係から全編成が方向転換された。同年から翌1986年にかけては、京阪神緩行線への201系投入で捻出された103系のサハが明石電車区より転入し、各編成が7両編成となった。
淀川電車区に所属する片町線の103系7両編成19本は、101系7両編成2本とともにJR西日本に継承された。1988年3月には片町線に「学研都市線」の路線愛称が制定され、ダイヤ改正により快速列車の運転が開始された。
1989年3月11日に長尾 - 木津間の電化が完成し、長尾 - 大住間に松井山手駅が開業した。松井山手駅で分割併合を行うため、103系7両編成のうち13本を4両と3両に分割し、自動解結装置を設置する改造が行われた。奈良電車区や明石電車区からの転入車もあり、基本編成は付属編成より3本多い16本の配置となった。片町 - 松井山手間は7両で運転し、ホーム長の短い松井山手 - 木津間は3両で運転された。昼間時間帯は付属4両を切り離し、3両編成単独での快速運用も行われた。
101系の2編成は1989年に桜島線用として森ノ宮電車区へ転出し、片町線は103系に統一された。1990年には木津へ乗り入れる編成が4両編成となり、4両 + 3両から3両 + 4両に編成替えが行われた。転入車改造の3編成では、2編成に明石電車区から転入のサハ103形が、1編成は奈良電車区のモハ103-232がサハ103-2501に改造されて組み込まれた。
1991年には207系0番台の試作車7両編成1本が投入され、103系の非分割編成1本が森ノ宮電車区へ転出した。その後の207系の4両・3両編成の増備により103系は増解結運用から撤退し、快速は207系の運用となり、103系は片町 - 四條畷・松井山手間の普通列車での運用となった。103系の配置両数は半減し、森ノ宮、日根野、奈良、明石の各電車区のほか広島・下関の各運転所への転出が行われた。
1996年9月8日、最後に残った103系7両編成1本によるさよなら運転が行われ、11日で営業運転を終了した。運用終了後の103系は宮原電車区に転出した。
1997年3月8日のダイヤ改正でのJR東西線の開業に伴い、片町線は京橋 - 片町間が廃止となった。淀川電車区も車両の配置がなくなり、森ノ宮電車区放出派出所となった。

#### 福知山線（JR宝塚線）

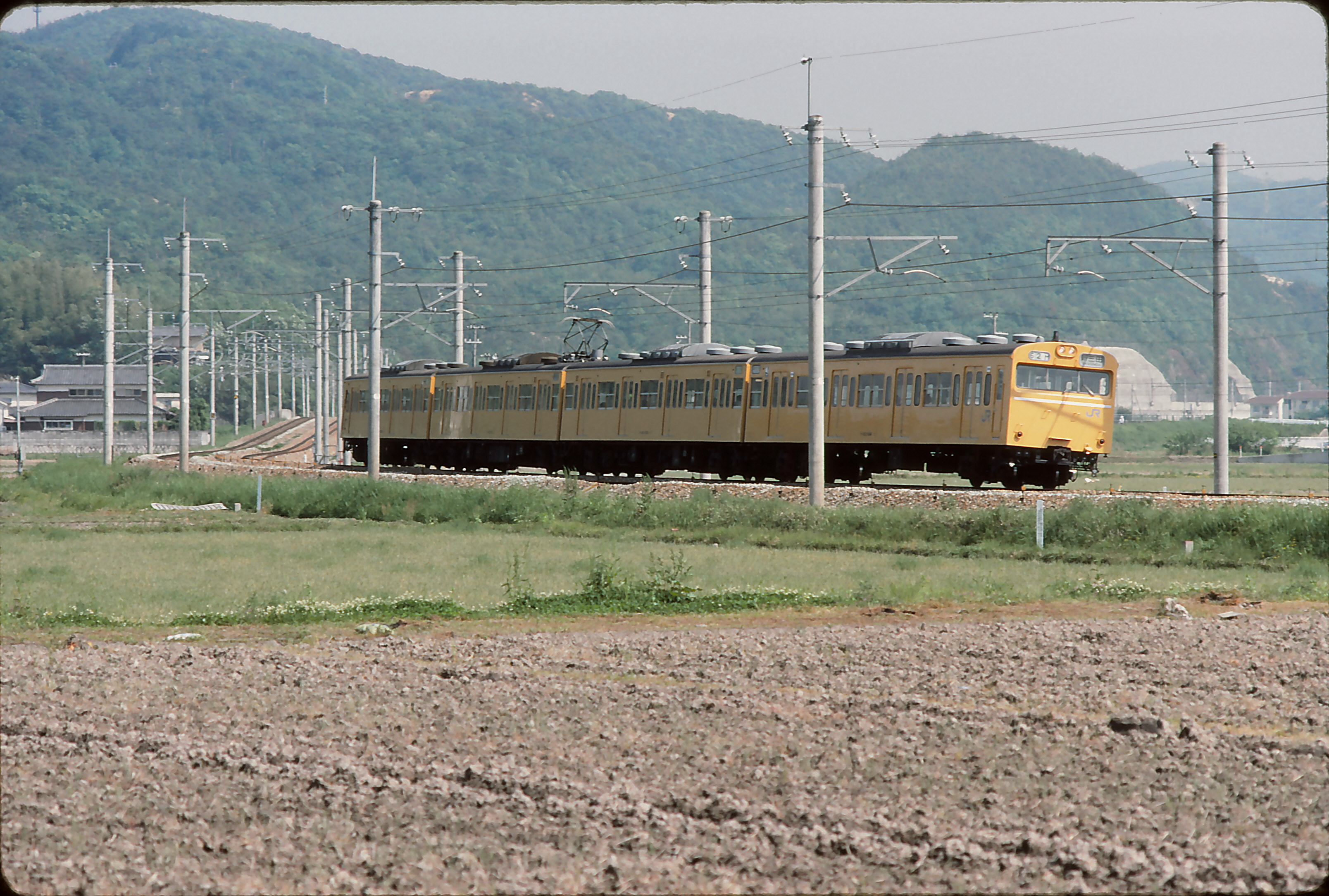
福知山線の103系（道場 - 三田間、1991年）

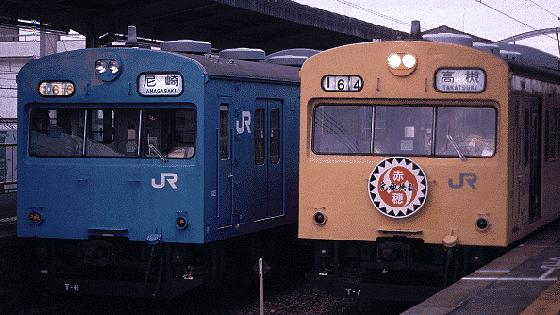
塗装変更過渡期の103系（1998年）

1981年4月1日に福知山線の尼崎 - 宝塚間が電化されるのに伴い、103系の6両編成6本36両が宮原電車区に新製投入された。クハは高運転台の非ATC車であり、車体塗装は関西の103系で初のカナリアイエロー（黄5号）となった。
乗客数の伸び悩みから、1984年2月1日のダイヤ改正で4両編成に短縮され、中間電動車ユニットは他線区に転出した。1986年に福知山線が全線電化されると、103系は新三田まで運用範囲が拡大された。
福知山線の103系は、4両編成6本の24両がJR西日本に継承された。PRの施策として、103系には編成ごとに異なる「イエローライナー」のヘッドマークが掲出された。篠山口までの乗り入れも行われたが、1991年度には運転区間が新三田までに短縮された。
1989年3月11日のダイヤ改正では、明石電車区より非冷房・低運転台の4両編成3本がスカイブルー塗装で転入したが、同年5月にはWAU102形分散冷房装置での冷房化改造とカナリアイエローへの塗装変更が行われた。このうち1編成は1989年度内に日根野電車区に転出している。
1991年時点では宮原電車区に8編成32両が在籍し、分散冷房の低運転台車が2編成、残り6編成が高運転台車（宮原新製配置）となっていた。1992年度には宮原電車区に207系の4両編成4本が配置され、103系は低運転台車2本が広島運転所に、新製配置車のうち2本が明石電車区へ転出した。残る103系は宮原新製配置の4両編成4本となった。
1993年度には明石電車区から転入の電動車ユニットが組み込まれ、再び6両編成となった。1994年8月に三田 - 新三田間で発生した踏切事故により、クハ103-839が廃車となっている。補充として奈良電車区より6両編成1本が転入したほか、事故編成の残存車は1995年の阪神・淡路大震災後の輸送力増強用として広島運転所からの借入車と組成した6両編成で使用された。
JR東西線が開業した1997年3月8日のダイヤ改正では、宮原区の103系は全編成が7両編成となった。この改正では東海道本線の高槻までの乗り入れも開始された。207系の淀川・高槻電車区への転出と103系の淀川・森ノ宮電車区等からの転入により、宮原区の103系は低運転台車を含む7両編成8本となった。
1997年9月1日のダイヤ改正では、東海道本線への乗り入れ区間が京都まで延長された。平日朝ラッシュ時・夜間には103系による尼崎 - 京都間の列車も設定され、尼崎 - 大阪間では塚本駅に停車する内側線を走行した。
1998年度より車体塗装のスカイブルーへの変更が実施され、2001年度をもって関西からカナリアイエローの103系が消滅した。
2001年にはUSJの開業により、サハを抜いた6両編成1本が森ノ宮へ転属し、同車は「ウッドペッカー号」となった。
2003年に網干総合車両所明石支所へ207系2000番台が56両投入されたのに伴い、宮原区の103系は2003年8月17日に営業運転を終了した。運用終了後は一部の付随車を除いて日根野・森ノ宮・奈良の各電車区と広島運転所に転出した。
2005年4月25日に福知山線の尼崎 - 塚口間で発生した脱線事故の影響により、森ノ宮電車区の103系1本がオレンジバーミリオン塗装のまま7両編成で貸し出され、8月1日より京都 - 甲子園口・新三田間で運用された。9月1日からはJR東日本からの譲渡車（元武蔵野線E38編成）を組成変更してスカイブルーに塗装変更した7両編成に変更され、321系投入前の11月30日まで運用された。運用離脱後は付随車が廃車となり、残る6両が日根野電車区へ転出した。

#### 和田岬線

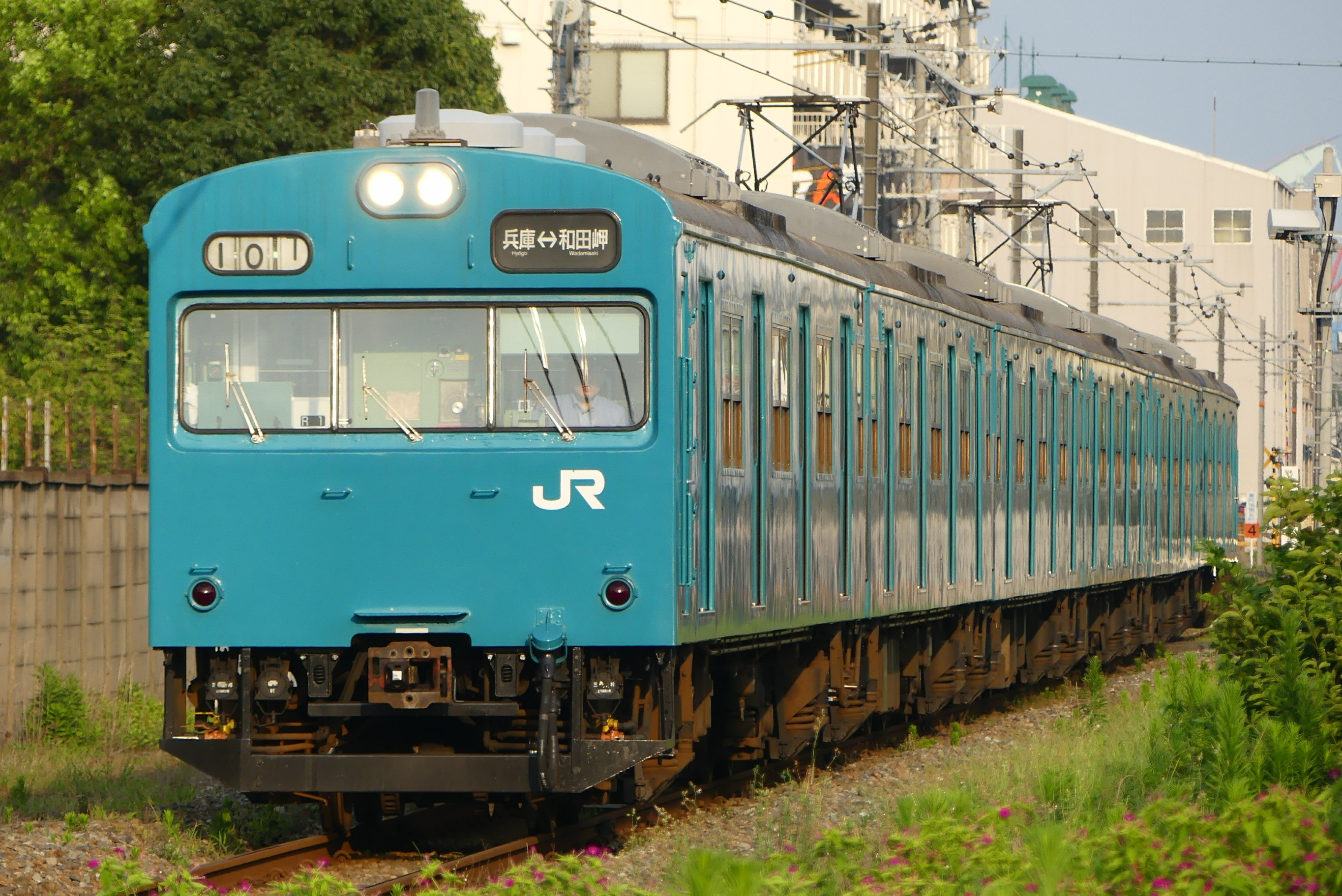
和田岬線の103系（2017年7月16日 ）

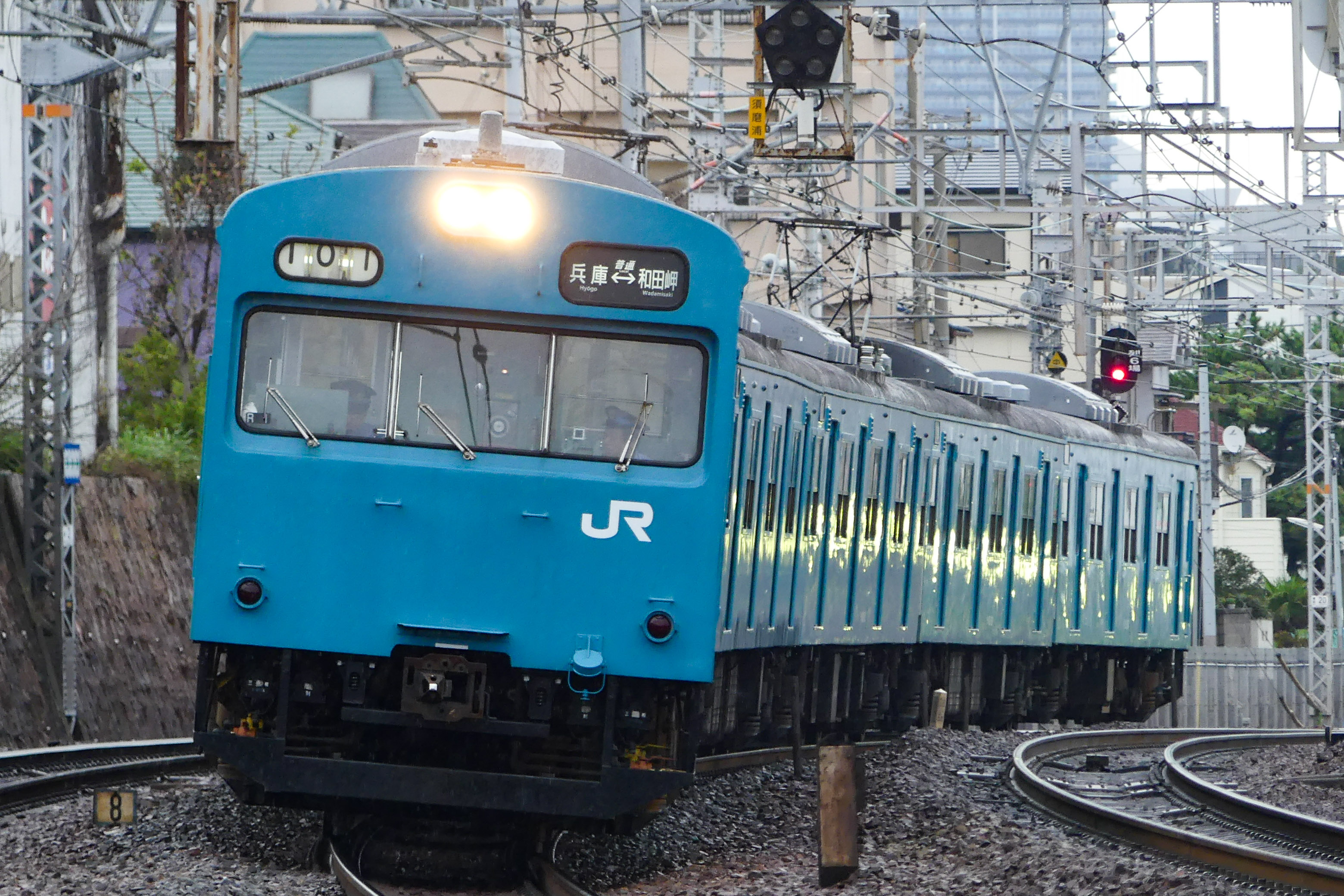
和田岬線103系のJR神戸線内回送列車（須磨 - 塩屋間）

山陽本線の支線で兵庫 - 和田岬間を結ぶ和田岬線では、客車列車時代にはオハ64形・オハフ64形が、1990年以降は気動車のキハ35形・キクハ35形300番台が使用されていたが、2001年7月1日の電化に伴って103系の6両編成1本が和田岬線専用として投入された。森ノ宮電車区から網干総合車両所明石支所への転属車が使用され、塗装はスカイブルー（青22号）となった。編成はR1編成で、全車が延命N40工事車である。
和田岬線は朝夕のみの運転であり、休日は朝夕1往復ずつのみの運転となる。日曜日の日中や指定の日には、大久保駅での折返しを経て西明石まで回送され、明石支所へ入庫する。和田岬線への入線は鷹取駅と兵庫駅和田岬線ホームを結ぶ小運転線で行われるが、この小運転線を利用した「神戸乗務員訓練センター」（2000年開設）が設けられており、営業列車のない日中には103系R1編成による乗務員訓練も実施されている。
103系は1編成のみのため、検査等の場合は他形式による代走となる。当初の代走編成は201系と207系が使用されたが、201系の京阪神地区撤退後は207系で運用されている。車内広告の掲出は行われていない。
明石支所の103系はR1編成のみであったが、2017年10月13日付で吹田総合車両所日根野支所より元HK607編成（クハ103-837ほか6両編成）が転入し、R2編成となった。両端の先頭車は高運転台の体質改善40N車、中間車4両は体質改善30N車であった。R2編成は転属後、営業運転に入ることは一度もなく、2018年2月14日に吹田総合車両所本所へ回送され、翌2月15日付で廃車となった。
2020年1月に検査出場したR1編成は、床下が台車のみグレーに塗装された。
103系のスカイブルー色（青22号）および基本番台最後の定期運用となっていたが、2023年3月18日の運行をもって207系に置き換えられ運行を終了、翌2024年5月15日付けで廃車された。

#### 加古川線

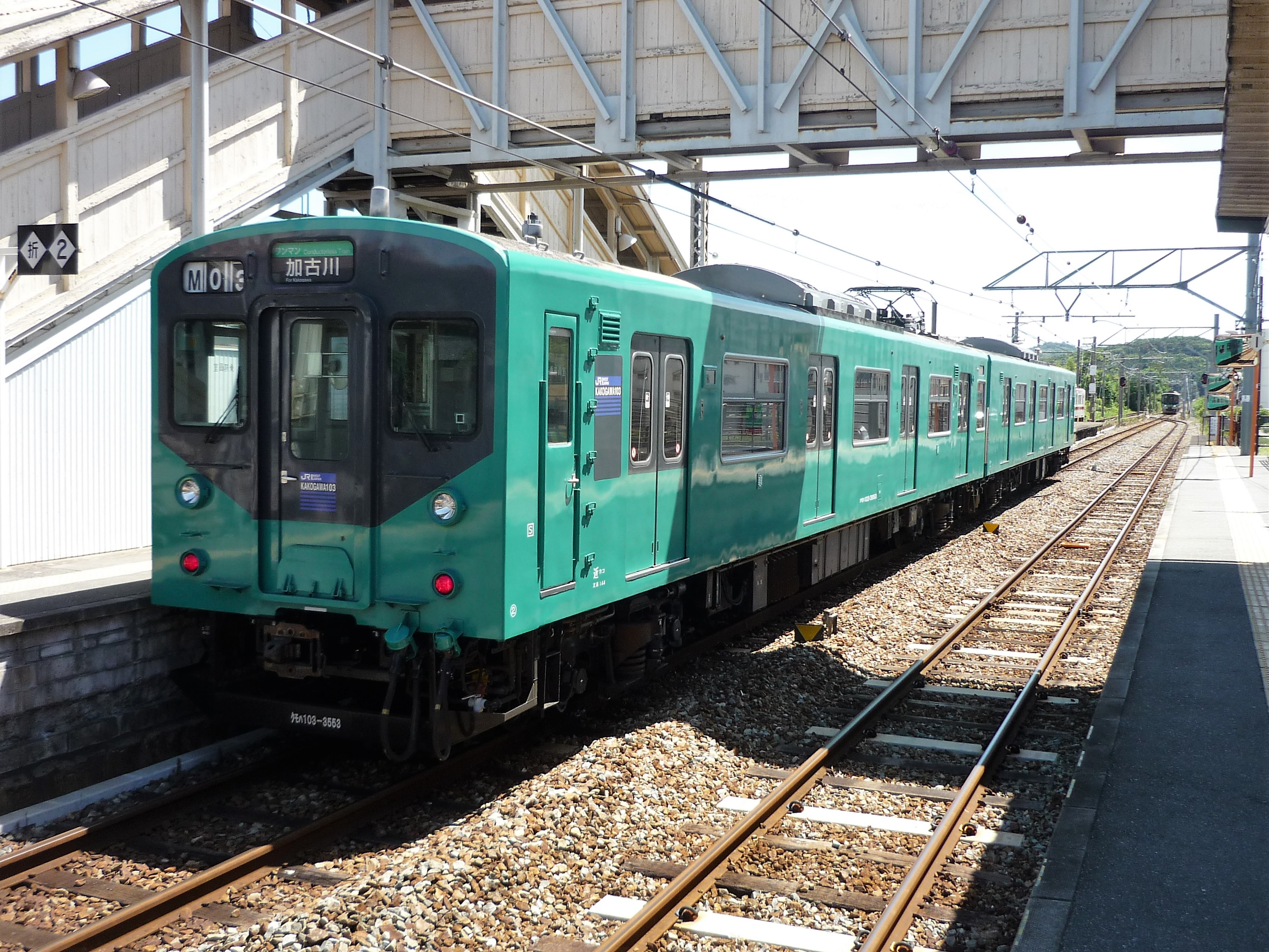
加古川線の103系3550番台（粟生駅、2018年）

2004年12月19日の加古川線の電化に合わせて、103系のワンマン化改造車3550番台の2両編成8本が125系新造車4両とともに投入され、厄神駅に隣接する加古川鉄道部に配置された。3550番台は体質改善40N工事済の0番台中間電動車ユニットの先頭車化改造車であり、森ノ宮電車区や奈良電車区からの転入である。加古川鉄道部は2009年7月に網干総合車両所の加古川派出所となった。車体塗装はエメラルドグリーン（青緑1号）。
103系の定期運用区間は加古川 - 西脇市間であり、西脇市 - 谷川間の定期運用は125系のみである。103系は通勤通学時間帯を中心に運用され、日中は125系単行が主体となっている。西脇市 - 谷川間では125系の代走として使用されたことがあるほか、団体臨時列車「歌声列車」として入線した実績がある。
2004年の電化当時より、103系の4編成で西脇市出身の美術家、横尾忠則によるデザインのラッピングが行われ、2012年まで運転された。
2020年（令和2年）現在、運行中の103系エメラルドグリーン色（青緑1号）車両の唯一の配置線区となっている。

#### 播但線

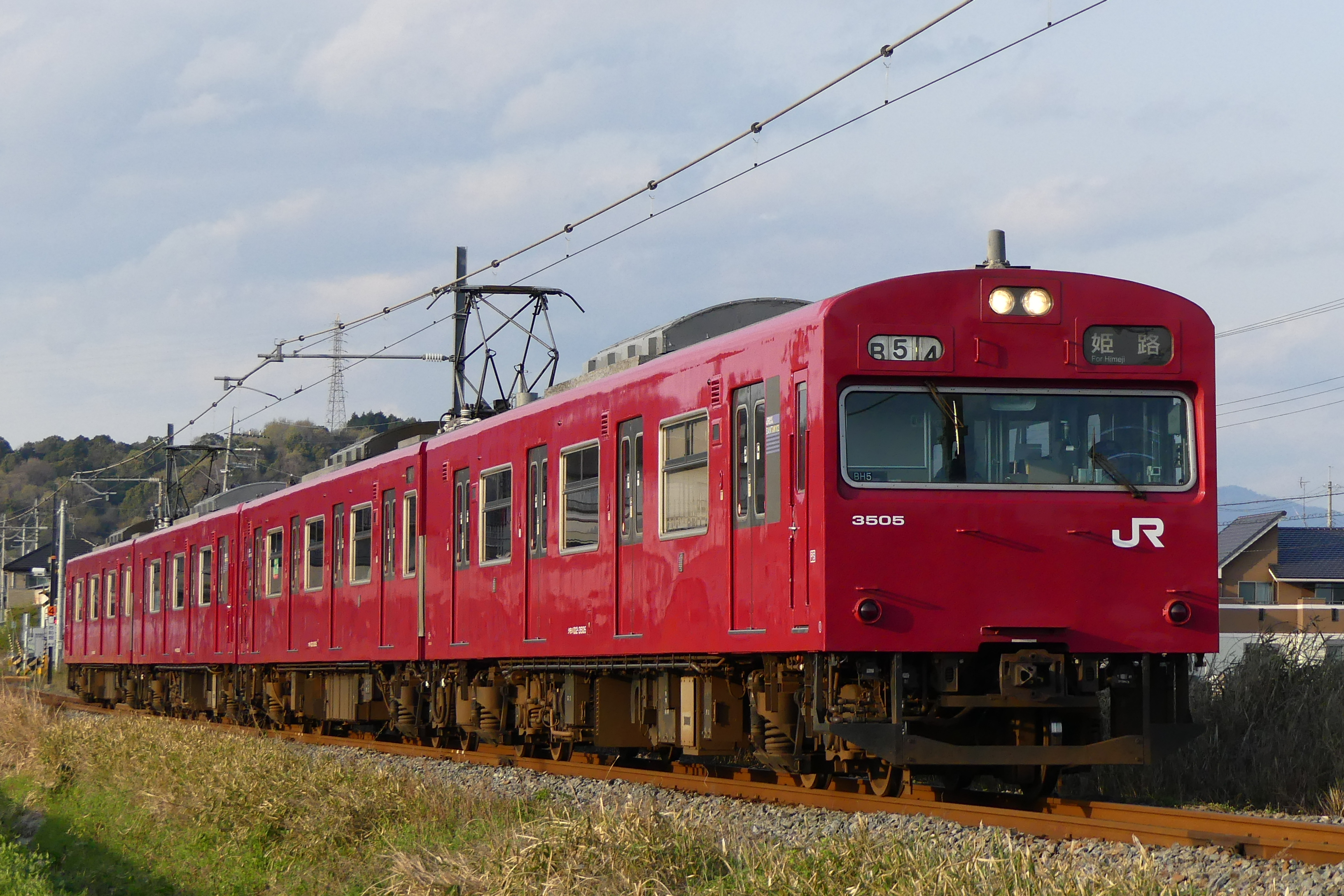
播但線の103系3500番台（溝口駅－香呂駅、2018年）

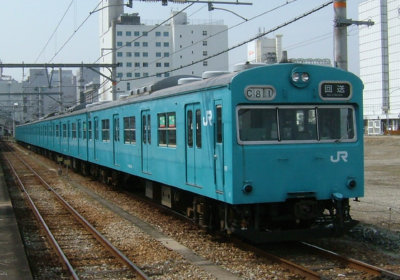
0番台6両編成（2006年）

1998年3月14日に播但線の姫路 - 寺前間が電化されるのに合わせ、103系のワンマン化改造車3500番台の2両編成9本が投入され、網干総合車両所に配置されている。クモハ103形2500番台を含むユニットが種車であり、奈良電車区や日根野電車区から転入した。
2両編成のほか、2編成併結による4両編成の運用もあり、姫路・福崎・寺前の各駅では分割併合作業も行われる。
2019年以降の検査出場にて、全編成の床下が台車のみ灰色塗装となった。2020年出場のBH3編成のみ、尾灯がクリアレンズに変更されている。2024年6月のBH3編成より、冷房装置がWAU709Aに更新されている。
1998年の電化開業以来、播但線では朝ラッシュ時に本線からの応援車両として宮原電車区の113系6両編成、後に網干総合車両所の221系6両編成が1往復運用されていたが、2006年3月26日の姫路駅山陽本線ホームの高架化で山陽本線と播但線の行き来が複雑になり、この運用が独立した。2006年3月18日より、日根野電車区から網干総合車両所に転属した103系0番台の6両編成1本が播但線での運用を開始した。
転入した103系0番台はクハ103-15ほか6連で、編成番号はR10編成となった。塗装はスカイブルーのままで、平日朝ラッシュ時に運用される。所属標記は「神ホシ」に変更されたが、塗装変更はされず、1999年10月に次ぐ全般検査は行われなかった。
103系0番台6両編成は、2006年11月に223系2000番台4次車の投入で運用に余裕が発生した113系6両編成に変更されるまで運用された。全車最初期の1964年製造で老朽化が進んでいたため、2006年12月15日付で廃車された。

#### 岡山地区
下関地区と同様に115系非冷房車を置換えるため、1994年より広島支社に続いて岡山支社にも投入、同年4月25日より営業運転を開始した。岡山電車区に4両編成5本20両配置で、山陽本線岡山地区や宇野線などで運用された。
塗装は独自の「マスカット色」に変更された。薄緑に太い白帯1本と細い白帯2本というもので、薄緑はマスカットが岡山県の名産品の1つであることに由来している。
| クハ103 | モハ103 | モハ102 | クハ103 |

編成構成はすべて0番台でクハ103形は1次改良型と初期量産冷房車、中間車も1971年以降のユニット窓装備車で統一された。冷房装置は全車一般的なAU75形を搭載する。中間MM'ユニット3組は延命N40工事車、他の14両は延命N工事車で、戸袋窓は全車とも閉塞施工済である。
長らく20両で推移したが、2004年に213系「マリンライナー」の転用により運用離脱し、3編成が広島支社に、N40施工MM'ユニット1組が奈良電車区に転属し、MM'ユニットと編成を組成していたクハ2両は廃車された。広島地区への転属車両もしばらくはマスカット色で残り、瀬戸内色の車両と共通運用されていた。
残存1編成は2005年10月改正で定期運用を失い予備車とされたが2006年に廃車され、完全に運用を離脱していた。その直後にアーバンネットワークでの車両置換えに伴い、奈良電車区・日根野電車区からの余剰車が転入して、本系列の運用が再開された。
| クモハ103 | モハ102 | サハ103 | クハ103 |

1994年転入車と同じ0番台であるが、クモハ103形を含む編成構成かつ初期車の率が高く、1編成は戸袋窓が存置されていた。その後も車両交換があり、1994年転入車と同構成の編成も在籍するようになった。ただし、塗装は統一されていない。2008年末からは、広島運転所からの転入も行われたが、こちらも塗装変更は未施工のままである。なお岡山地区から103系は引退している。
2010年3月の定期運用終了後も、代走や臨時列車での運転があったが、2010年12月までに廃車となり、岡山地区の103系は消滅した。

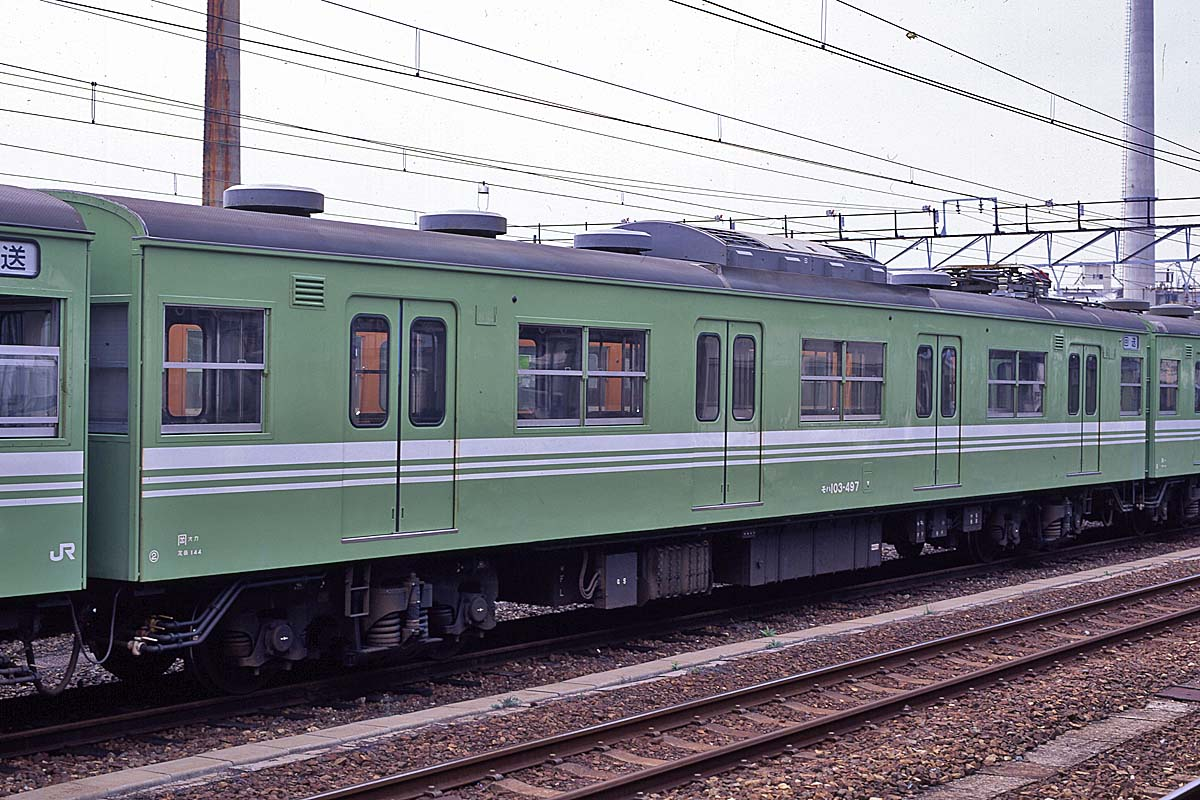
モハ103-497 1994年転入車
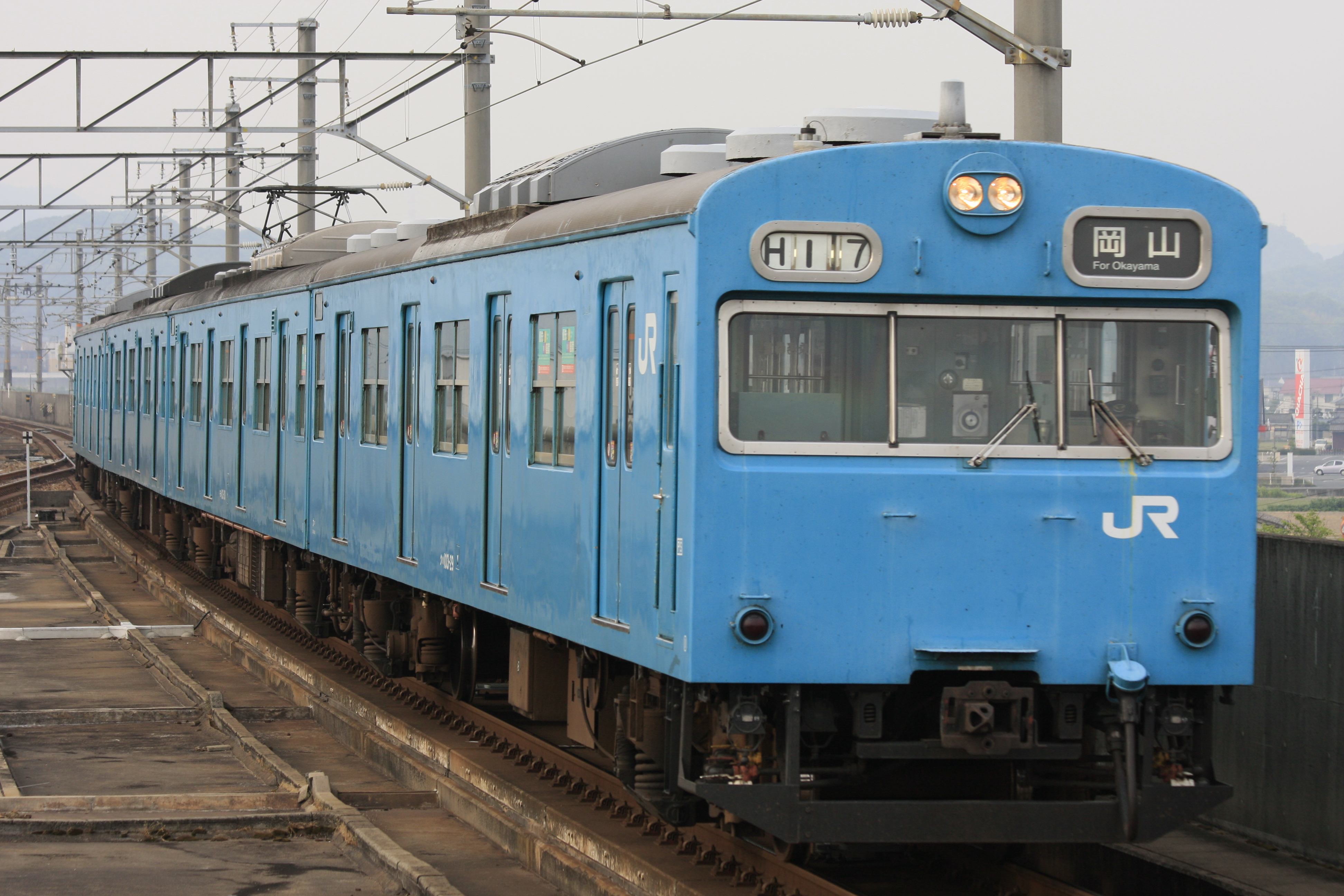
H17編成 日根野電車区転入車
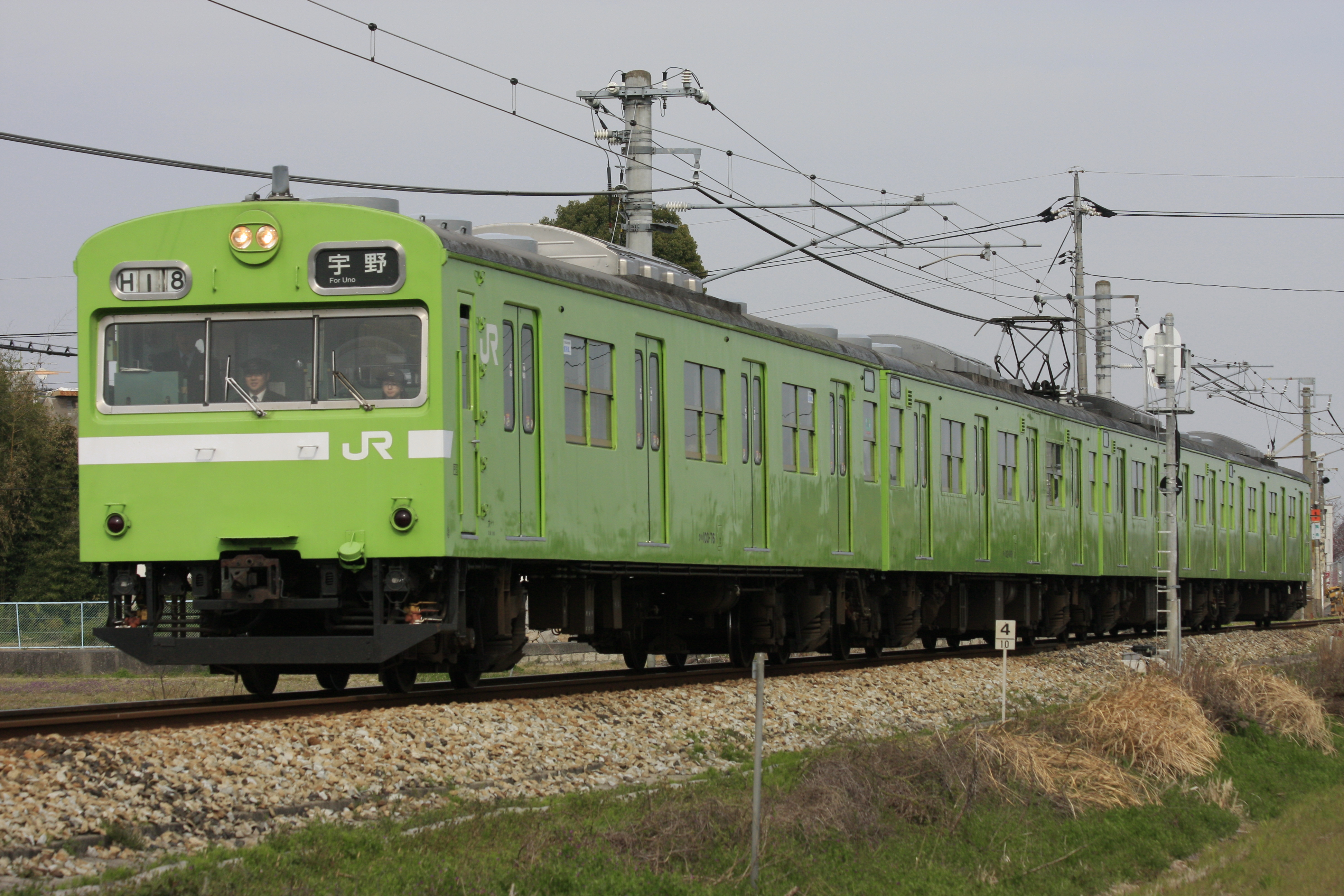
H18編成 奈良電車区転入車
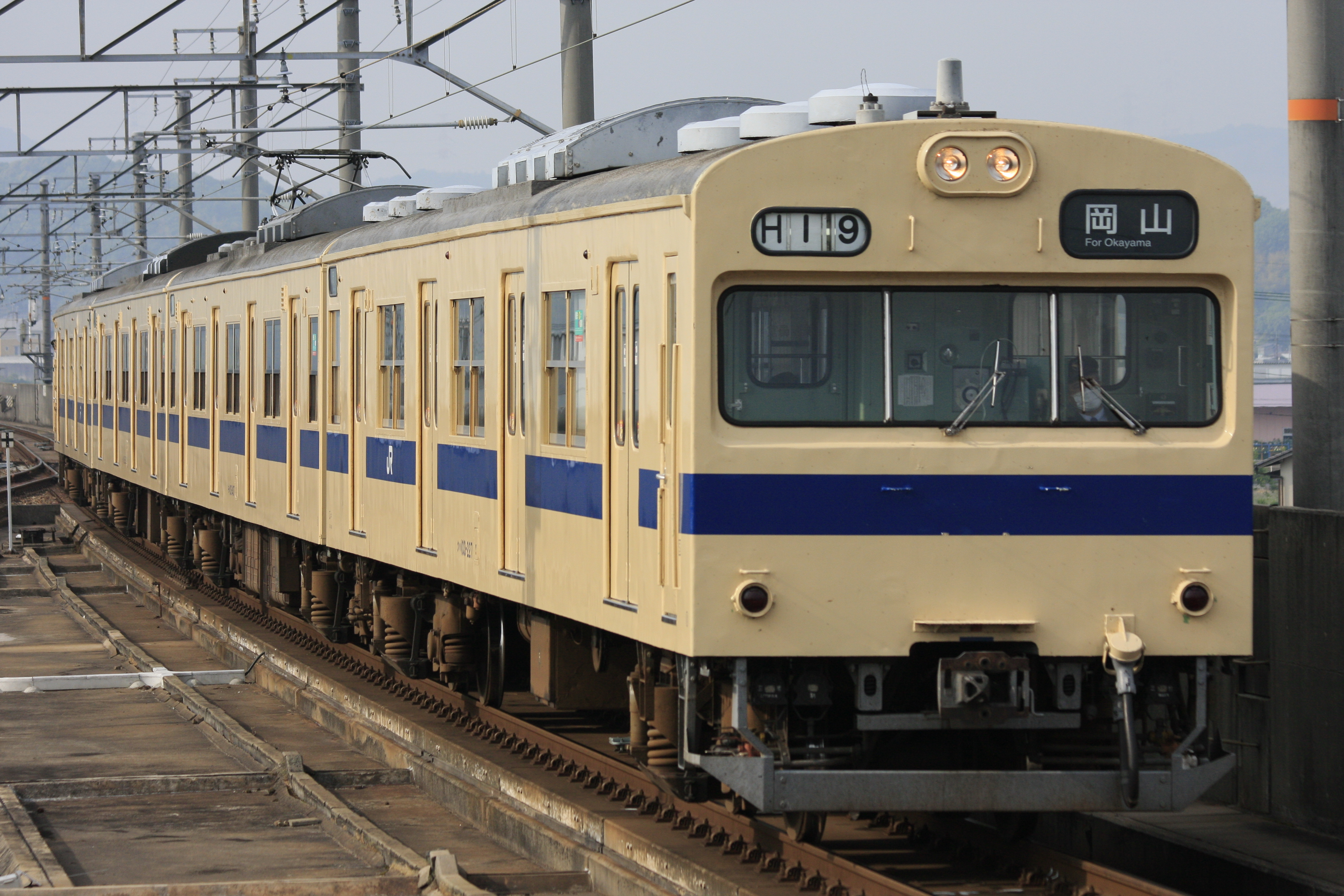
H19編成 広島運転所転入車

#### 広島・下関地区

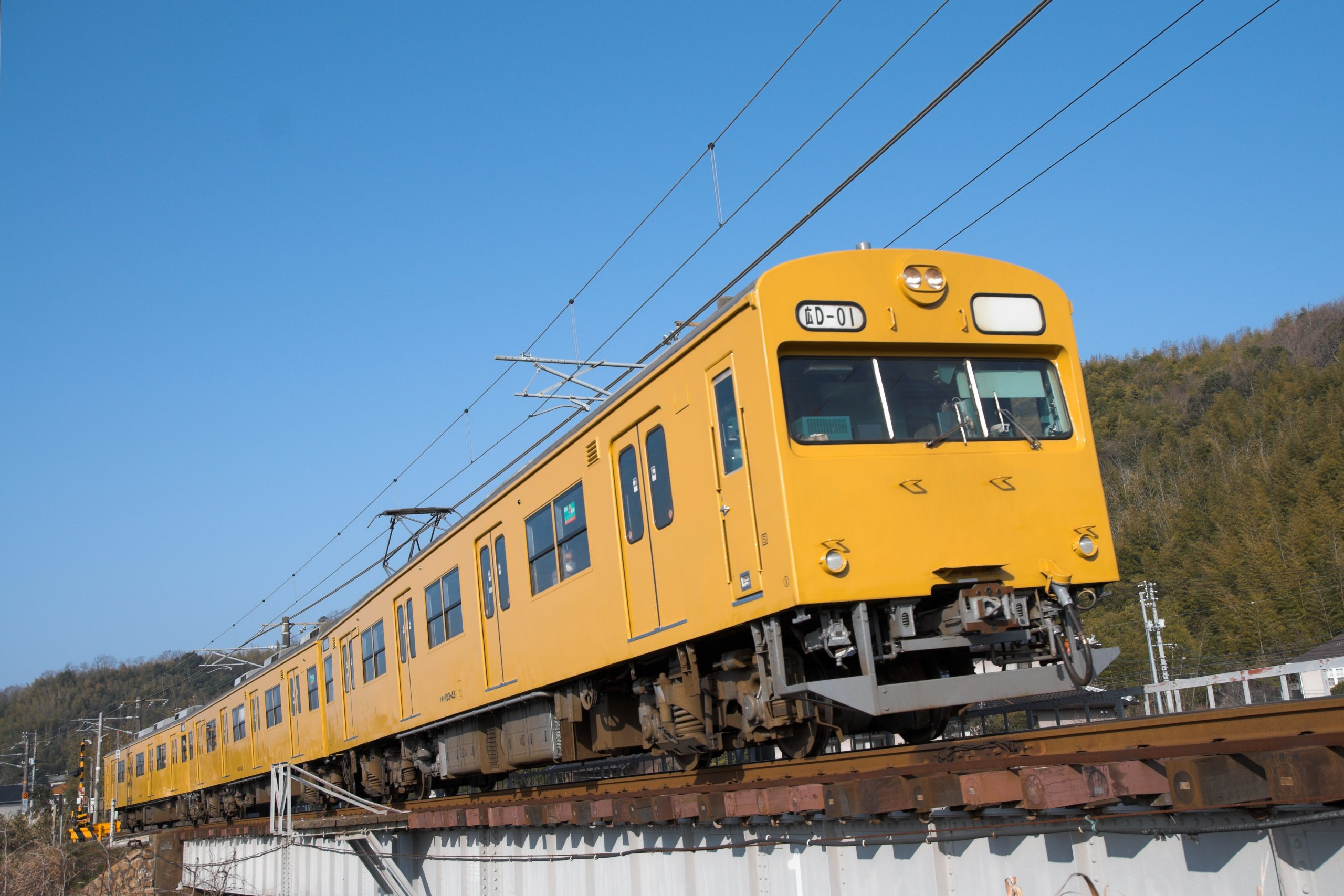
クモハ103-48を擁する広島D-01編成（2015年廃車）

115系非冷房車の置き換えを目的として下関運転所に転属した103系は、1992年5月から運用開始したが、トイレを装備した近郊型電車に置き換えられ、1993年に広島運転所に転属した。以降は広島地区の山陽本線・呉線・可部線での運用となった。
2002年にクモハ-モハ-サハ-クハの4両編成3本がサハを脱車した3両編成となり、呉線の快速列車「安芸路ライナー」のワンマン運転用としてワンマン化改造が施工された。脱車されたサハは日根野電車区へ転属している。2008年にはこの3両編成3本のクハ103（86・170・171）にトイレが新設され、側面方向幕が移設されている。
4両編成は2007年から関西地区で余剰となった113系に順次置換えられ、2011年3月1日のE-07編成の廃車をもって全廃となった。残る3両編成3本は、2012年から2015年にかけて車体塗装が濃黄色の単色に変更された。この塗装は2009年度以降のJR西日本の地域色の1つで、瀬戸内地方の豊かな海に反射する陽光をイメージしたものである。床下機器もグレー一色に塗装された。
3両編成は227系への代替により2015年3月14日に全車が運用離脱、広島地区から103系が完全撤退した。運用離脱後の103系は下関総合車両所本所に回送され、その後に解体された。

### 九州地区

#### 筑肥線

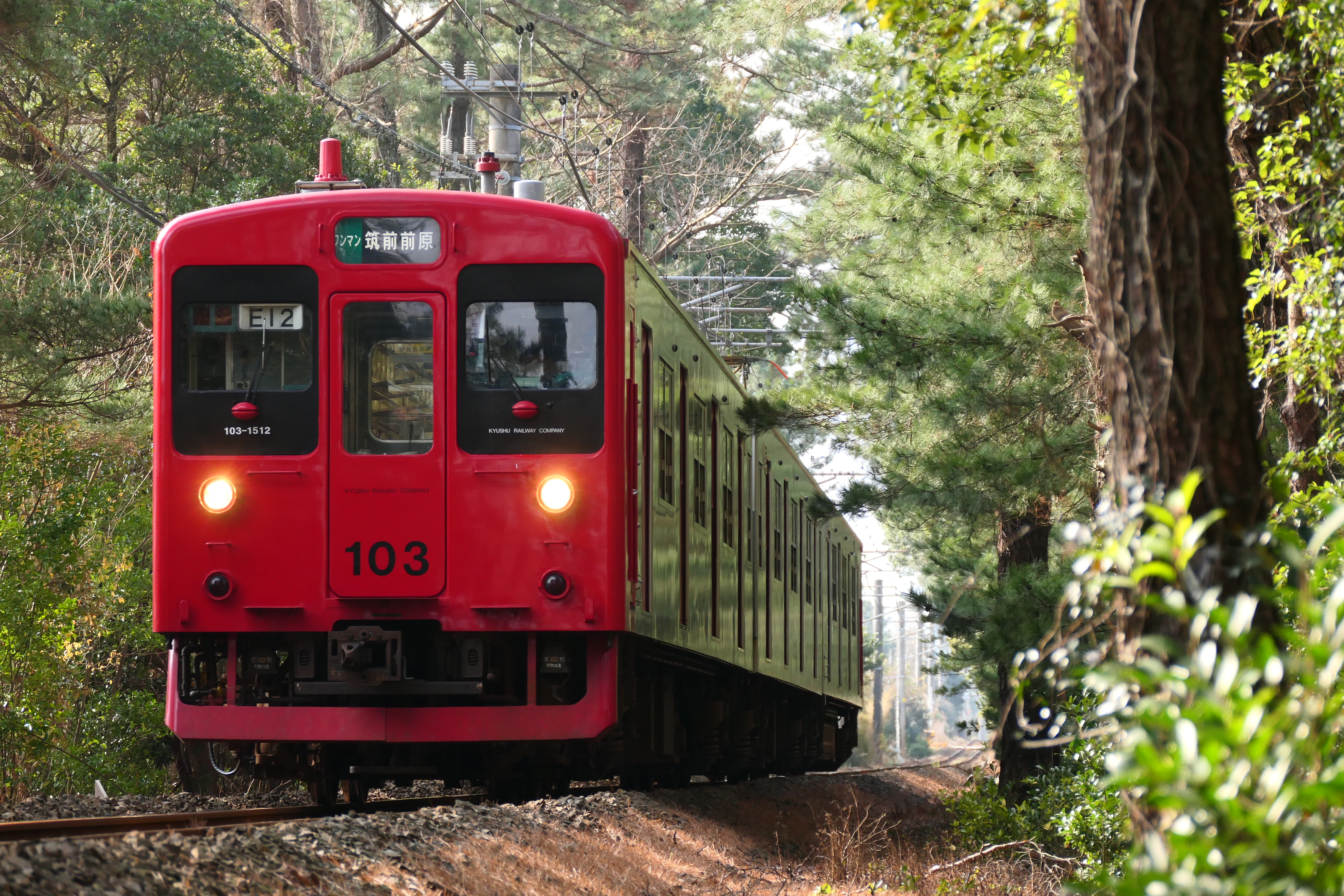
筑肥線の103系（2019年）

1983年3月22日に筑肥線姪浜 - 唐津間、唐津線唐津 - 西唐津間が直流電化され、福岡市地下鉄空港線との相互直通運転を開始した。国鉄では相互直通用車両として103系1500番台の9編成54両が投入された。編成番号は3両単位で付与されており、E1 - E18編成となっている。
配置区所は西唐津機関区に仮配置とされたが、電化開業と同時に唐津運転区が開設され、103系は正式に同区の所属となった。名称は民営化後の1991年に唐津運輸区、1997年に唐津鉄道事業部唐津運輸センターと経て、2011年4月1日より唐津車両センターへ改称された。
1989年より、輸送量の少ない筑前前原以西で3両編成の運転が開始された。2000年からは筑前前原以西でワンマン運転が開始され、3両編成が駅収受タイプのワンマン対応車となった。2002年度末からは6両編成を含む全編成にトイレが設置された。
1995年10月28日の美咲が丘駅の開業に合わせて103系の塗装変更が開始され、前面が赤、側面が銀と扉部の赤を基調とした塗装となった。当初はシルバーと濃いグレーのツートーンに前面とドア部分のみレッド（乗務員扉はイエロー）であったが、2004年以降は塗装簡略化のためシルバーにドア部分のみレッドという303系に準じたカラーリングの車両も登場している。
地下鉄空港線（姪浜駅を含む、以下同様）には2004年までにホームドアが設置されており、その動作には本来自動列車運転装置 (ATO) 内にある定位置停止装置 (TASC) 、ホームドア開閉を連動する戸閉制御切替装置などが必要とされる。しかし本番台にはこれらの機器は搭載されておらず、地下鉄区間に乗り入れる際は必ず車掌が乗務し、停止位置は運転士が目視で調整、ホームドアは車掌がホーム設備のスイッチで操作していた。
本来の製造目的であった地下鉄区間への乗り入れは、VVVFインバータ制御でATOを搭載する303系の導入・増備時に車両運用を見直したことから、305系運用開始前の2015年1月時点では1日18往復と減少した。
E01 - E10編成は、6両編成の運用において、検査などで編成の一方が運用を離脱したときには、両方のまたは一方の編成をE11 - E18編成で補ったことがあった。後者の場合でも幌枠のある先頭車（クモハ）が中間車（モハ）と連結され、貫通幌は通常どおりに使用可能であった。
地下鉄乗り入れの末期には、主に夏季を中心に地下鉄線内でのトラブルが続発した。2011年7月1日、大濠公園駅到着時に主回路故障、き電停止が発生し、所定停止位置より約10 m過ぎて停車、さらに煙が出ているとの通報があったため、乗客を地上部まで避難させる事態となった。原因は減流抵抗器内碍子に塵埃等が付着し、碍子の絶縁が低下したことで抵抗体の一部に電流が流れ、溶損に至ったというものであり、減流抵抗器内碍子の一斉点検を行い、不良の碍子を取り替えるなどの対策が講じられた。2012年7月29日には、唐人町駅で床下から火花と煙が出ているとの通報があり、運行を中止するトラブルが発生した。原因は、主制御器内にあるモーター電流を安全に遮断するためのタイミングを調整するタイマーリレーの不具合により、温度上昇で誤作動を起こし、モーター電流を完全に遮断する断流器にある減流抵抗器に過大な電流が流れて焦損したためであり、JR九州は全編成のタイマーリレーを交換するなどの対応を行ったが、同年9月には地下鉄線内で照明が消えて非常灯が点灯し、またしても運行を中止するトラブルが起こり、事態を重く見た福岡市交通局はJR九州に対して103系の早期更新を要請した。
このため2015年2月5日より筑肥線・福岡市地下鉄直通運転向け新型車両305系の運行を開始、同年3月14日のダイヤ改正までに計画の6編成36両が出揃った。これに伴い、2015年3月をもって本系列による福岡市営地下鉄空港線への乗り入れ運用は終了し、以後は筑前前原 - 西唐津間のみで運用されている。
305系投入と前後して、E02編成・E01編成・E03+E04編成・E05 + E06編成・E07 + E08編成が順次小倉総合車両センターへ配給回送されており、E01・E02編成の6両は2014年度中に廃車となり、その他の6両編成もすべて保留車となっている。

## 試験
103系をベースにしていくつかの車両試験がおこなわれた。

### チョッパ制御試験
103系が量産を開始した直後から、電機子チョッパ制御の試験などが活発化し、1970年（昭和45年）に阪神電気鉄道の7001・7101形が日本で最初のチョッパ制御営業車として運転を始めた。国鉄でも1967年（昭和42年）に101系を用いたチョッパ試験テストを行なったほか、103系を母体にして1969年（昭和44年）11月23日から12月1日までモハ103-59に取り付けて根岸線で試験を行なったほか、1974年（昭和49年）7月にもモハ103-57に取り付けて根岸線で試験を行なった。

### VVVF試験
JR東日本では1990年（平成2年）度から既存の抵抗制御車に対してのVVVF制御改造について研究を進めていたが1992年（平成4年）2月にJR東日本のクモハ103-87を東芝府中工場でVVVFインバータ装置と901系のモーター等の搭載改造をおこないJR大船工場で現車試験を行った。
JR東海でも、1990年8月に処分保留のクモハ103-4にVVVFインバータ装置を取り付け、クモハ103-4 + モハ102-77 + クハ103-88の3両編成を組んだ。1990年9月3日 - 12月7にかけて東海道線や中央西線で夜間を中心に走行試験を実施した。

### DDM試験
JR東日本が開発中であったダイレクトドライブ・モーター（直接駆動電動機）をモハ103-502に搭載し、耐久試験を行った。これは試験車であるE993系（ACトレイン）では、営業車両と異なり長期間の走行による耐久試験ができないことから選ばれたもので、京葉線で約10万 km走行させることを目標とした。
永久磁石同期電動機駆動用制御装置としてIGBT素子によるVVVFインバータ化も同時施工されE993系との比較実験もされたが、実験の終了に伴い廃車された。乗り心地に配慮して電動機の特性は103系に合わせられていた。同様の試験が鉄道総研内でも行われていたが、試験車両は解体された。この時の試験車両は武蔵野線で使用されていたクモハ103-104・モハ102-230である。
モハ103-502は2002年6月28日付で大宮工場にてDDMの搭載と制御装置のVVVF化が行われ、2003年5月15日から12月にかけて京葉線で旅客営業運転が行われた。DDMは2006年3月に製造されたE331系の量産先行車でも採用されたが、量産車は登場しなかった。

## 訓練機械

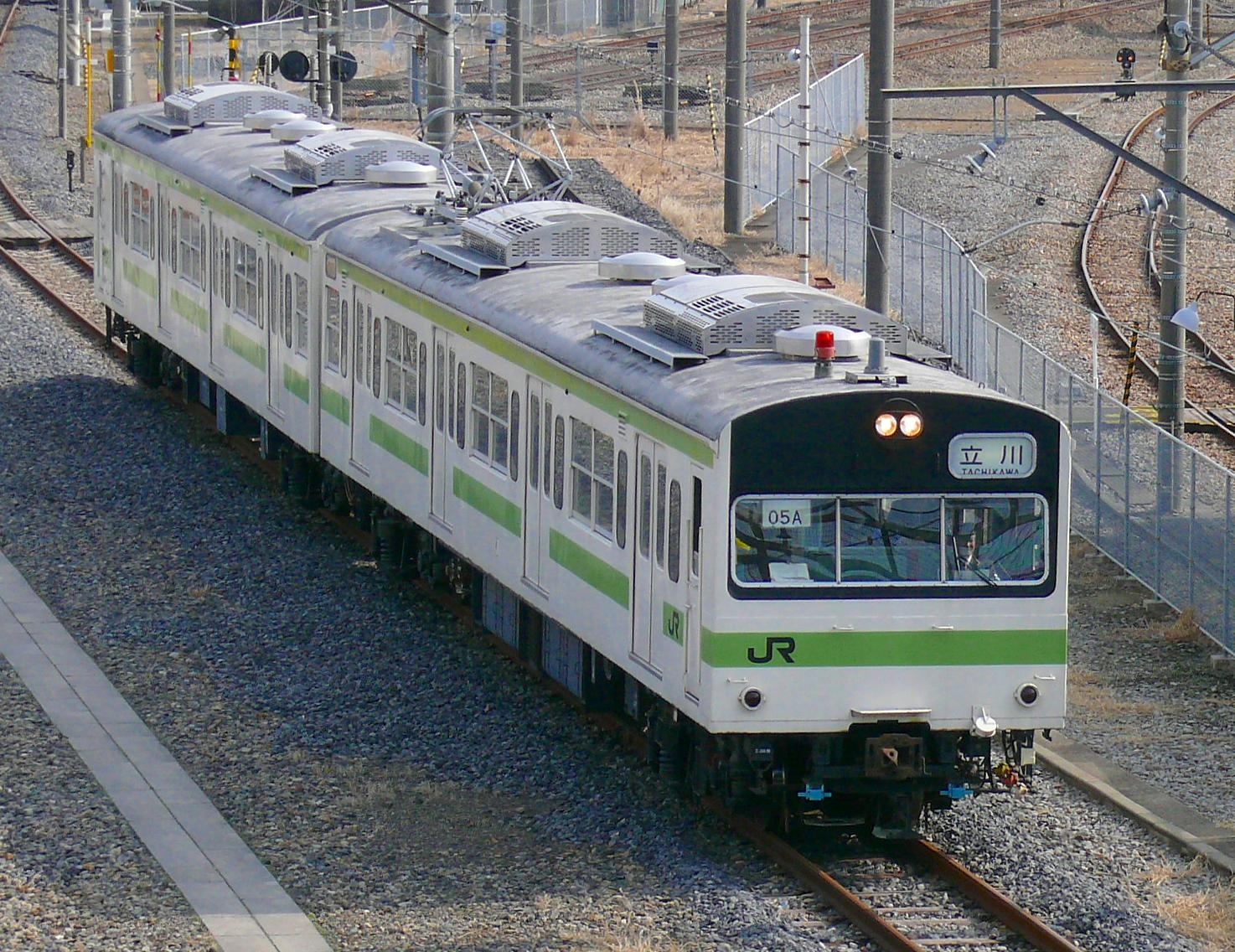
103系改造の訓練機械
2008年

JR東日本では、前述した訓練車のほか廃車となった車両を改造して訓練機械としたものが存在する。こちらは機械扱いであることから車籍はない。老朽化が進み、非冷房であった101系改造の訓練機械を置き換えるため、1996年3月に東京・大宮総合訓練センター（大宮総合車両センター東大宮センター構内）へ投入された。改造種車となったのは元豊田電車区所属のクモハ103-100 + モハ102-224である。2両編成とするために、モハ102については同じく廃車となった浦和電車区のクハ103-332の前頭部を利用して先頭車化されている。塗装はクリーム色に黄緑色の帯を配し、前面窓の周囲は黒色に塗られている。
車端部は訓練教官が着席する指令室を設置し、各運転台へはテレビカメラを設置している。保安装置については、クモハ103-100側がATS-PおよびATS-SN、モハ102-224側がATC（模擬装置）とATS-SNを装備している。2008年に209系改造の訓練機械に置き換えられ、その後解体された。

## 塗色
101系と同様に、103系では車両塗色にラインカラーが制定されて用いられ、JR発足後の現在でも使用されている。国鉄時代に定められた各路線の塗装は以下の5色と地下鉄乗入用車両の各専用色3色（それぞれの項で解説）の計8色であったが、現在では様々な地域色が発生している。なお、塗色の号数呼称は「国鉄車両関係色見本帳」に準拠し、その後の記号は修正マンセル記号である。また、JR設定色は公式な呼称が存在しないため最も一般的な呼称で紹介している。
なお、一部は各路線の塗装として定められた色以外の塗装の車両を組込んだ編成も存在した。この中には、誤乗防止のためにドア上などにステッカーを貼付したものも存在した。

### 基本5色
| 色                                           | 過去の運用線区〔 〕は所属 |  |
| -------------------------------------------- | --- |  |
| ウグイス■ （黄緑6号 7.5GY6.5/7.8）           | - 山手線〔品川電車区→山手電車区・池袋電車区〕 - 埼京線・川越線・八高線〔川越電車区→川越車両センター〕 - 横浜線・根岸線〔東神奈川電車区・蒲田電車区→蒲田電車区〕 - 大阪環状線〔奈良電車区→吹田総合車両所奈良支所〕 - おおさか東線・和歌山線〔奈良電車区→吹田総合車両所奈良支所〕 - 関西本線（大和路線）・奈良線・桜井線（万葉まほろば線）〔奈良電車区→吹田総合車両所奈良支所〕 |  |
| スカイブルー■ （青22号 3.2B5/8）             | - 仙石線〔陸前原ノ町電車区→宮城野電車区〕 - 京葉線・外房線・東金線〔京葉電車区→京葉車両センター〕 - 京浜東北線・根岸線・横浜線〔浦和電車区・下十条電車区・蒲田電車区・東神奈川電車区〕 - 横浜線はのちにラインカラーを上記の黄緑6号に変更。 - 中央西線〔神領電車区〕 - 阪和線〔日根野電車区→吹田総合車両所日根野支所〕 - 和歌山線・紀勢本線（きのくに線）〔日根野電車区〕 - 東海道本線・山陽本線（JR京都線・JR神戸線 : 京阪神緩行線・和田岬線）〔明石電車区→網干総合車両所・高槻電車区〕 - 福知山線（JR宝塚線）〔宮原運転所→宮原総合運転所〕201系進出により1998年からカナリアイエローから変更。 - 播但線（網干総合車両所） - 山陽本線・宇野線・伯備線・福塩線・赤穂線〔岡山電車区〕 |  |
| エメラルドグリーン■ （青緑1号 2BG5/8）       | - 常磐線快速・成田線我孫子支線〔松戸電車区→松戸車両センター〕 |  |
| オレンジバーミリオン■ （朱色1号 0.5YR3/8.8） | - 武蔵野線〔豊田電車区→京葉車両センター〕 - 中央線快速〔豊田電車区・三鷹電車区〕 - 青梅線・五日市線〔豊田電車区〕 - 片町線（学研都市線）〔淀川電車区〕 - 関西本線（大和路線）〔森ノ宮電車区→吹田総合車両所森ノ宮支所〕 - 大阪環状線・桜島線（JRゆめ咲線）〔森ノ宮電車区→吹田総合車両所森ノ宮支所〕 |  |
| カナリアイエロー■ （黄5号 2.5Y7.5/8.8）      | - 鶴見線〔中原電車区〕 - 中央・総武緩行線〔津田沼電車区→習志野電車区・三鷹電車区〕 - 赤羽線〔池袋電車区〕 - 南武線〔中原電車区〕 - 福知山線（JR宝塚線）〔宮原運転所→宮原総合運転所〕 |  |

- 以上5種類は車体すべてを一色で塗装するものである。

### 地下鉄対応車両
| 色                                                                      | 過去の運用線区〔 〕は所属                                                         |  |
| ----------------------------------------------------------------------- | --------------------------------------------------------------------------------- |  |
| シルバーグレー（灰色8号 N7） + エメラルドグリーン（青緑1号 2BG5/8）■    | - 常磐線緩行・営団地下鉄千代田線〔松戸電車区〕                                    |  |
| シルバーグレー（灰色8号 N7） + カナリアイエロー（黄5号 2.5Y7.5/8.8）■   |                                                                                   |  |
| シルバーグレー（灰色8号 N7） + スカイブルー（青22号 3.2B5/8）■          | - 中央・総武緩行線 ・営団地下鉄東西線〔三鷹電車区〕                               |  |
| スカイブルー（青22号 3.2B5/8） + クリーム色（クリーム1号 1.5Y7.8/3.3）■ | - 筑肥線・唐津線・福岡市地下鉄空港線〔唐津運転区→唐津鉄道事業部唐津運輸センター〕 |  |

- 以上4種類は車体地色 + 帯色の組み合わせ塗装である。

### JR設定色
| 色                    | 現在の運用線区〔 〕は所属                                                                             | 過去の運用線区〔 〕は所属 |  |
| --------------------- | --- | --- |  |
| 九州色■               | - 筑肥線・唐津線〔唐津運輸区→唐津鉄道事業部唐津運輸センター〕 - 写真は上が初代九州色、下が2代目九州色 | - 福岡市地下鉄空港線〔唐津運輸区→唐津鉄道事業部唐津運輸センター〕 |  |
| 仙石色□■→□■           | | - 仙石線〔陸前原ノ町電車区→宮城野電車区〕 - 塗装が2回変わっている。詳細は仙台車両センター宮城野派出所#過去の配置車両を参照。 - 写真は上が初代仙石色、下が2代目仙石色 |  |
| 東海色■               | | - 中央西線・関西本線〔最終配置 : 神領電車区〕 |  |
| マスカット色■         | | - 山陽本線（岡山地区・広島地区） |  |
| 瀬戸内色■             | | - 広島シティネットワークエリア（山陽本線・呉線・可部線）〔広島運転所〕                                                                                               |  |
| 瀬戸内地区地域統一色■ | | - 広島シティネットワークエリア（山陽本線・呉線・可部線）〔広島運転所〕                                                                                               |  |
| 播但色 (DIC N-727) ■  | - 播但線姫路 - 寺前間（網干総合車両所）                                                               | |  |
| 加古川色■             | - 加古川線（加古川鉄道部→網干総合車両所）                                                             | |  |

### ラッピング・イベント塗装

#### 桜島線のUSJラッピング車
森ノ宮電車区の6両編成4本が、沿線にあるユニバーサル・スタジオ・ジャパン (USJ) のPR車両として、それぞれ違ったテーマのラッピングを施された。全車両に40N体質改善工事を施工している（ユニバーサルグローブ号はラッピングと同時に施工）。2012年末までに201系と入れ替わる形で運行を終了し、24両全車両がスカイブルーまたはオレンジ色へ再塗装された。その後、225系・323系の導入により、2016年から2018年にかけて全車廃車された。
各車両のデザイン名称とコンセプトは次の通り。
- パワーオブハリウッド号[注 51]（2001年1月-2012年3月[371]:スカイブルーに再塗装の上、日根野電車区へ転属。2018年6月20日付けで廃車。）
  - USJのメインアトラクションのキャラクターを用いて、華やかさやエキサイティングをイメージした車両。
- ウッディー・ウッドペッカー号[注 52]（2001年2月 - 2012年6月[372]:スパイダーマン号の中間車を編入しオレンジ色に再塗装された。2018年1月22日付けで廃車。）
  - ウッディー・ウッドペッカーがアトラクションを紹介するリズミカルをイメージした車両。
- アメリカの街並風景号[注 53]（2001年2月 - 2004年1月）
  - 園内にあるロマンチックな街並風景をデザインした大人向けのシックをイメージした車両。
- ユニバーサルグローブ号[注 54]（2001年2月 - 2003年4月）
  - USJのロゴマークやグローブを用いてシンプルでワールドワイドをイメージした車両。
- セサミストリート 4−D ムービーマジック号（2003年4月 - 2012年10月[268] :もとユニバーサルグローブ号。スパイダーマン号の中間車を編入し、オレンジ色に再塗装された。2016年10月7日付けで廃車。）
  - 想像力豊かに4Dの楽しさが体験できる「セサミストリート 4−D ムービーマジック」の魅力を表現した車両。
- アメージング・アドベンチャー・オブ・スパイダーマン・ザ・ライド号[注 55]（2004年1月-2012年3月 :もとアメリカの街並風景号；2012年に先頭車2両は日根野電車区へ転属、中間車4両は2両ずつもとセサミストリート 4−D ムービーマジック号およびもとウッディー・ウッドペッカー号に組み込まれ、いずれもオレンジ色に再塗装された。日根野に転属した先頭車は2016年9月5日付けで廃車。）
  - アトラクションのスリリングなアクションシーンをダイナミックに表現した車両。

パワーオブハリウッド号
アメージング・アドベンチャー・オブ・スパイダーマン・ザ・ライド号
セサミストリート 4−D ムービーマジック号
ウッディー・ウッドペッカー号
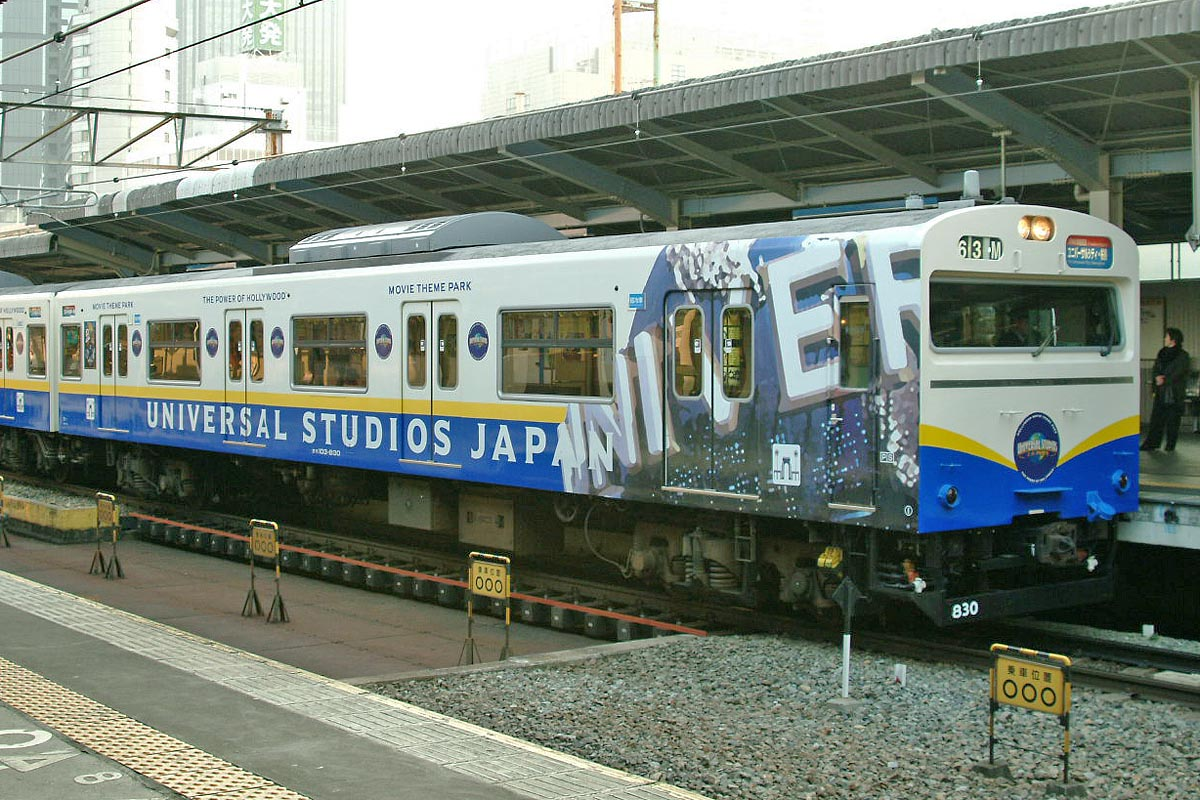
ユニバーサルグローブ号
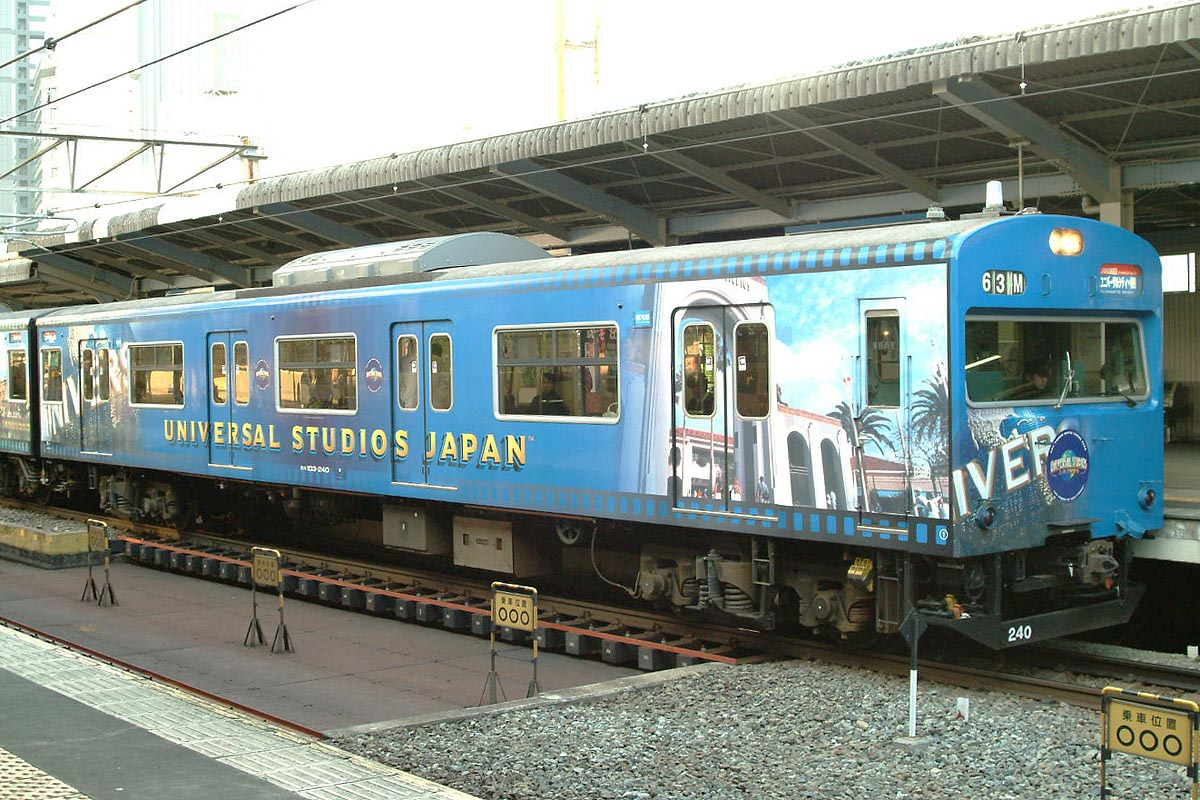
アメリカの街並風景号

#### 加古川線の横尾忠則ラッピング車
加古川線用の2両編成4本には横尾忠則がデザインした車両が、加古川線が電化された2004年12月19日から運用されていた。2011年5月15日から全般検査のため順次運用を終了し、2012年11月18日をもって運行を終了したため、現在は全8編成が通常塗装である。各編成の運転開始日・終了日・テーマは次の通り。
- 眼のある電車「見る見る速い」（ M1 編成、2004年12月19日 - 2011年5月15日）
  - 緑のある中で目立たなければならず、列車の外を眺める眼と列車を眺める人々の眼を表現するために、車体に眼がデザインされたもの。
- 「銀河の旅」（ M2 編成、2005年12月18日 - 2011年6月19日）
  - 加古川線の電化1周年を記念してデザインされた。
- 「滝の音、電車の音」（ M5 編成、2006年3月12日 - 2011年10月10日）
  - 加東市発足を記念してデザインされた。
- 「走れ!Y字路」（ M8 編成、2007年6月10日 - 2012年11月18日）
  - 西脇市の夜のY字路がモデルになっている。

4種類のラッピング以外にさらに2種類ラッピング案が存在していたが、経費不足とJR福知山線脱線事故を連想させる内容が含まれていたため、採用は見送られた。

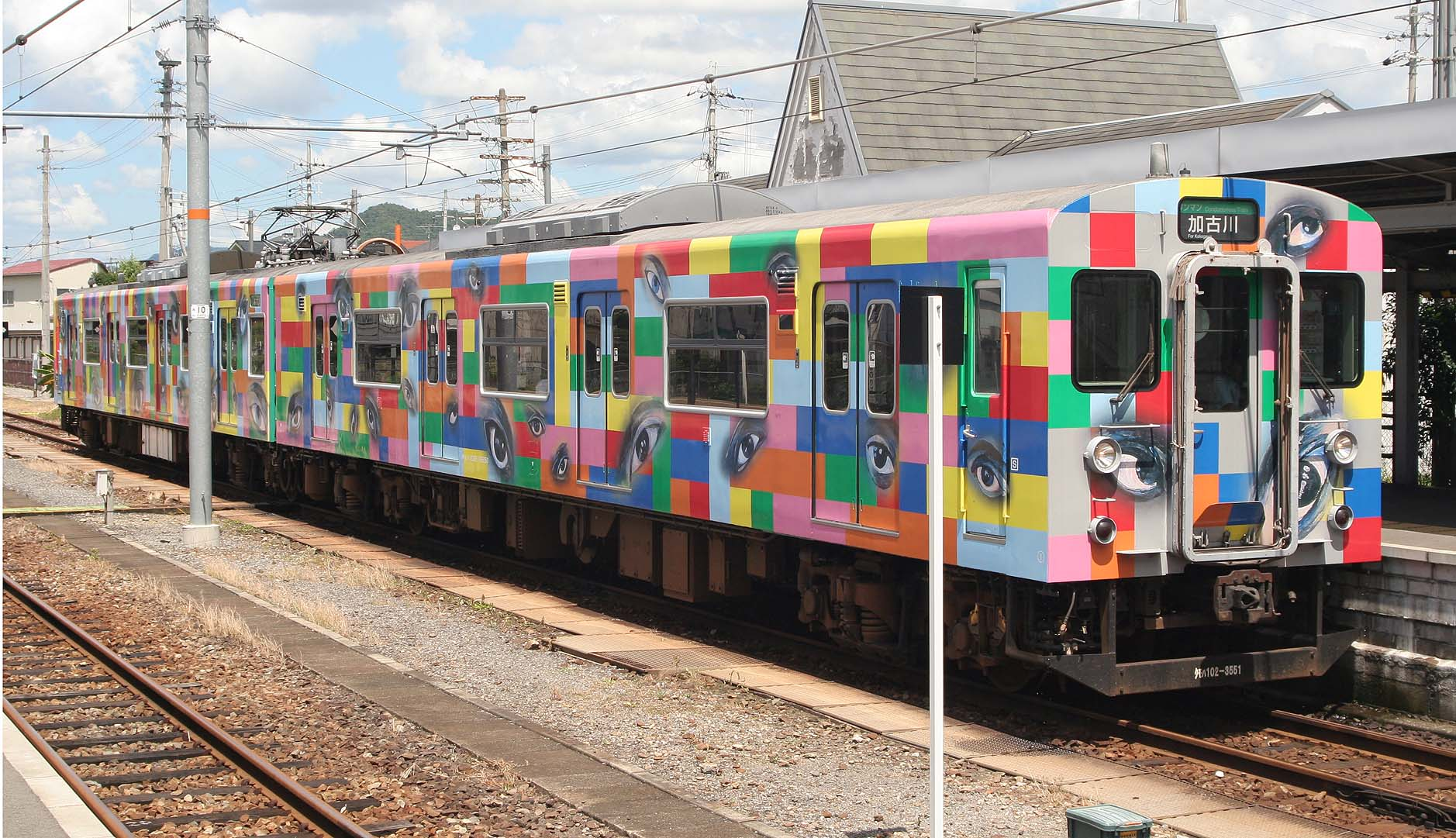
「眼（め）のある電車」
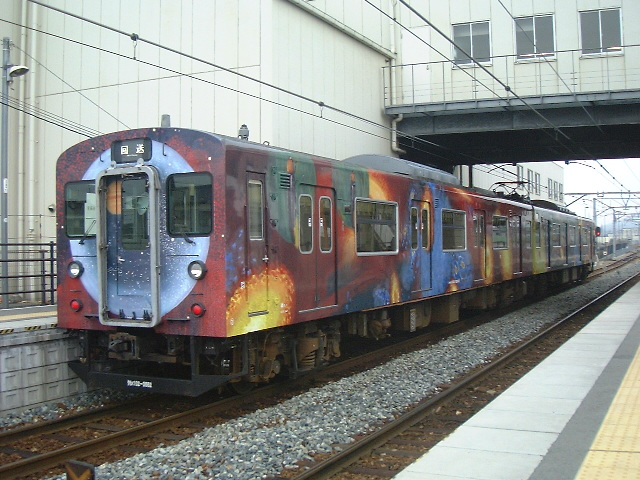
「銀河の旅」
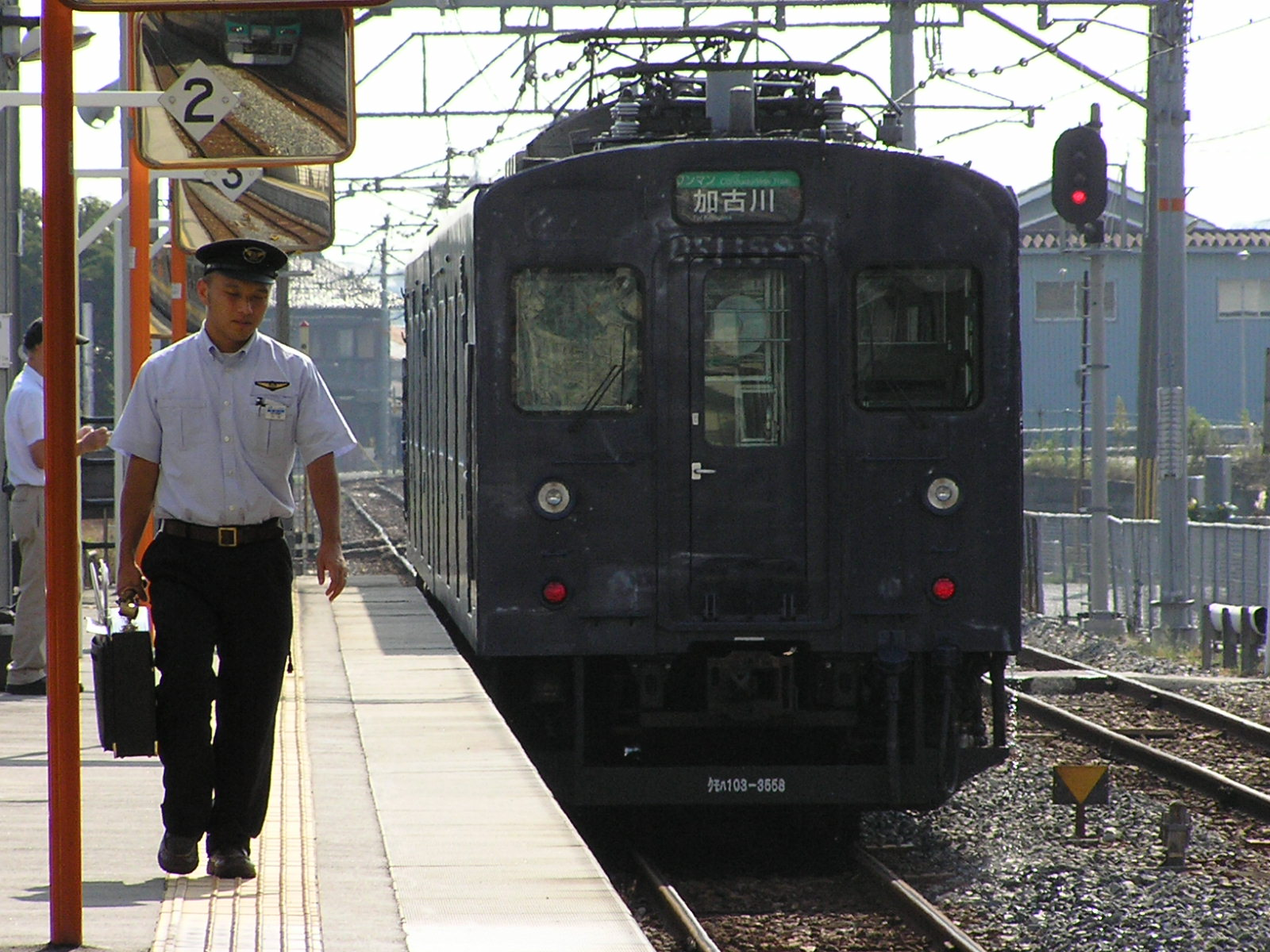
「走れ！Y字路」（正面）
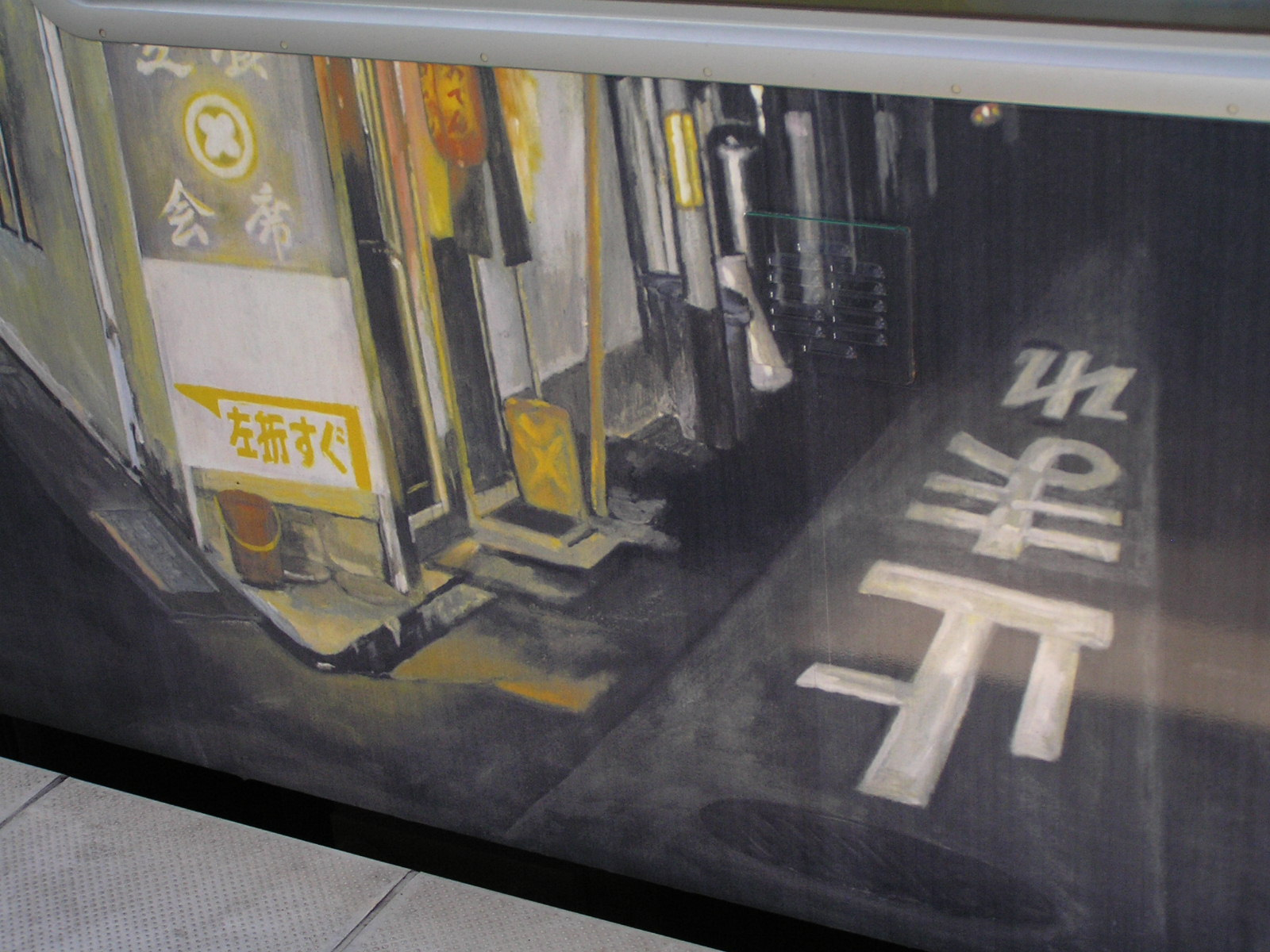
「走れ！Y字路」（横）

#### 播但線「銀の馬車道」

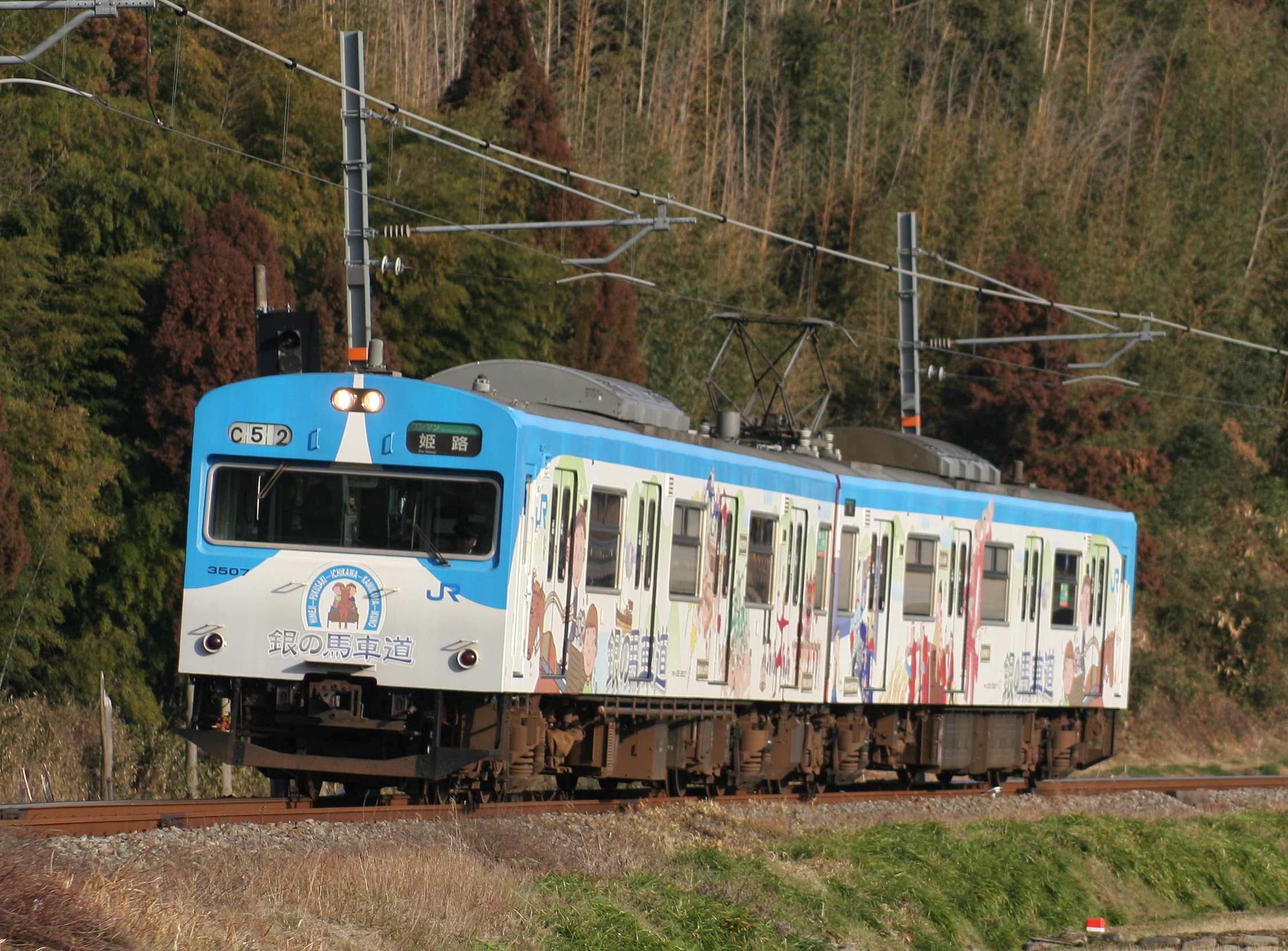
銀の馬車道号
（2009年2月15日 福崎 - 甘地間）

生野銀山（朝来市）と飾磨港（姫路市）を結ぶ約49 kmの馬車専用道路であった生野鉱山寮馬車道、通称「銀の馬車道」をPRするためにデザインされた車両で、網干総合車両所に所属する2両編成3本にラッピングが施されている。

#### そのほか
アニメ・ドリームトレイン1999用
イベントに合わせて車体を旧形客車を模したぶどう色2号に塗装した。
関門・海峡物語
OSAKA POWER LOOP
「大阪環状線改造プロジェクト」の一環として、森ノ宮電車区のLA3編成に大阪環状線沿線の街の魅力を表現したラッピングが施され、2014年6月1日から2017年9月7日まで運転された。2017年11月27日付けで廃車。
デザインは地元のFM802が担当した。

各車デザイン
クハ103-848  歴史(作:曄田依子）
モハ102-650  ランドマーク(作:さくらいはじめ）
モハ103-494  食（作:イフクカズヒコ）
サハ103-370  パワースポット（作:カンバラクニエ）
サハ103-475  自然（作:MARUMIYAN)
モハ102-644  伝統芸能(作:山下良平）
モハ103-488  地域交流（作:寺田マユミ）
クハ103-841  アーバンスポット（作:HR-FM)

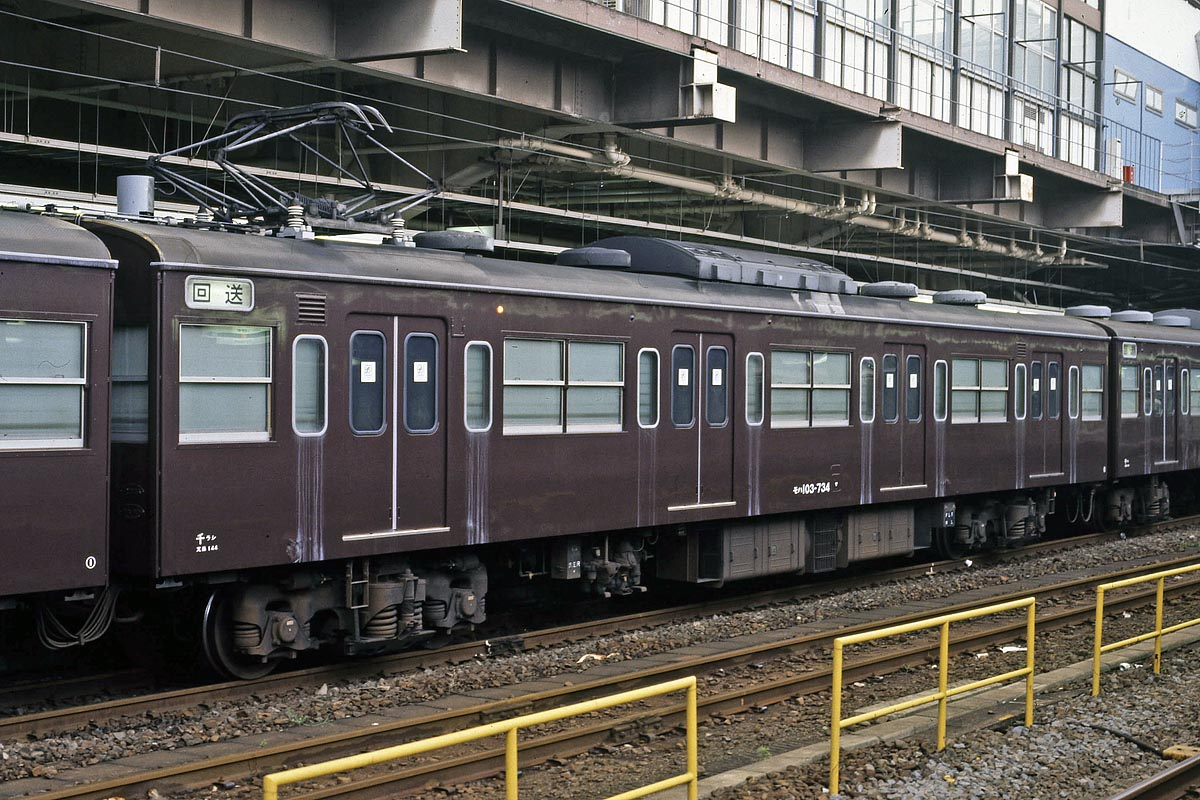
アニメ・ドリームトレイン1999（モハ103形）
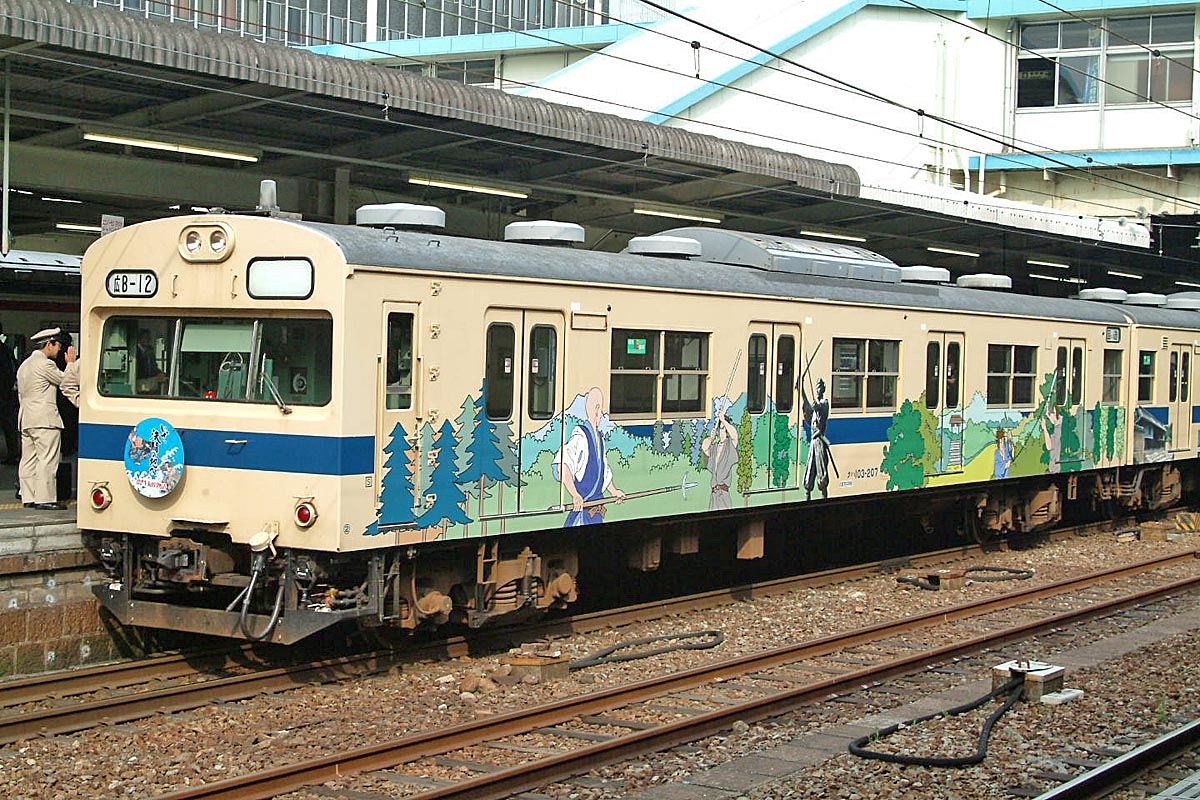
関門・海峡物語
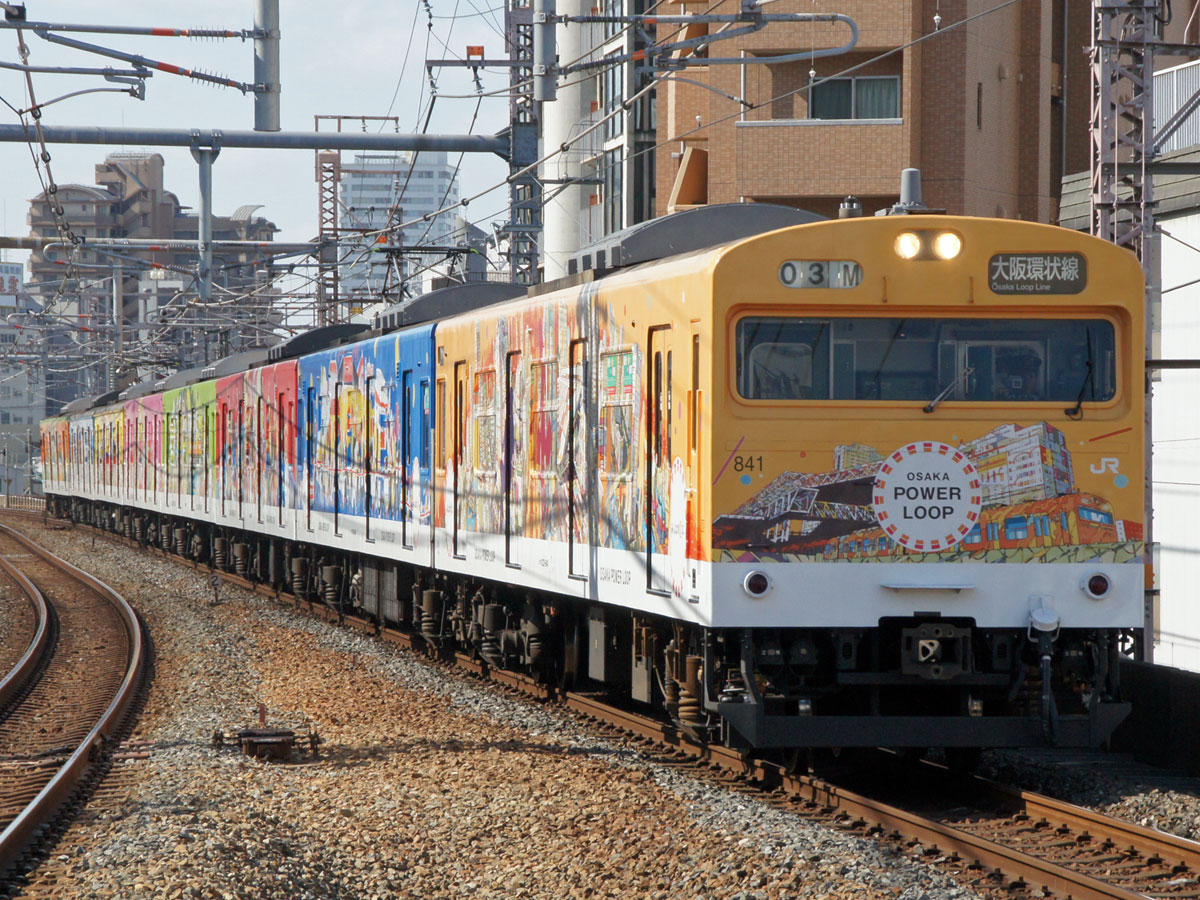
OSAKA POWER LOOP

## 事故廃車
- 1970年5月20日、根岸線新杉田 - 洋光台間で下り電車が土砂崩壊に乗り上げ、前位側2両にあたるクハ103-548とモハ102-169が大破した[380]。その結果この2両は1971年3月27日付けで廃車[381]となっている。モハ102-169とペアを組むモハ103-105は整備の上、新たに製造されたモハ102-445とペアを組んで復帰している（窓枠の異なる車両同士でのユニット）。

- 1988年12月5日、中央緩行線東中野駅構内に停車中の103系10両編成に、後続の201系10両編成が追突する事故（東中野駅列車追突事故）[382]が発生した。103系の後位側9両（クハ103-277・モハ103-334・モハ102-490・サハ103-326・モハ103-21・モハ102-21・サハ103-327・モハ103-336・モハ102-492）のうち中間車8両が回復不能として1989年3月23日付け[383]で、先頭車のクハ103-277が1989年7月25日付け[384]で廃車となっている。

- 1994年8月3日、福知山線三田 - 新三田間で上り電車がトラックと衝突[385]、前位側先頭車であるクハ103-839が大破した。その結果同車は1994年8月10日付けで廃車[386]となっている。

## 譲渡車

### JR東日本からJR西日本への譲渡

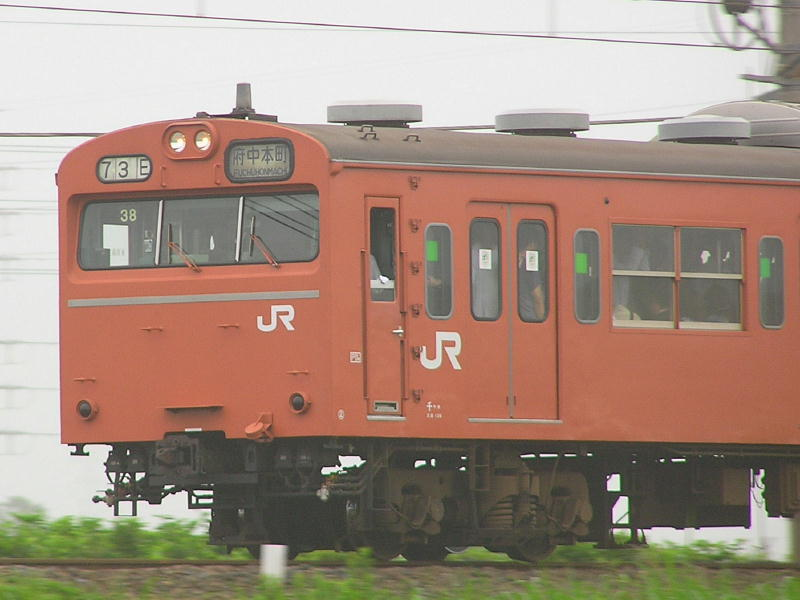
譲渡前の武蔵野線E38編成（2005年6月）

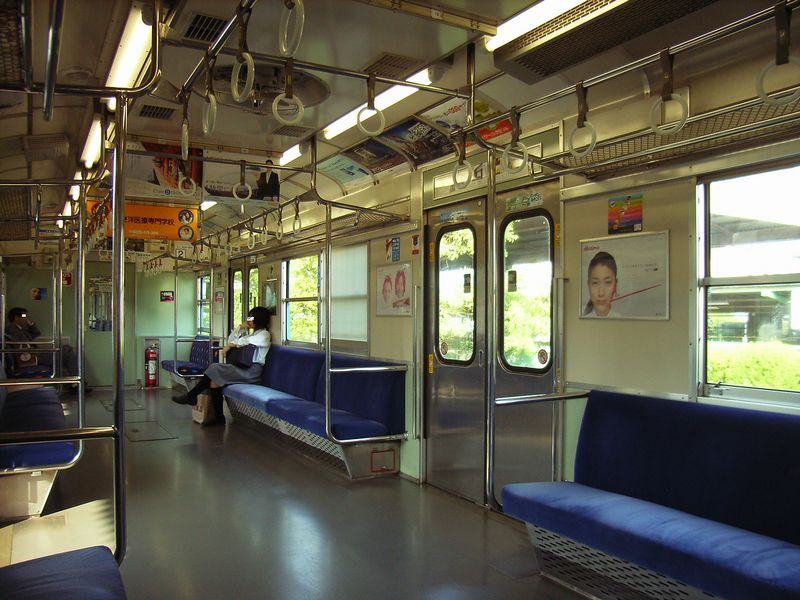
モハ102-841
戸袋窓閉塞後車内

2005年4月25日の福知山線脱線事故により被災した207系の廃車および帯色変更工事、117系の同線からの撤退などの事象が重なり、車両が不足した。そのためJR東日本武蔵野線で運用されていた8両編成1本が同年7月28日付でJR西日本に譲渡された。譲渡後は先頭車が広島地区で2010年まで、中間車は阪和線や大阪環状線などで2011年まで使用された。
| クハ103 -828 | モハ102 -842 | モハ103 -686 | モハ102 -841 | モハ103 -685 | モハ102 -840 | モハ103 -684 | クハ103 -821 |

同社に入籍後は、既存車と編成を組み替えられ、以下の配置経歴を持つ。
- クハ103-821・828 : 広島運転所（E04編成）
- モハ103-684 + モハ102-840 + モハ103-685 + モハ102-841 : 宮原総合運転所→日根野電車区（K801編成→K606編成）
- モハ103-686 + モハ102-842 : 森ノ宮電車区（モリ17編成）→奈良電車区（NS402編成）→日根野電車区（J404編成→J414編成）

車両不足解消後には戸袋窓閉塞工事が施工されたが、貫通扉は廃車まで窓の小さいものを装備し続けた。
2010年6月21日付でクハ103-821・828が廃車となった。また2011年3月にモハ103-686 + モハ102-842が吹田工場へ、4月にはモハ103-684 + モハ102-840 + モハ103-685 + モハ102-841も幡生工場へ廃車回送された。

### インドネシアへの譲渡
2004年（平成16年）、JR東日本が武蔵野線で運用していた103系のうち、4両編成16両がインドネシアの鉄道会社PT Kereta Api（現.PT Kereta Commuter Indonesia）（以降PT KCI）に有償譲渡された。
| クハ103-815   | モハ103-752 | モハ102-2009 | クハ103-822 |
| クモハ103-105 | モハ102-231 | サハ103-246  | クハ103-597 |
| クハ103-359   | モハ103-654 | モハ102-810  | クハ103-384 |
| クモハ103-153 | モハ102-321 | サハ103-210  | クハ103-632 |

これらの譲渡車両は現地での長期使用を考慮し、後期製造車または車両更新工事施工車が選ばれた。その後は東急8000系・8500系を導入したため16両で終了となった。現地では前面下部にオレンジ色の大型スカート（排障器と前面窓に投石対策として金網が設置され、元都営6000形や東京メトロ（営団）の車両とともに日本のODAにより整備されたジャカルタ首都圏の通勤電車で、以前は有料の急行 (Ekspres) ・準急（Semi Ekspres/2008年に種別廃止）・Ekonomi AC（2007年新設）用として運用されていたが、営業運転終了までは冷房付各駅停車「Commuter Line」に使用されていた。
当初、塗装は武蔵野線時代のまま使用されたが、その後窓周りに黄色が塗られてツートンとなった。2008年秋頃には濃い青を基調とした新たな塗装に変更、2011年にはJR東海色を基調した塗装、運行終了まではKCI標準色で運行された。現地でもJR 103と呼ばれており、車番は日本での製造時から付番されていたものをステンシルで記入している。ただし、「クハ」「モハ」に相当する記号標記は無い。行先表示は前面窓内に方向板を掲出し、本来の行先表示器は使用しない。車内にはJR時代の路線図がそのまま掲出されている。老朽化および元JR205系の譲渡に伴い、2016年（平成28年）に運行終了した。

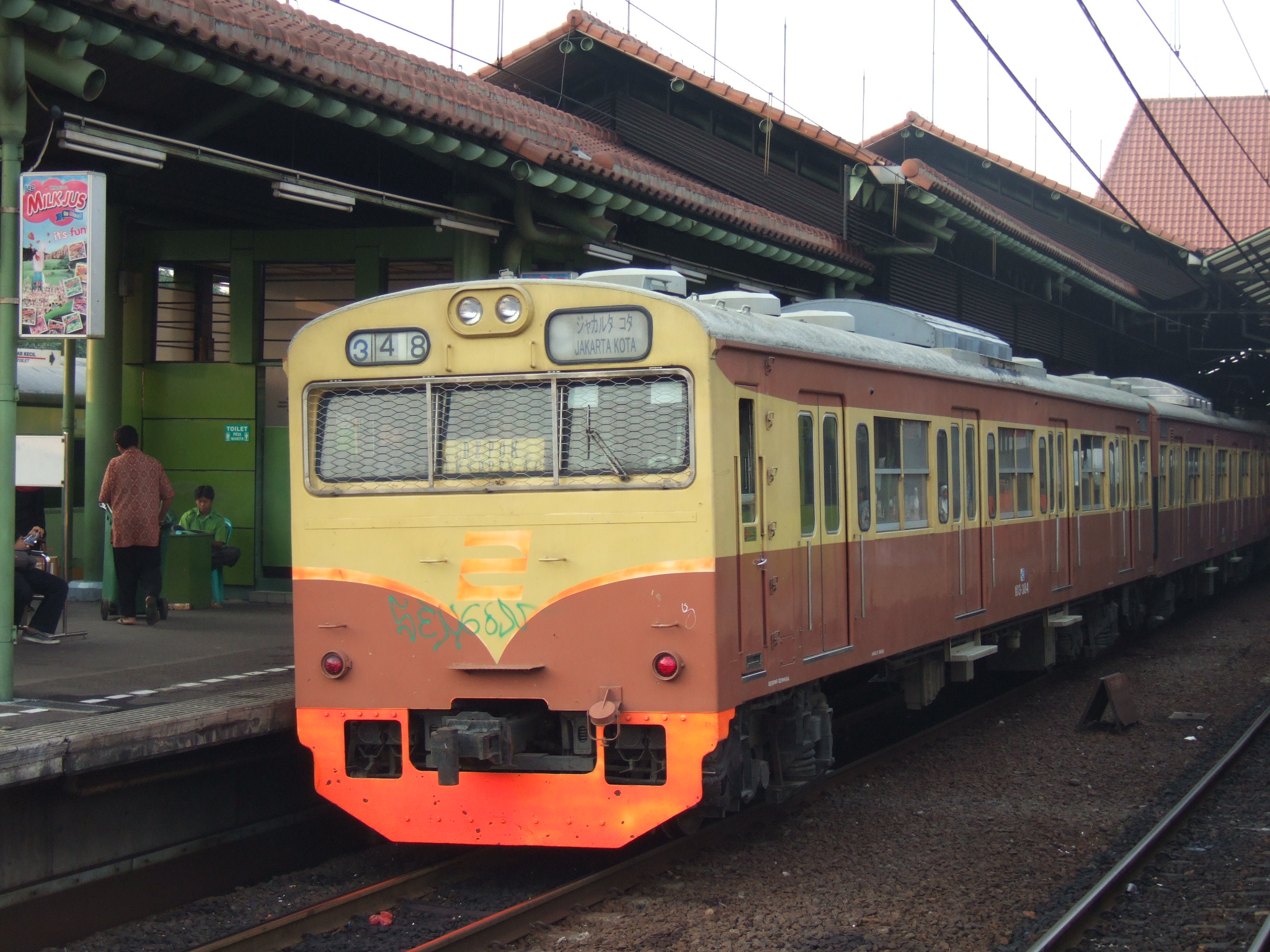
初代塗装
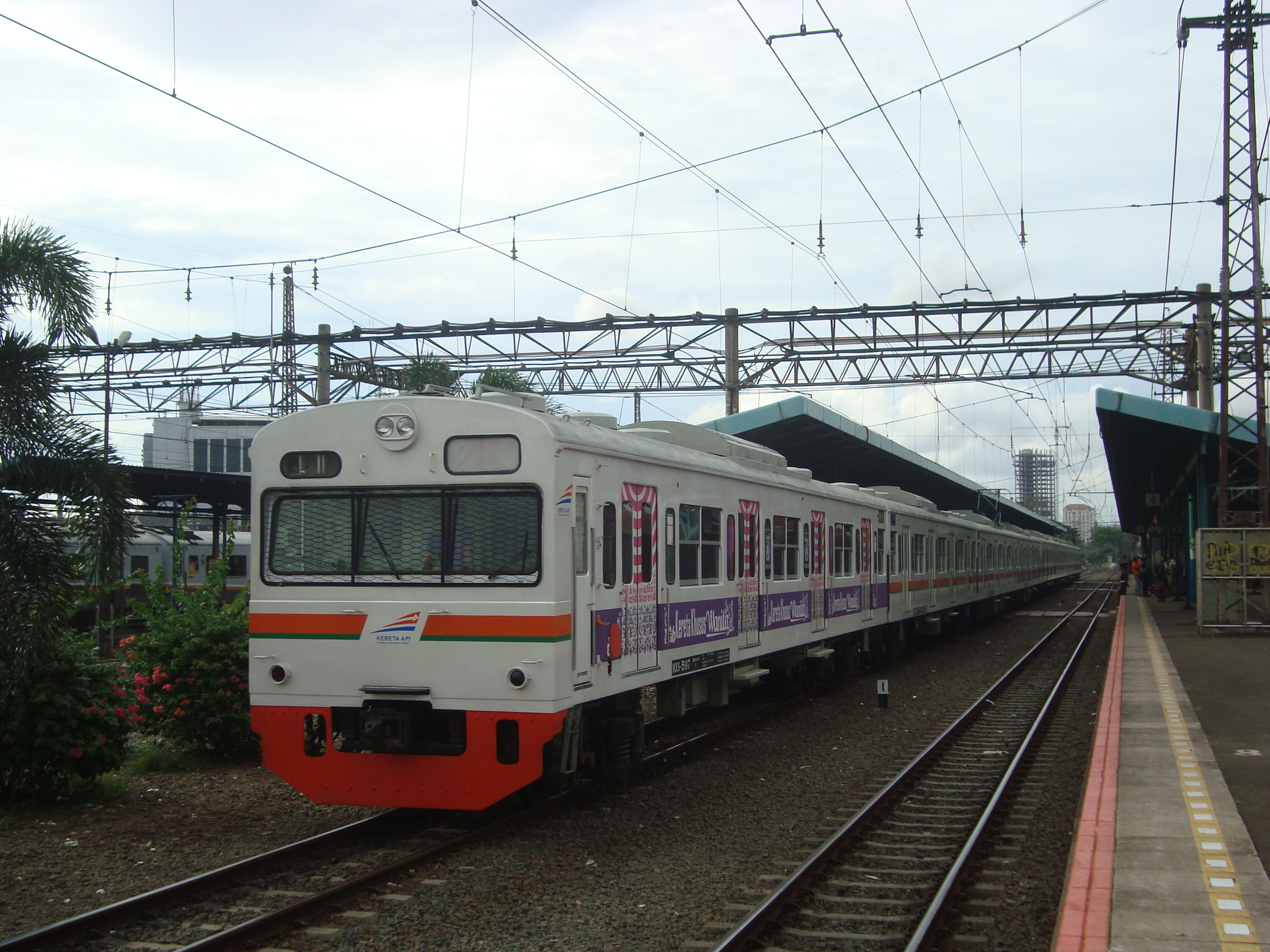
3代目塗装

### 北海道へ渡った103系
JR北海道では、電化区間が全て交流であることから、国鉄時代から1両も本系列が配置されたことはなかったが、1998年（平成10年）8月に103系8両が機関車牽引で入線した。
譲渡に関する情報は一般には全く公表されたことはなく、雑誌の投稿を含めても交友社『鉄道ファン』の1998年11月号 No.451のP.120に掲載された「103系が北海道へ」に津軽海峡線をED79形50番台に牽引された被験車8両編成の写真レポートが投稿されたのみである。
この103系は『鉄道ファン』同号掲載の写真、および苗穂で撮影されYoutubeに投稿された動画から以下の状態が確認された。
- 一部の車両が鉄板による窓・扉などの埋め込み
- 一部の車両が片エンドの鋼体を骨組みのみに改造
- 車番をRTRI-A、RTRI-C2、RTRI-D3などへ変更（RTRIは鉄道総合技術研究所の英語略称）
- 連結器を密着式から自動式への換装

この改造は東急車輛製造で施工された。
その後は苗穂工場内に留置された。工場内を移動することはあったが、関係者以外には一切非公開で、使用目的も明かされず、同年末までにすべて姿がなくなった。
なお苗穂工場到着後、追加で側面ドアの埋め込みや、妻面に鉄枠や鉄板で補強をされ、側面に衝突試験で用いられるターゲットマークを貼付された姿も、YouTubeに投稿された動画から確認できる。
収集されたデータの目的は公開されていないが、実験結果は英文にて2003年に公開されている。
譲渡車一覧（所属は廃車時）
- クハ103-396・454・481・482・719・724
- サハ103-230・417
  - クハ103-396・サハ2両：松戸電車区所属エメラルドグリーン塗装
  - ほかの5両：浦和電車区所属スカイブルー塗装。

## 編成表
岡山電車区
1999年4月1日
| 編成番号 | ← 姫路・岡山宇野・三原・広島・可部 → | ← 姫路・岡山宇野・三原・広島・可部 → | ← 姫路・岡山宇野・三原・広島・可部 → | ← 姫路・岡山宇野・三原・広島・可部 → |
| 編成番号 | クハ103                              | モハ103                              | モハ102                              | クハ103                              |
| H1       | 201                                  | 306                                  | 462                                  | 202                                  |
| H2       | 209                                  | 314                                  | 470                                  | 210                                  |
| H3       | 221                                  | 497                                  | 653                                  | 222                                  |
| H4       | 227                                  | 437                                  | 593                                  | 228                                  |
| H5       | 233                                  | 493                                  | 649                                  | 234                                  |

## 保存車
| 画像 | 番号          | 所属     | 最終配置 | 廃車           | 所在地                                                                    | 備考 |
| ---- | ------------- | -------- | -------- | -------------- | ------------------------------------------------------------------------- | --- |
|      | クハ103-713   | JR東日本 | 京葉     | 2005年11月22日 | 埼玉県さいたま市大宮区大成町3丁目47 鉄道博物館                            | 乗務員室側約9 mのカットボディが保存されている。当初はスカイブルーであったが、2017年（平成29年）のキッズプラザリニューアルに際し、白ベースにオレンジ・スカイブルー・カナリアイエロー・ウグイス・エメラルドグリーンの103系がまとった5色を水玉で配した模様に塗り替えられた。 高運転台車では唯一の保存車である。 |
|      | クハ103-525   | JR東日本 | 中原     | 1994年10月13日 | （東京都府中市東芝町1 東芝府中事業所→） 千葉県いすみ市作田1298 ポッポの丘 | 譲渡後、機器類を改造された状態で東芝府中事業所にて留置。車体はオレンジ一色に塗り替えられている。 2020年4月14日、同所保管のクモニ83006（国鉄クモニ83形電車）と共にポッポの丘へ向け陸送された。 |
|      | クモハ103-18  | JR東海   | 神領     | 2001年9月14日  | 岐阜県美濃加茂市 美濃太田車両区                                           | 屋外留置のため腐食や褪色が見られる。2011年3月14日にオープンしたリニア・鉄道館の展示リストには入っていない。 |
|      | クハ103-1     | JR西日本 | 日根野   | 2011年3月30日  | 京都府京都市下京区観喜寺町 京都鉄道博物館                                 | クハ103形のトップナンバー。2011年3月まで阪和線で使用され、廃車後は一時期吹田総合車両所に保管されていたが、スカイブルーからオレンジバーミリオンに塗装変更して2015年3月2日に吹田総合車両所から搬出され、京都鉄道博物館に搬入された。103系の保存車では唯一戸袋窓が封鎖されている。                              |
|      | クモハ103-110 | JR西日本 | 岡山     | 2009年7月3日   | 大阪府大東市平野屋1丁目4−1 大阪府立消防学校 ※非公開                       | もと阪和線用。2009年に廃車となった際、消防学校の整備工事が進められていたため、同校の訓練施設として譲渡された。 |
|      | クモハ103-147 | JR東日本 | 松戸     | 2006年5月10日  | 個人へ譲渡（所在地非公開）                                                | 個人へ譲渡（所在地非公開） |